# Desarrollo de fractales mediante el método de Mandelbrot
El método de Mandelbrot : este método para desarrollar "objetos fractales" fue creado por Benoît Mandelbrot en la década de los años 70, mientras trabajaba en IBM. Consiste en construir, para cada punto c del plano complejo, una sucesión de números complejos zn. Partiendo del punto z0 = 0, se calcula la sucesión de forma iterativa mediante la fórmula zn+1=F(zn)+c, donde F es una función arbitraria previamente elegida. Cuando la sucesión iterativa está acotada, se asigna al punto c del plano complejo un color sólido (por ejemplo, el color negro). Si la sucesión diverge entonces se asigna al punto c un color progresivamente distinto, dependiendo de cuántas iteraciones hayan sido necesarias para detectar la divergencia de la sucesión.
El fractal derivado por este método cuando se toma la función F(z)=z2 se llama conjunto de Mandelbrot.
En lo que sigue, en lugar de zn+1=F(zn)+c se utilizará la notación Z=F(Z)+C, como si se tratara de una asignación en algún lenguaje de programación.

## Z = Zm+ C
A continuación se muestra una serie de fractales iterando las diferentes potencias de Z = Zm + C, según el método de Mandelbrot. 

Ejemplos de fractales del tipo Mandelbrot: Z = Zm + C

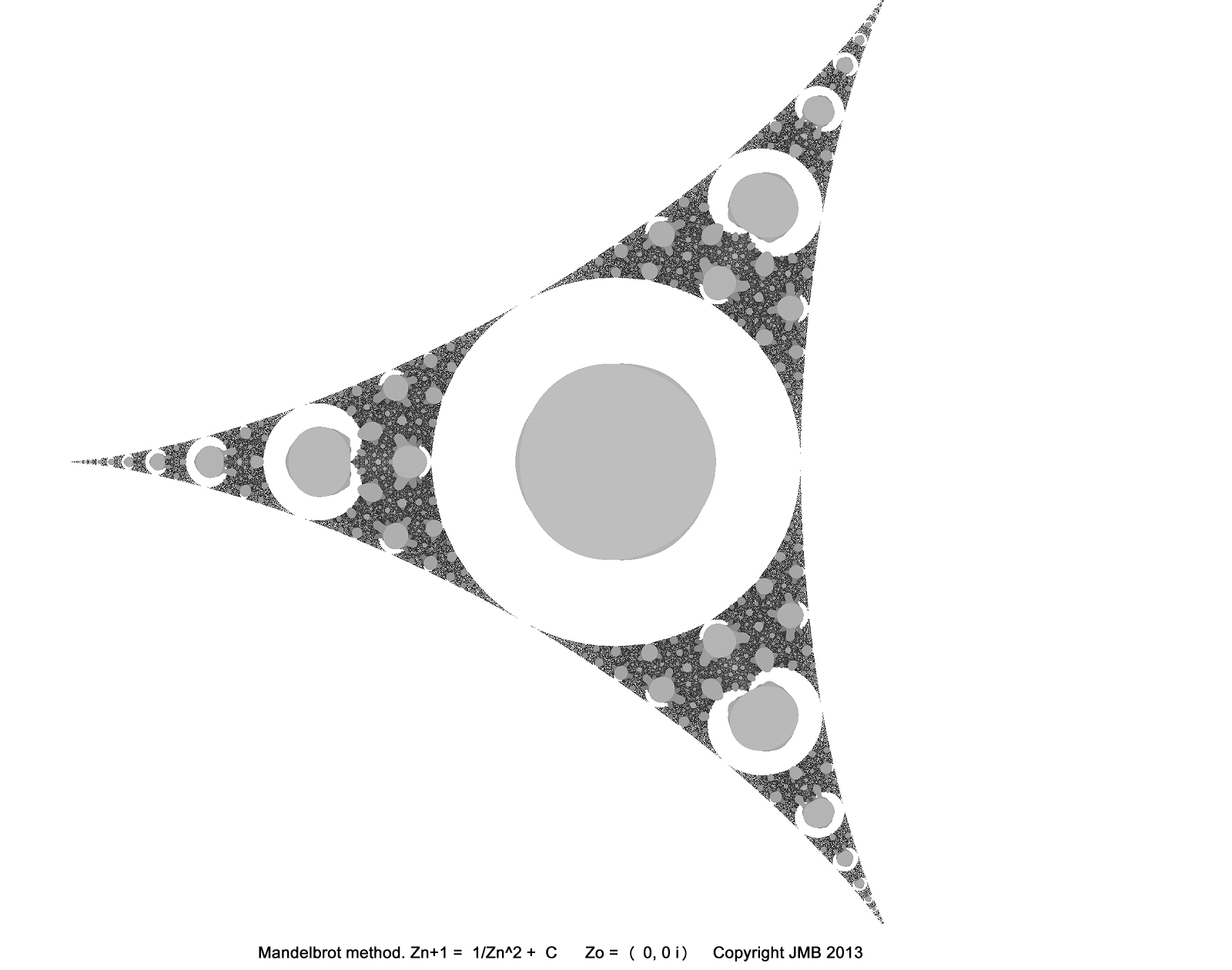
Z = Z ^{-2} + C
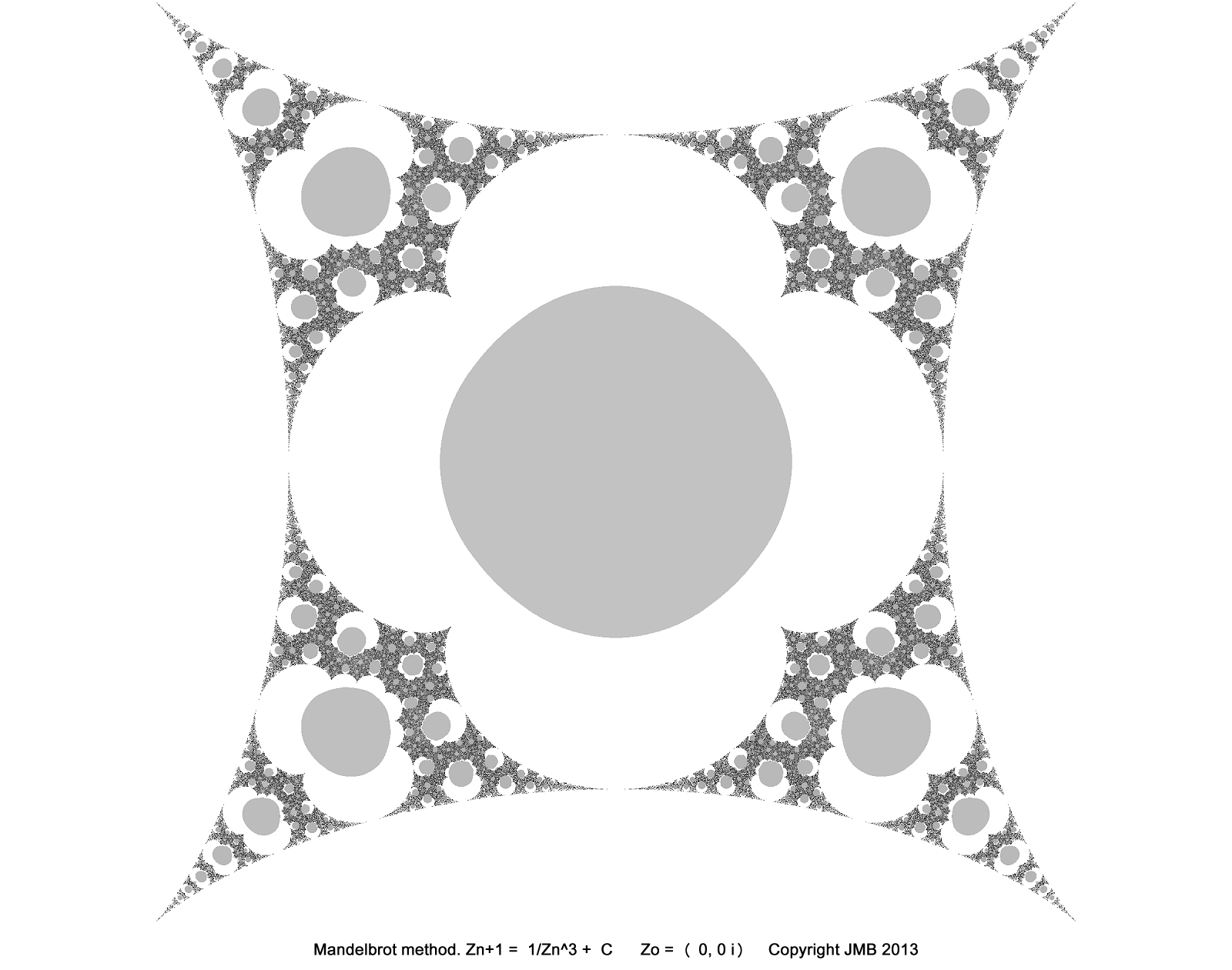
Z = Z ^{-3} + C
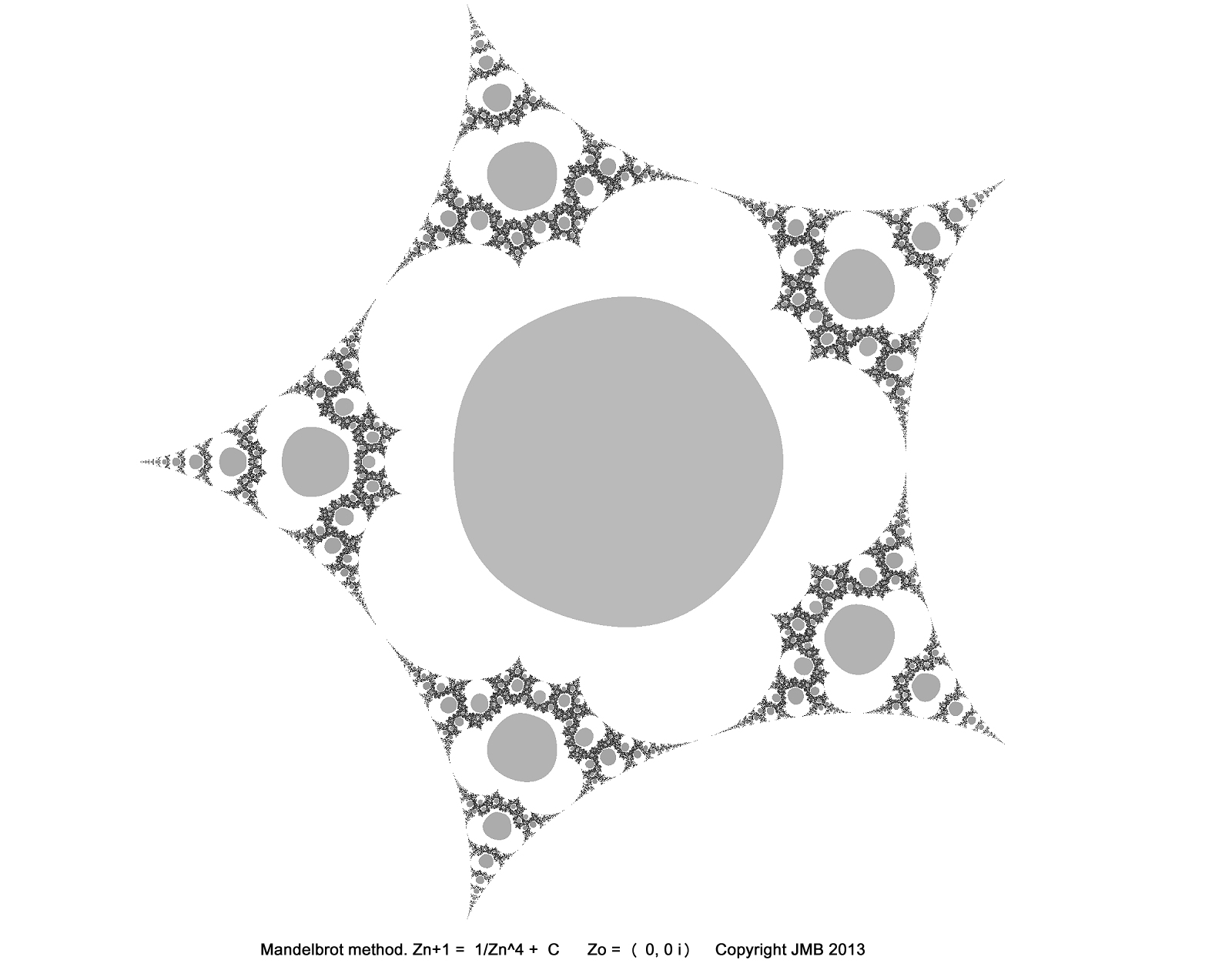
Z = Z ^{-4} + C
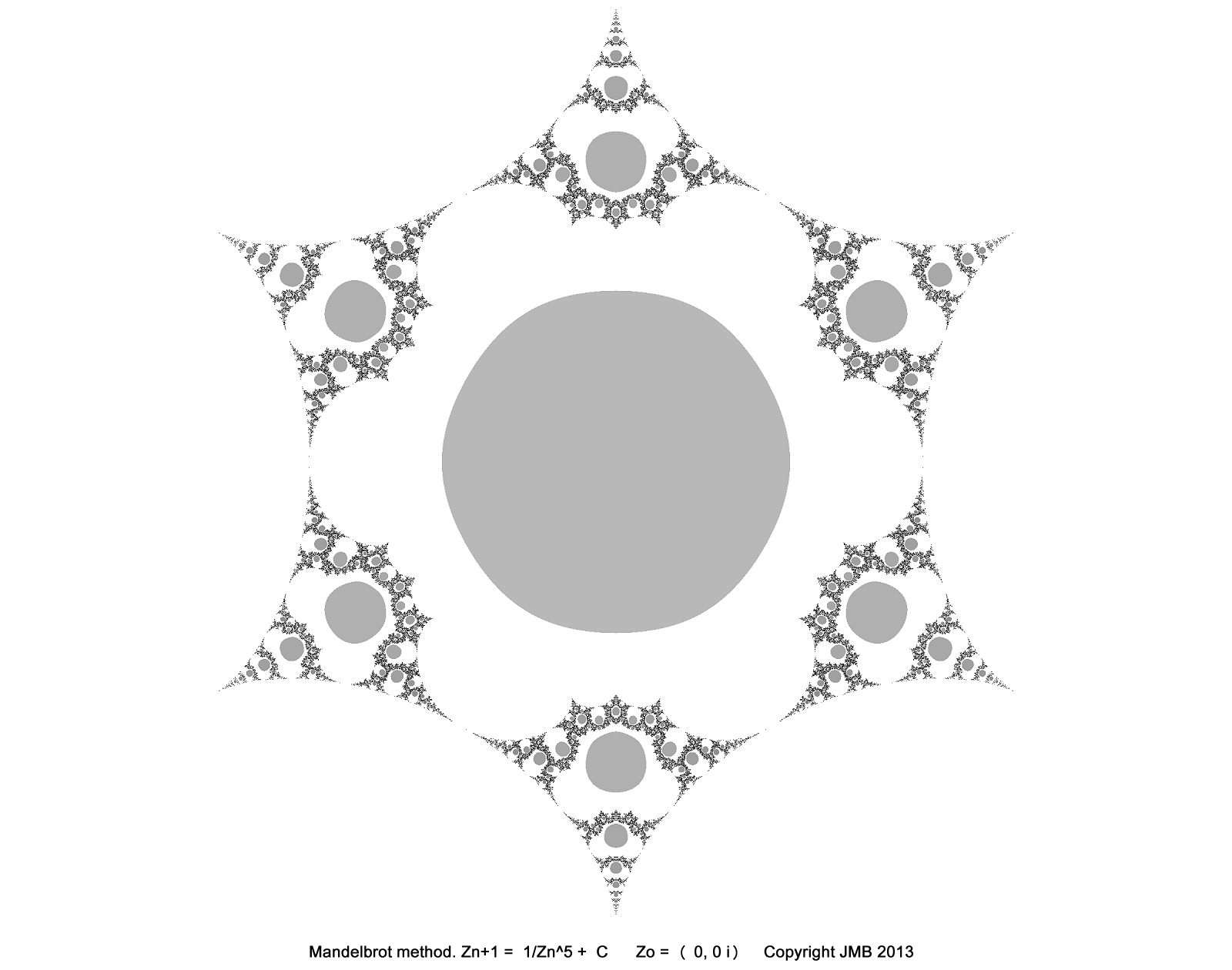
Z = Z ^{-5} + C

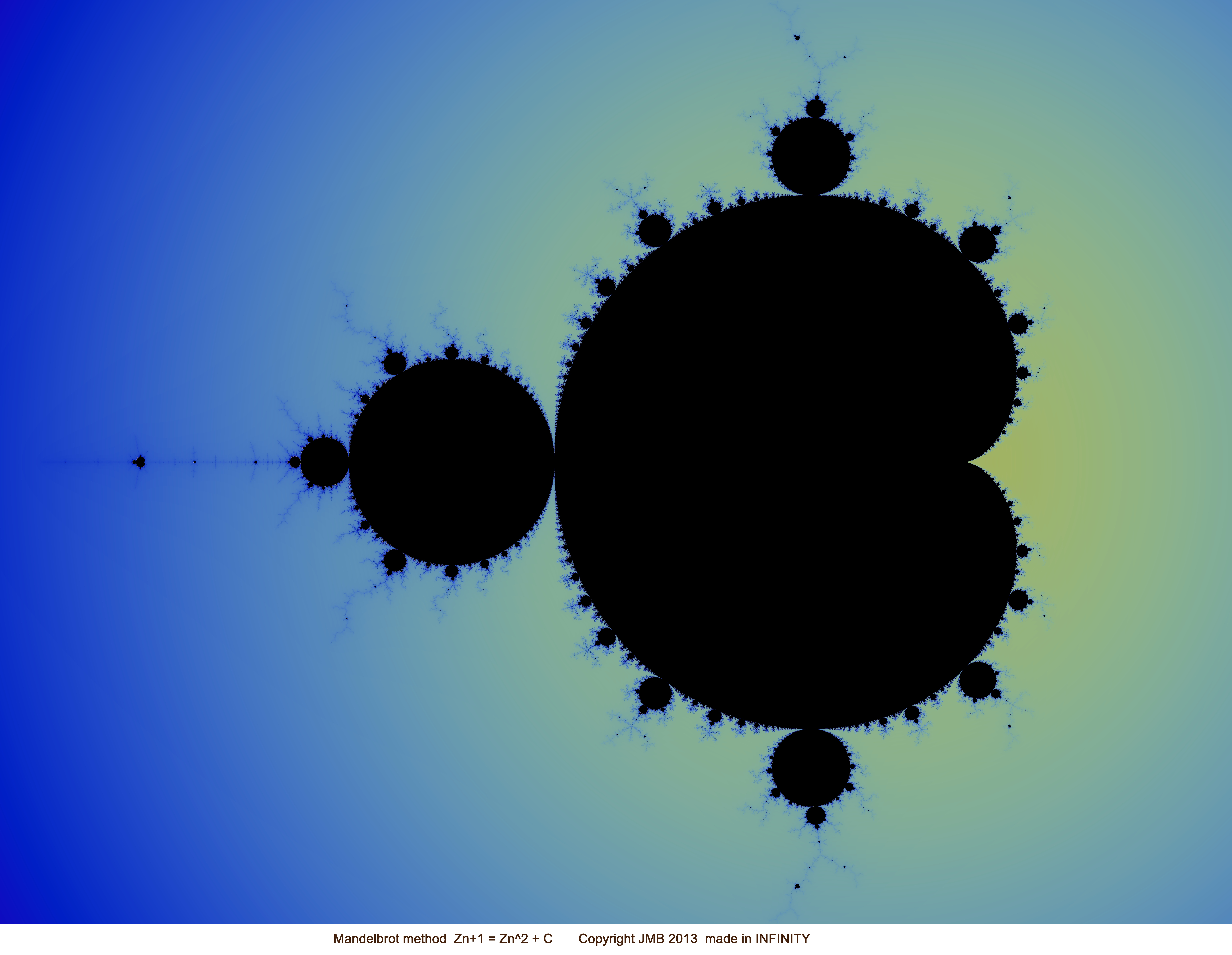
Z = Z2 + CConjunto de Mandelbrot
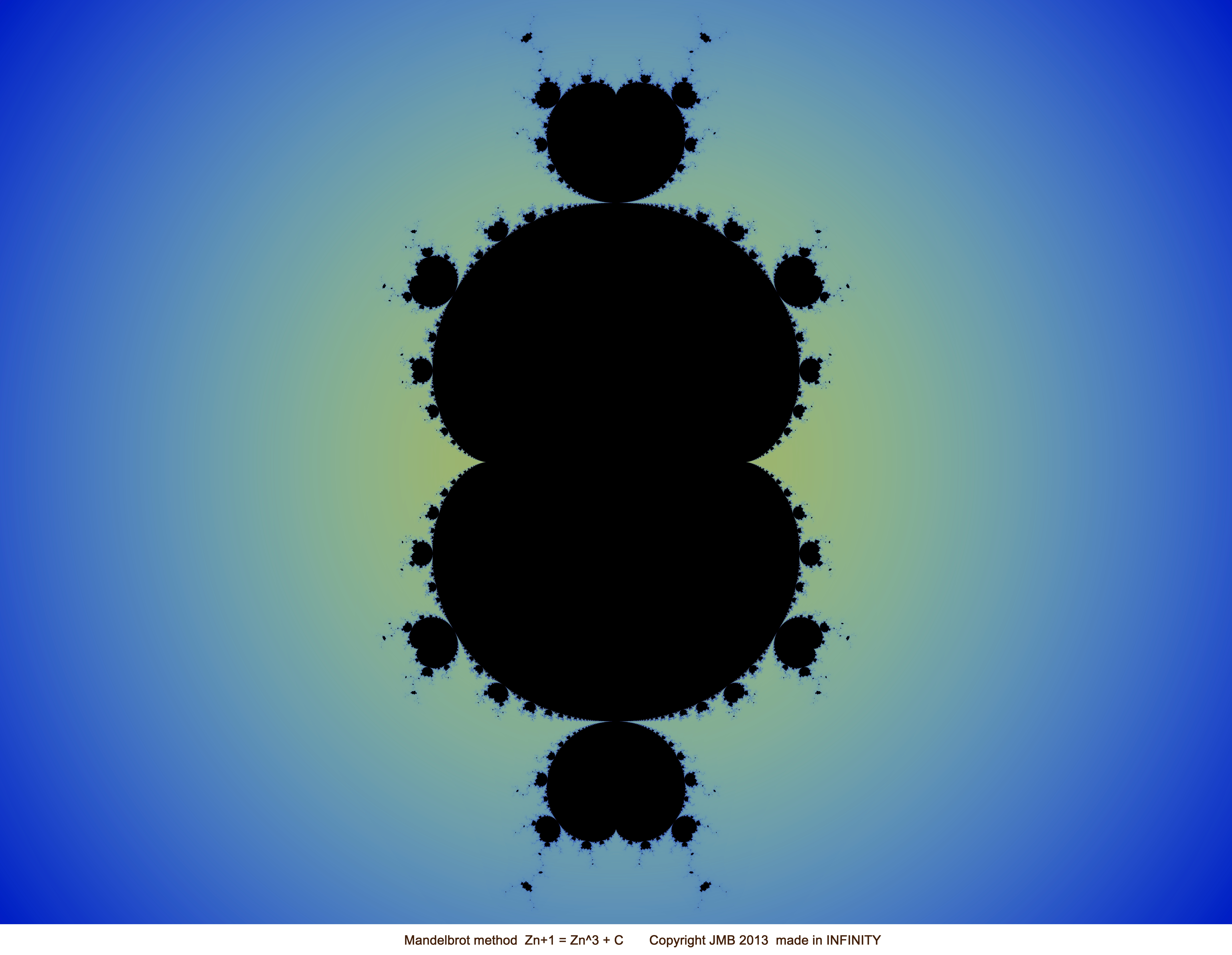
Z = Z3 + C
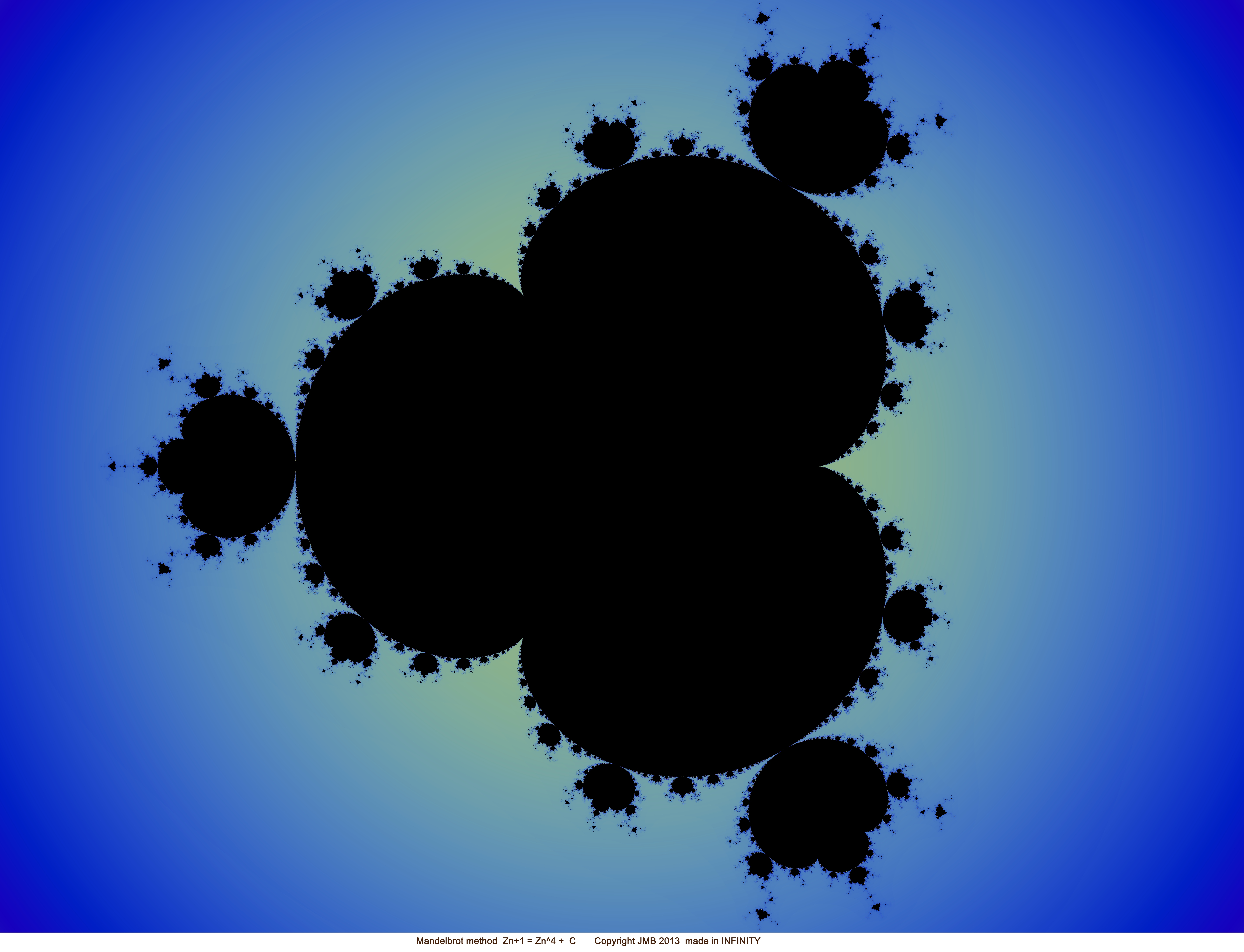
Z = Z4 + C
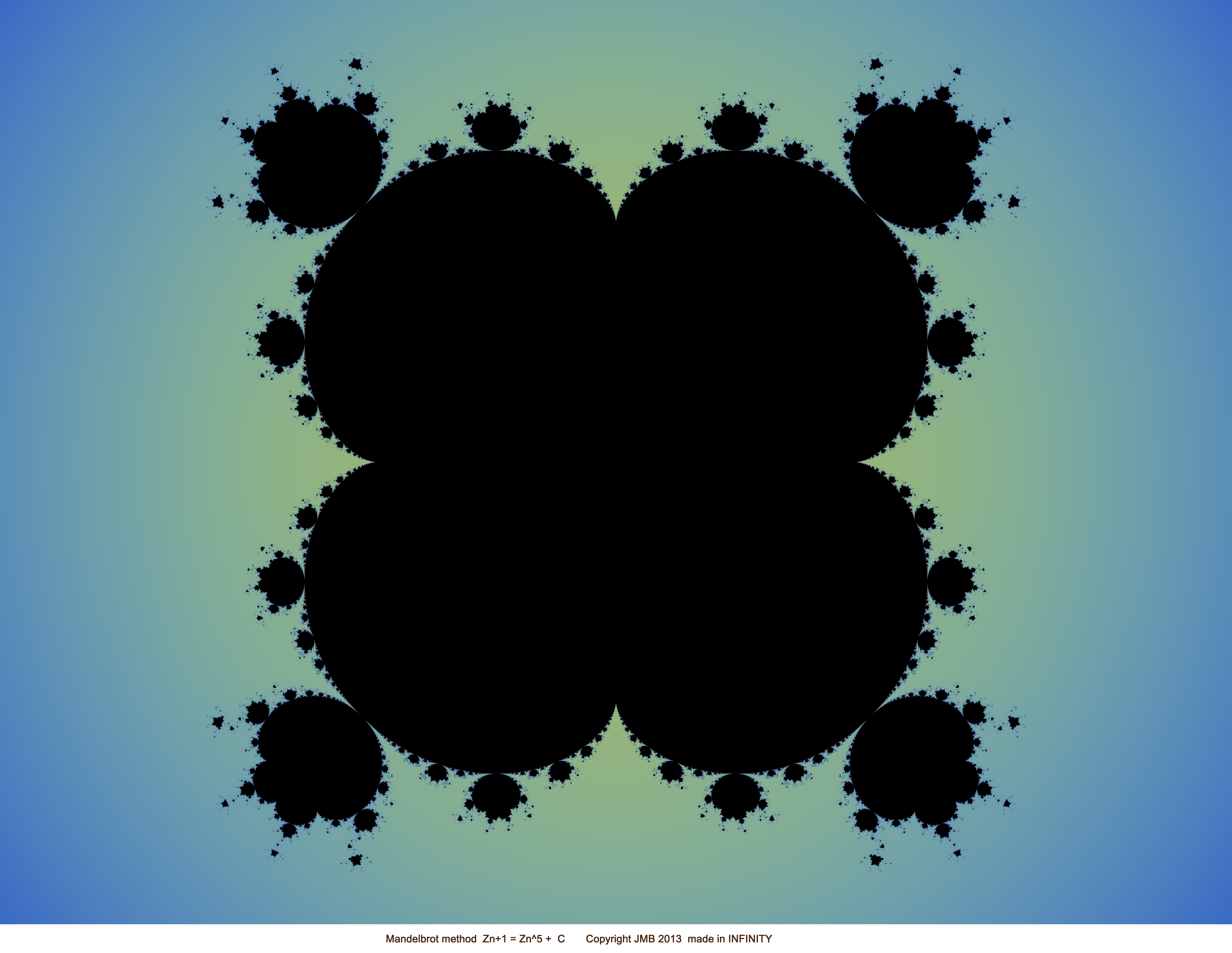
Z = Z5 + C
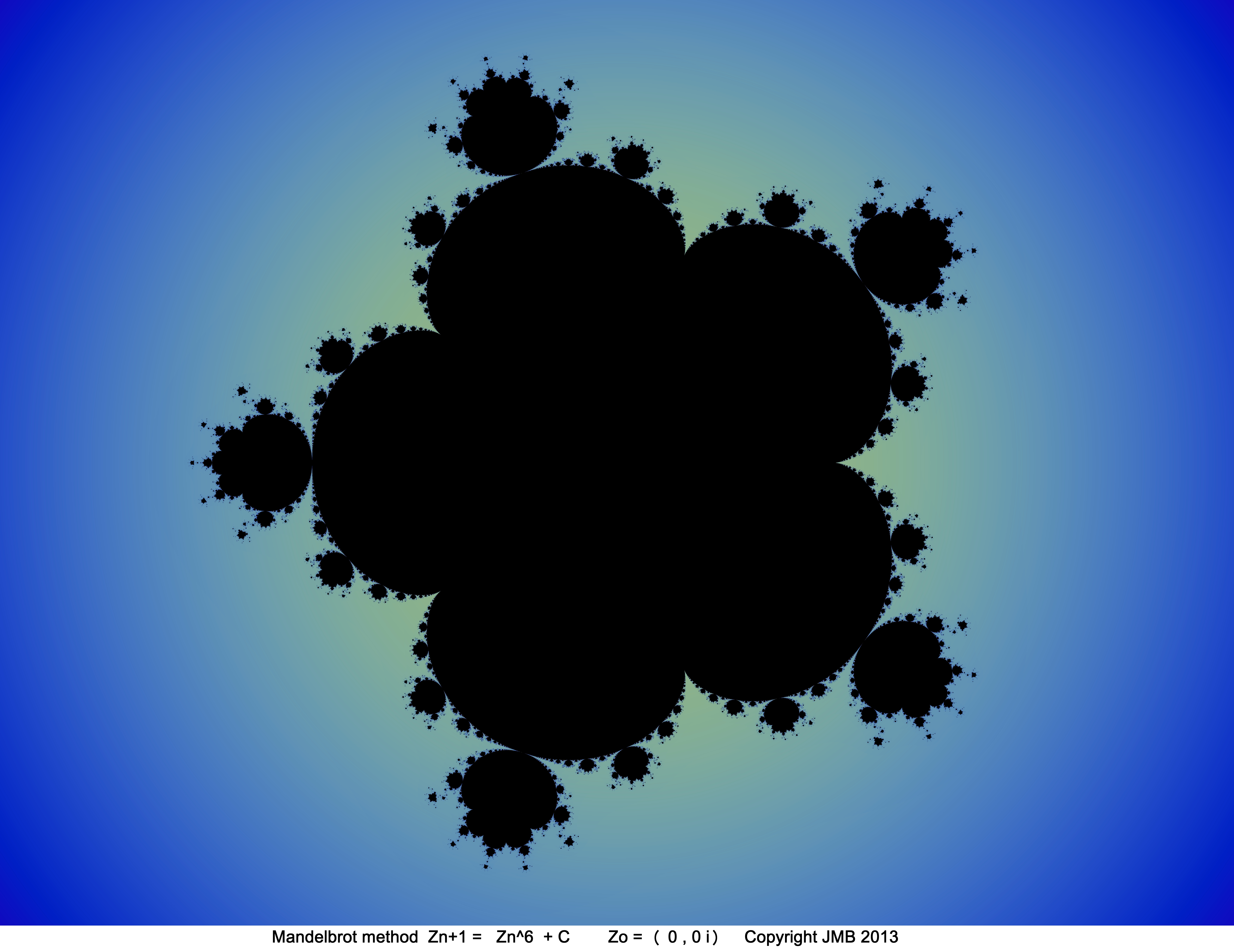
Z = Z6 + C
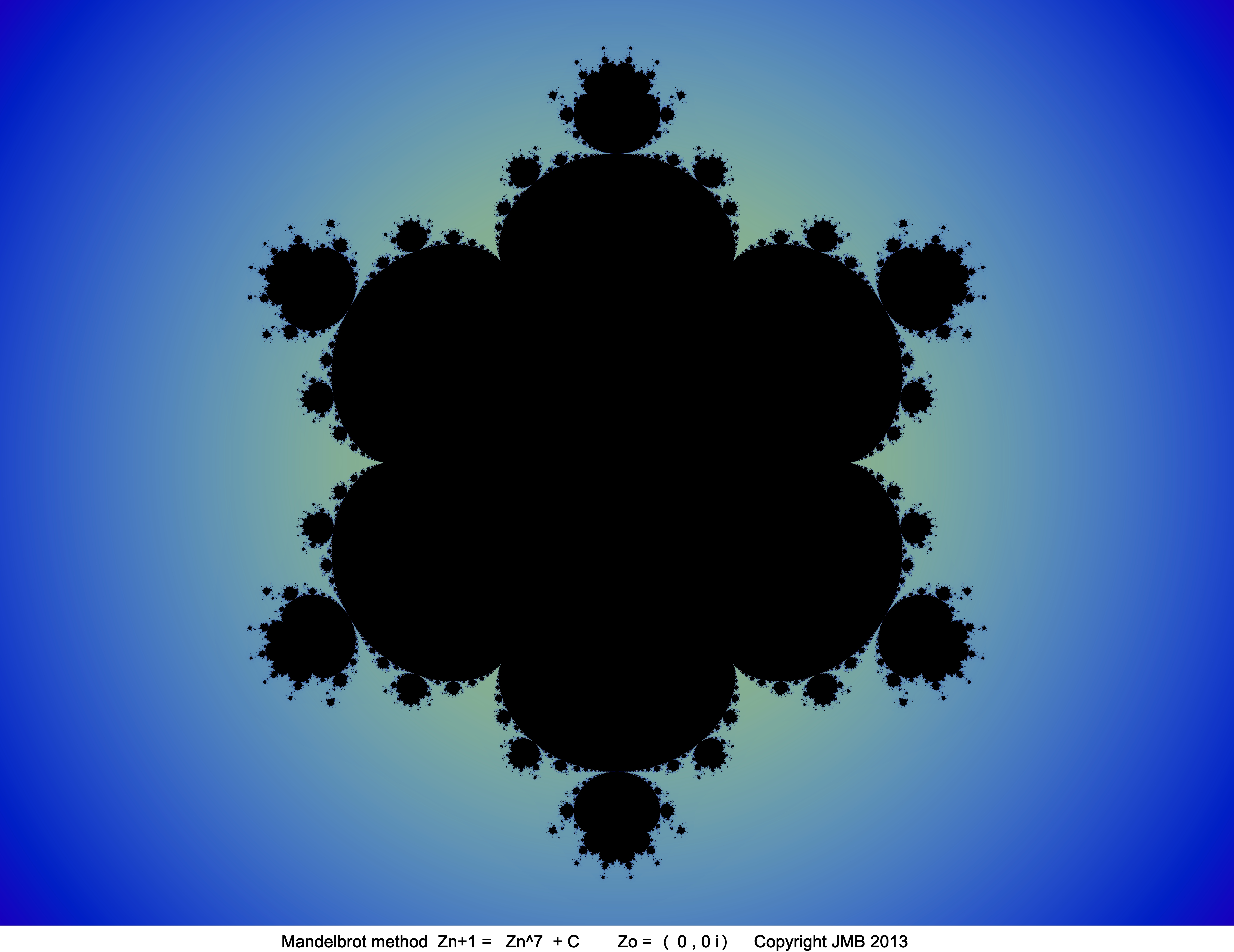
Z = Z7 + C
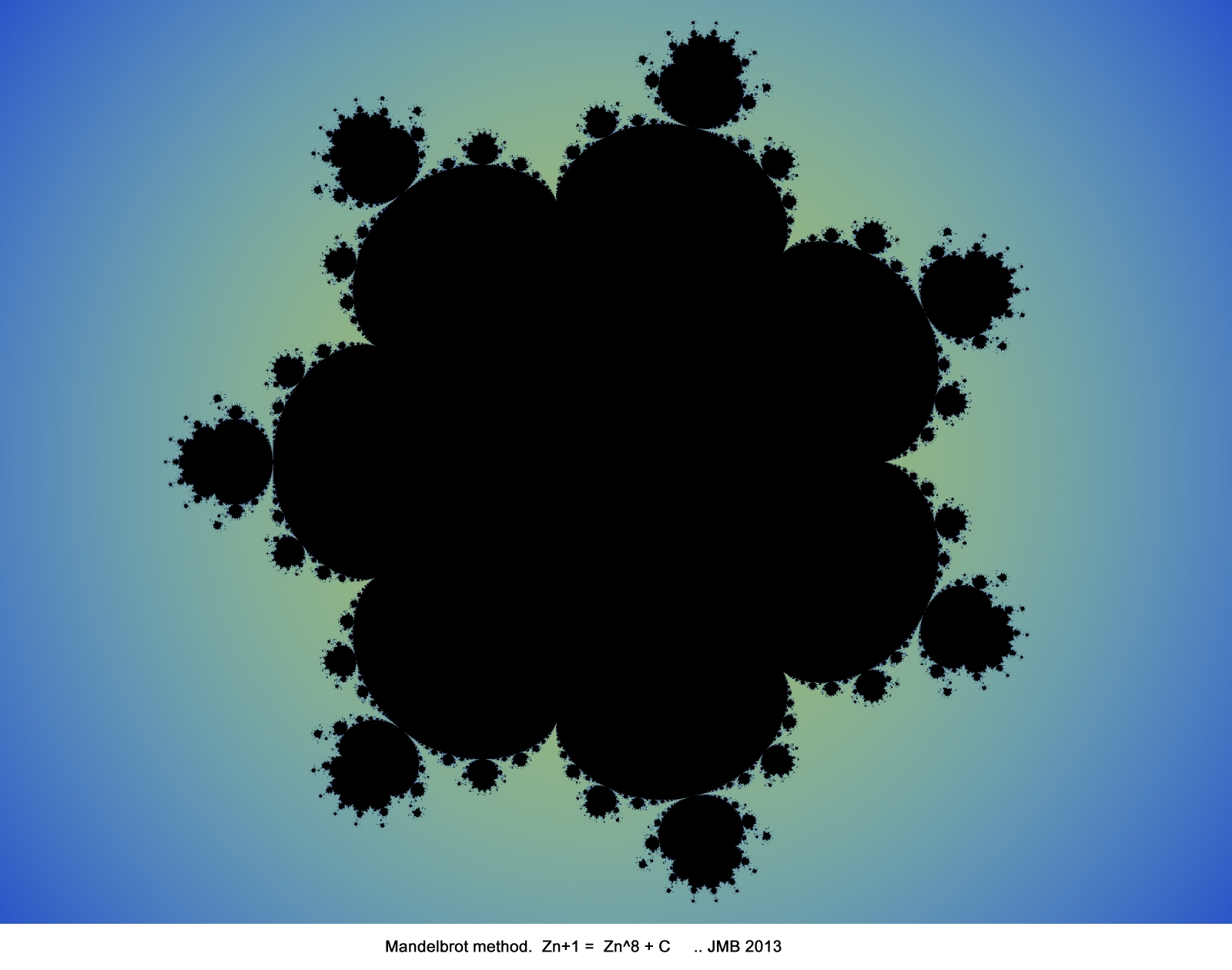
Z = Z8 + C
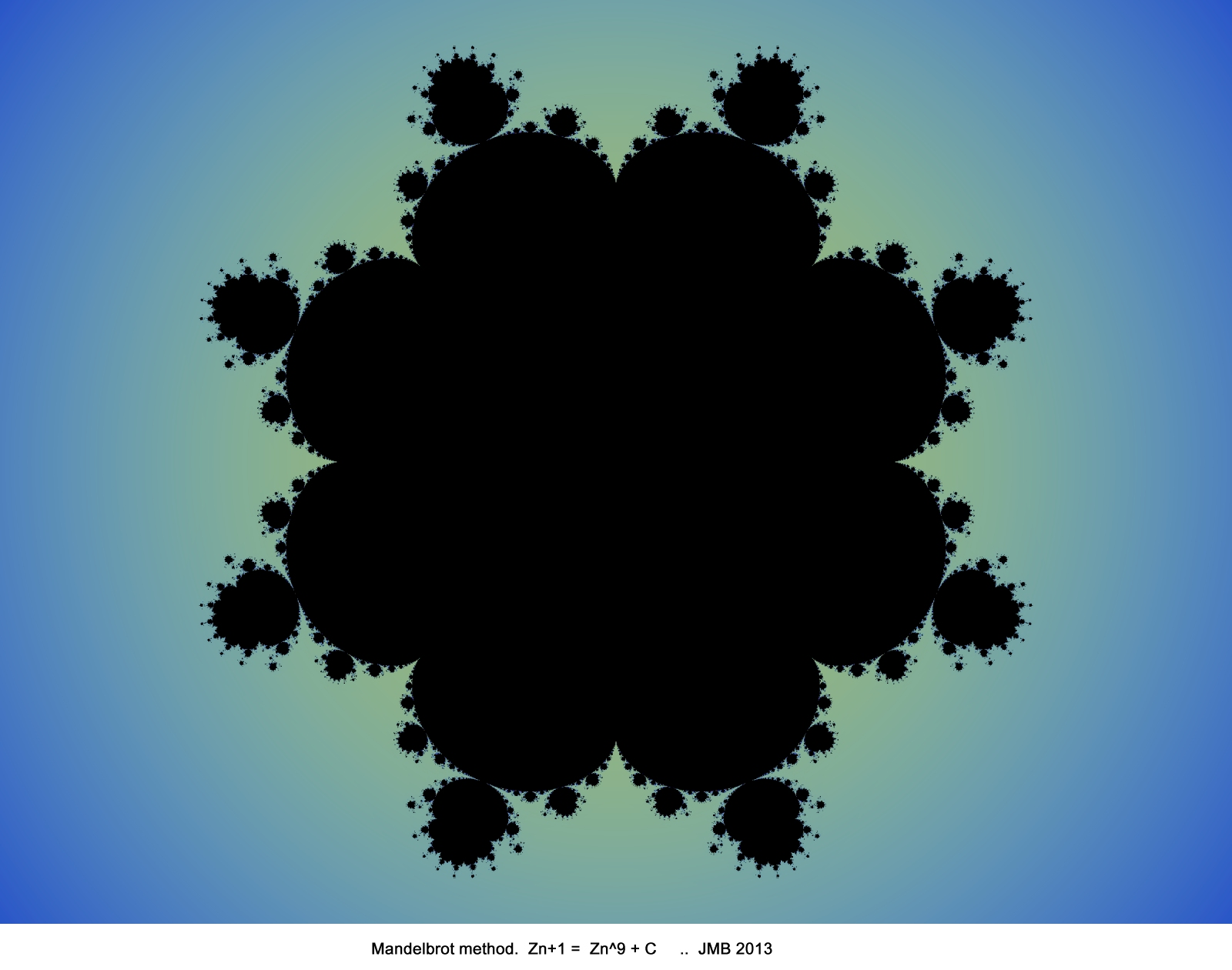
Z = Z9 + C
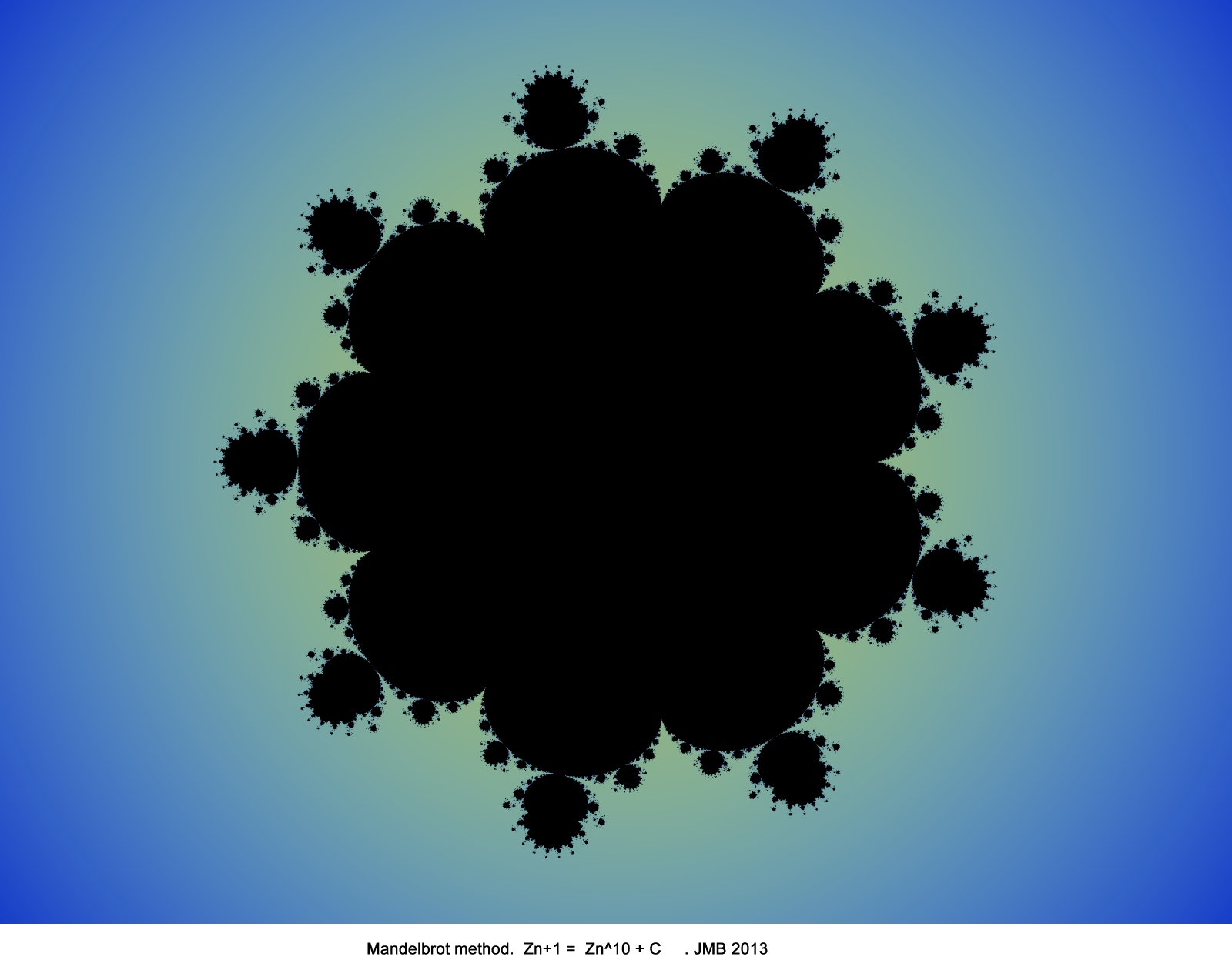
Z = Z10 + C
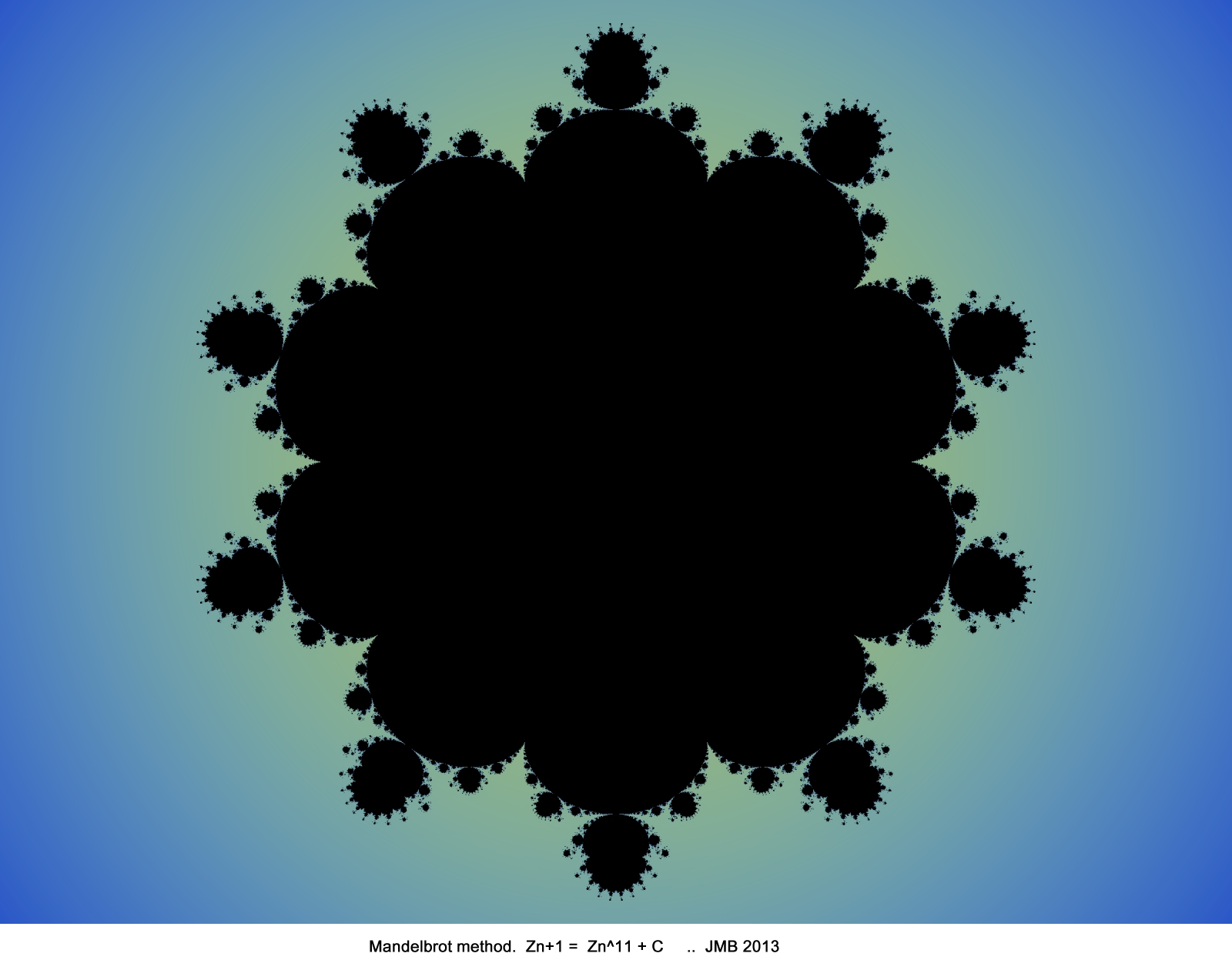
Z = Z11 + C
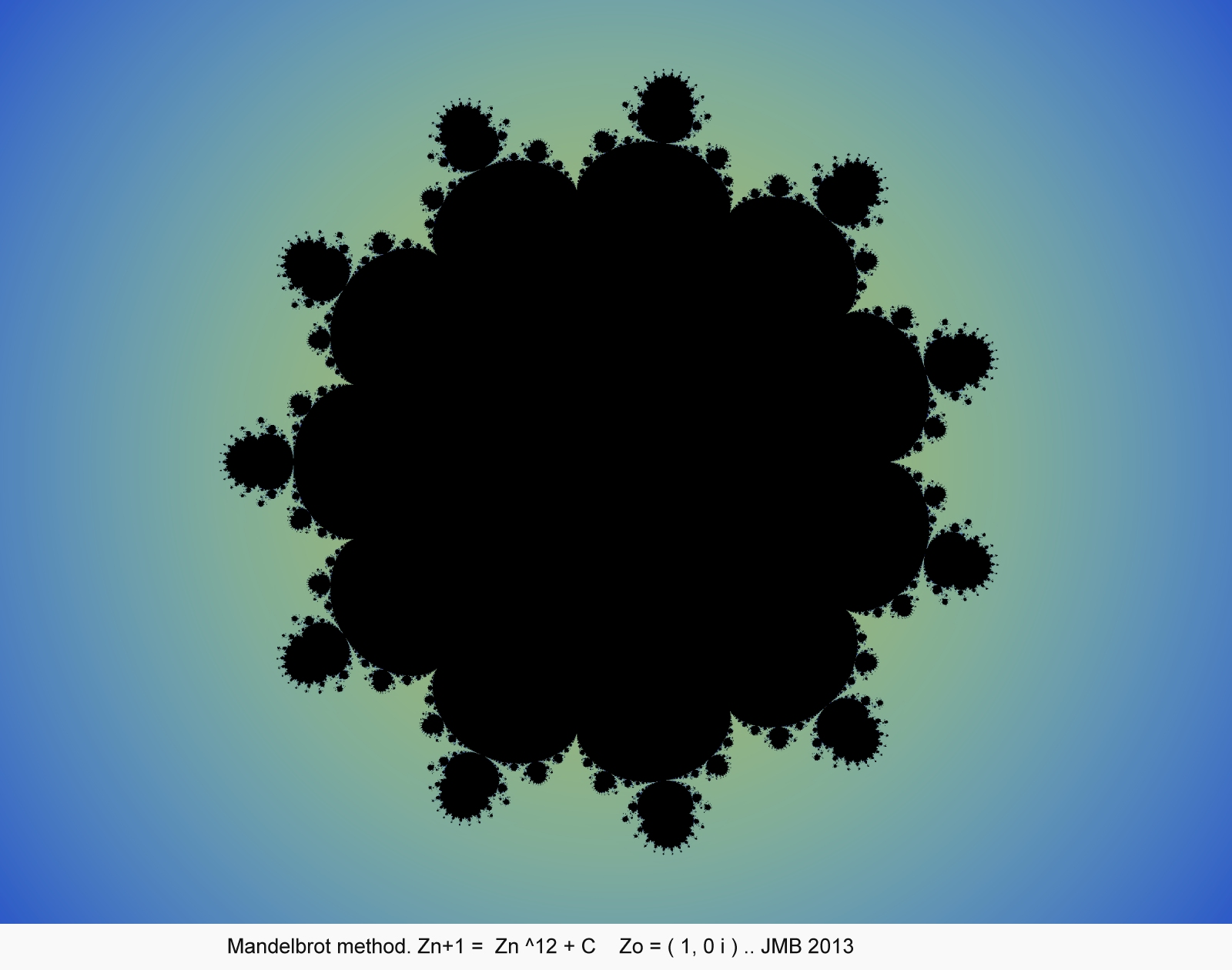
Z = Z12 + C
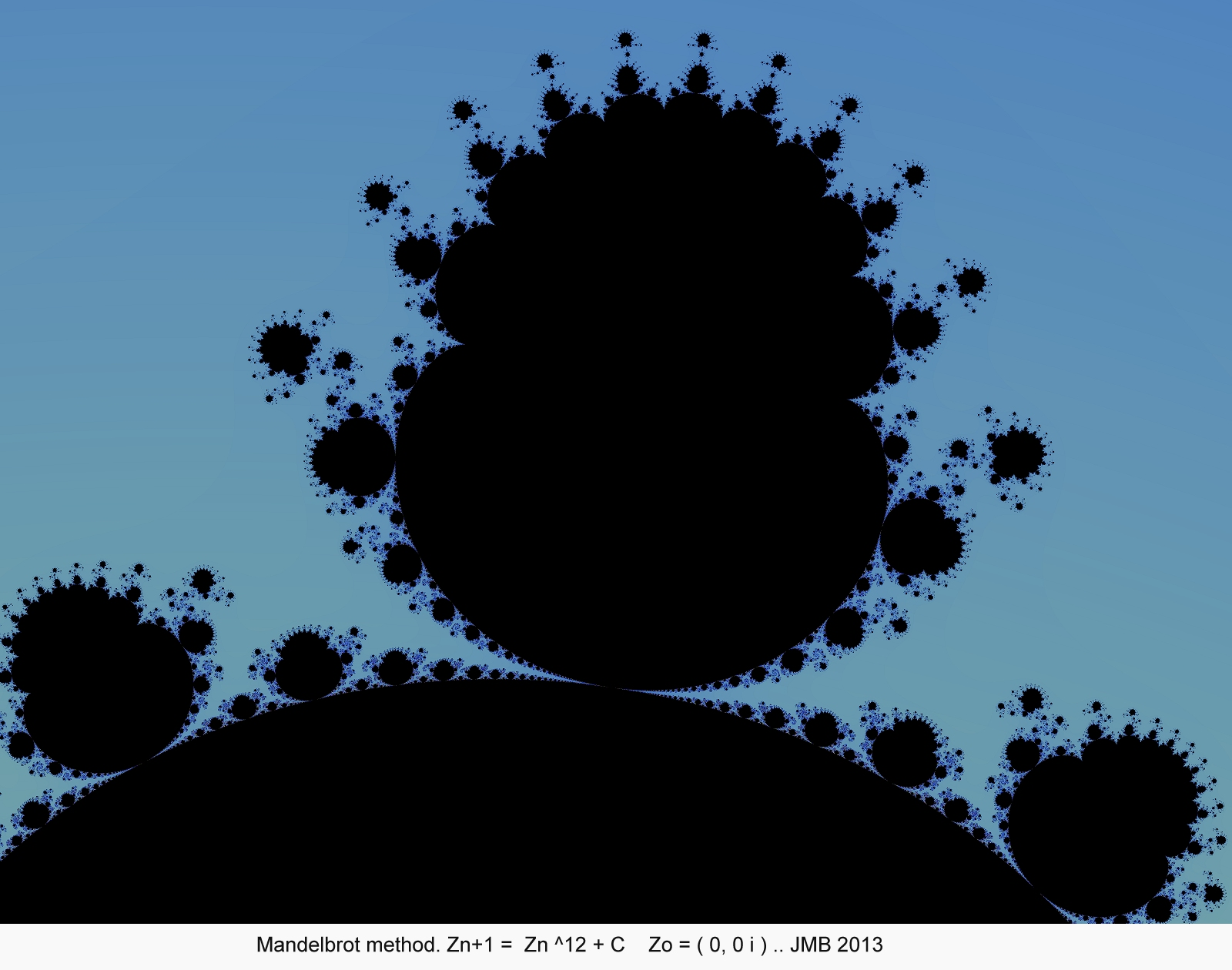
Z = Z12 + C x 8
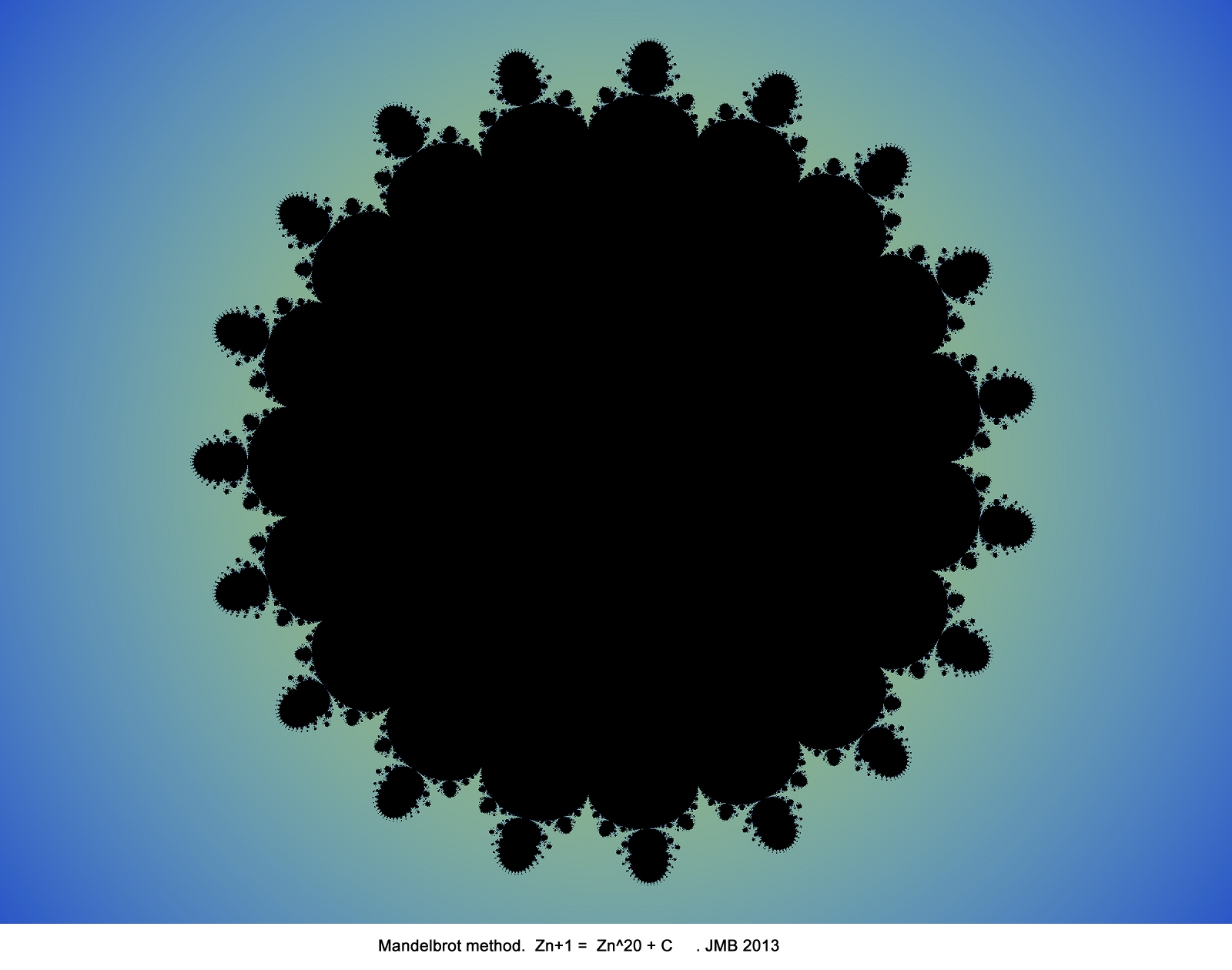
Z = Z20 + C
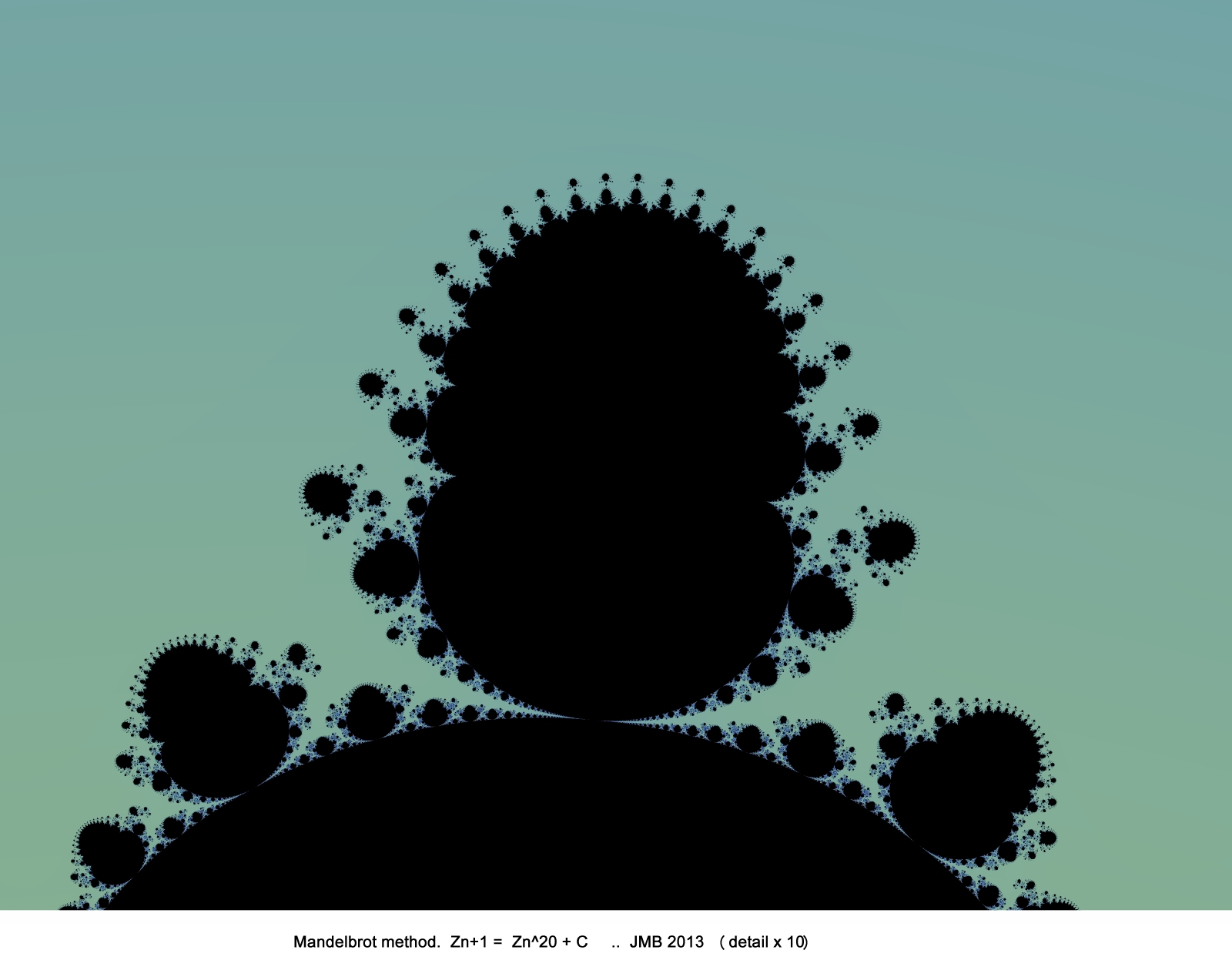
Z = Z20 + C x 10
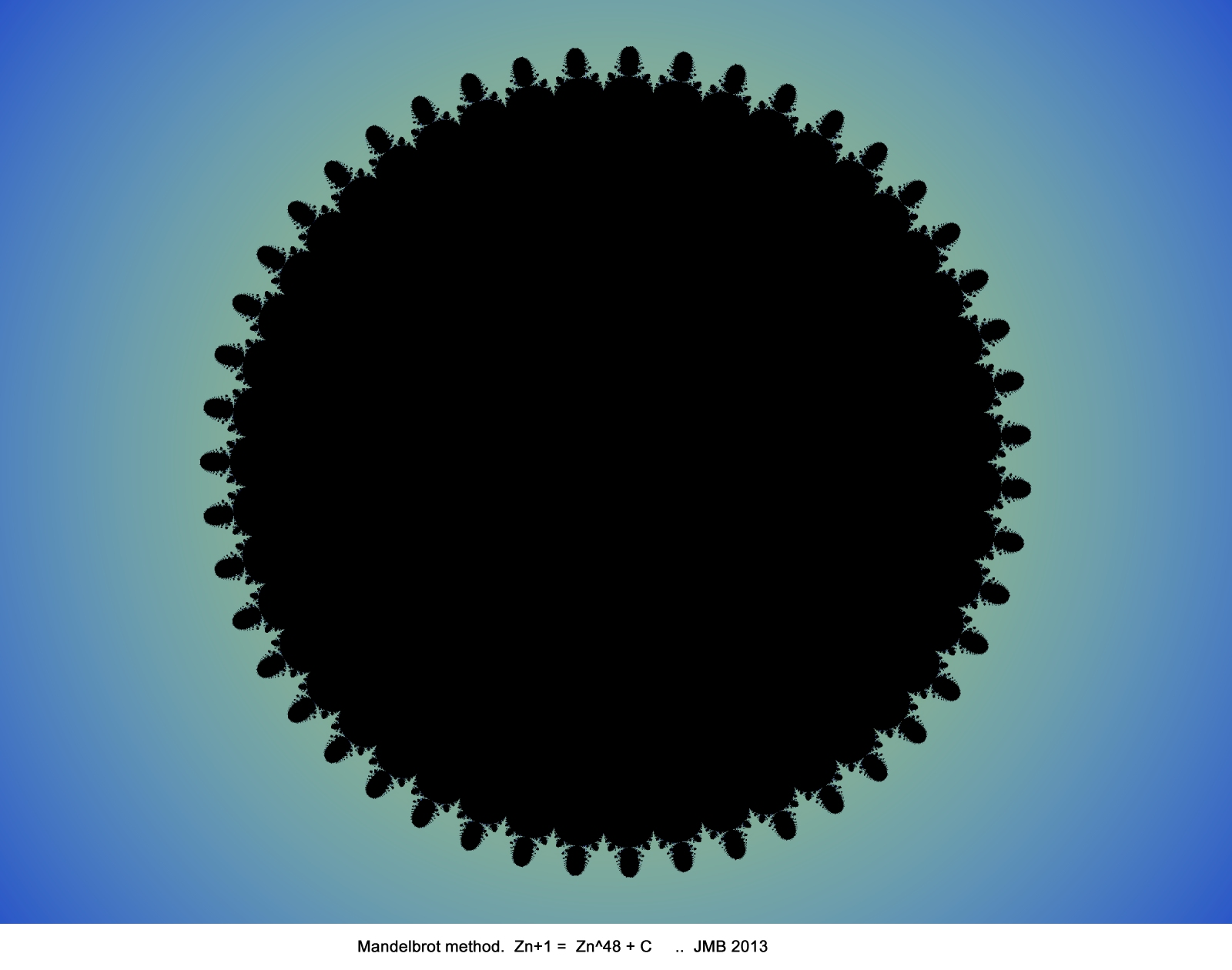
Z = Z48 + C
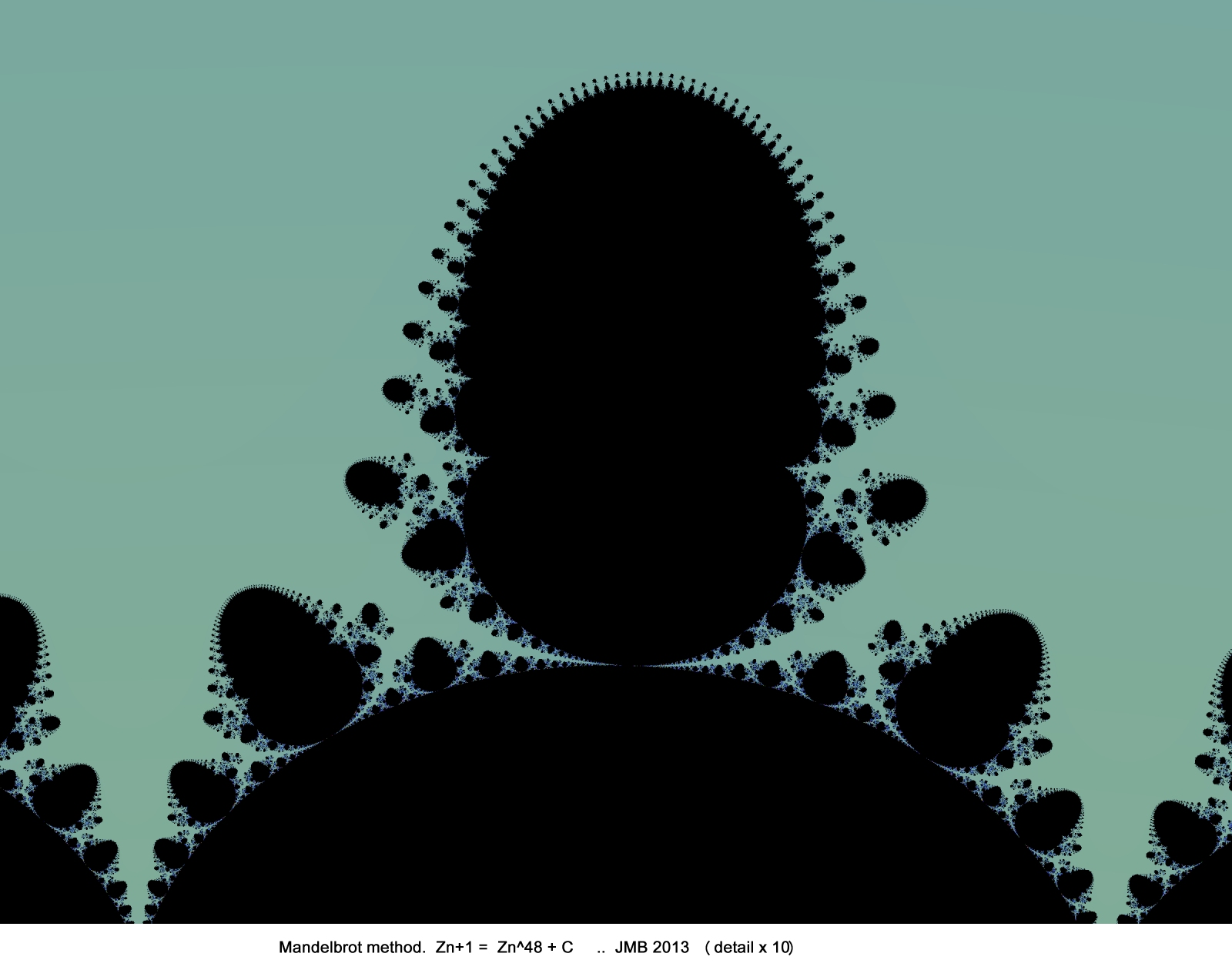
Z = Z48 + C x 20
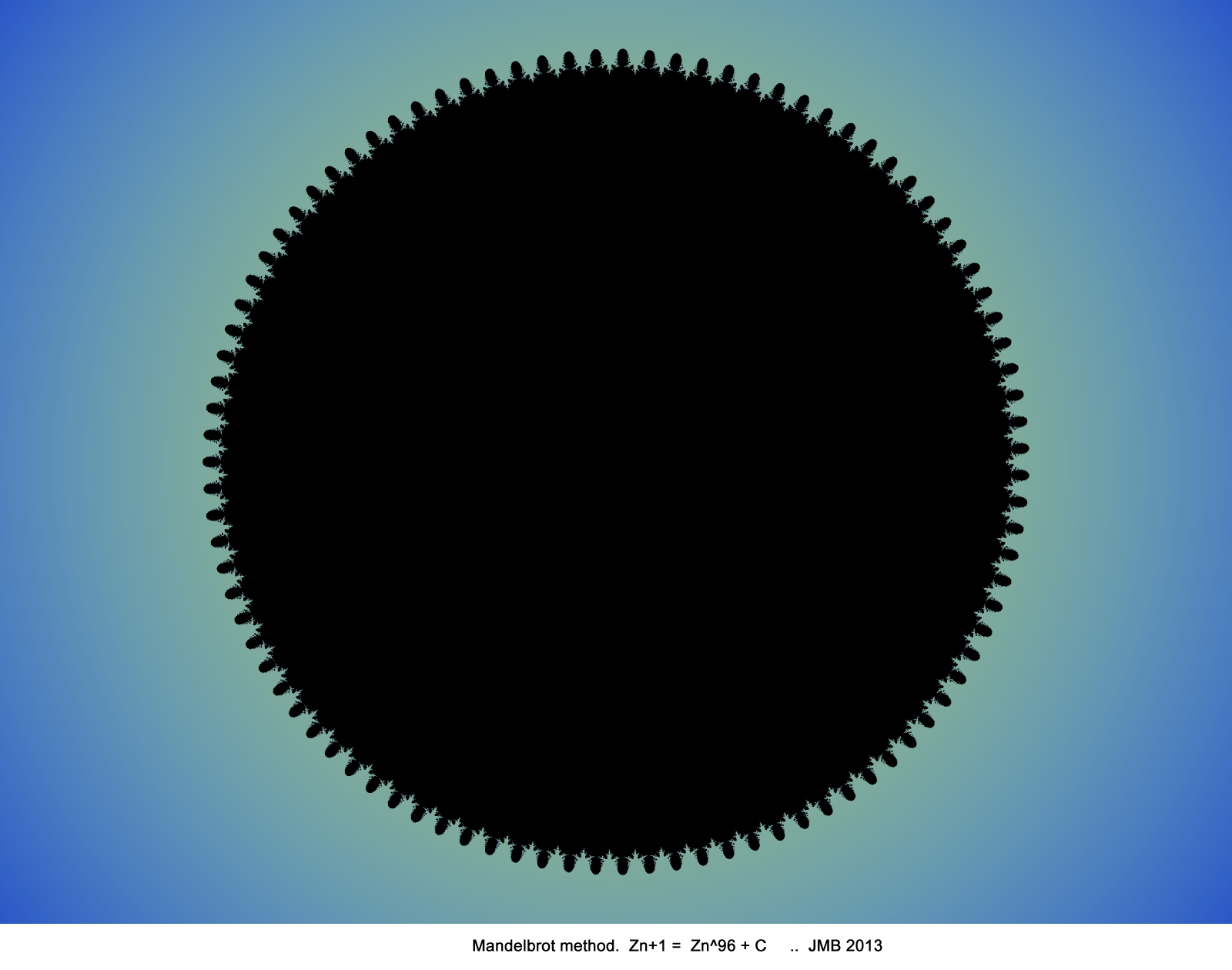
Z = Z96 + C
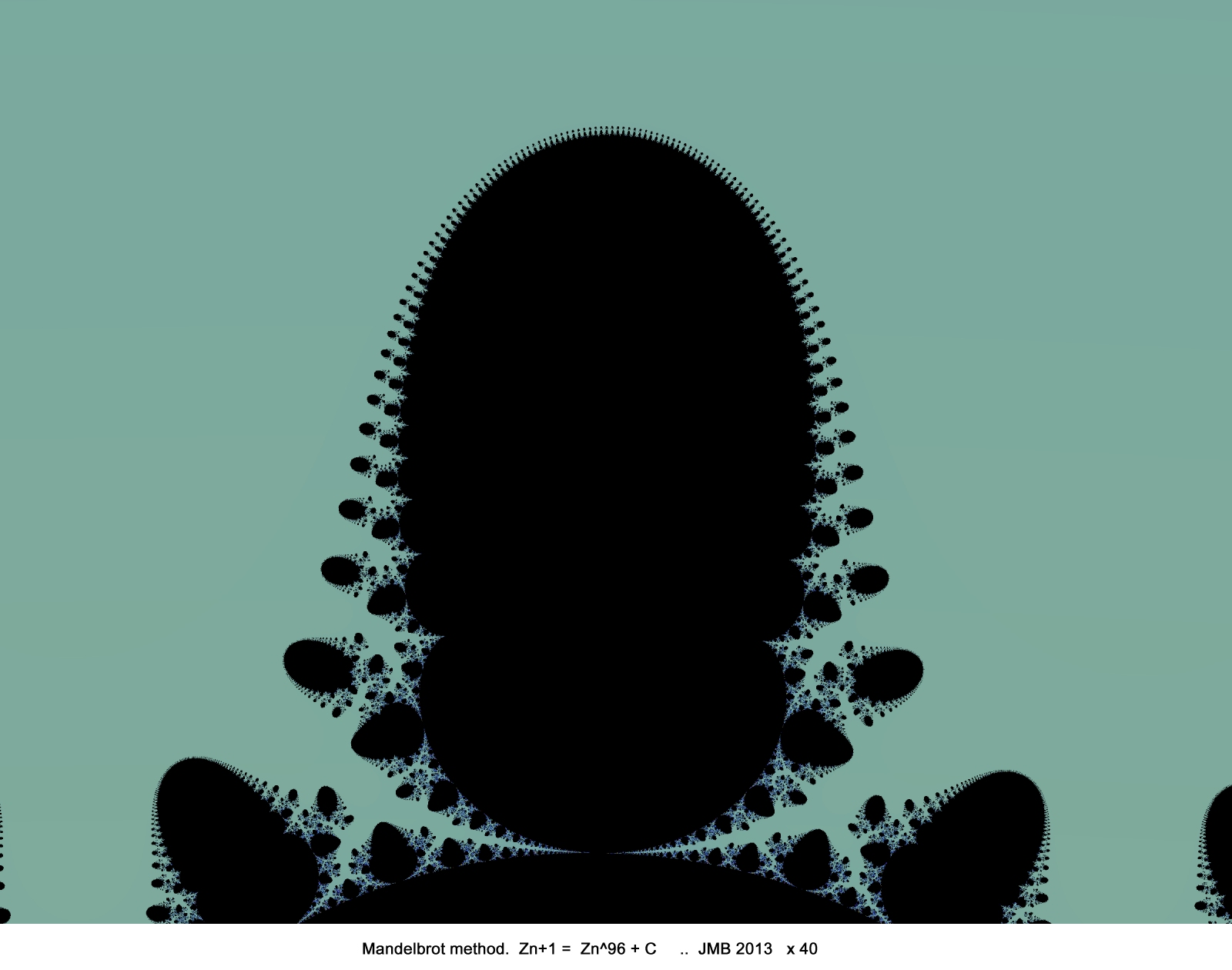
Z = Z96 + C x 40

Tal y como se puede ver en los ejemplos representados, el número de lóbulos es L = m - 1 

## Z = Z^{p} / (1 + Z^{q}) + C

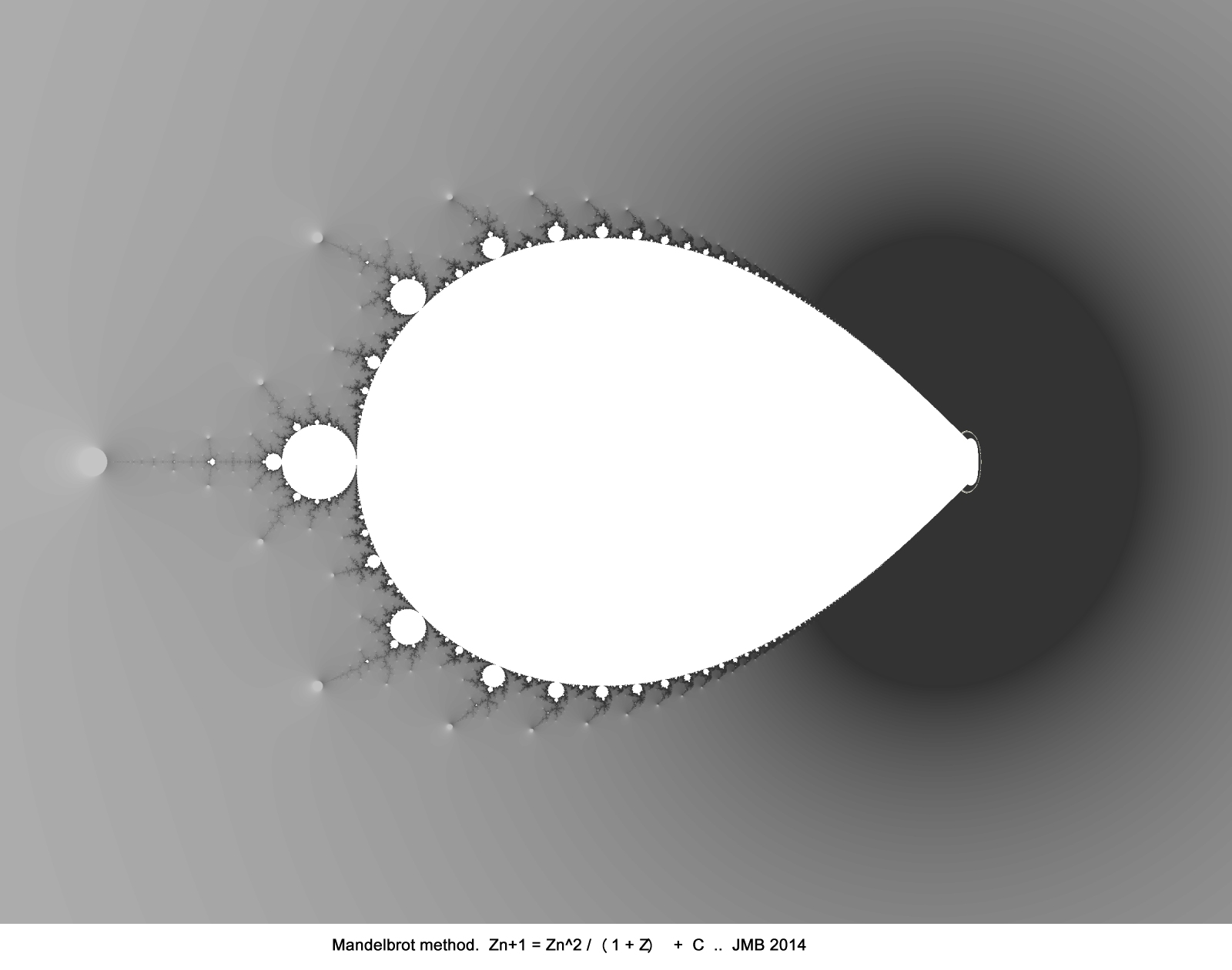
Z = Z^{2} / (1 + Z) + C
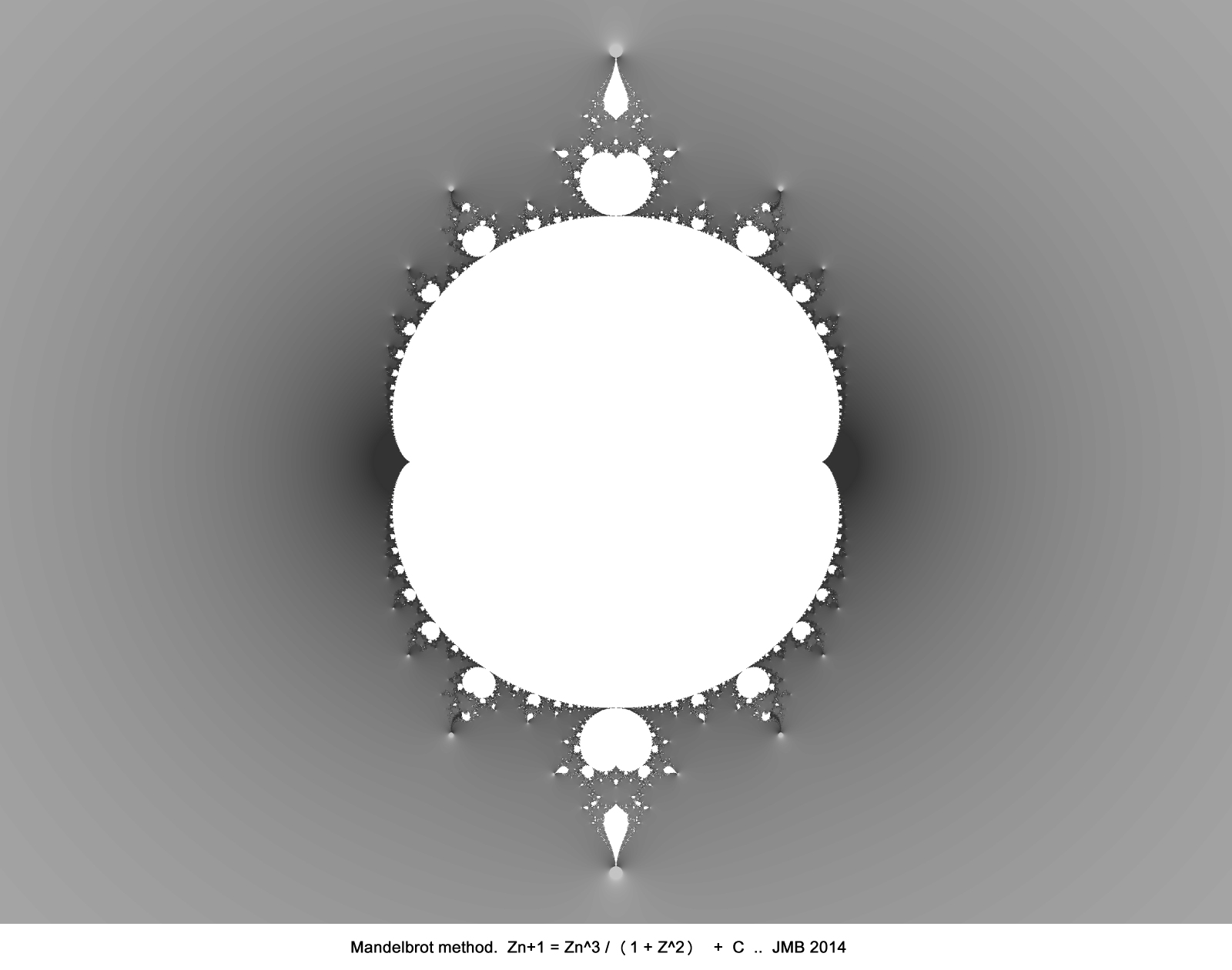
Z = Z^{3} / (1 + Z^{2}) + C
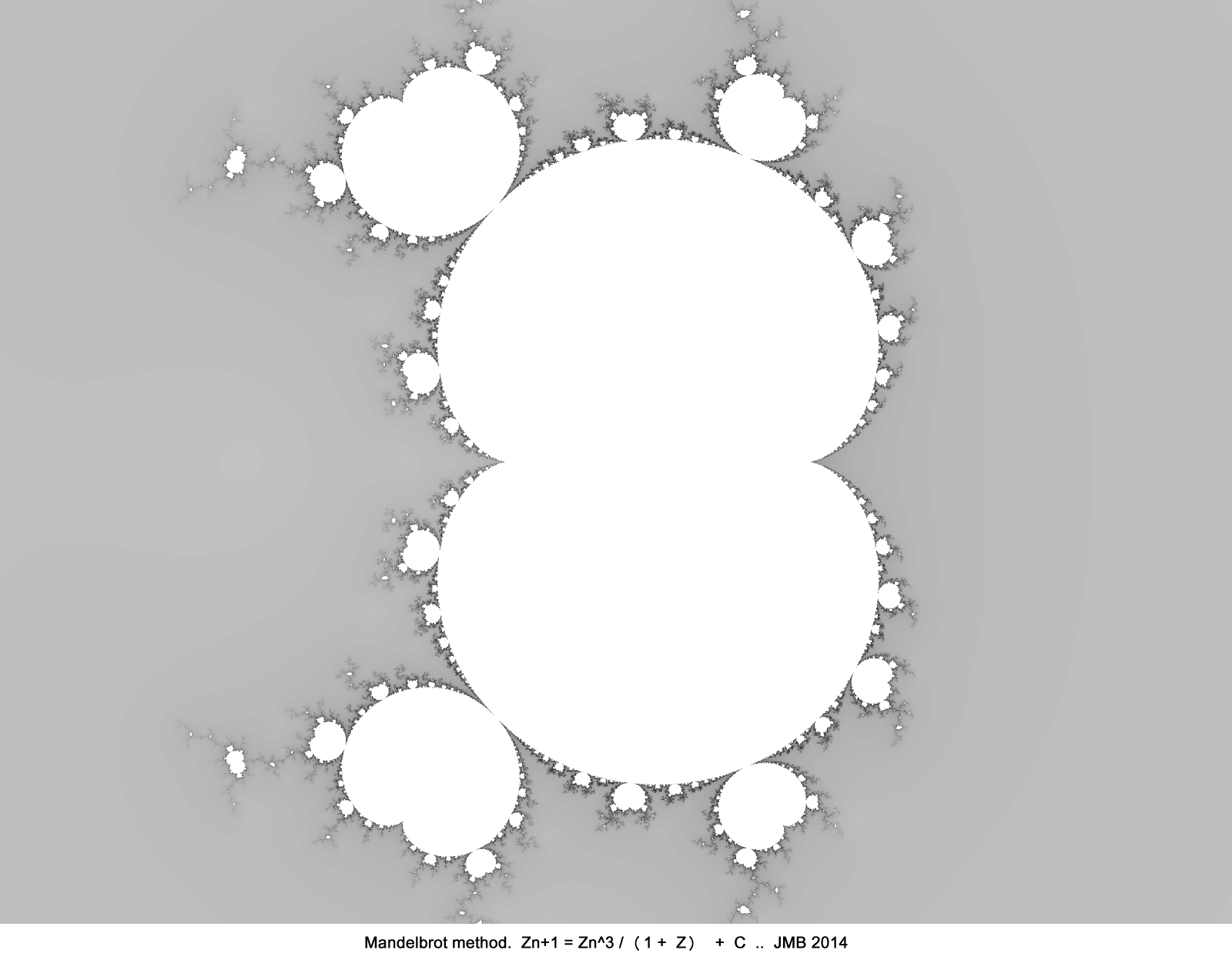
Z = Z^{3} / (1 + Z) + C
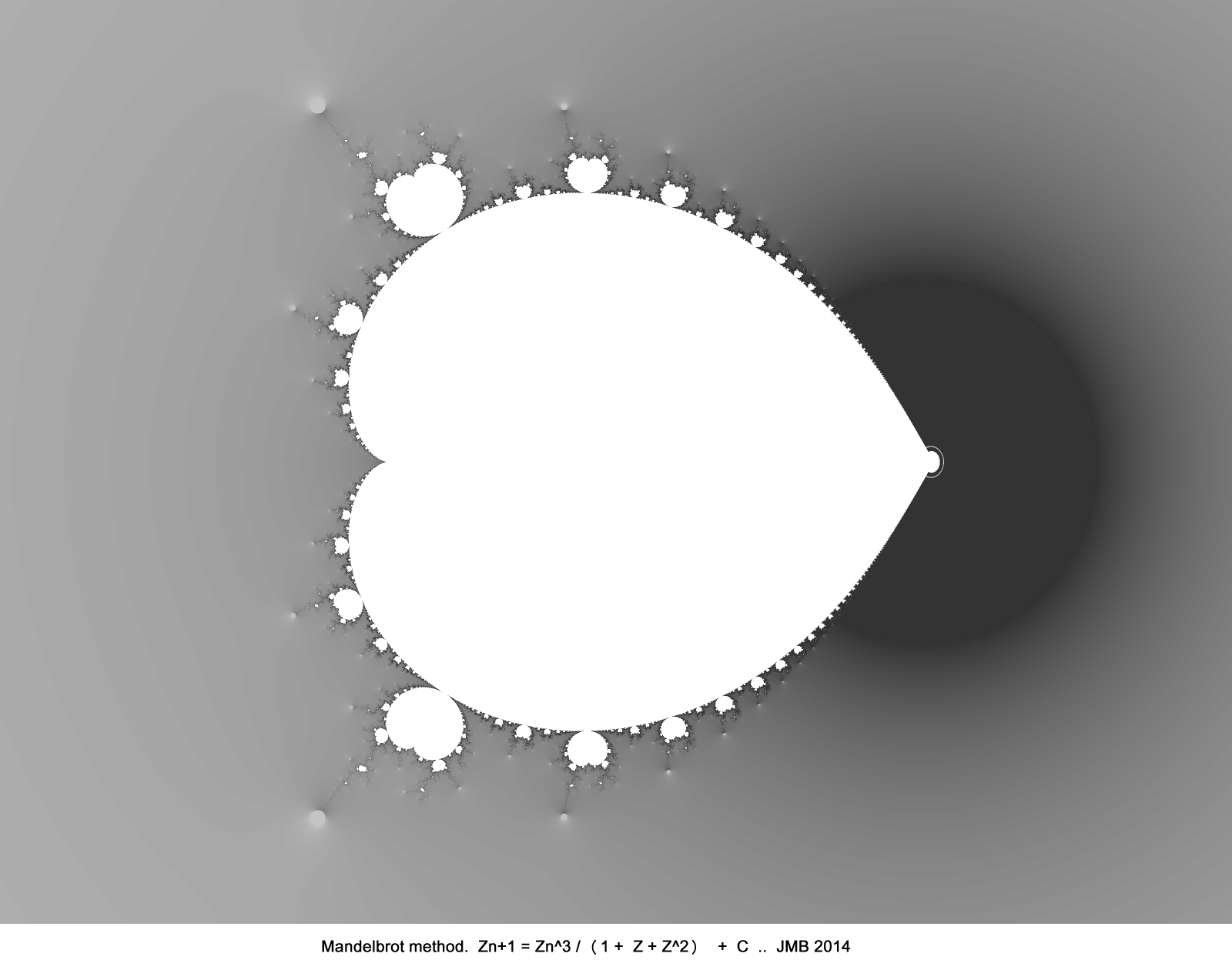
Z = Z^{3} / (1 + Z + Z^{2}) + C
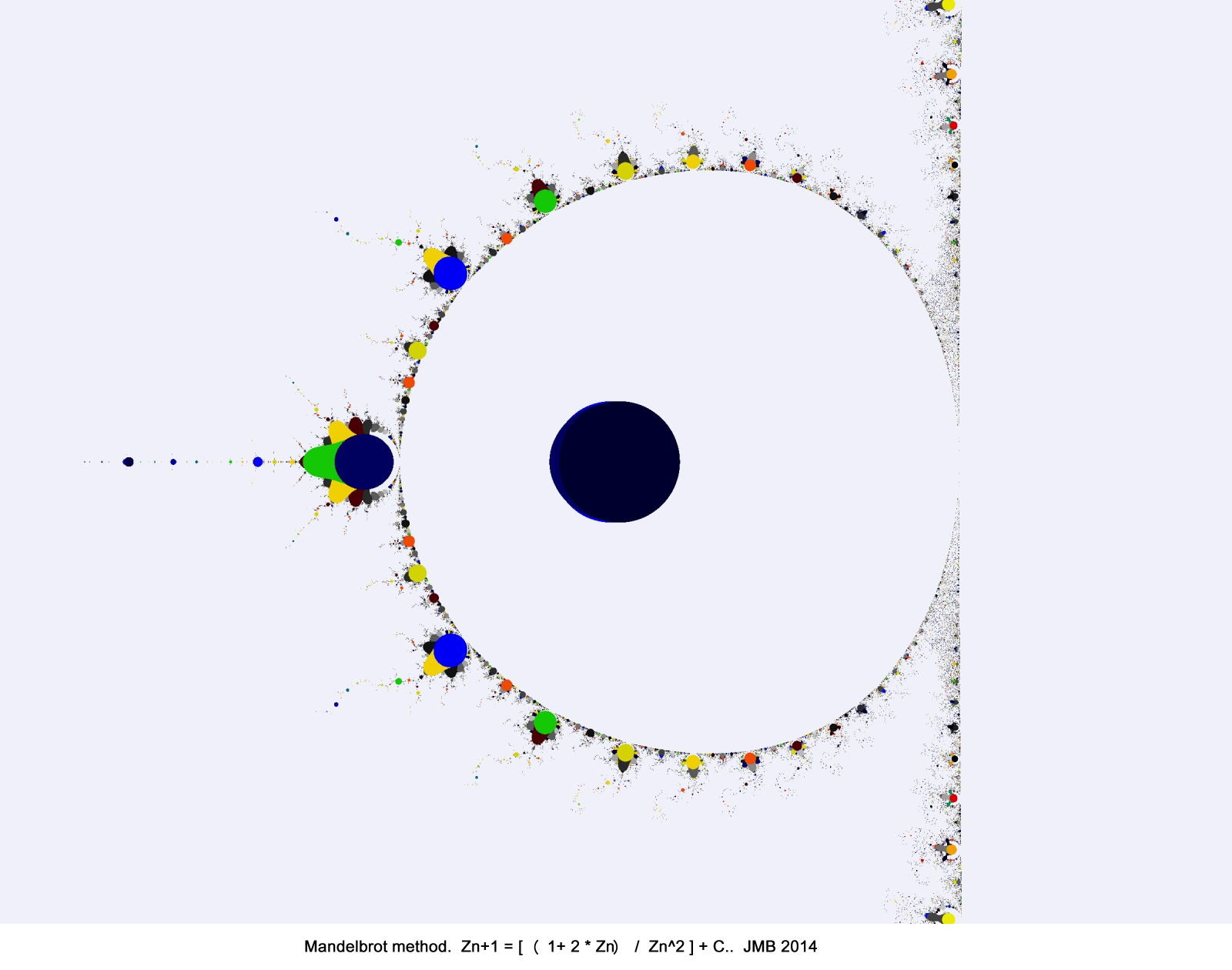
Z = [(1 + Z) / Z^{2}] + C

### Un breve viaje a las profundidades del fractal de Mandelbrot Z = Z2+ C
A continuación vamos a adentrarnos en el fractal clásico de Mandelbrot, utilizando el microscopio de altísima resolución que nos proporciona el cálculo iterativo. Todas las ampliaciones vienen precedidas de una imagen del fractal a escala 1:1 en donde podemos apreciar la zona ampliada.

#### Ampliación zona 1
Centro de coordenadas : Cx = 0.291811 , Cy = 0.0144686

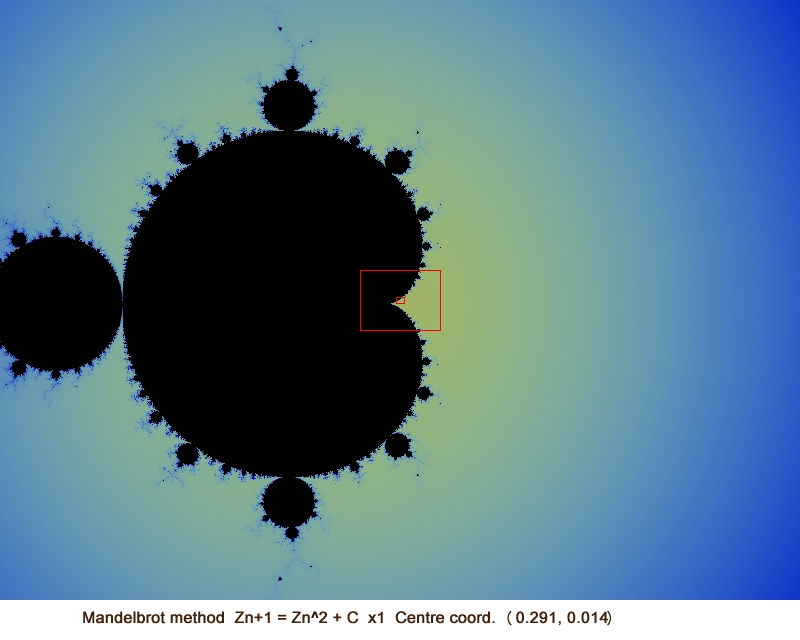
x 1
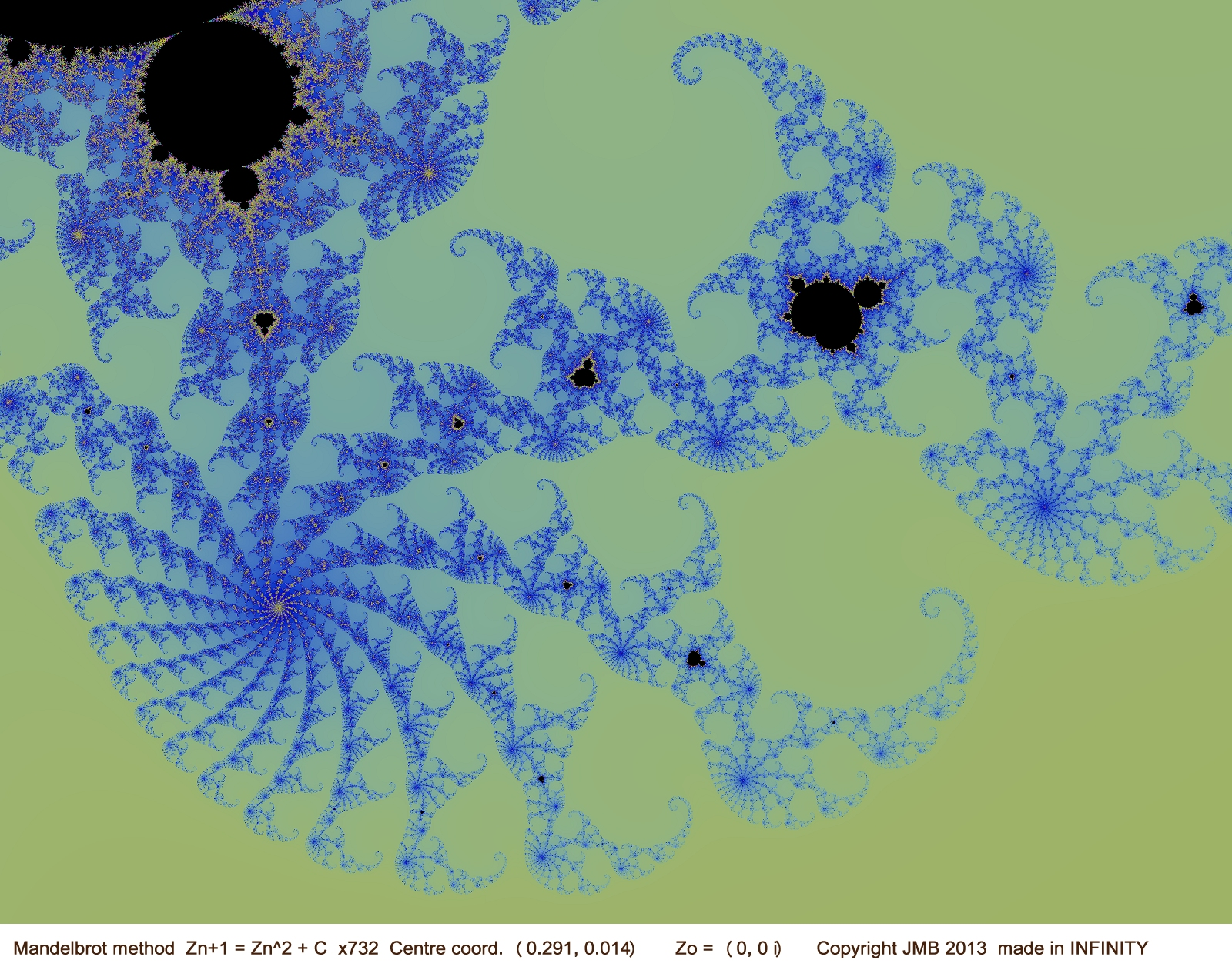
x 732

#### Ampliación zona 2
Centro de coordenadas : Cx = -0.165643411 , Cy = 0.656685704 

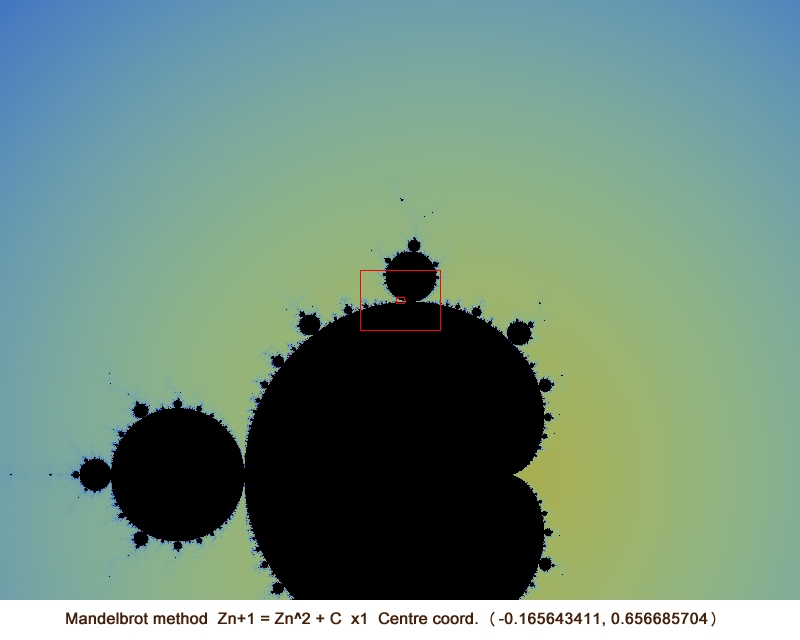
x 1
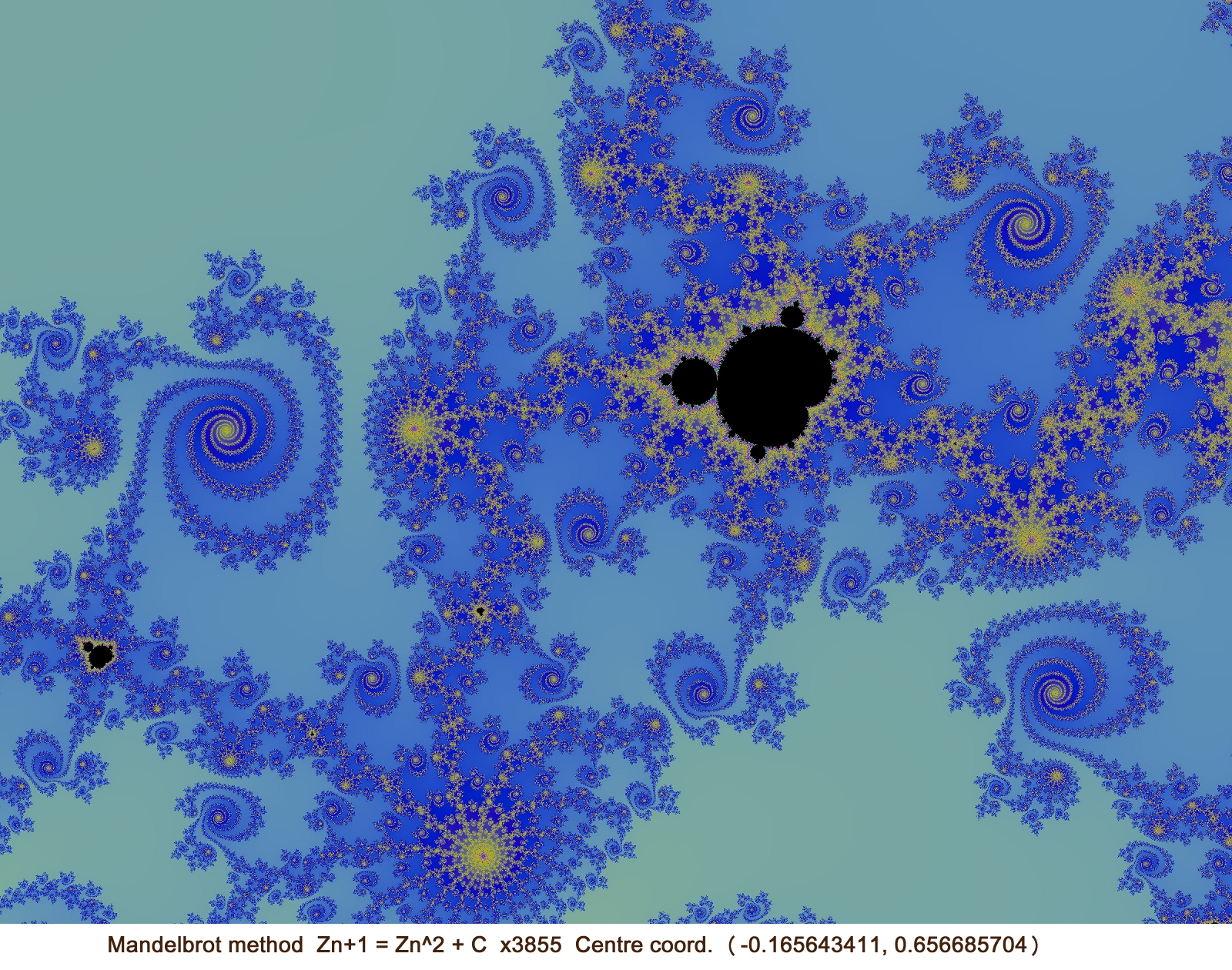
x 3855

#### Ampliación zona 3
Centro de coordenadas : Cx = -0.755625 , Cy = 0.06328125 

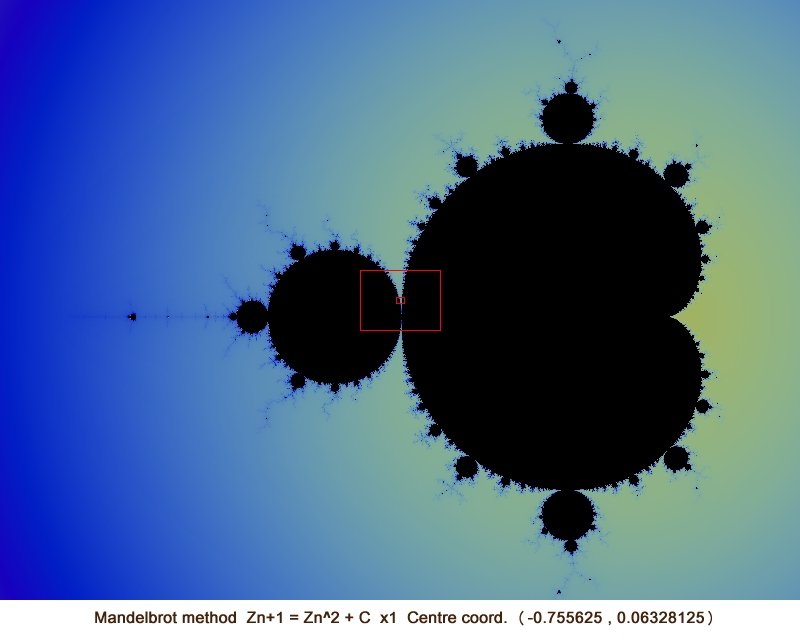
x 1
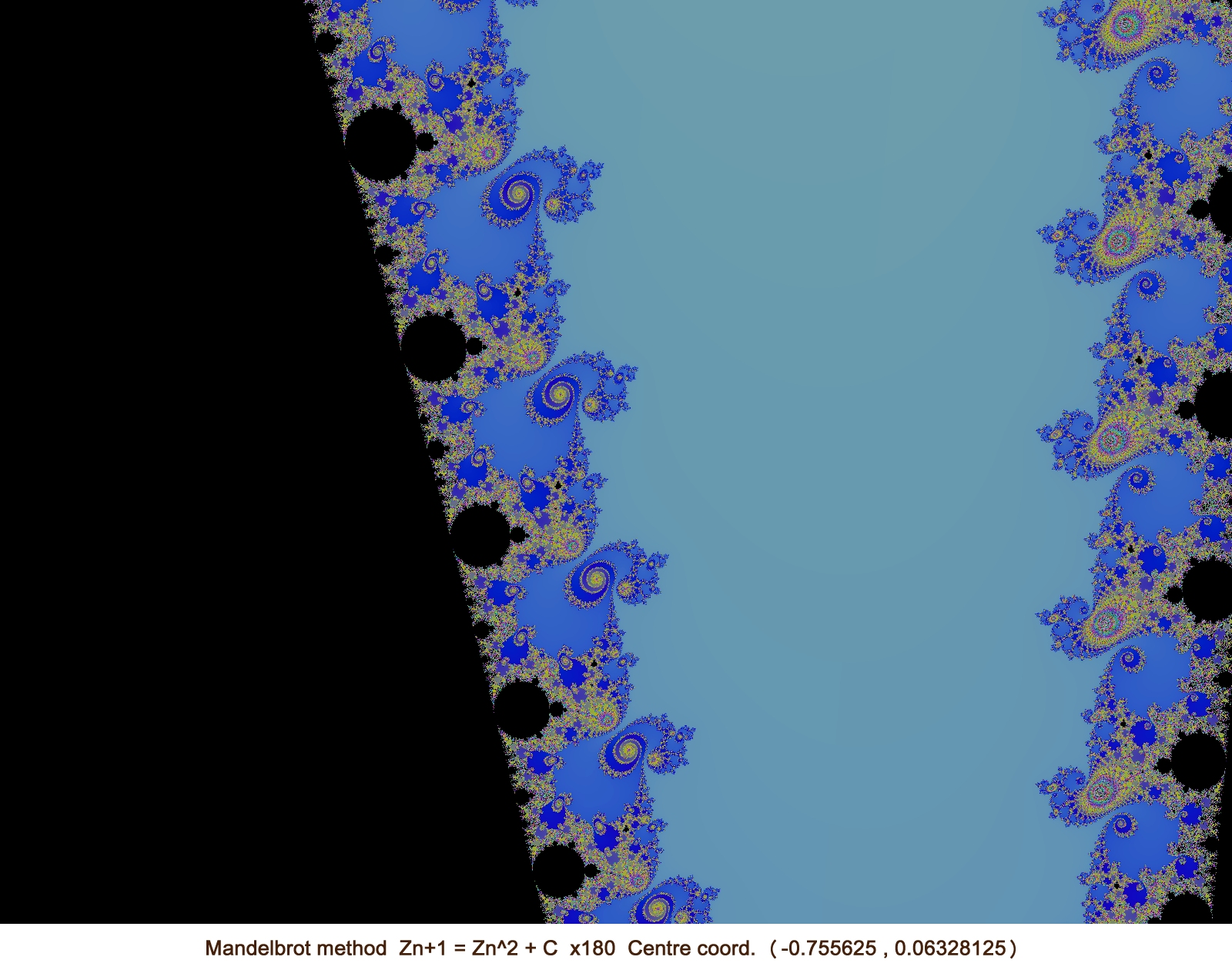
x 180

#### Ampliación zona 4
Centro de coordenadas : Cx = -0,1758752481899, Cy = 1,075392007

A continuación bajaremos a gran profundidad, con una ampliación de más de 2 millones y con un número máximo de 6000 iteraciones por pixel !

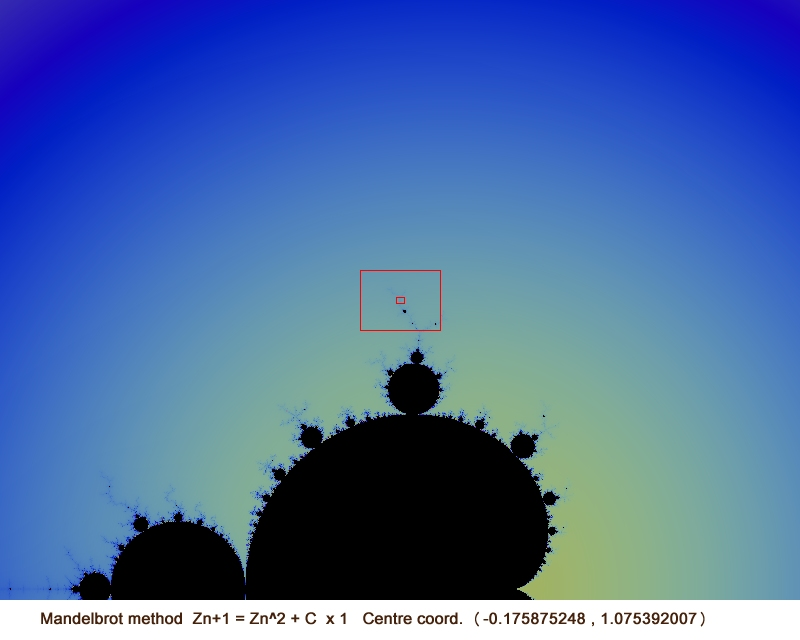
x 1
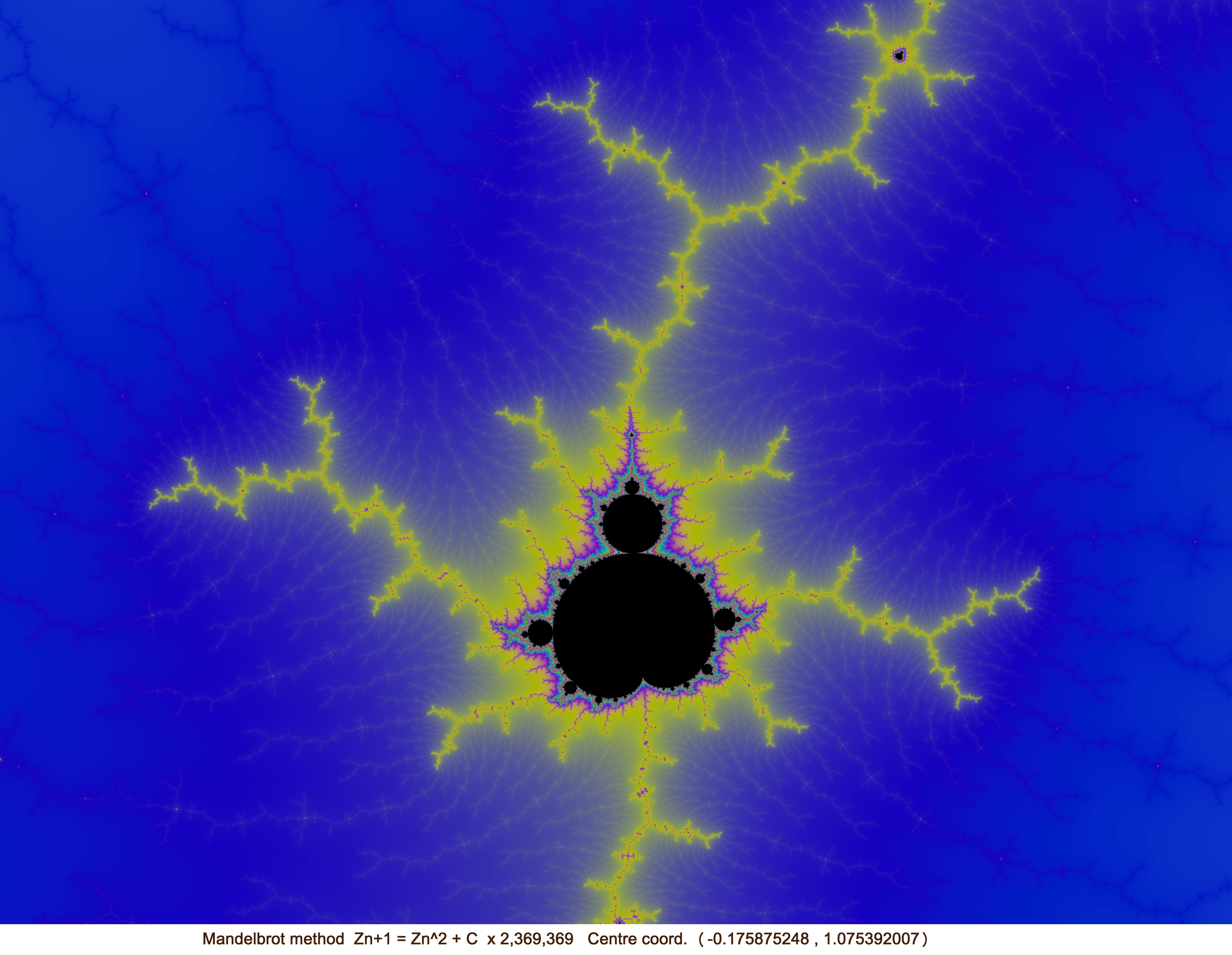
x 2,369,369

#### Ampliación zona XX
Centro de coordenadas : Cx = 0,02816835288421, Cy = 0,63790834667330 

Ahora nos adentraremos en un sitio con extrañas formas y colores, pero donde pueden apreciarse perfectamente las formas del fractal de Mandelbrot...

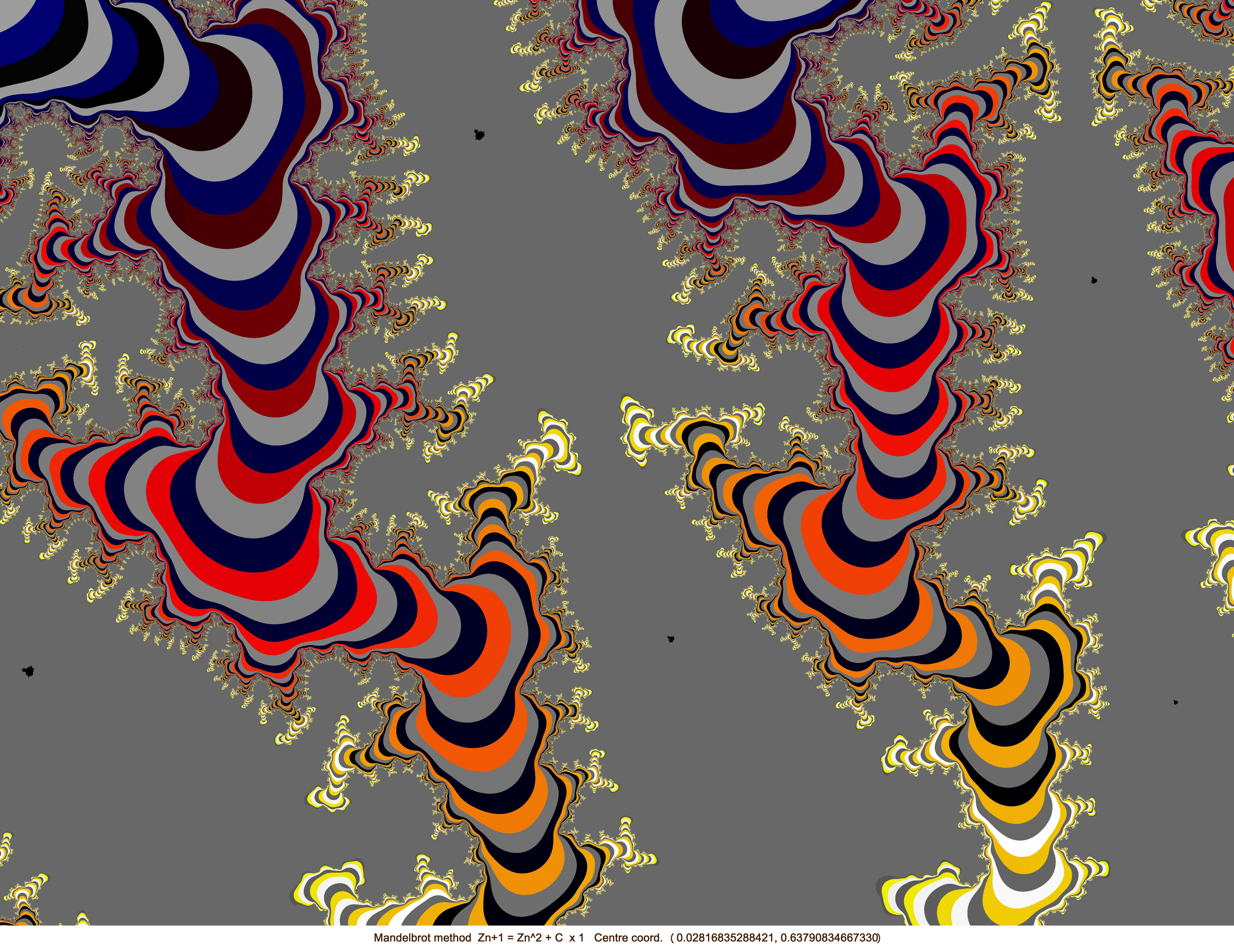
x 5,598

## Z = Z-m+ C
Ejemplos de fractales del tipo Mandelbrot, con potencias negativas de Z.
- Z = Z -2 + C
- Z = Z -3 + C
- Z = Z -4 + C
- Z = Z -5 + C

## Z = Zp/ (1 + Zq) + C
- Z = Z2 / (1 + Z) + C
- Z = Z3 / (1 + Z2) + C
- Z = Z3 / (1 + Z) + C
- Z = Z3 / (1 + Z + Z2) + C
- Z = [(1 + Z) / Z2] + C

## Z = Zm+ Cp
Pero, ¿ qué pasa cuando hacemos Z = Zm + Cp ?. Tal y como se puede ver en los siguientes ejemplos, el número de lóbulos es L = (m - 1) * p 

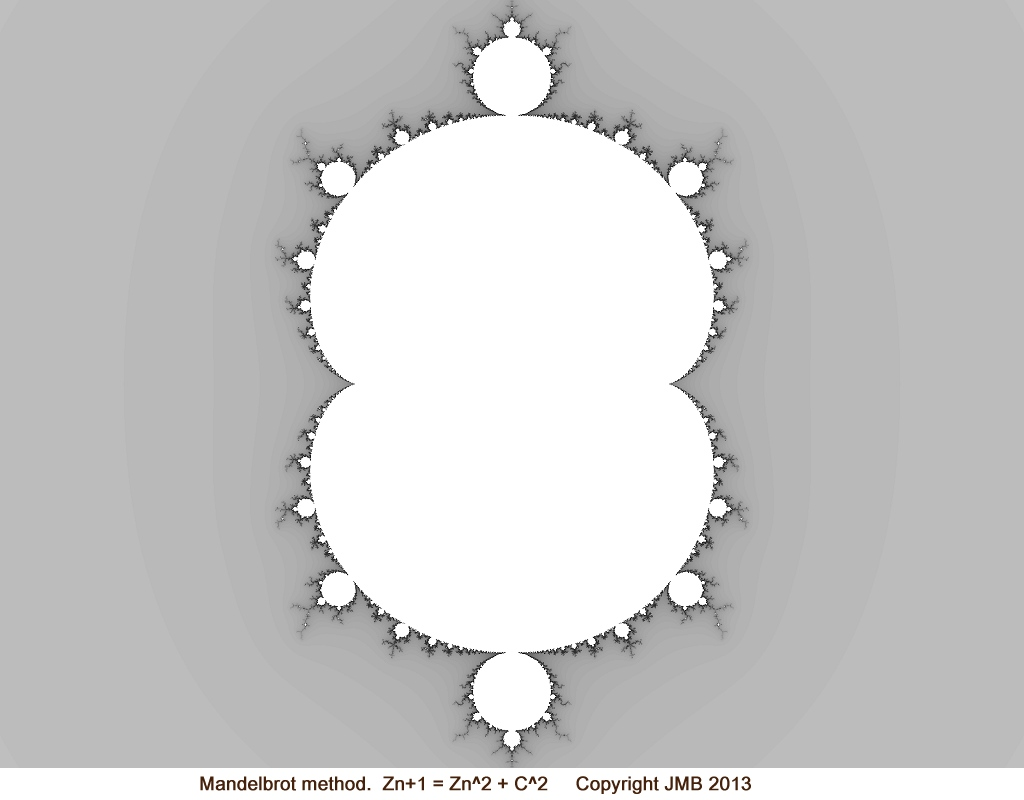
Z = Z^{2} + C^{2} L = (2 - 1)* 2 = 2
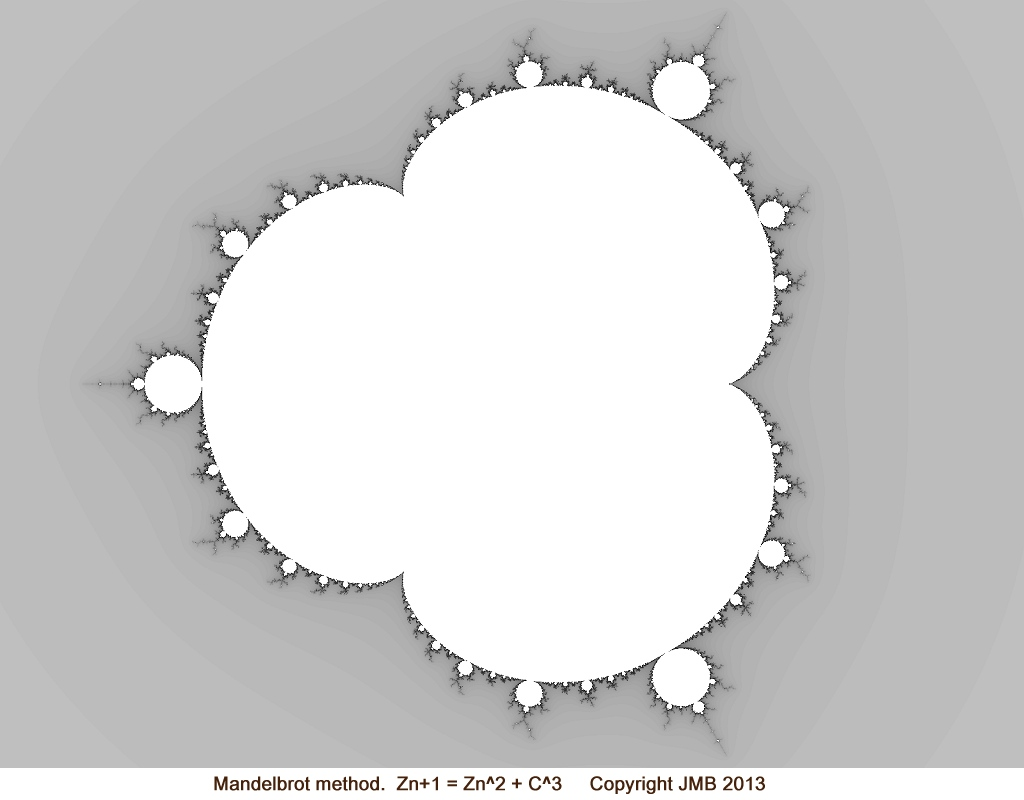
Z = Z^{2} + C^{3} L = (2 - 1)* 3 = 3
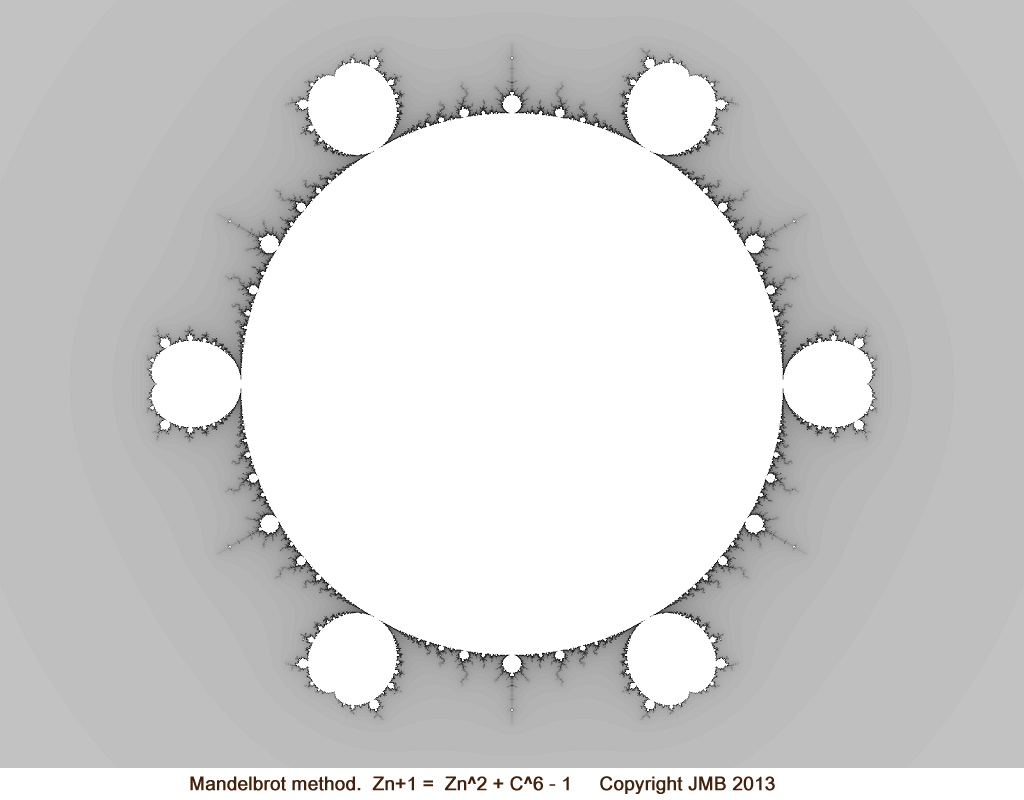
Z = Z^{2}+C^{6} - 1 L = (2 - 1)* 6 = 6
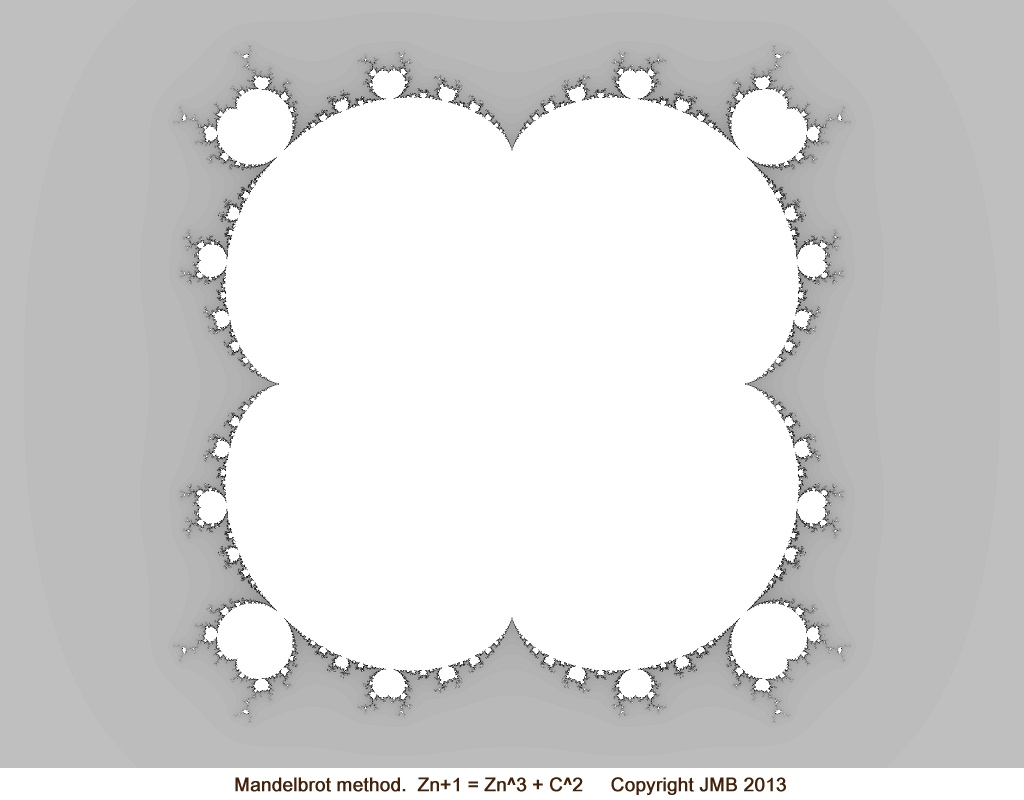
Z = Z^{3} + C^{2} L = (3 - 1)* 2 = 4
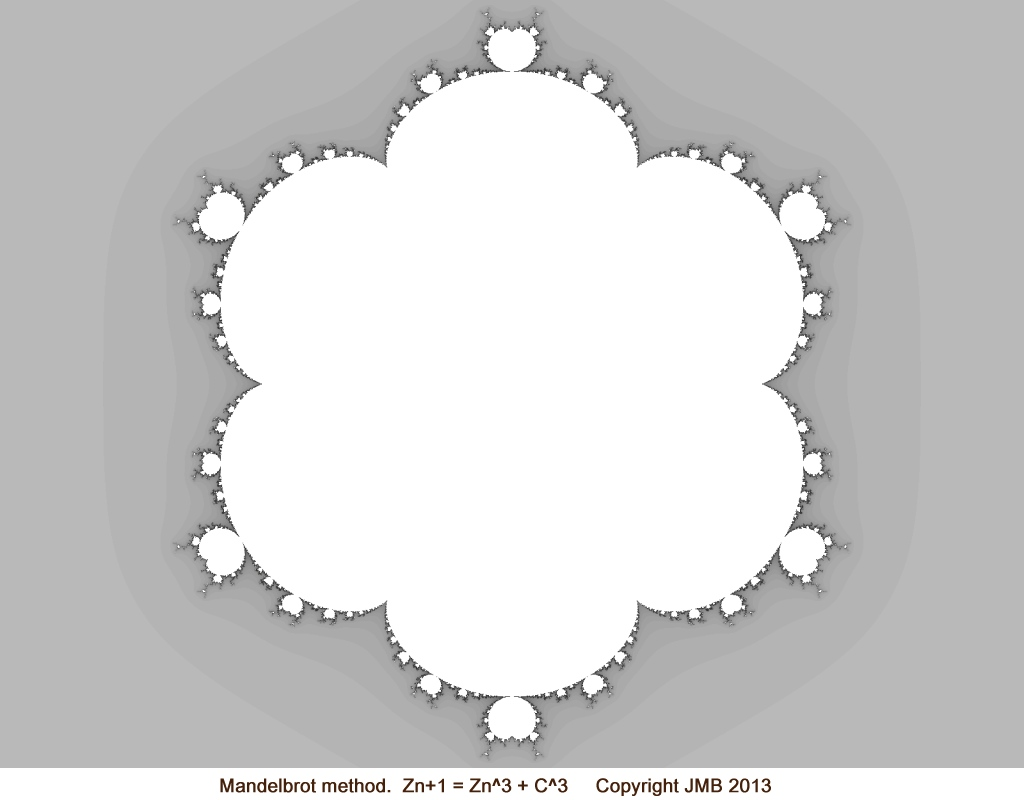
Z = Z^{3} + C^{3} L = (3 - 1)* 3 = 6
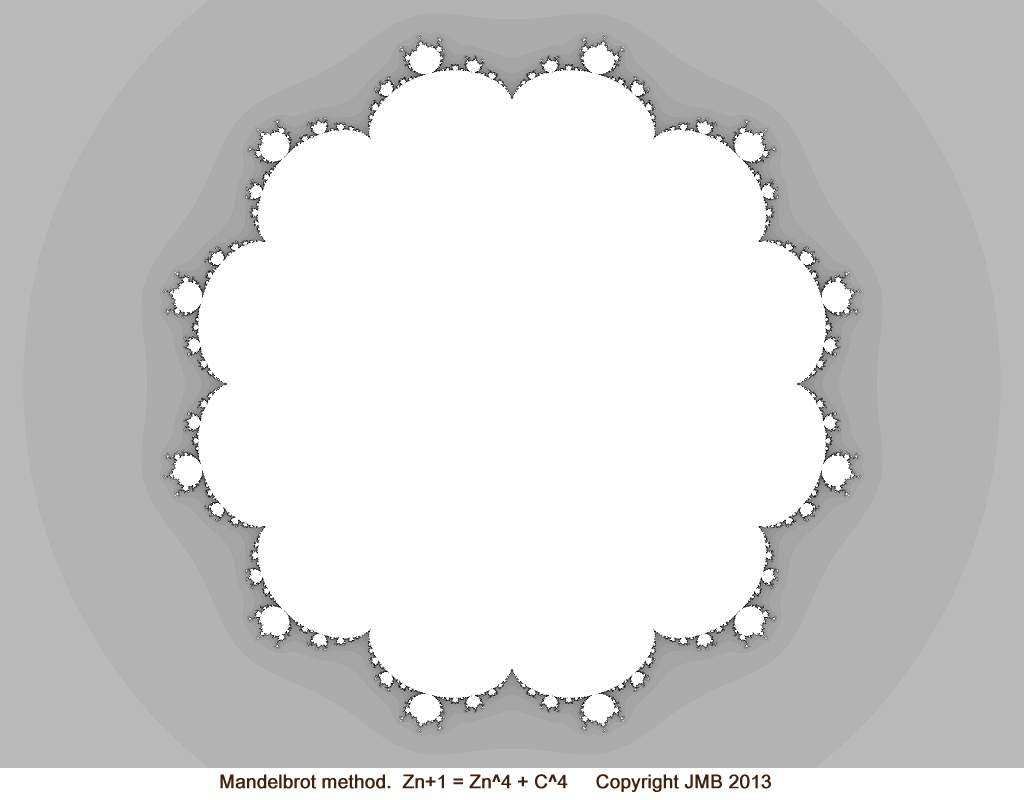
Z = Z^{4} + C^{4} L = (4 - 1)* 4 = 12

- Z = Z2 + C2 
L = (2 - 1)* 2 = 2
- Z = Z2 + C3 
L = (2 - 1)* 3 = 3
- Z = Z2+C6 - 1  
 L = (2 - 1)* 6 = 6
- Z = Z3 + C2 
L = (3 - 1)* 2 = 4
- Z = Z3 + C3 
L = (3 - 1)* 3 = 6
- Z = Z4 + C4 
L = (4 - 1)* 4 = 12

## Z = Zm+ Z + C
A continuación se muestra una serie de fractales iterando las diferentes potencias de Z = Zm + Z + C, según el método de Mandelbrot. 

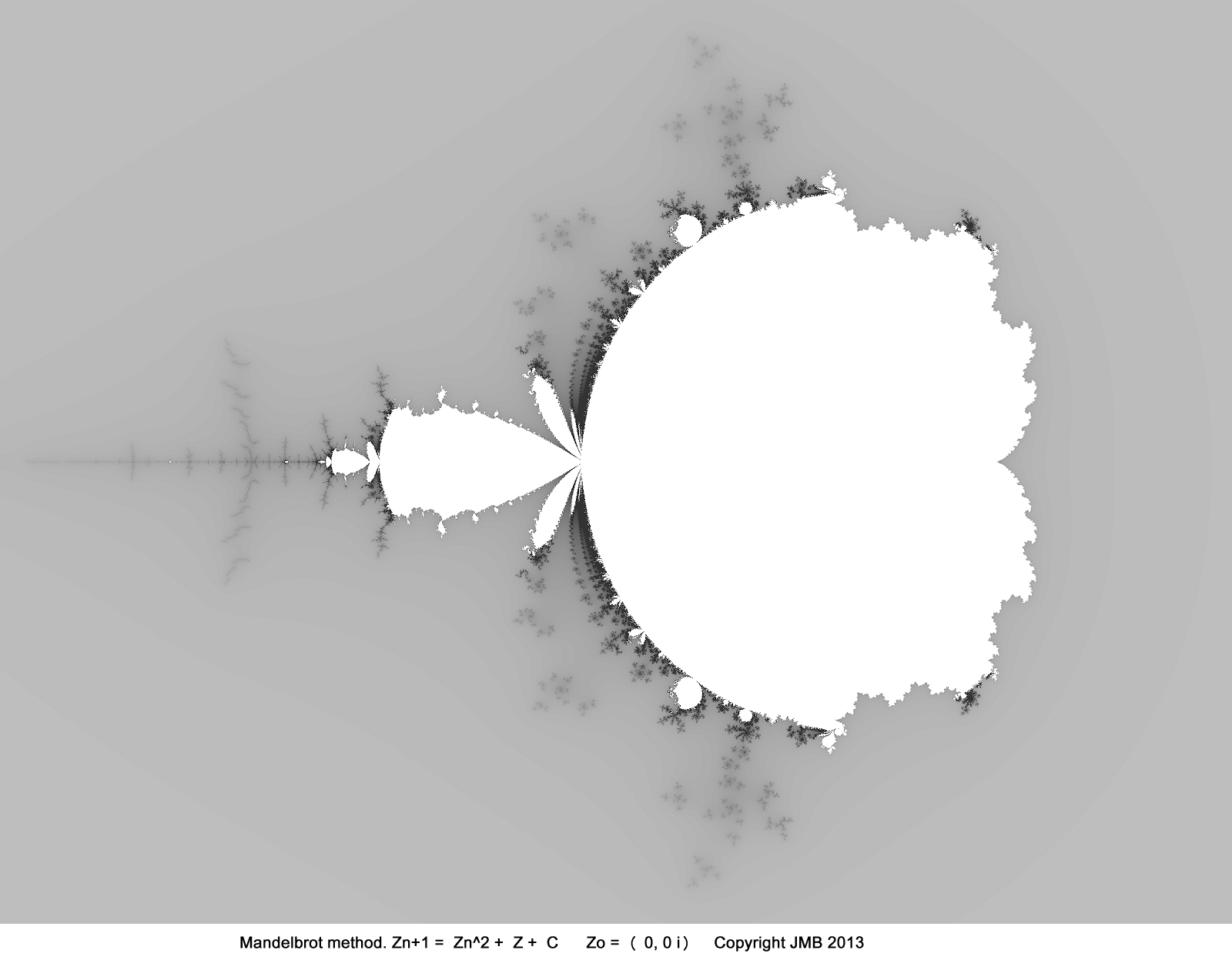
Z = Z2 + Z + C
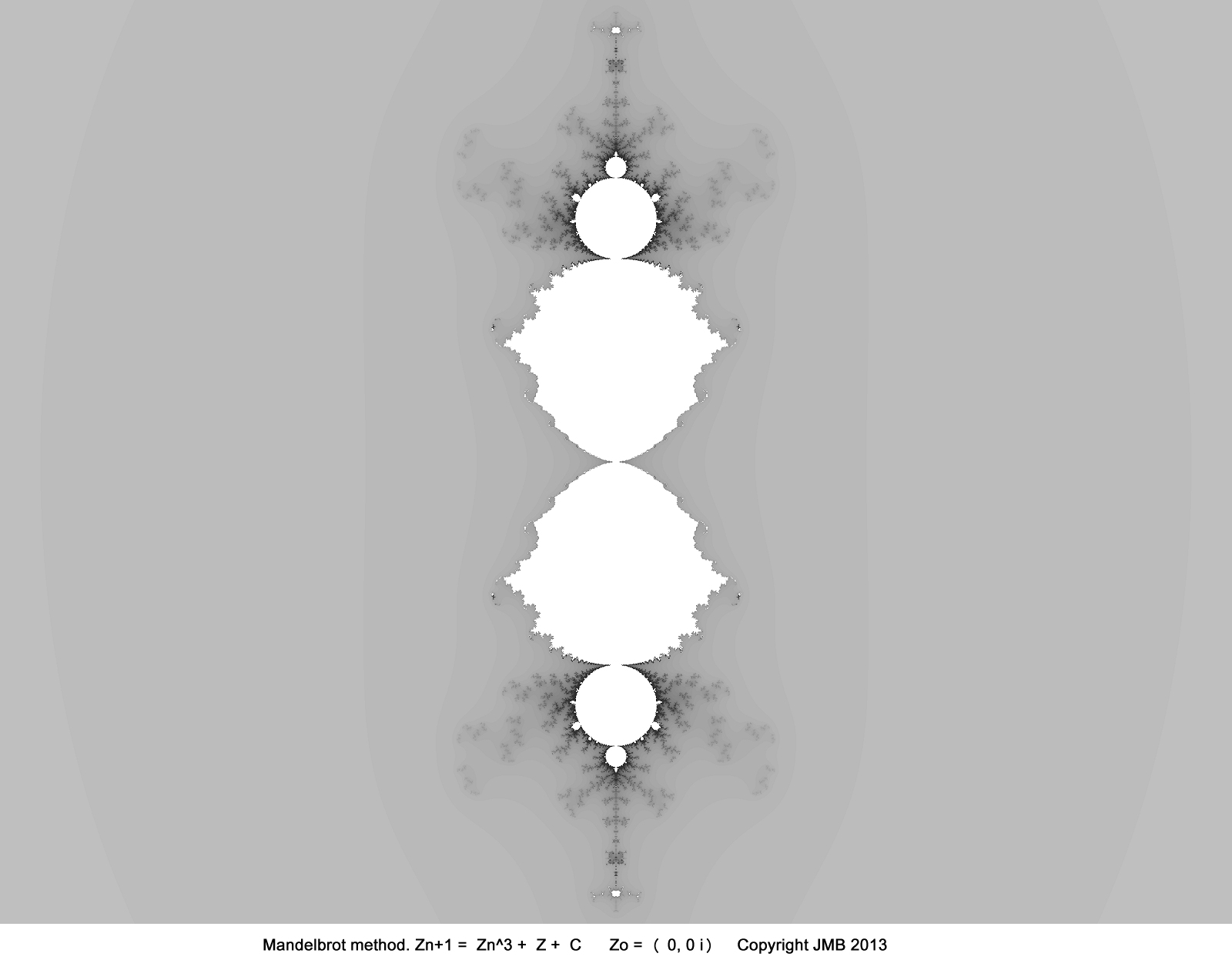
Z = Z3 + Z + C
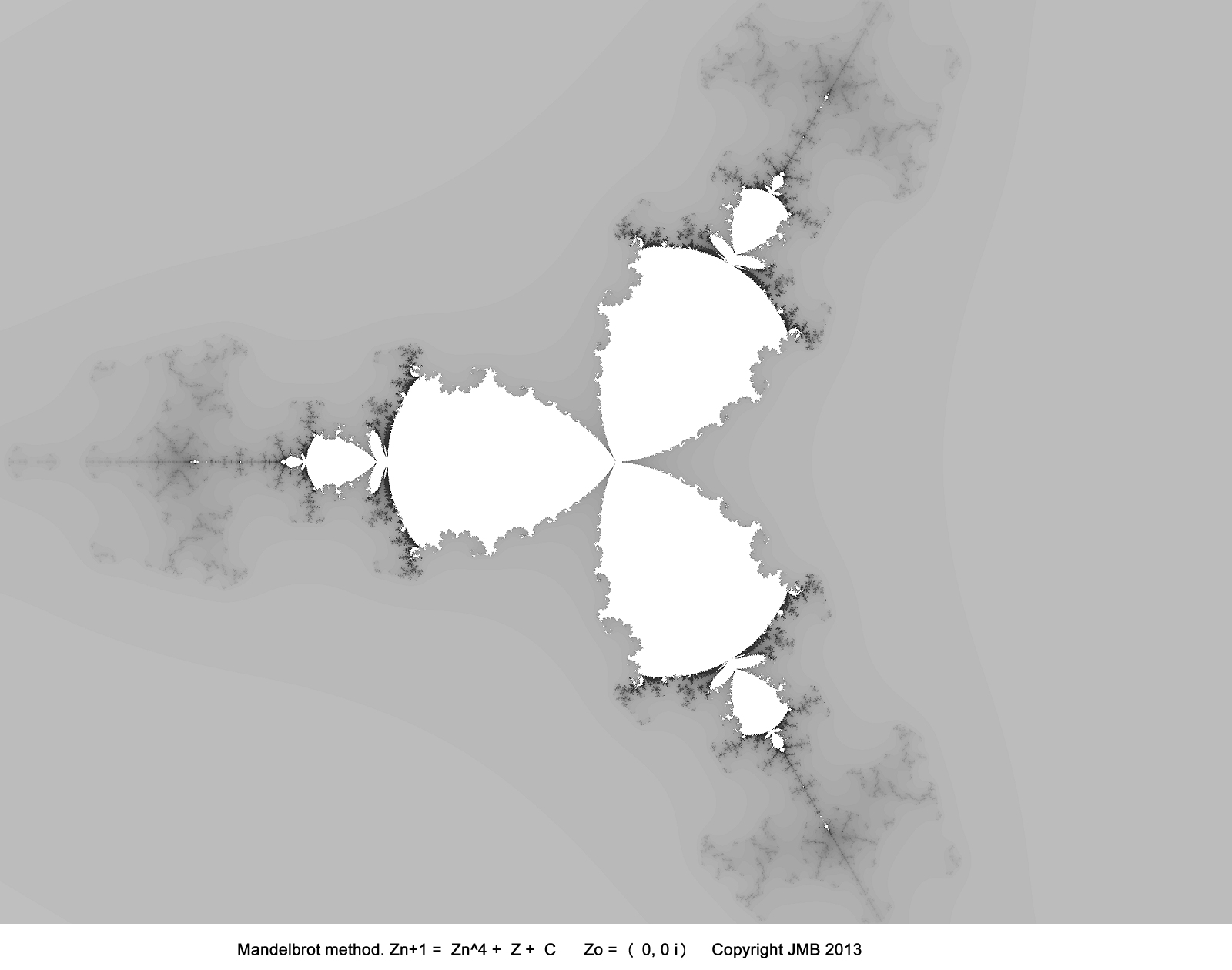
Z = Z4 + Z + C
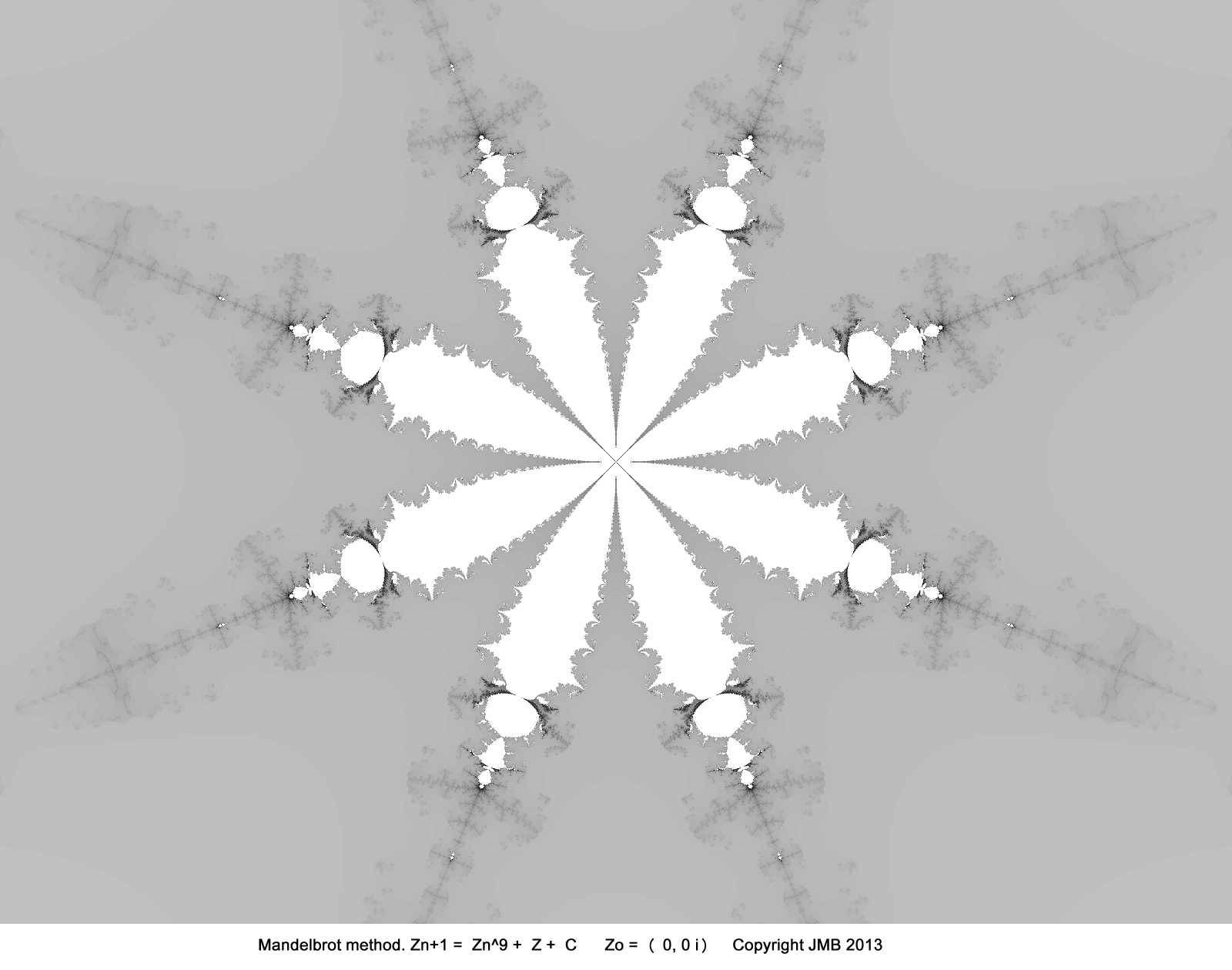
Z = Z9 + Z + C

## Z = Zm- Z + C
A continuación se muestra una serie de fractales iterando las diferentes potencias de Z = Zm - Z + C, según el método de Mandelbrot. 

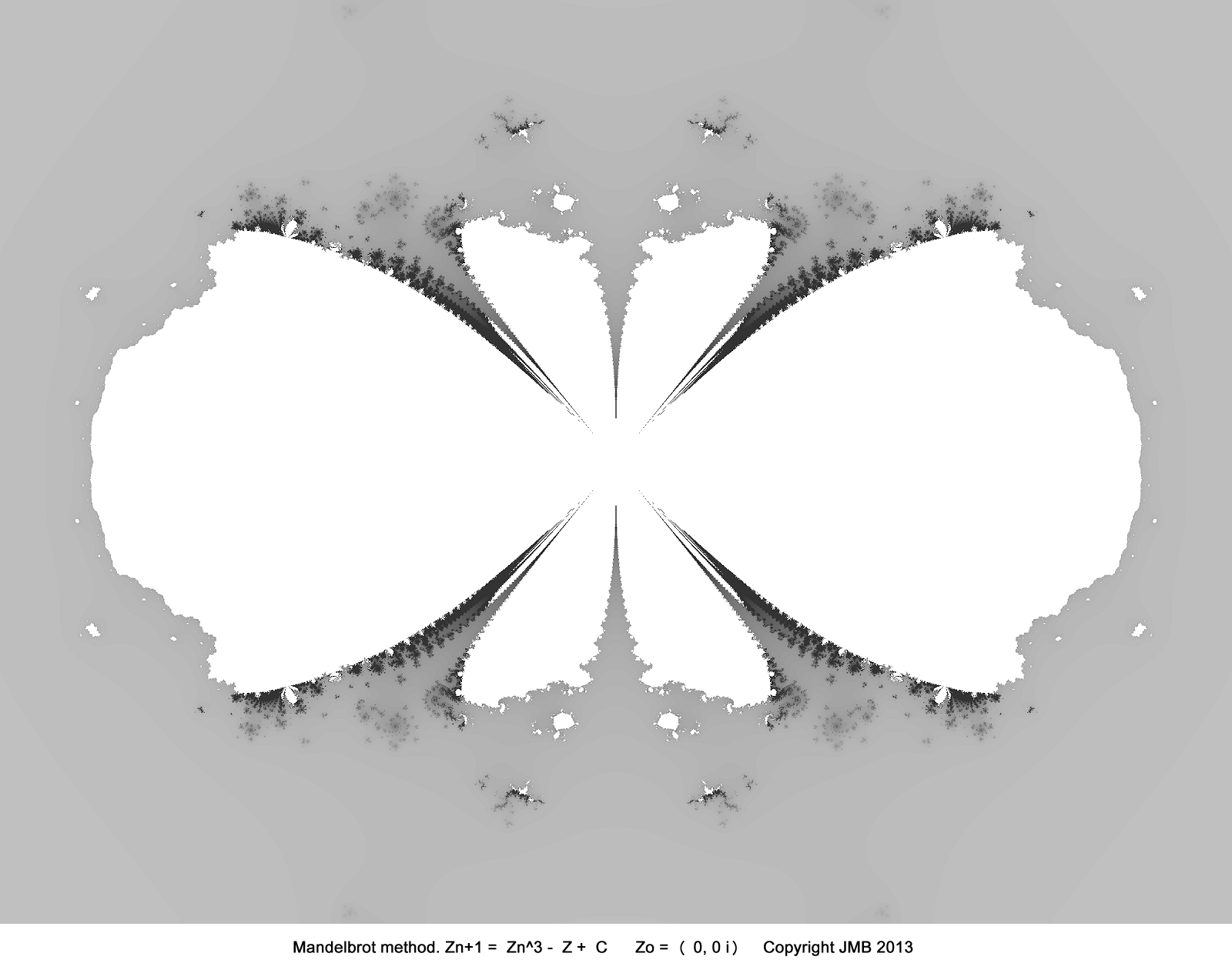
Z = Z3 - Z + C
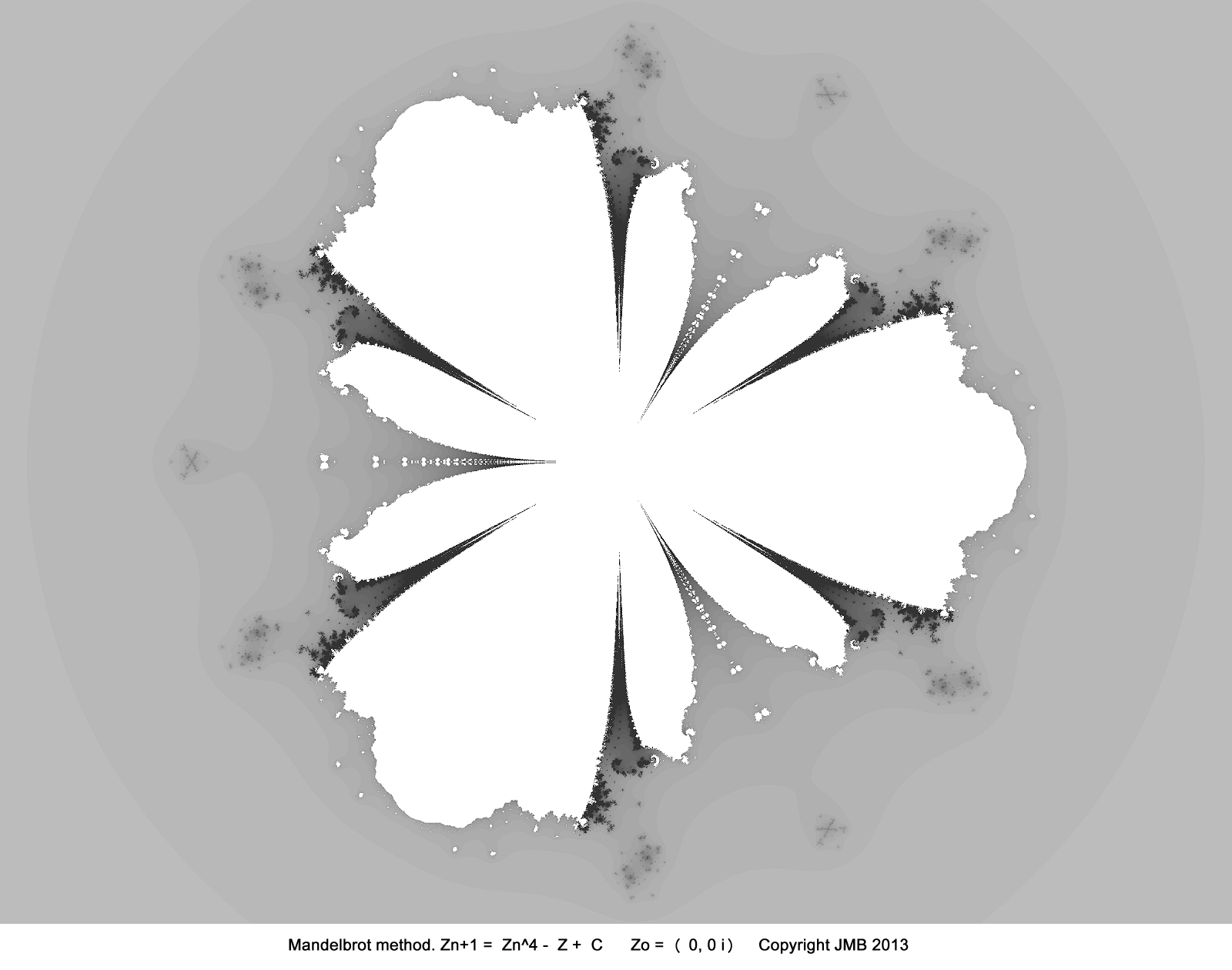
Z = Z4 - Z + C
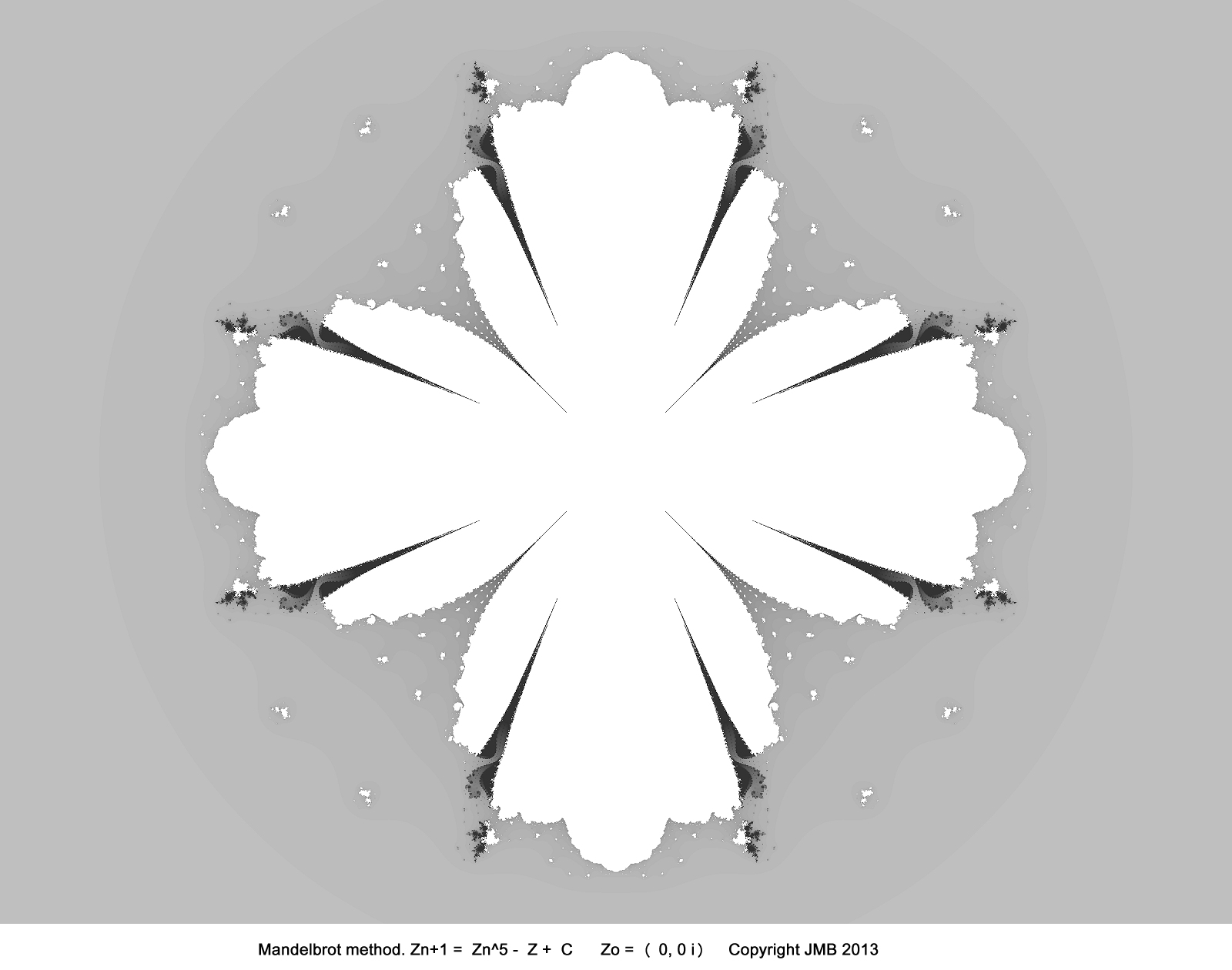
Z = Z5 - Z + C
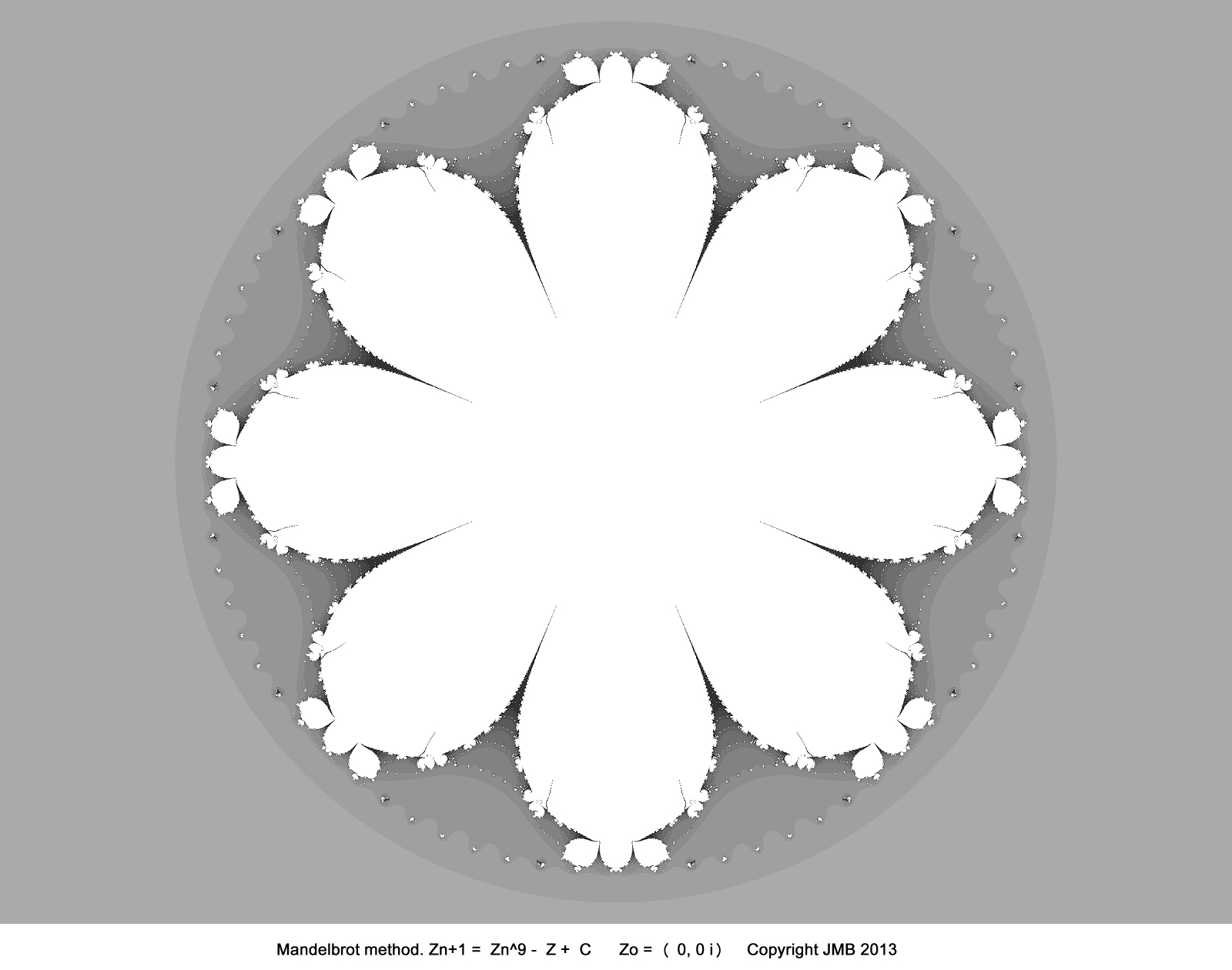
Z = Z9 - Z + C

## Z = Zm+ 1 / Cp
También se puede transformar cada punto del plano complejo, de acuerdo a una función arbitraria, antes de ser sumado a la función iterativa, según la siguiente ecuación Z = Zm + F(C) . Veamos que pasa cuando la transformación es del tipo:F(C) = 1 / C

Ejemplos de fractales del tipo Mandelbrot: Z = Zm + 1/C, donde cada punto C del plano complejo se transforma en 1 / C, antes de entrar en la iteración de la potencia de Z. 
Zo = (0,0i). El número de vértices es V = (m - 1)

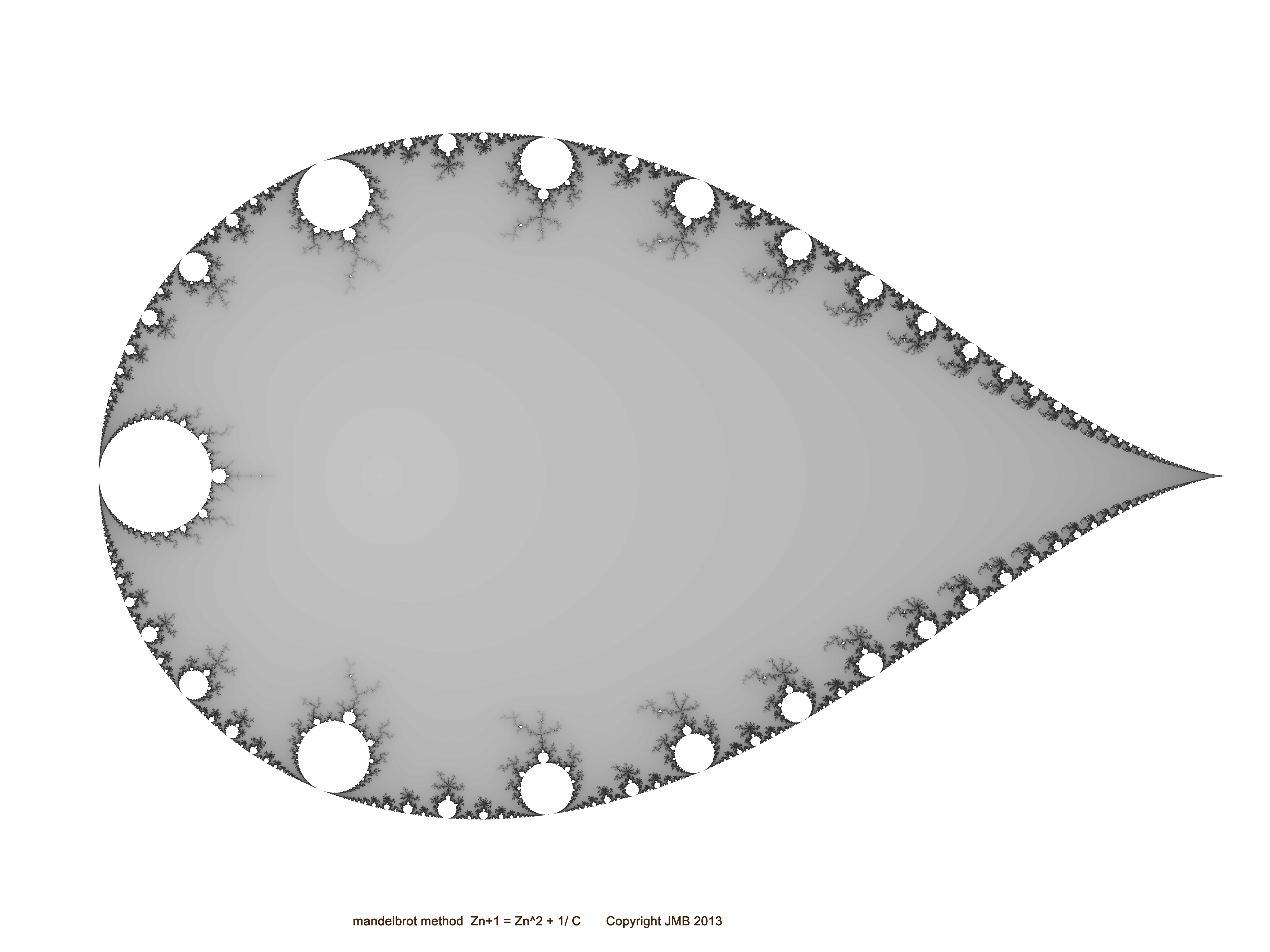
Z = Z2 + 1/C
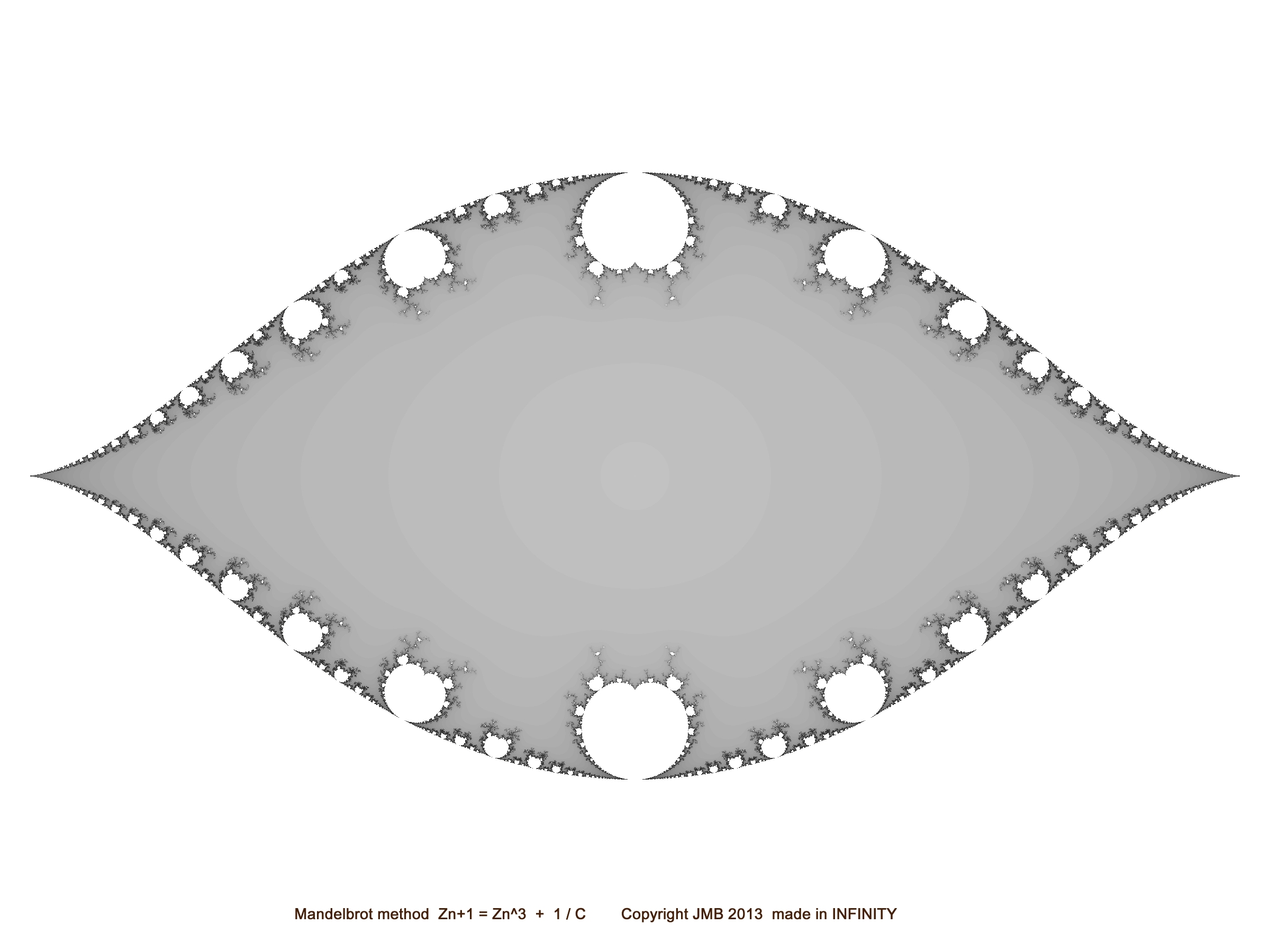
Z = Z3 + 1/C
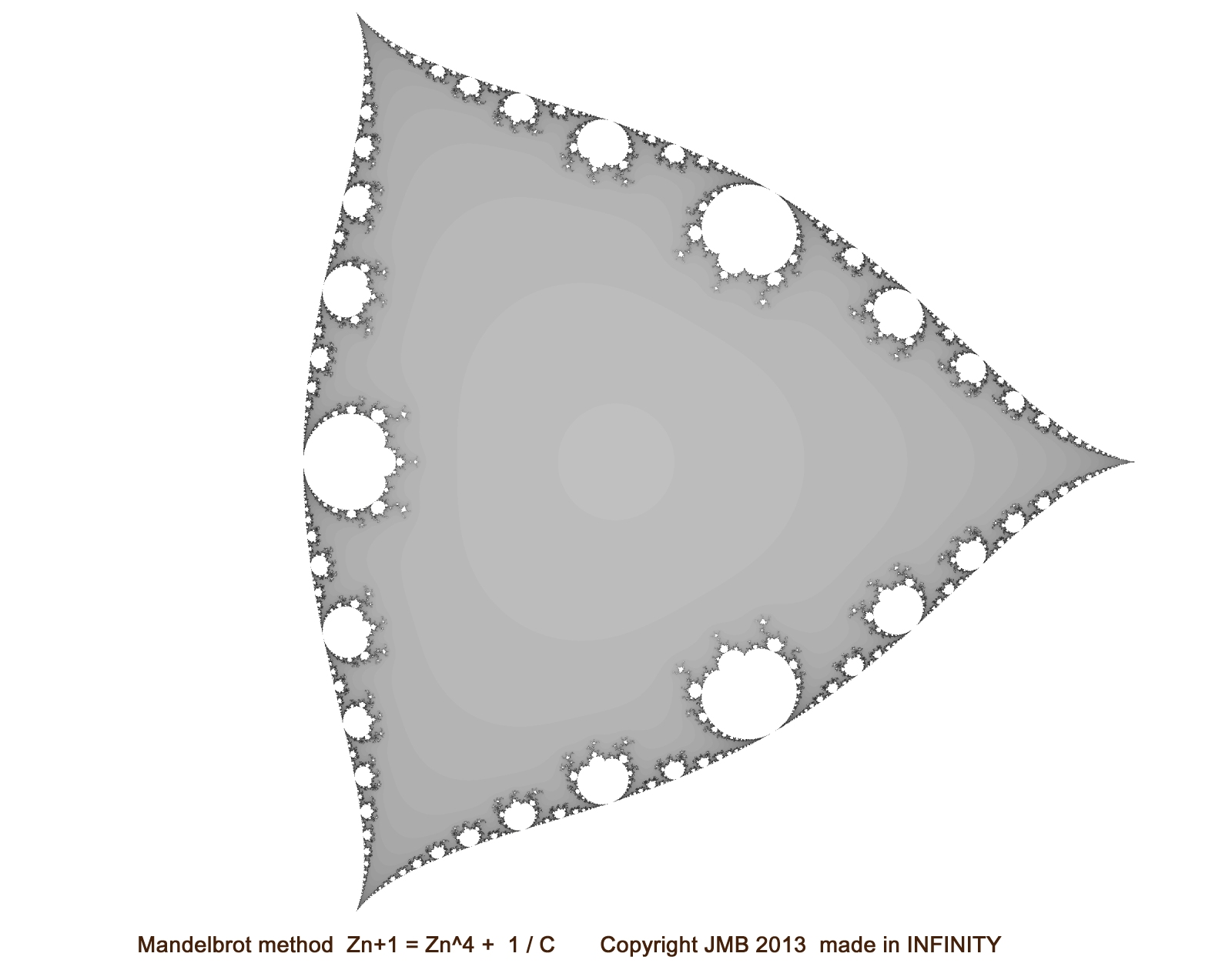
Z = Z4 + 1/C
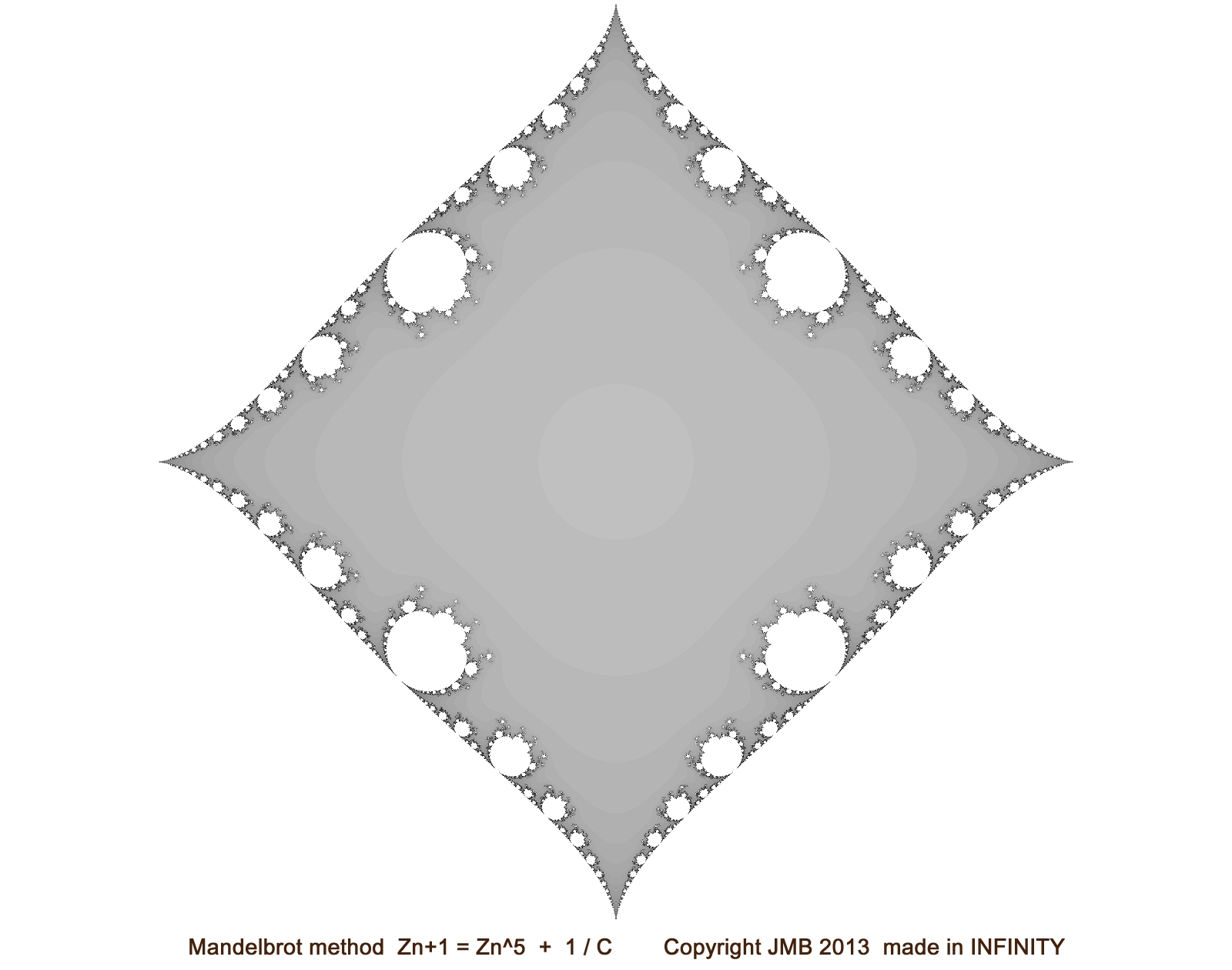
Z = Z5 + 1/C
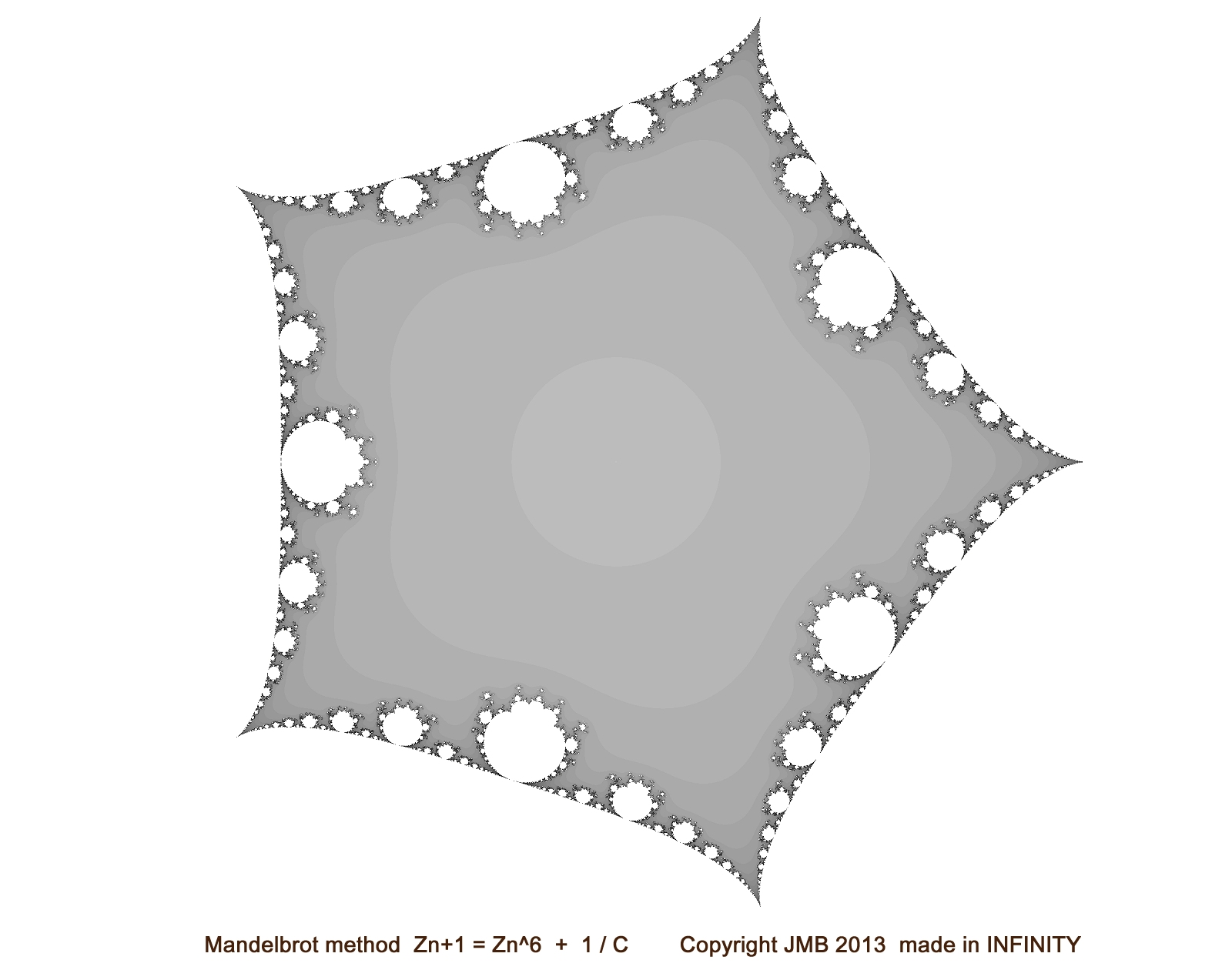
Z = Z6 + 1/C
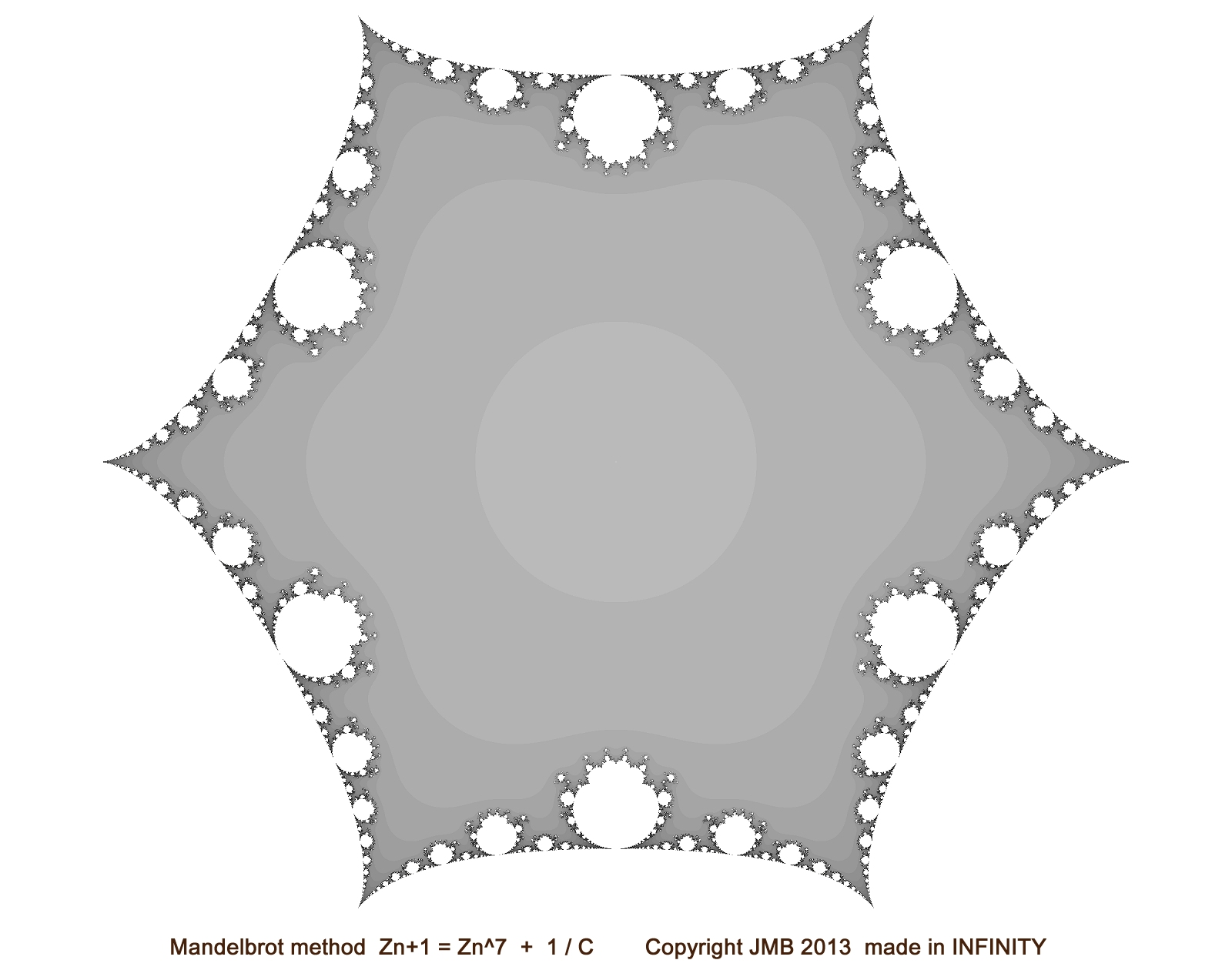
Z = Z7 + 1/C

Pero, qué pasa cuándo Z = Zm + (1 / C2) ?.
Pues algo muy parecido a lo que veíamos antes, ahora el número de vértices es V = (m - 1) * p 

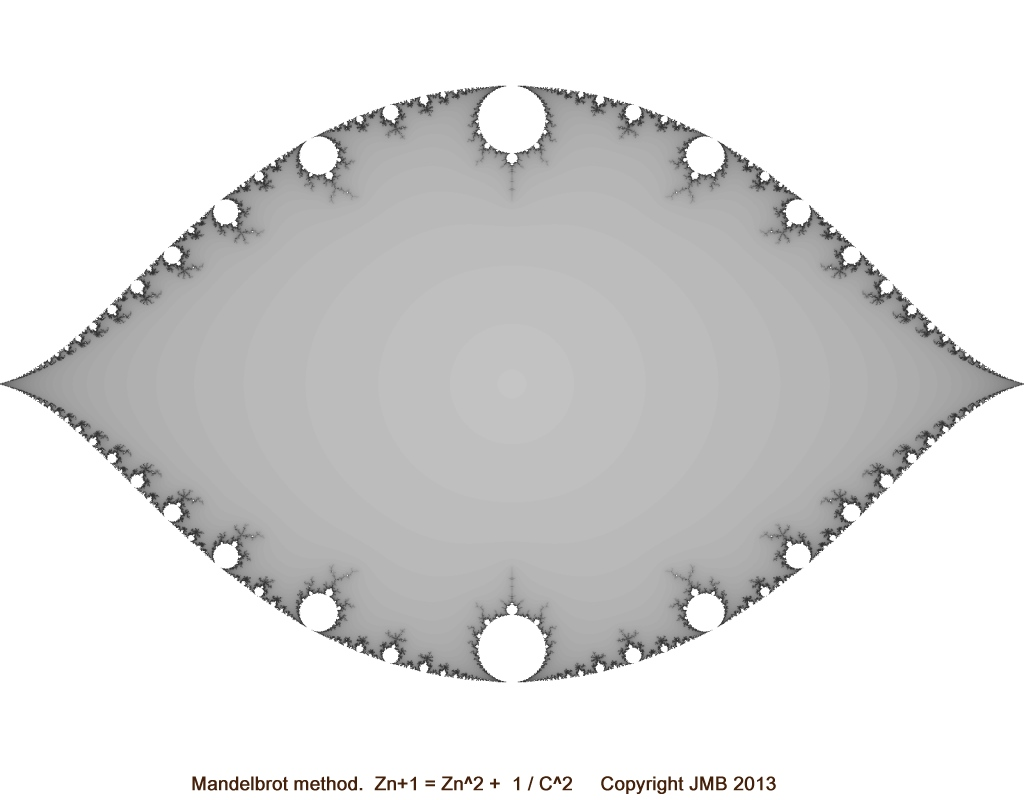
Z = Z^{2} + 1 / C^{2} V = (2 - 1)* 2 = 2
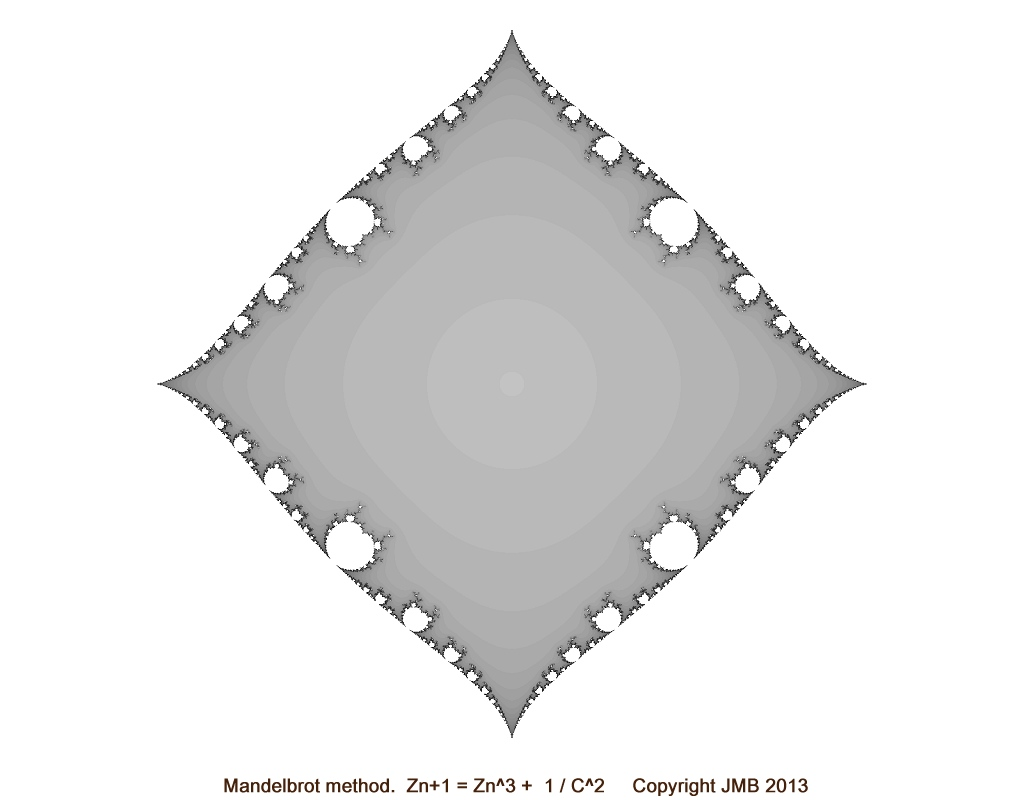
Z = Z^{3} + 1 / C^{2} V = (3 - 1)* 2 = 4
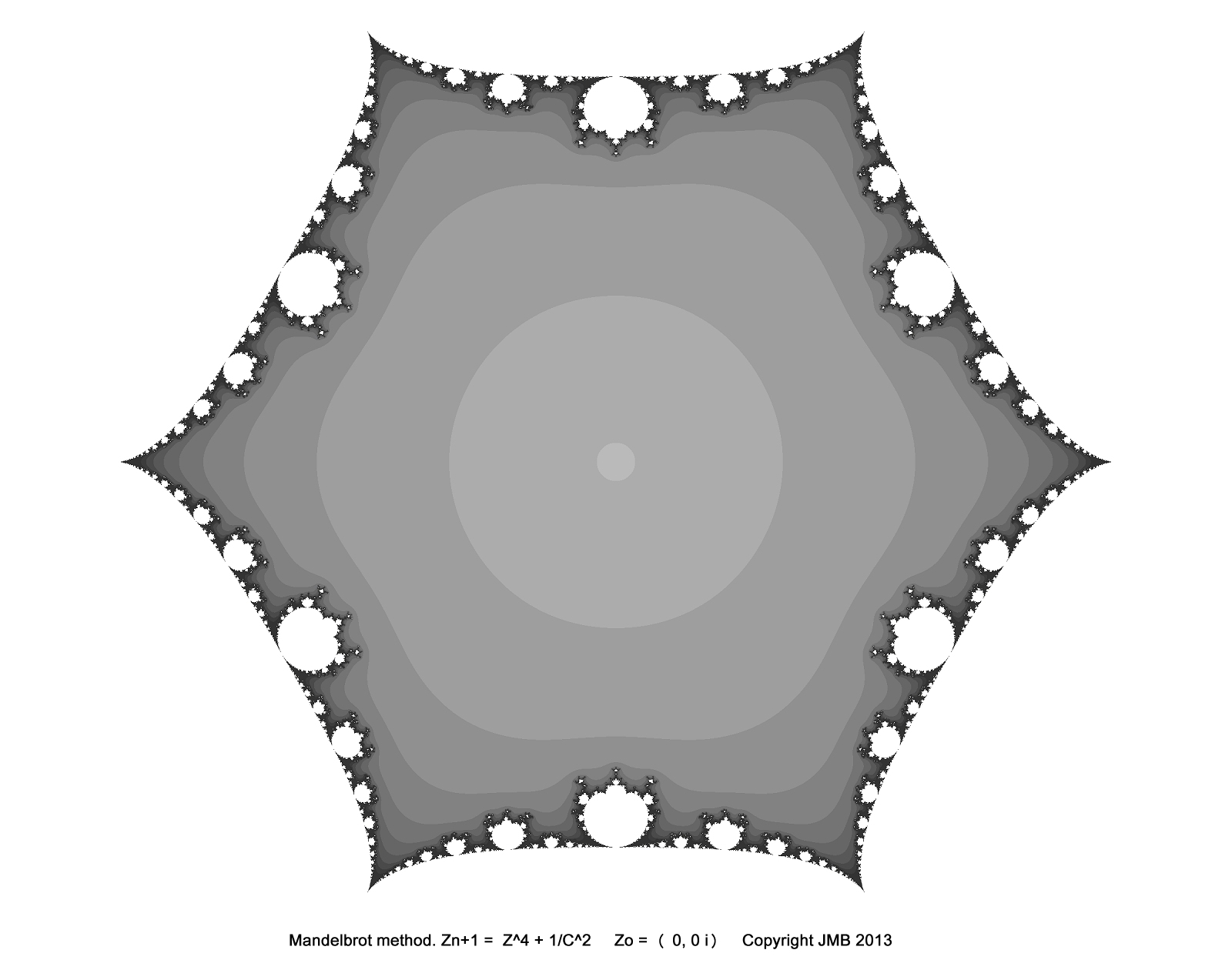
Z = Z^{4} + 1 / C^{2} V = (4 - 1)* 2 = 6
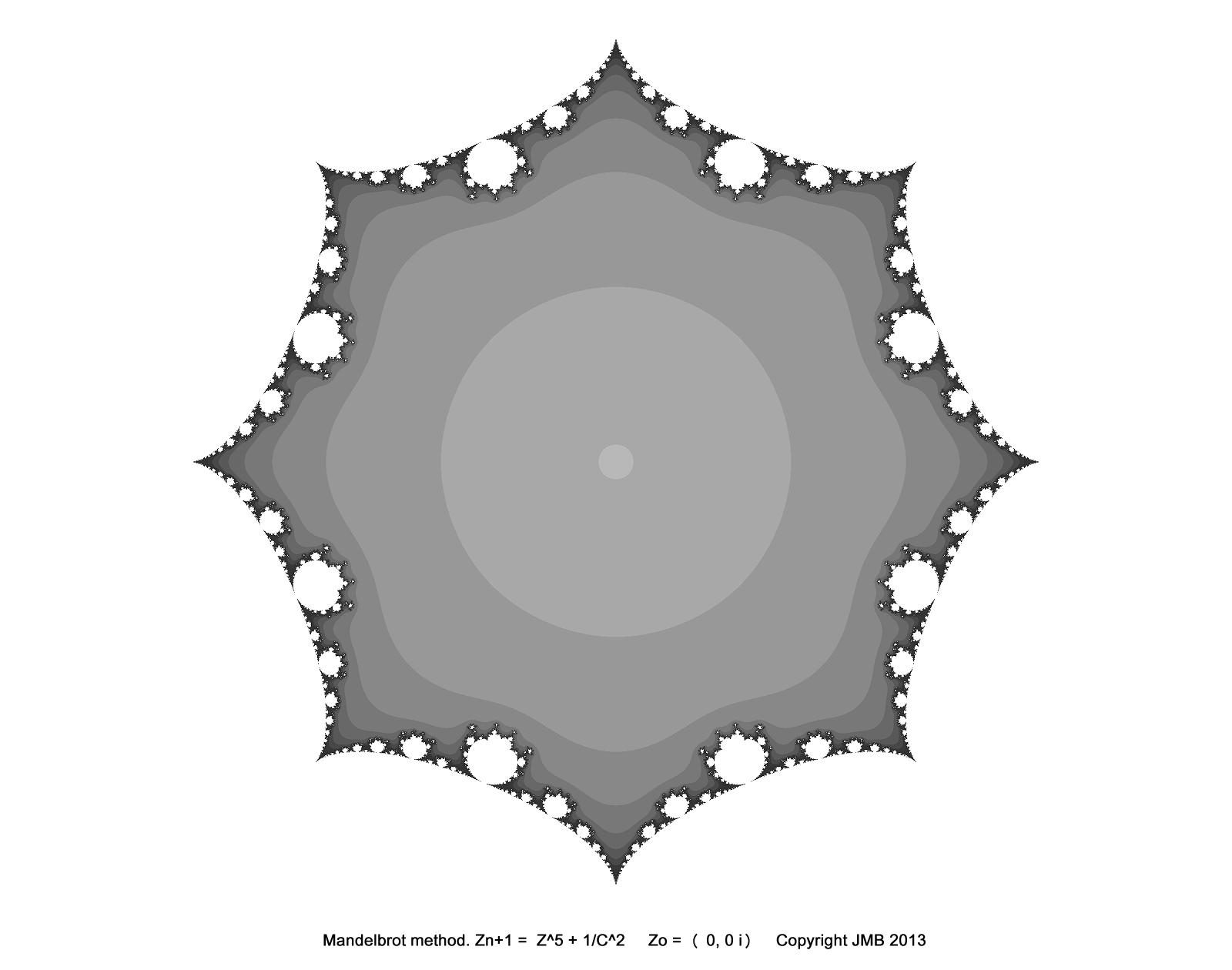
Z = Z^{5} + 1 / C^{2} V = (5 - 1)* 2 = 8
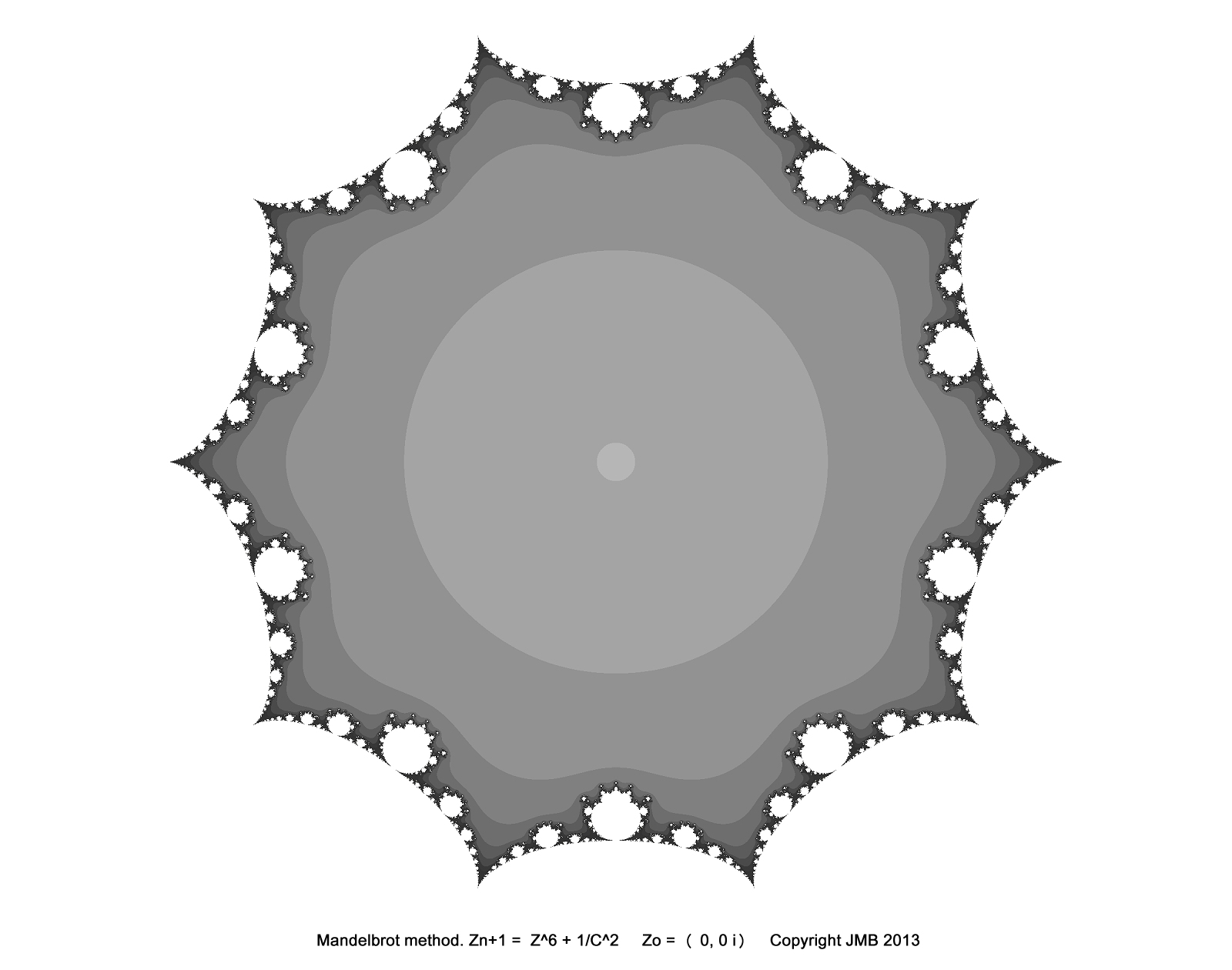
Z = Z^{6} + 1 / C^{2} V = (6 - 1)* 2 = 10
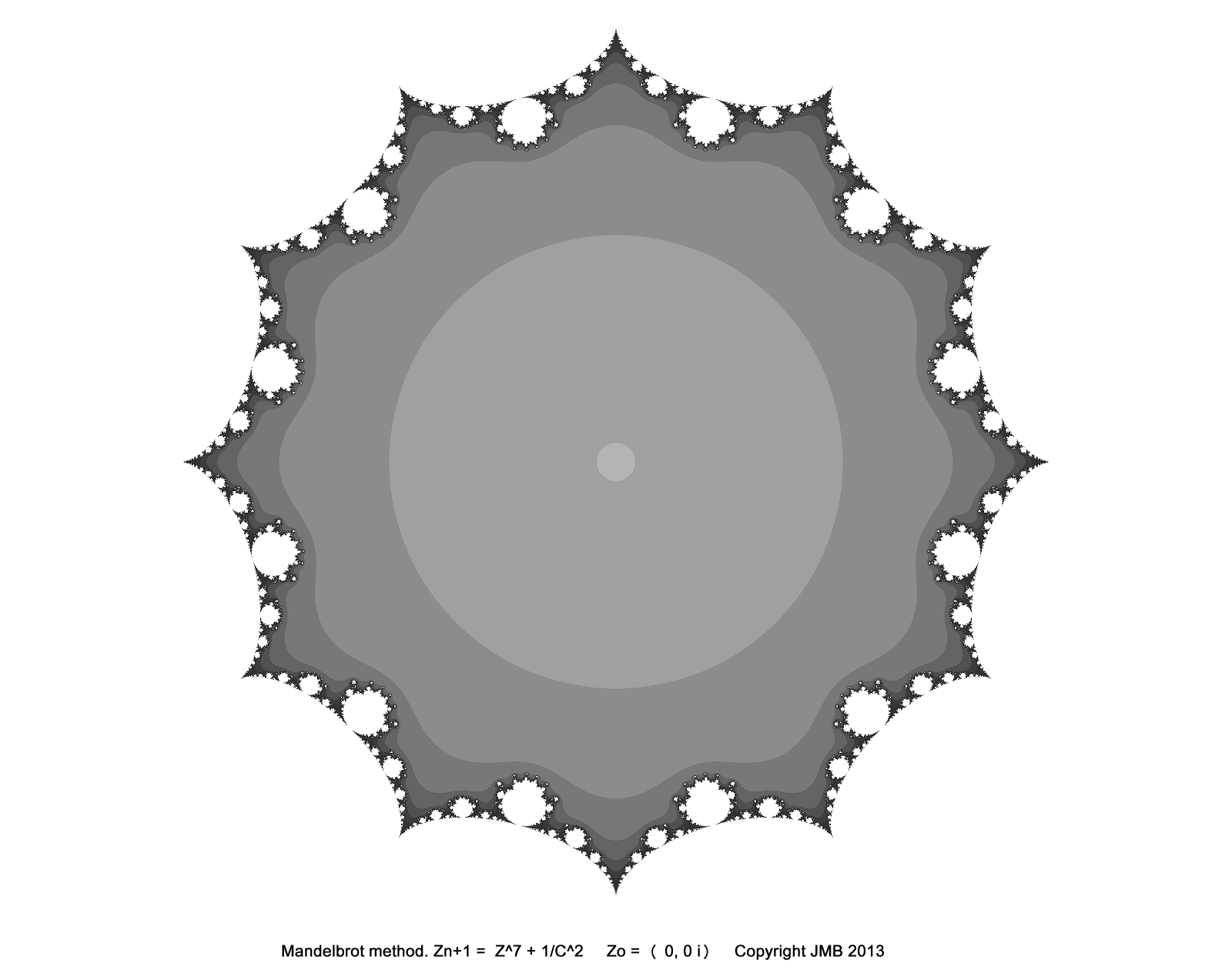
Z = Z^{7} + 1 / C^{2} V = (7 - 1)* 2 = 12

- Z = Z2 + 1 / C2 
V = (2 - 1)* 2 = 2
- Z = Z3 + 1 / C2 
V = (3 - 1)* 2 = 4
- Z = Z4 + 1 / C2 
V = (4 - 1)* 2 = 6
- Z = Z5 + 1 / C2 
V = (5 - 1)* 2 = 8
- Z = Z6 + 1 / C2 
V = (6 - 1)* 2 = 10
- Z = Z7 + 1 / C2 
V = (7 - 1)* 2 = 12

- Z = Z2 + 1 / C3 
V = (2 - 1)* 3 = 3
- Z = Z2 + 1 / (C3+1) 
V = (2 - 1)* 3 = 3

## Z = Z^{m} + 1 / C^{p}

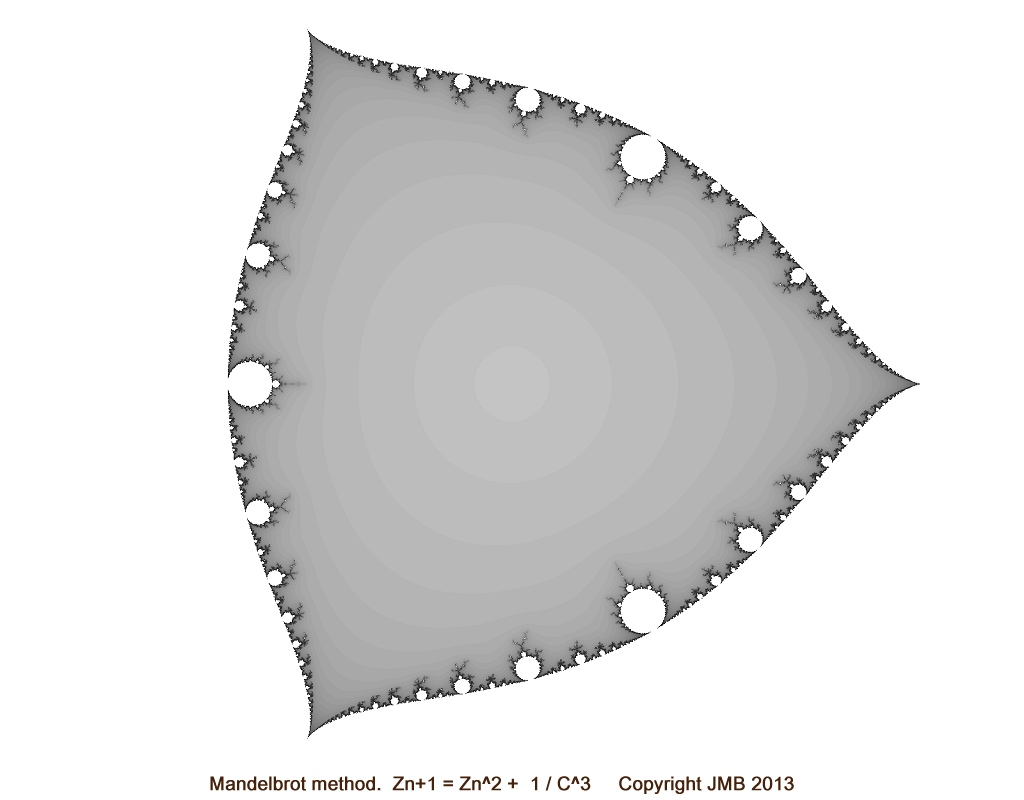
Z = Z^{2} + 1 / C^{3} V = (2 - 1)* 3 = 3
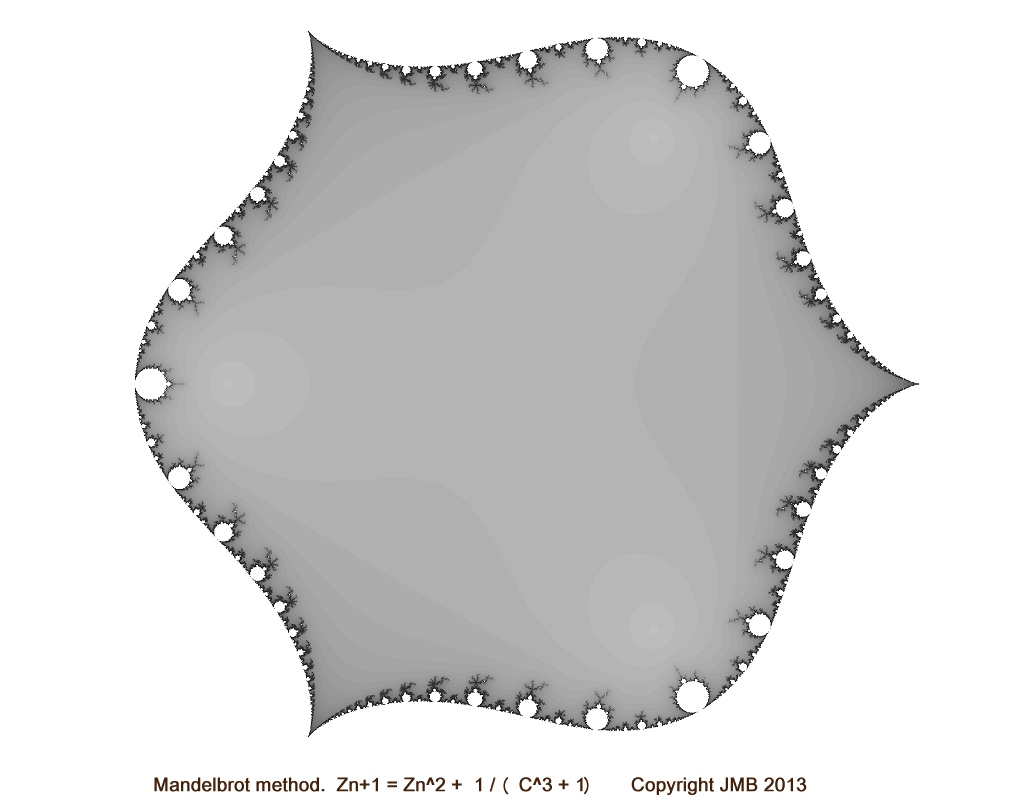
Z = Z^{2} + 1 / (C^{3}+1) V = (2 - 1)* 3 = 3

### Integrando en el mismo fractal una función de C y su inversa Z = Zm+ C i Z = Zm+ 1/C
La zona en color BLANCO intenso es el área de la intersección de los 2 sets.

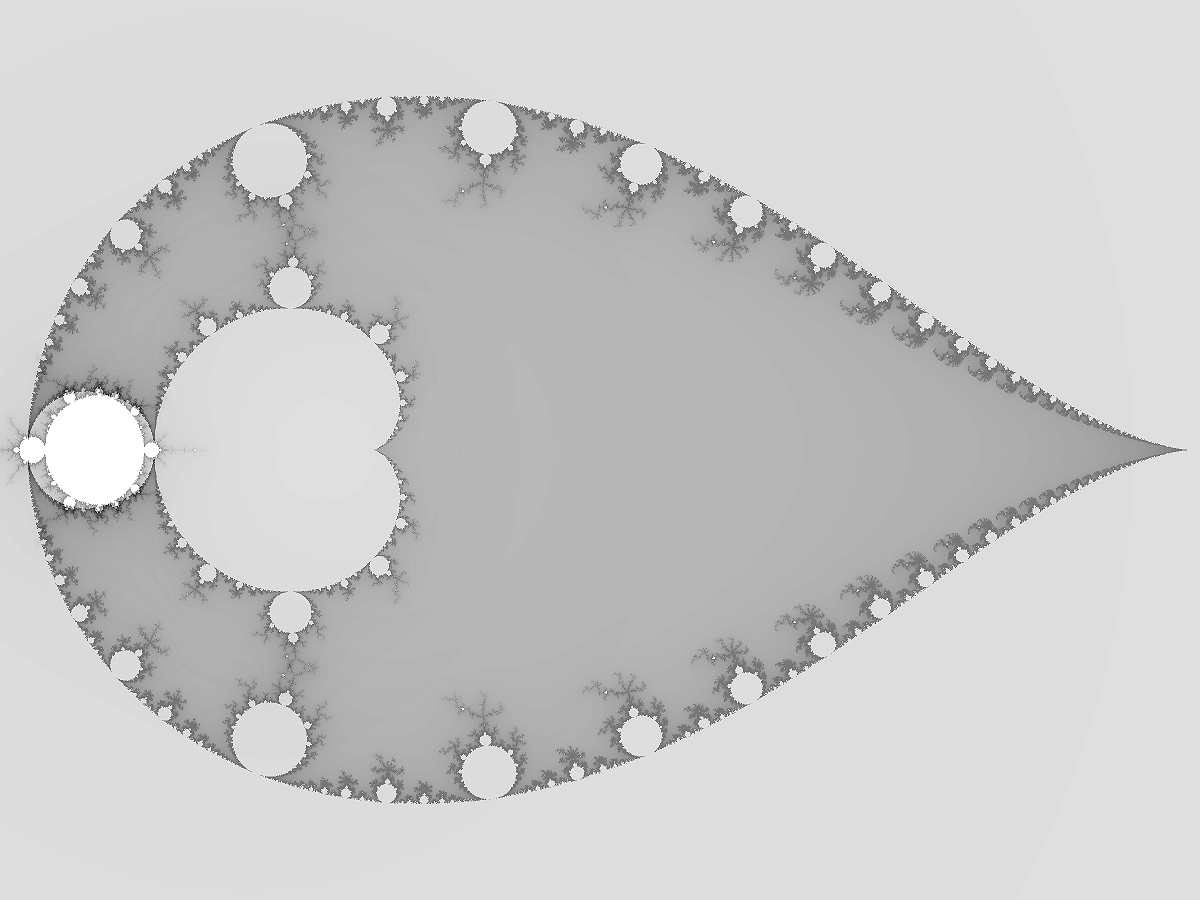
Z = Z2 + 1 / C Z = Z2 + C
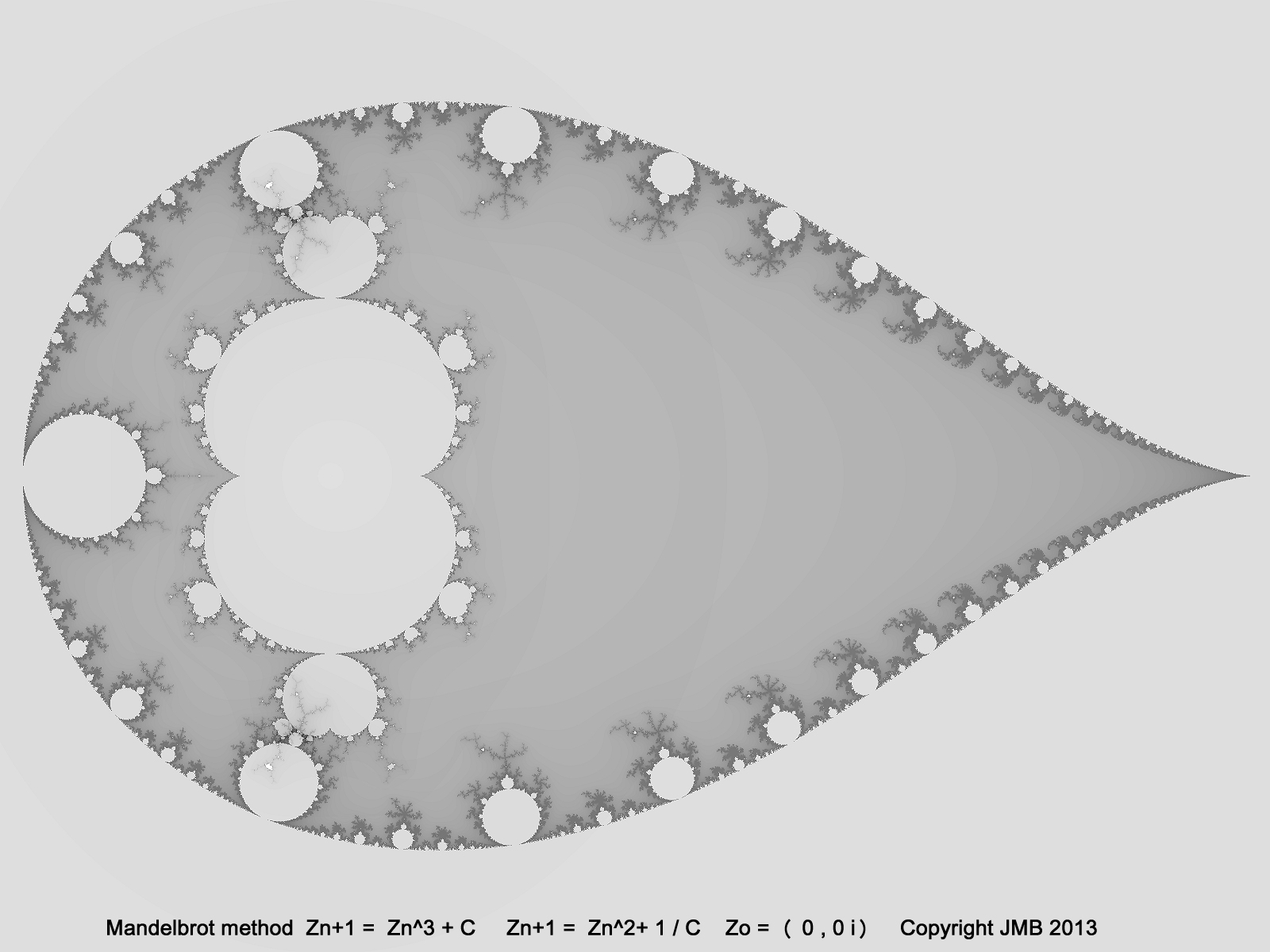
Z = Z2 + 1 / C Z = Z3 + C
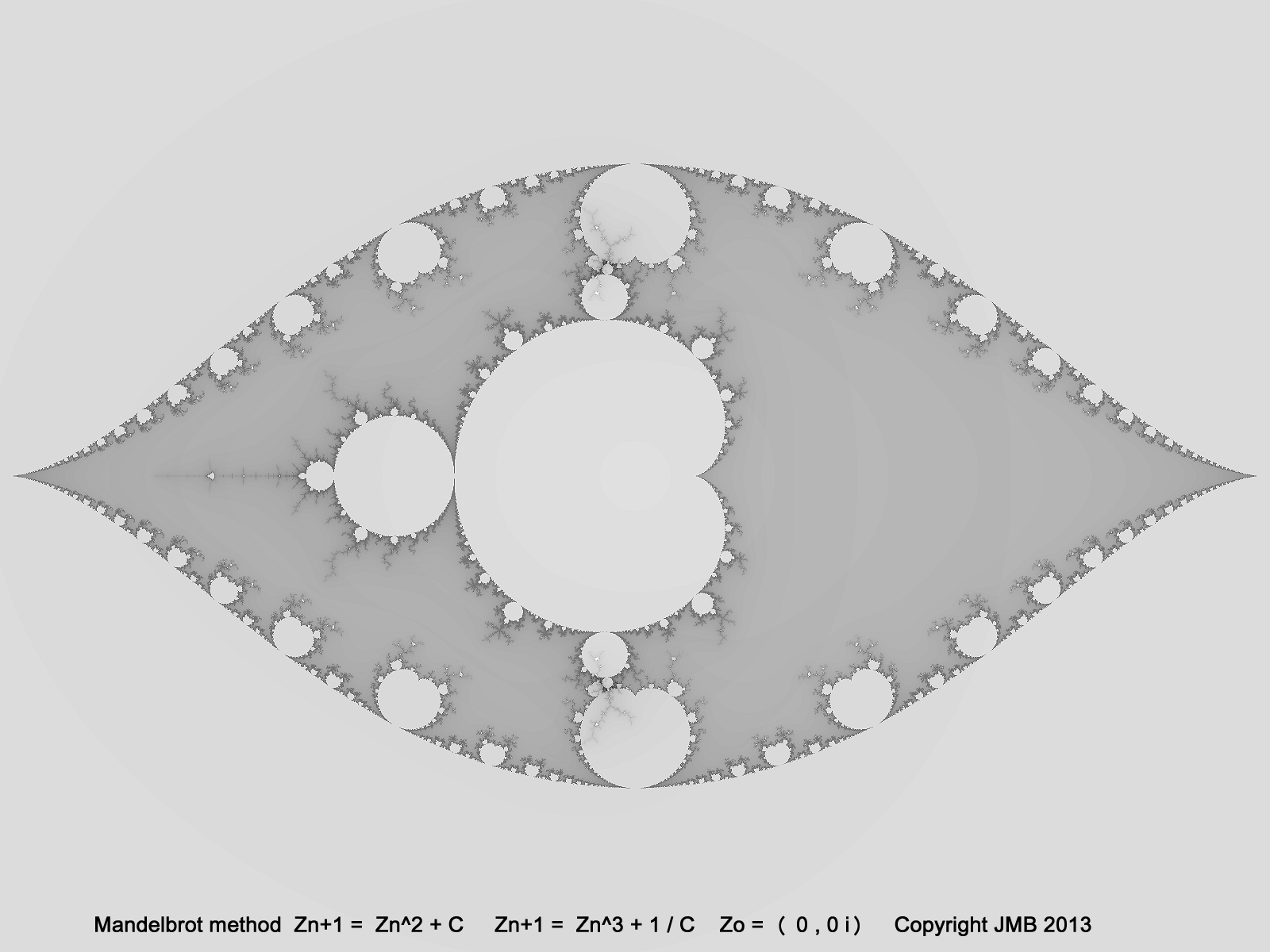
Z = Z3 + 1 / C Z = Z2 + C
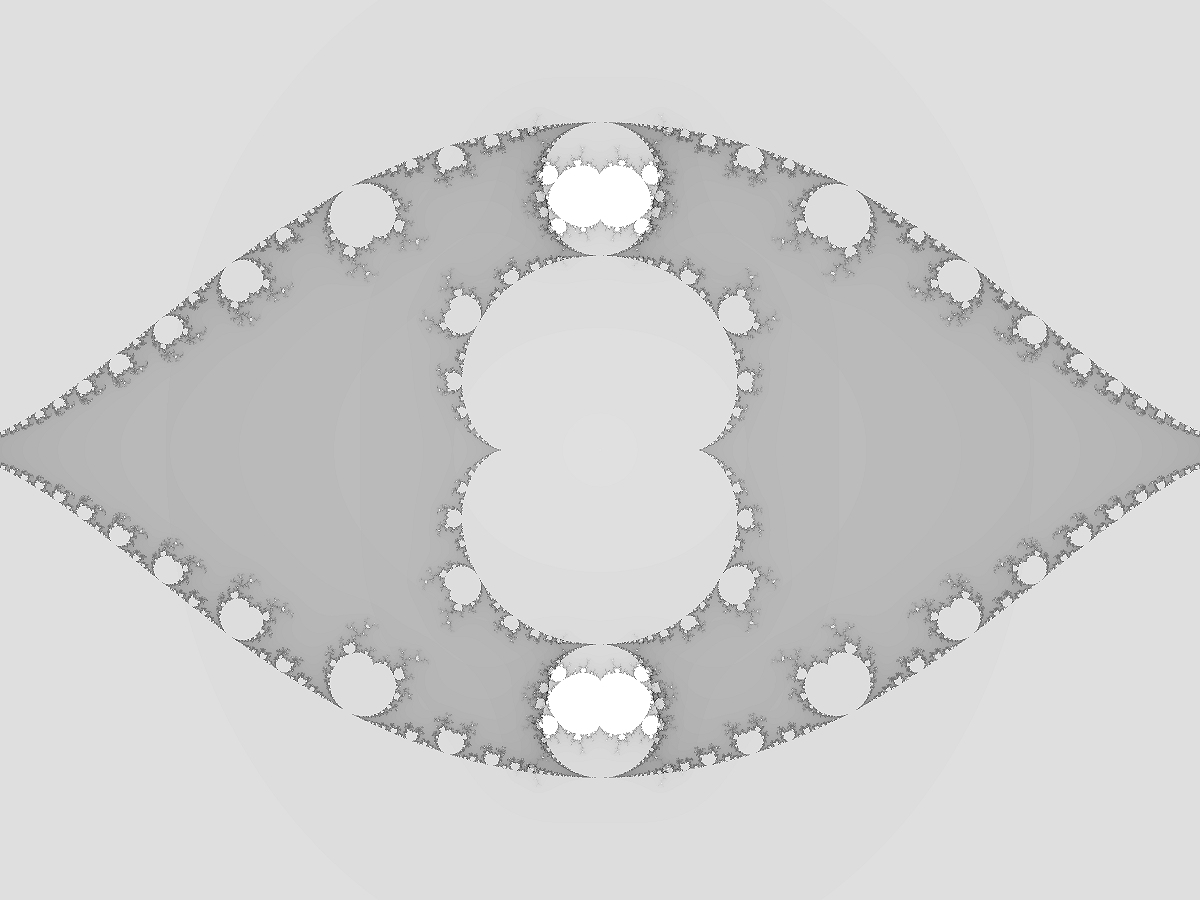
Z = Z3 + 1 / C Z = Z3 + C
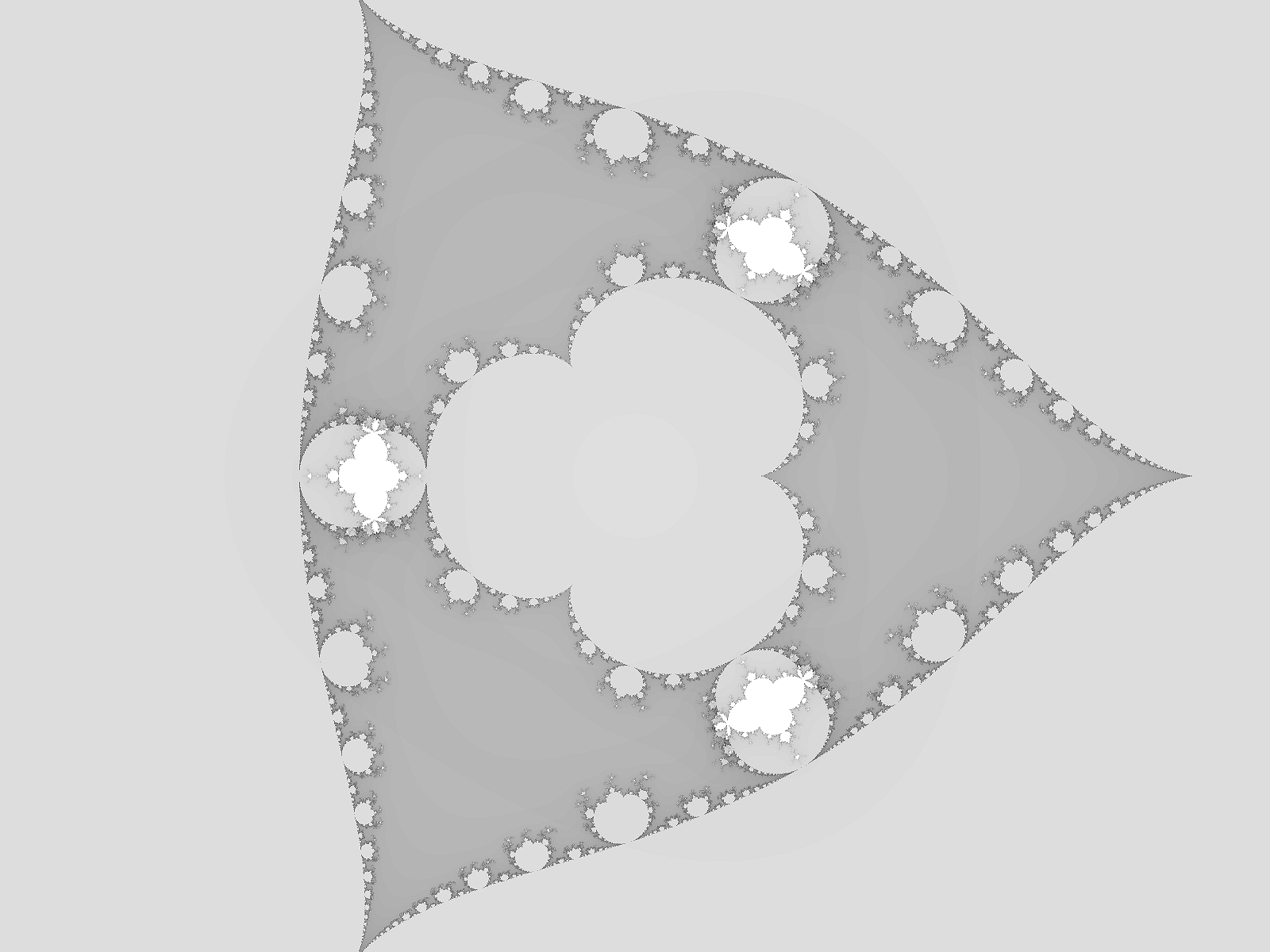
Z = Z4 + 1 / C Z = Z4 + C
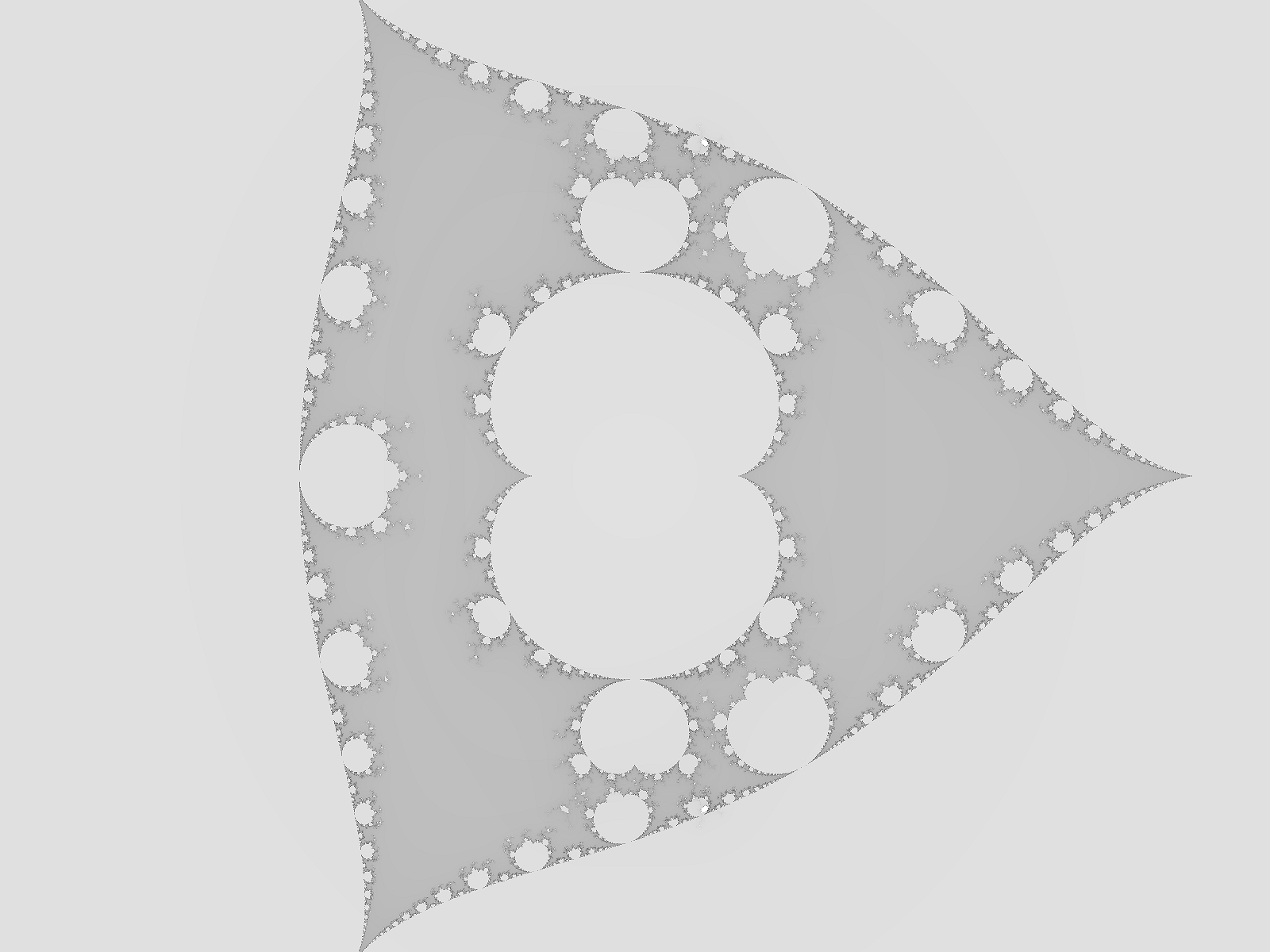
Z = Z4 + 1 / C Z = Z3 + C

## Z = ( Zm/ Cm) + C

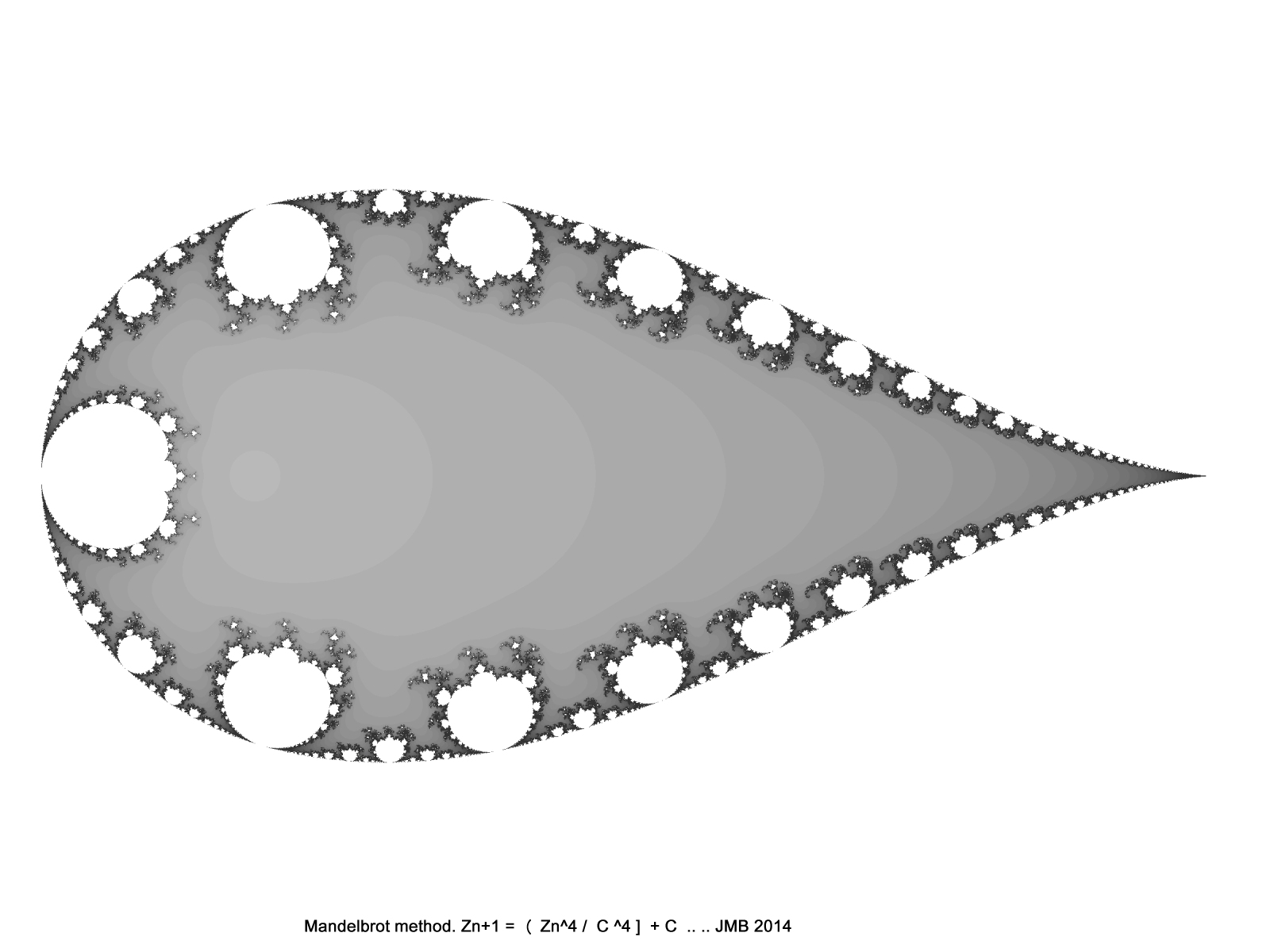
Z = (Z4 / C4) + C
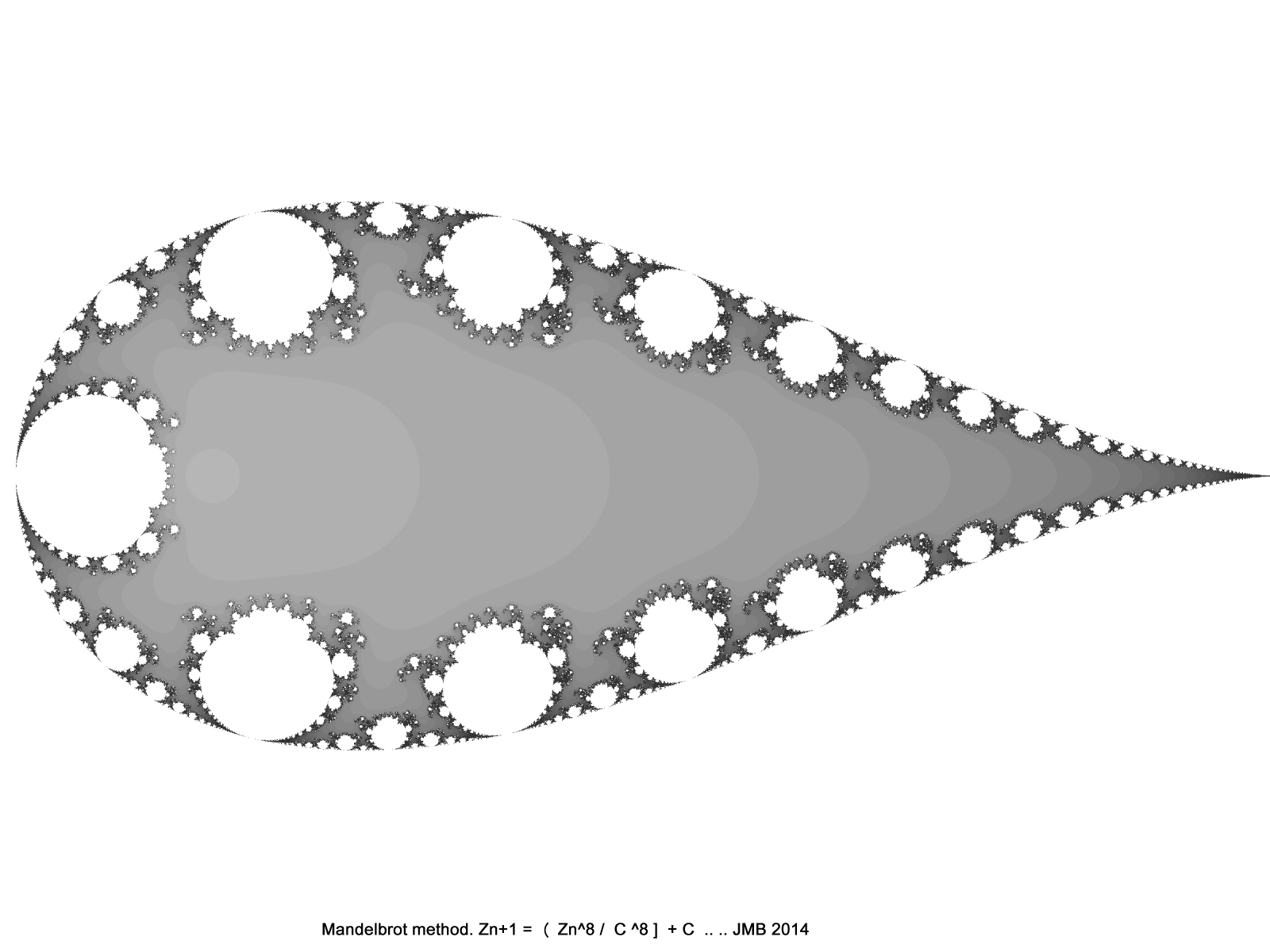
Z = (Z8 / C8) + C

## Z = Zm+ C + Cp+ 1/ C + 1/ Cq
También podemos añadir más sumandos a la función Zm, combinando C, Cp, 1/C y 1/Cq en grupos de 2, 3 o 4, veamos que sucede si agrupamos C2, 1/C y 1/C2 de 2,3 o 4 formas ..: 

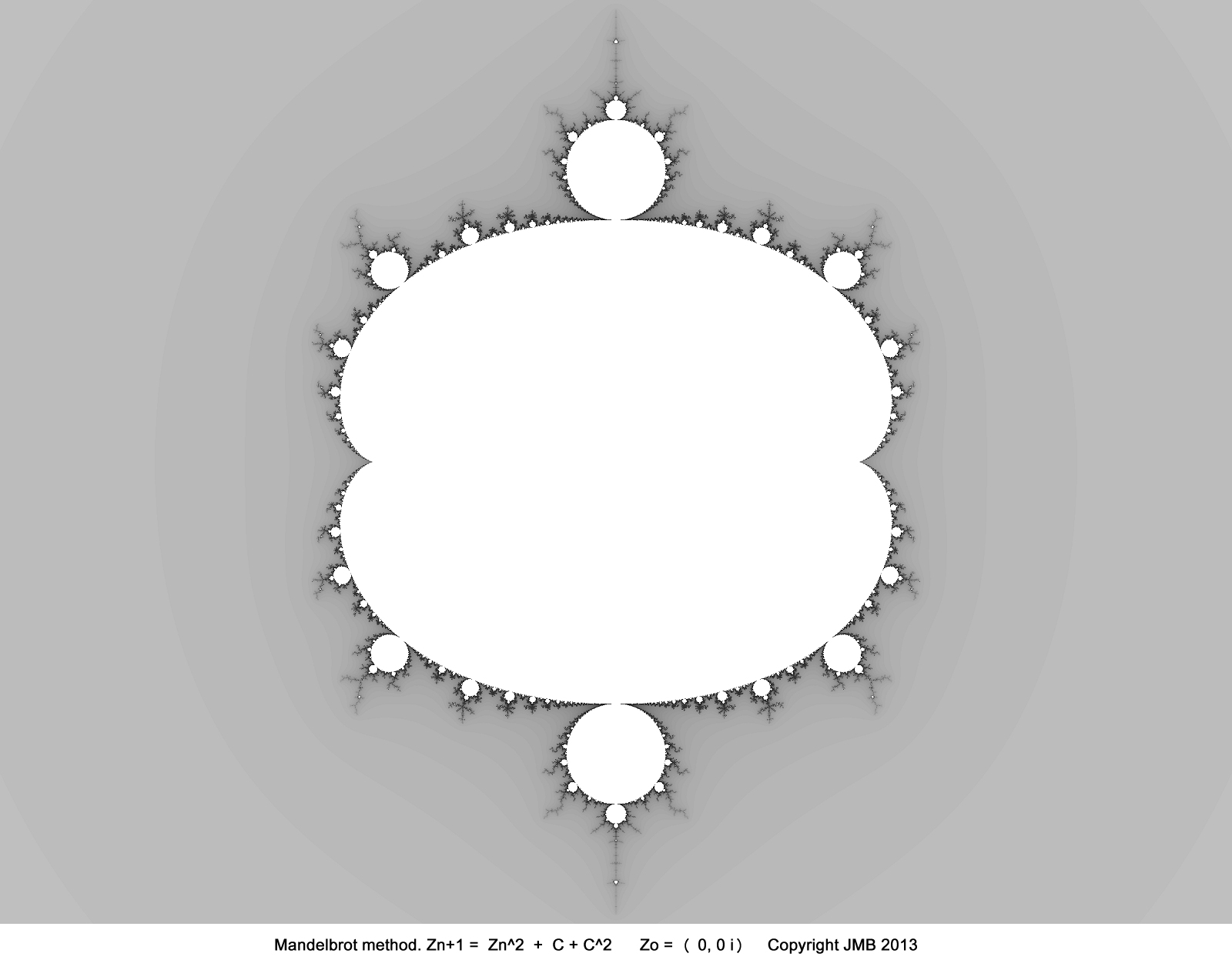
Z = Z2 + C + C2
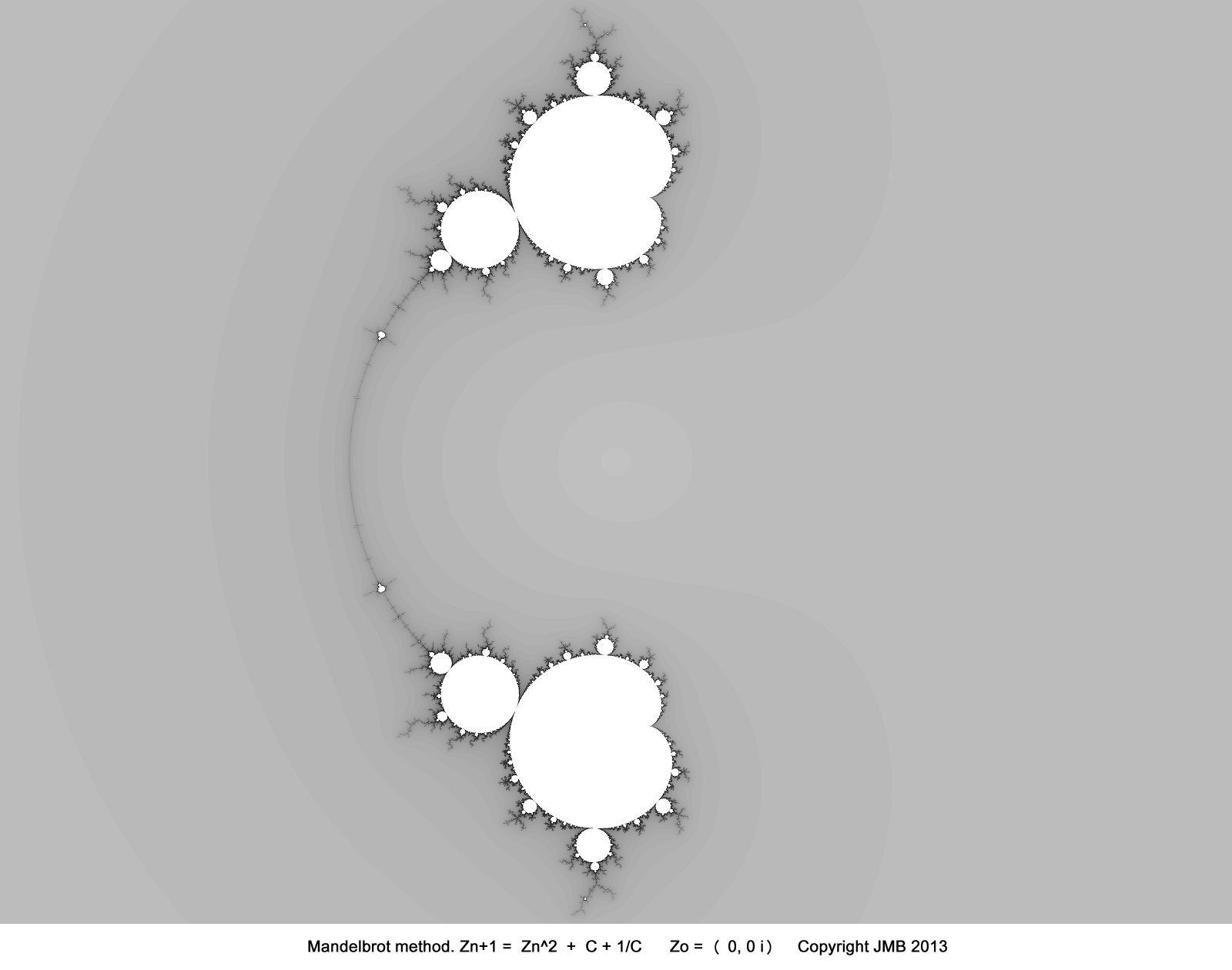
Z = Z2 + C + 1/C
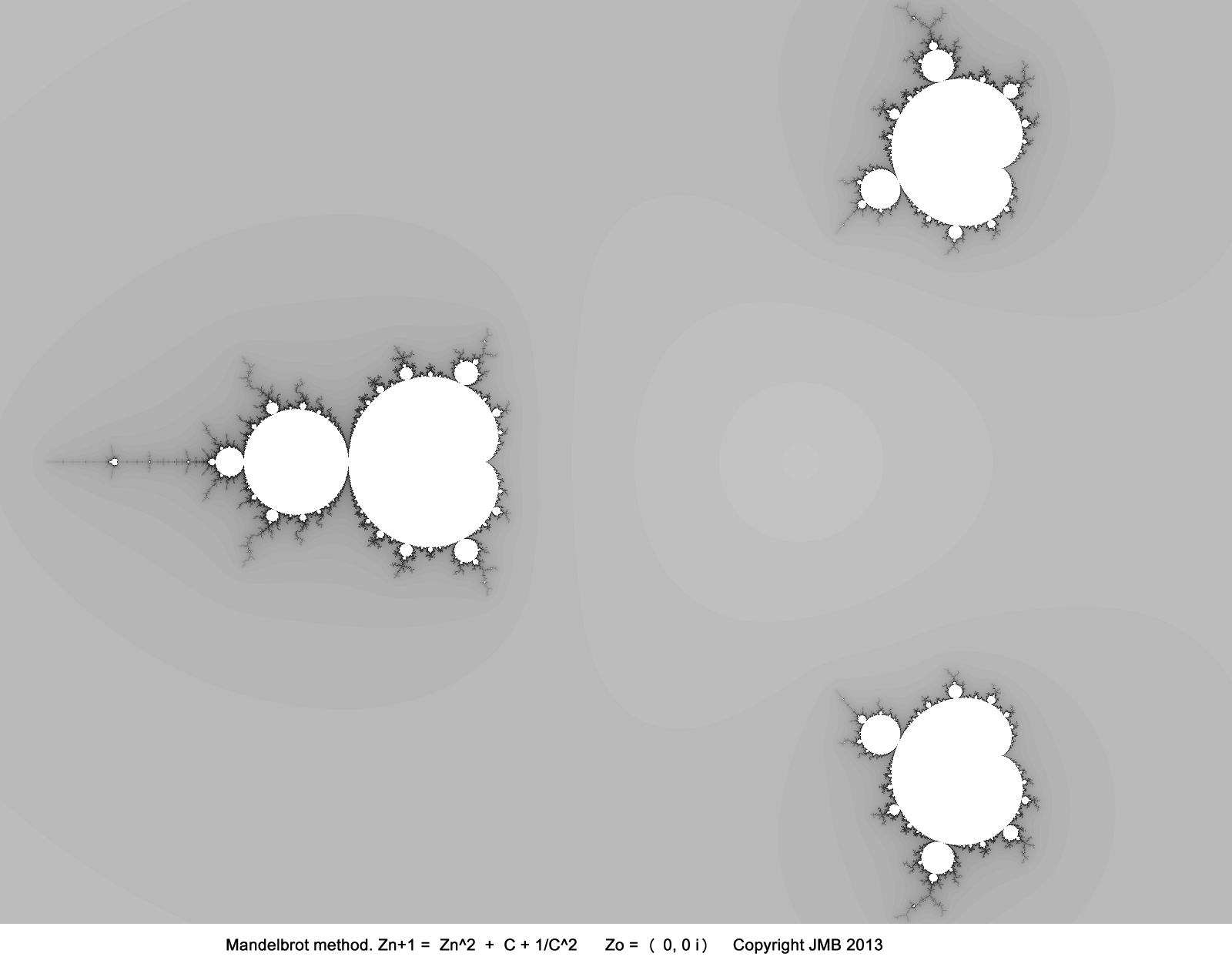
Z = Z2 + C + 1/C2
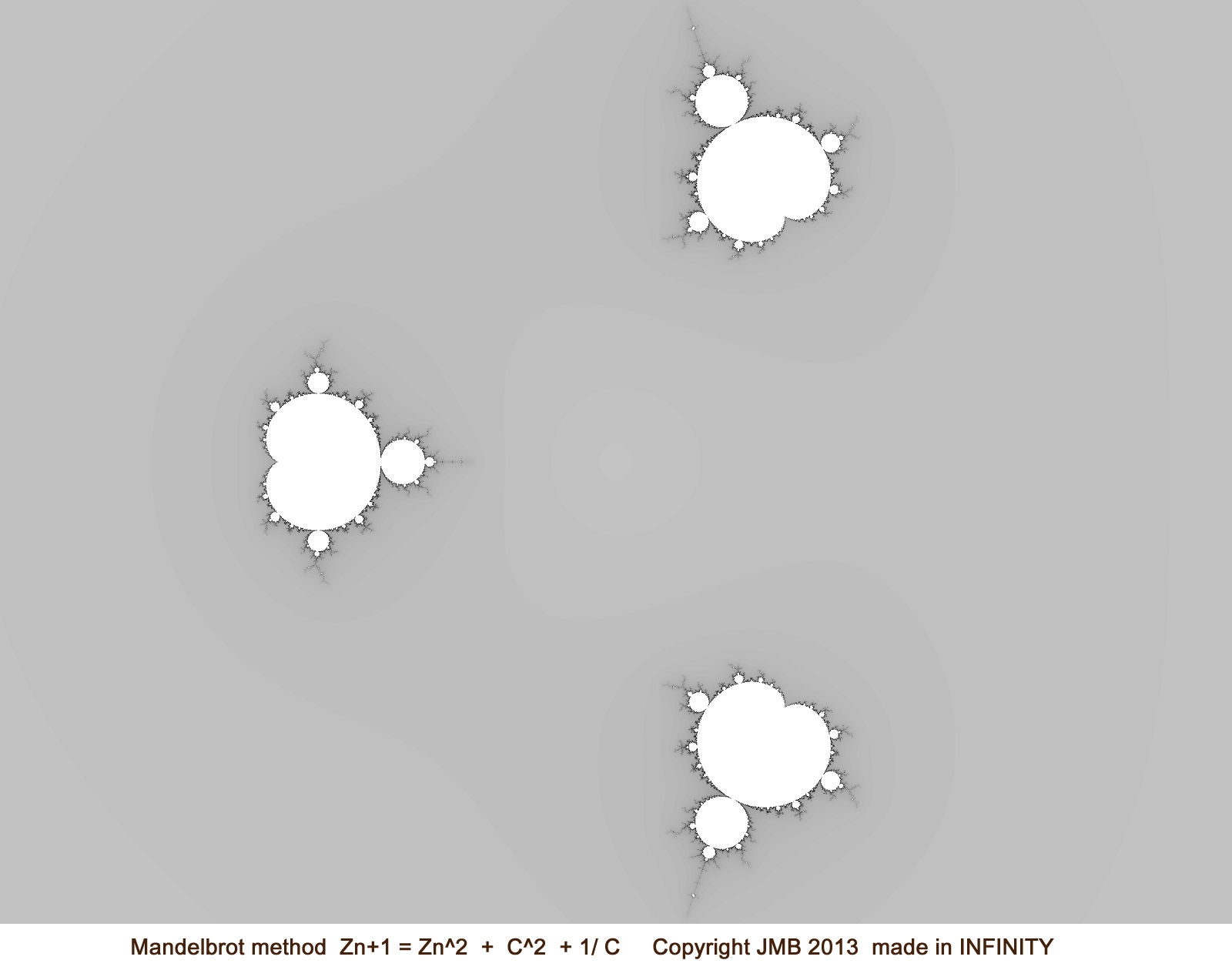
Z = Z2 + C2+ 1/C
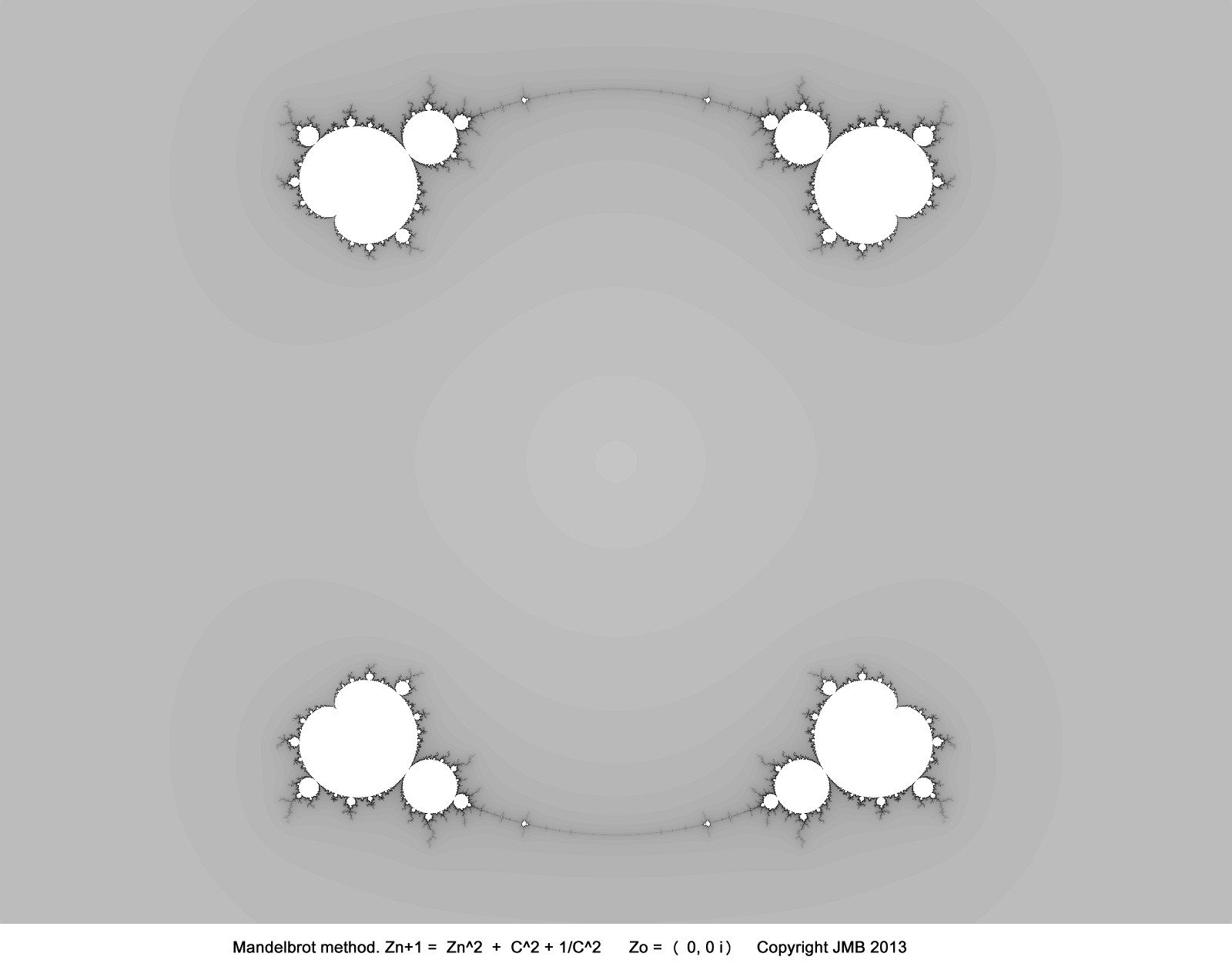
Z = Z2 + C2 + 1/C2
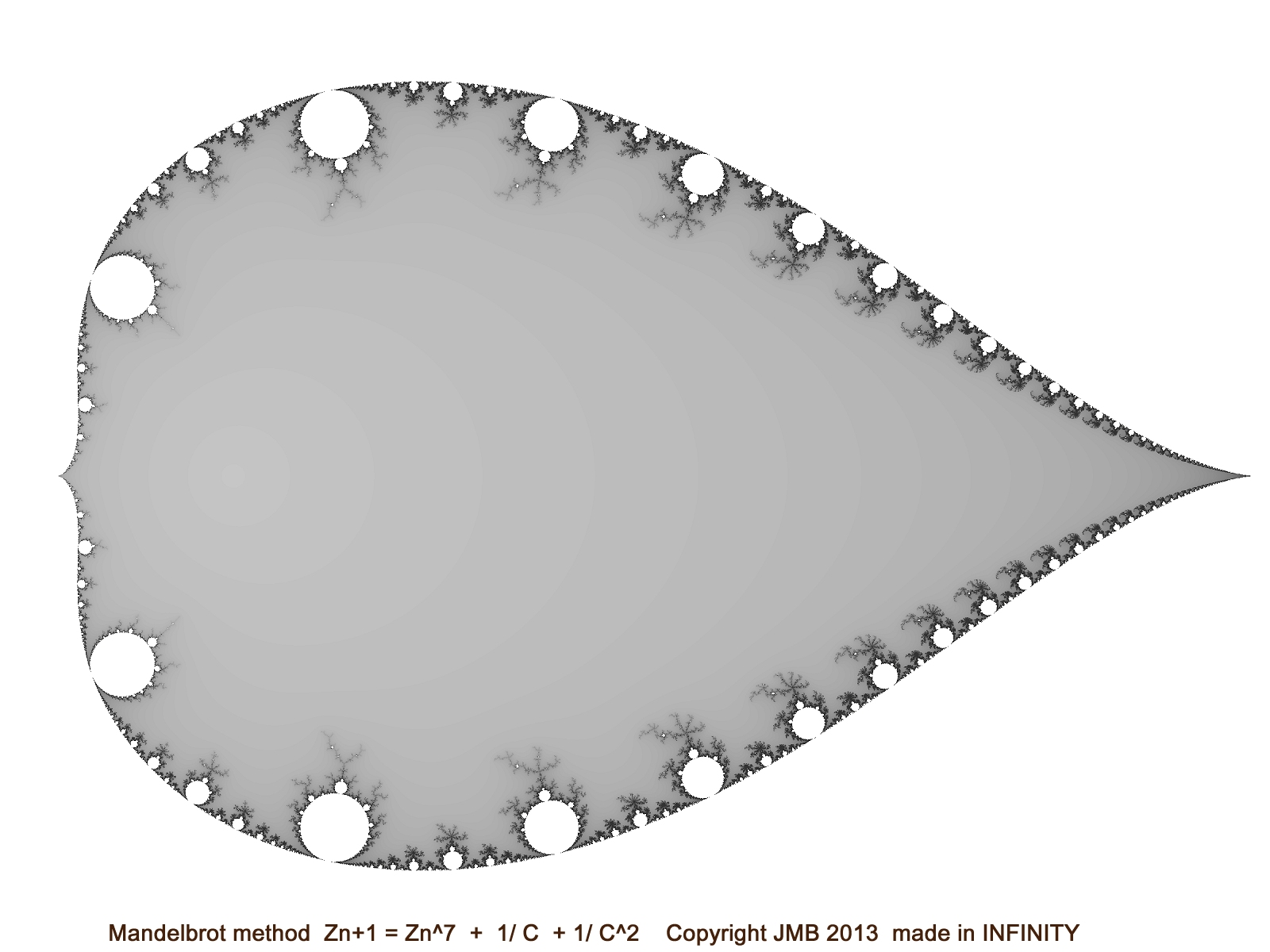
Z = Z2 + 1/C + 1/ C2

- Z = Z2 + C + C2 + 1/C
- Z = Z2 + C + C2 + 1/C2
- Z = Z2 + C + 1/C + 1/C2
- Z = Z2 + C2 + 1/C + 1/C2
- Z = Z2 + C + C2 + 1/C + 1/C2

A continuación más combinaciones con otros exponentes:

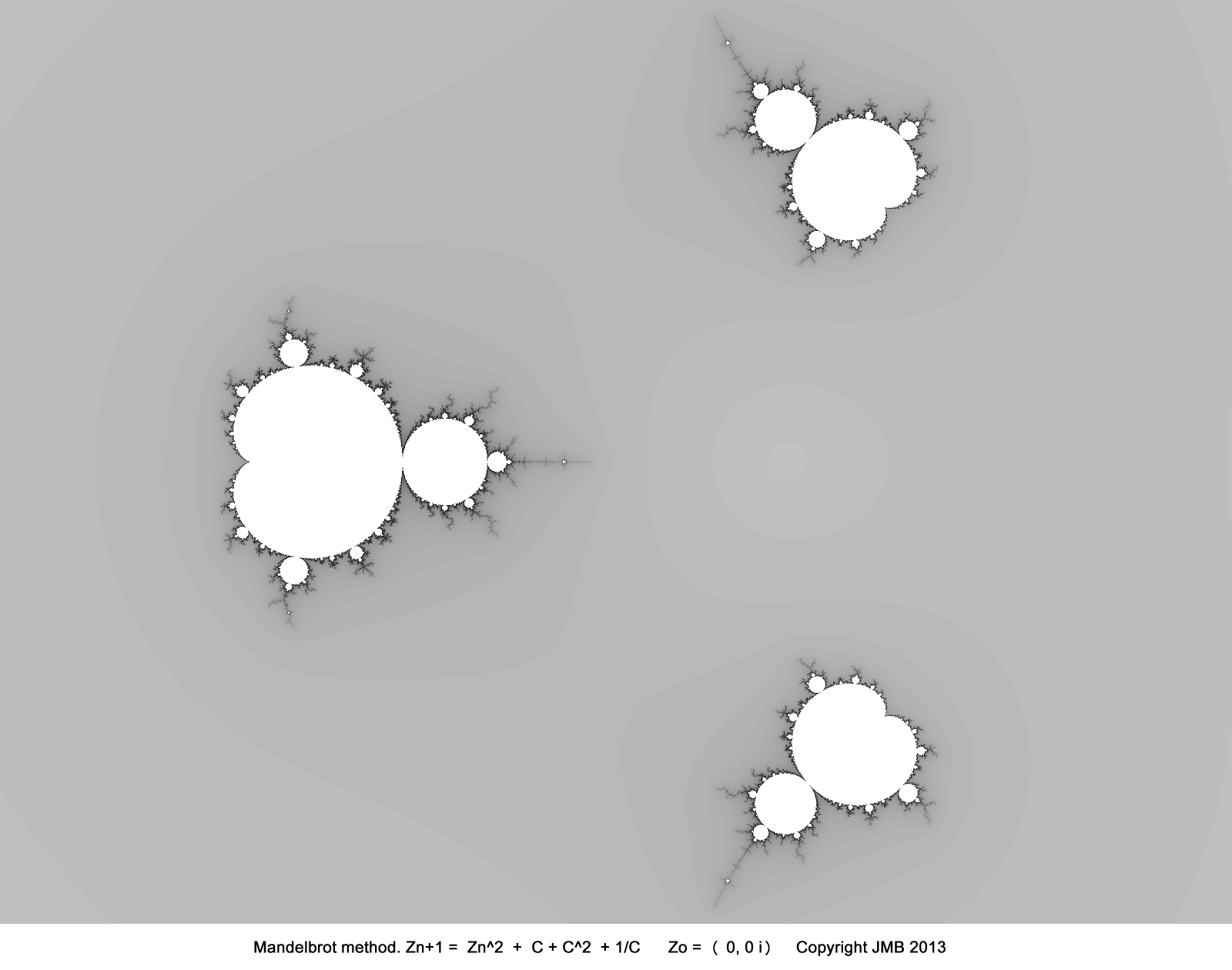
Z = Z2 + C + 1/ C3
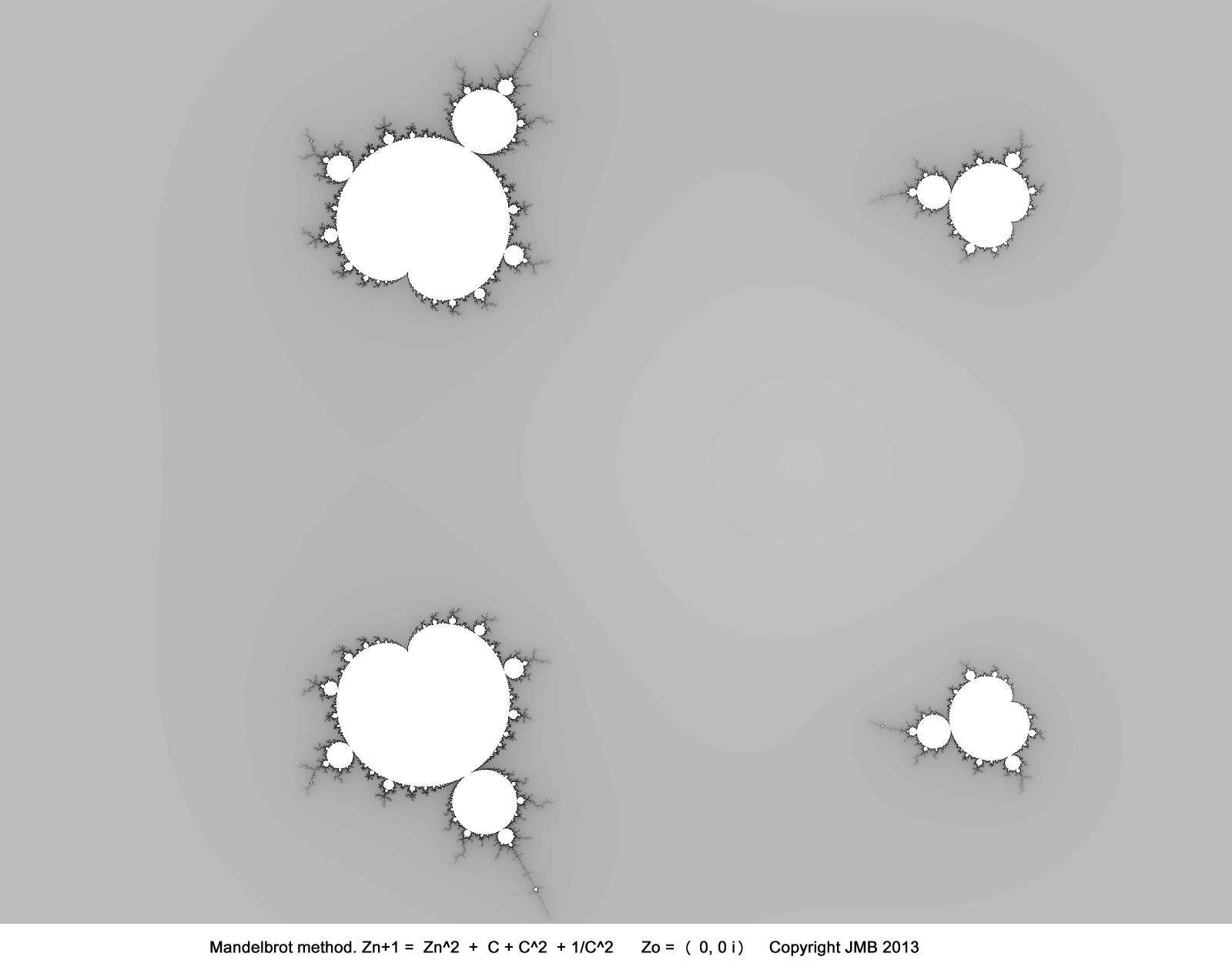
Z = Z^{2} + C + C^{2} + 1/C^{2}
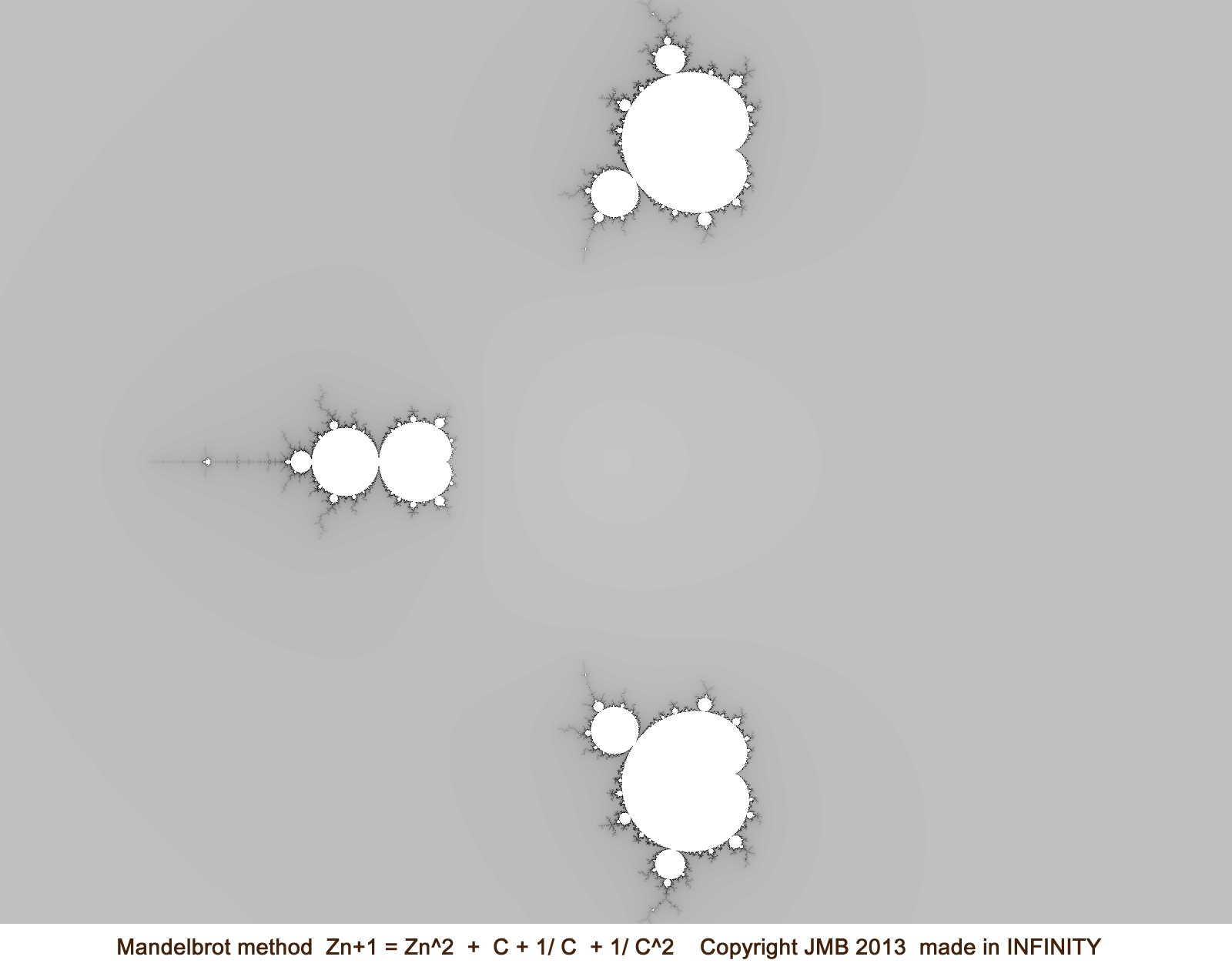
Z = Z^{2} + C + 1/C + 1/C^{2}
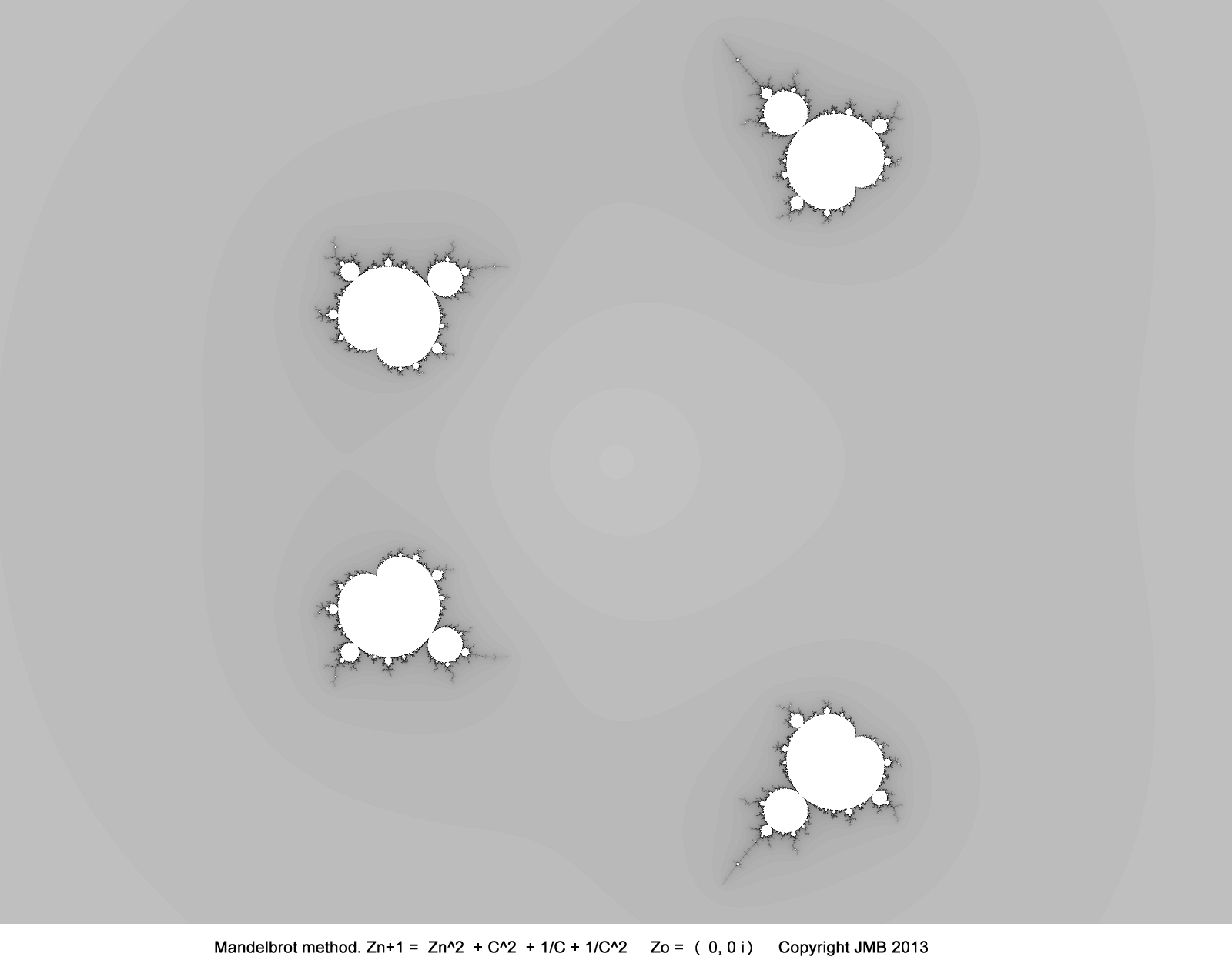
Z = Z^{2} + C^{2} + 1/C + 1/C^{2}
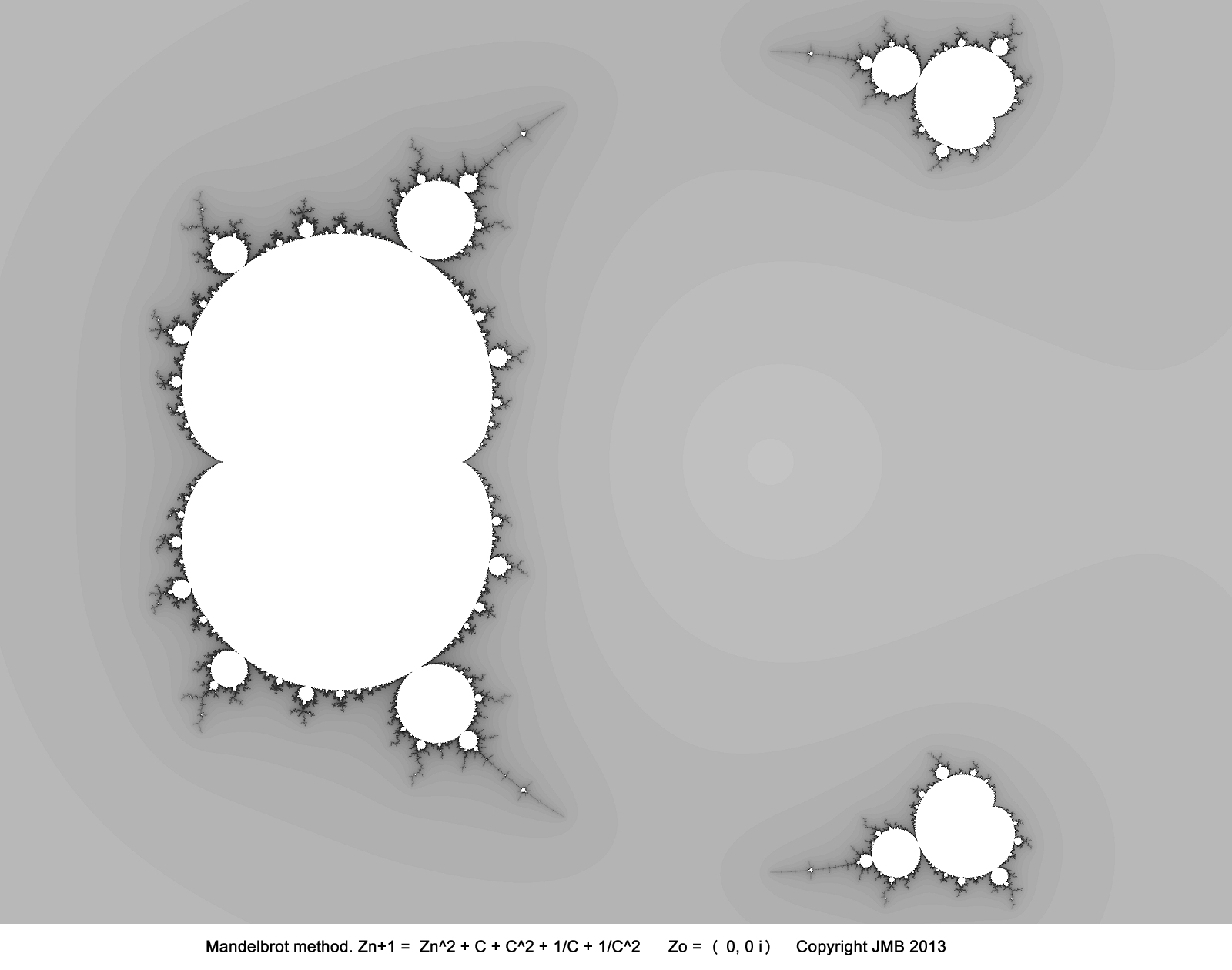
Z = Z^{2} + C + C^{2} + 1/C + 1/C^{2}

## Z = Zm+ polinomios de C
Podemos combinar diferentes potencias de C y/o Z sumándolas a Zm , veamos qué sucede:

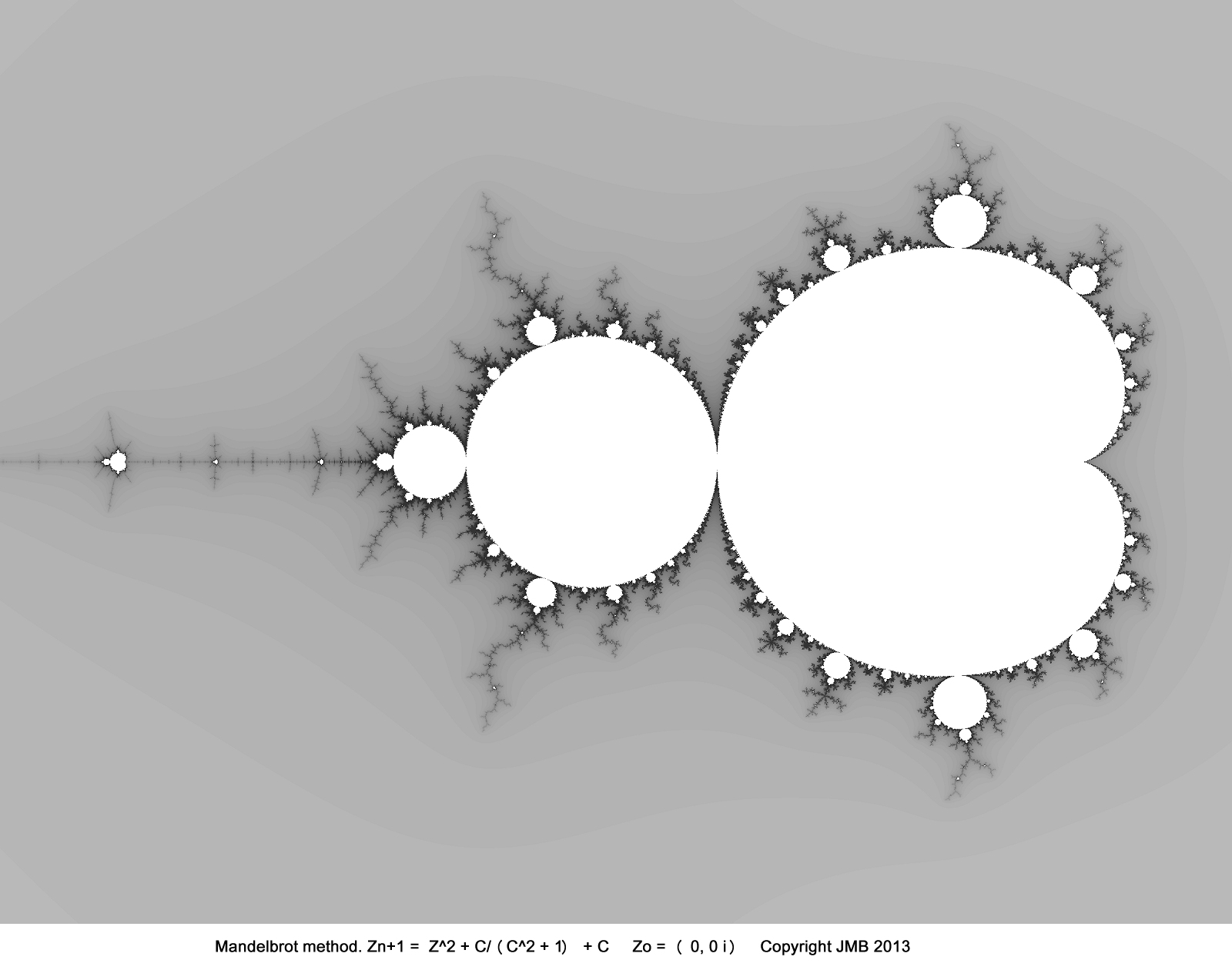
Z=Z^{2} + C /(C^{2}+1) + C Zo = (0,0i)
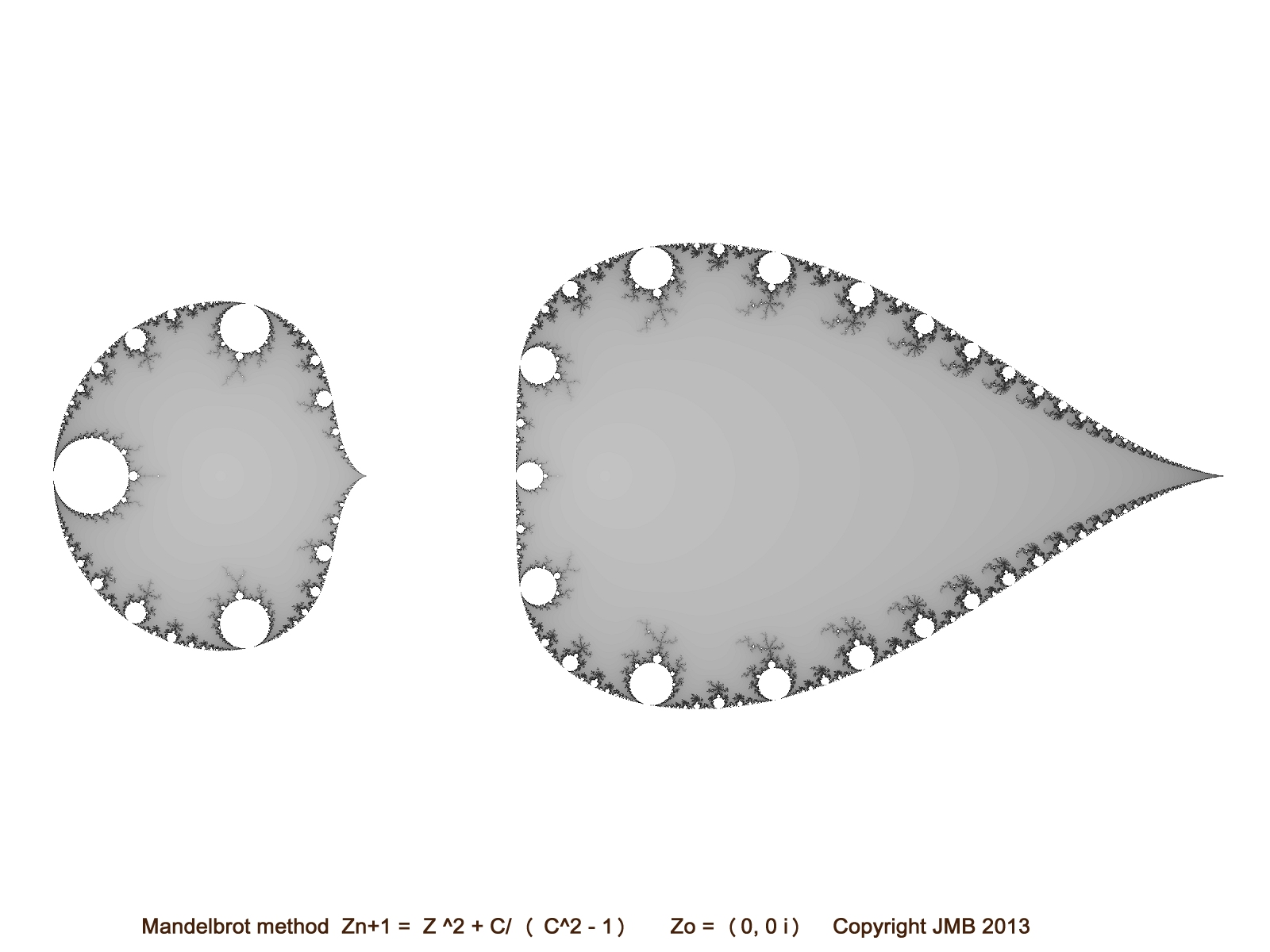
Z=Z^{2} + C /(C^{2}-1) Zo = (0,0i)
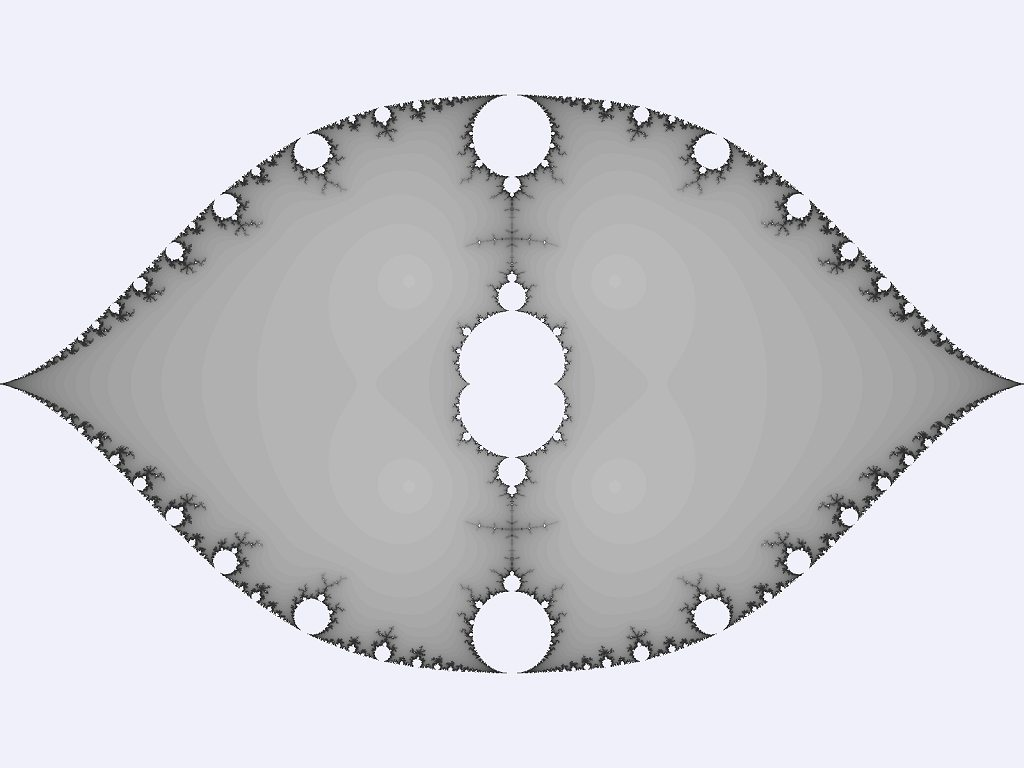
Z=Z^{2} + C^{2} /(C^{4} + 0.1) Zo = (0,0i)
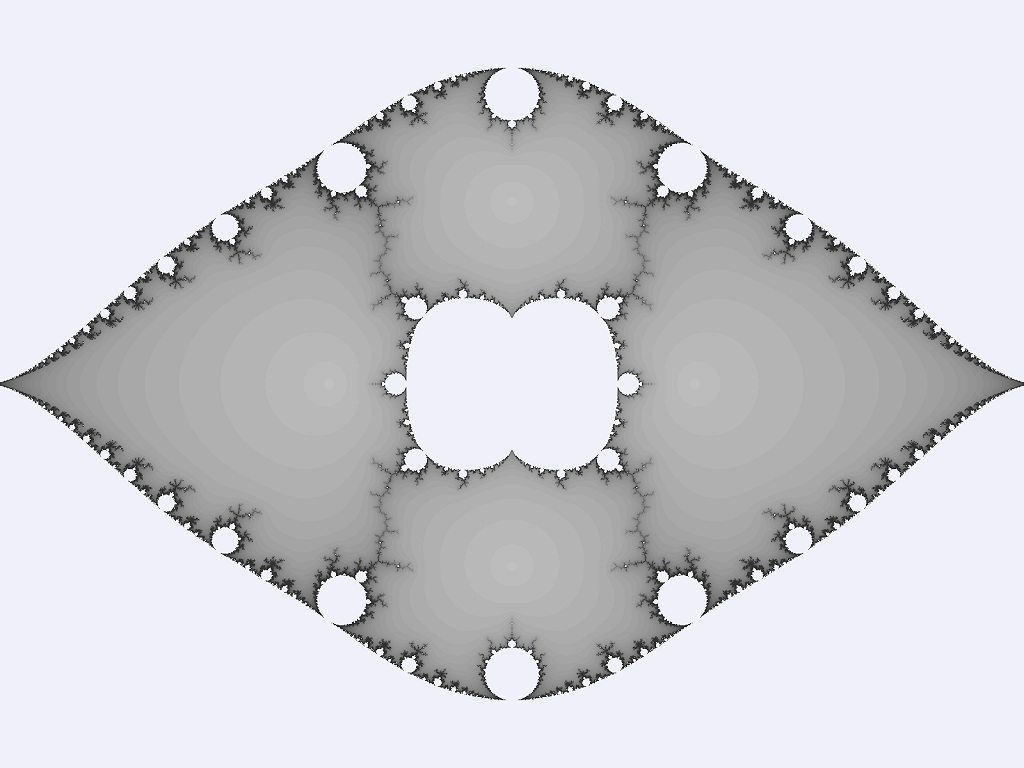
Z=Z^{2} + C^{2} / (C^{4} - 0.25) Zo = (0,0i)

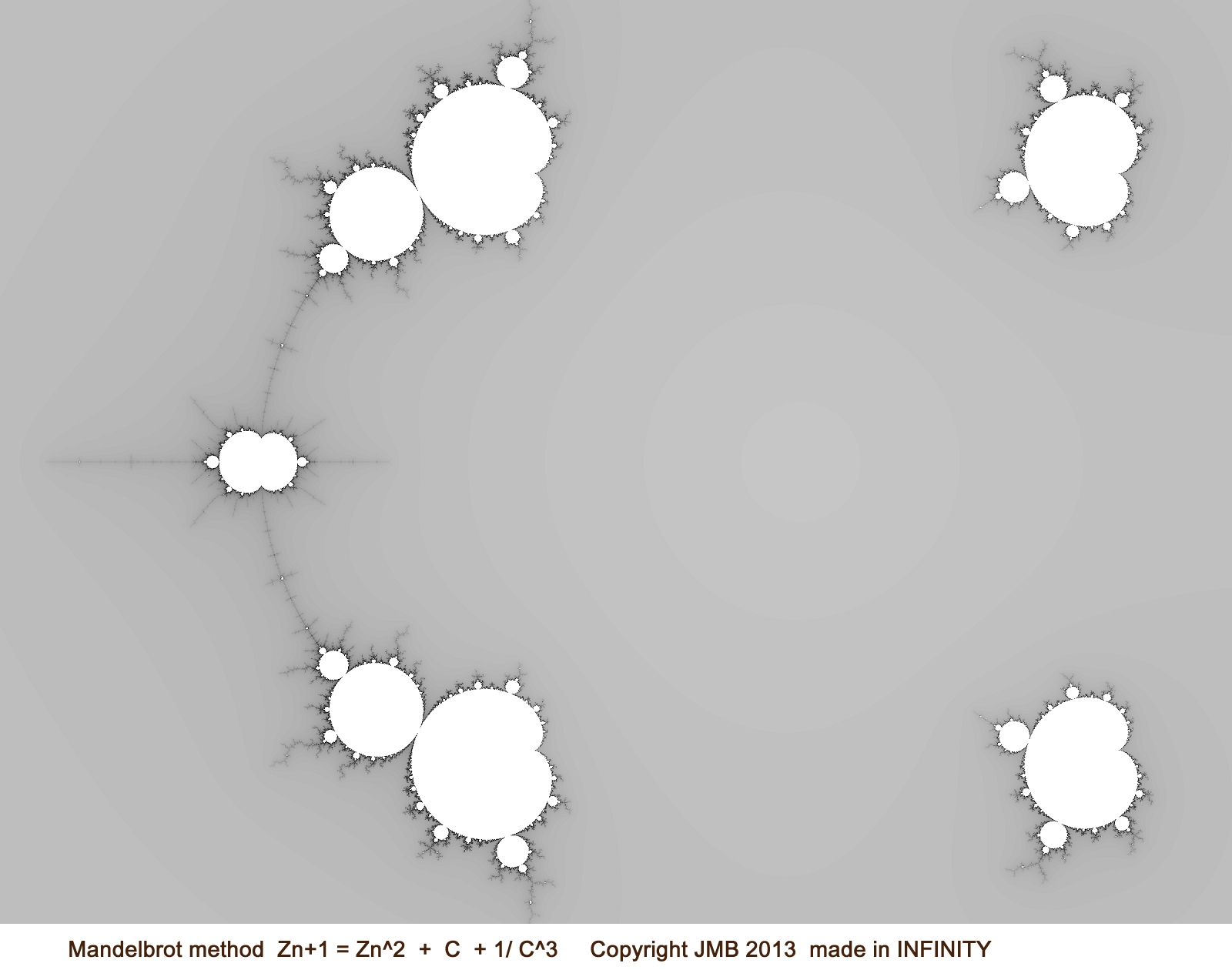
Z=Z2 + C /(C2+1) + C
 Zo = (0,0i)
- Z=Z2 + C /(C2-1)
 Zo = (0,0i)
- Z=Z2 + C2 /(C4 + 0.1)
 Zo = (0,0i)
- Z=Z2 + C2 / (C4 - 0.25)
 Zo = (0,0i)

### El caso de la función: Z=Z^{2} + 1 /(C^{m}-1)

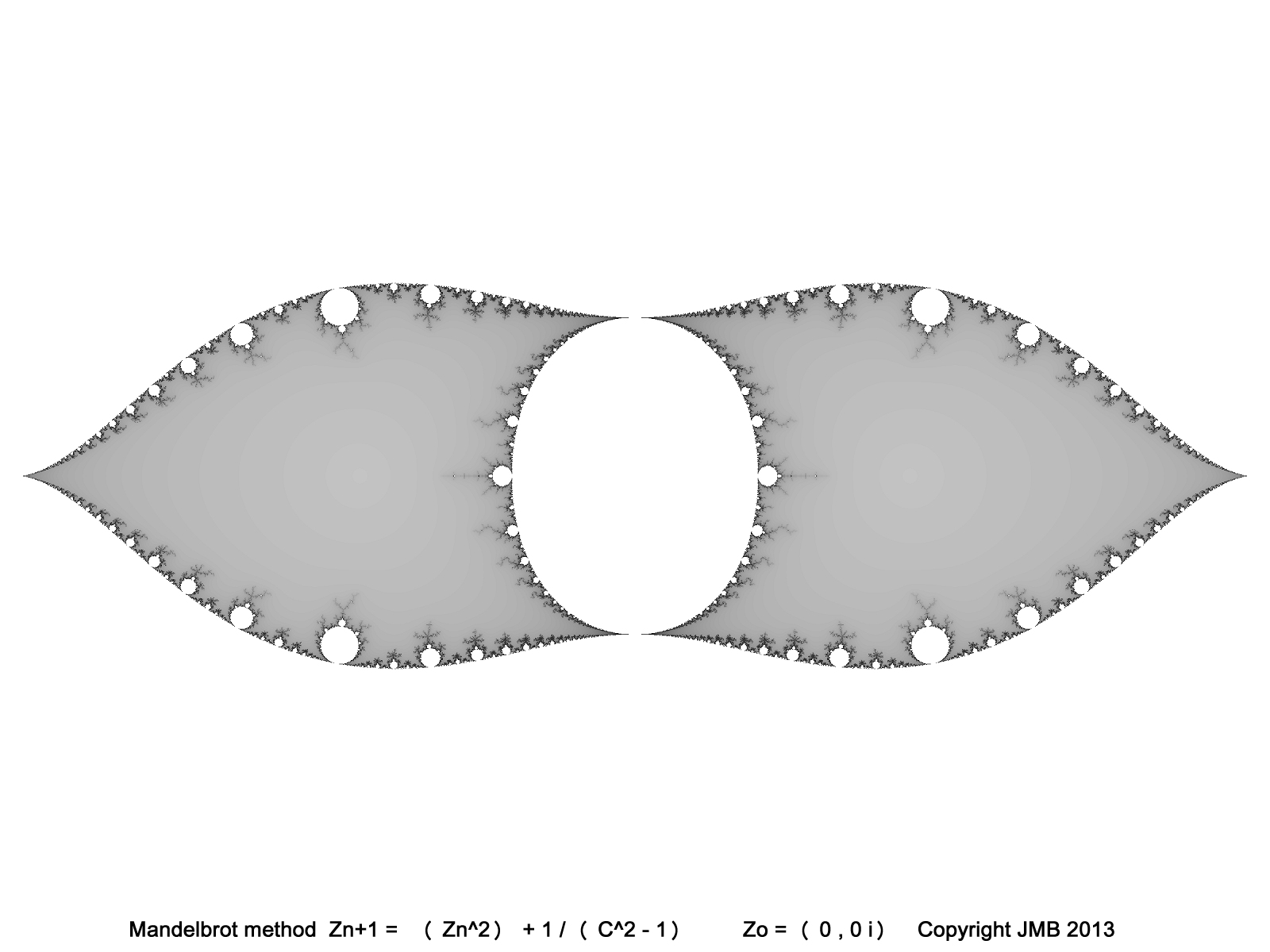
Z=Z^{2} + 1 /(C^{2}-1) Zo = (0,0i)
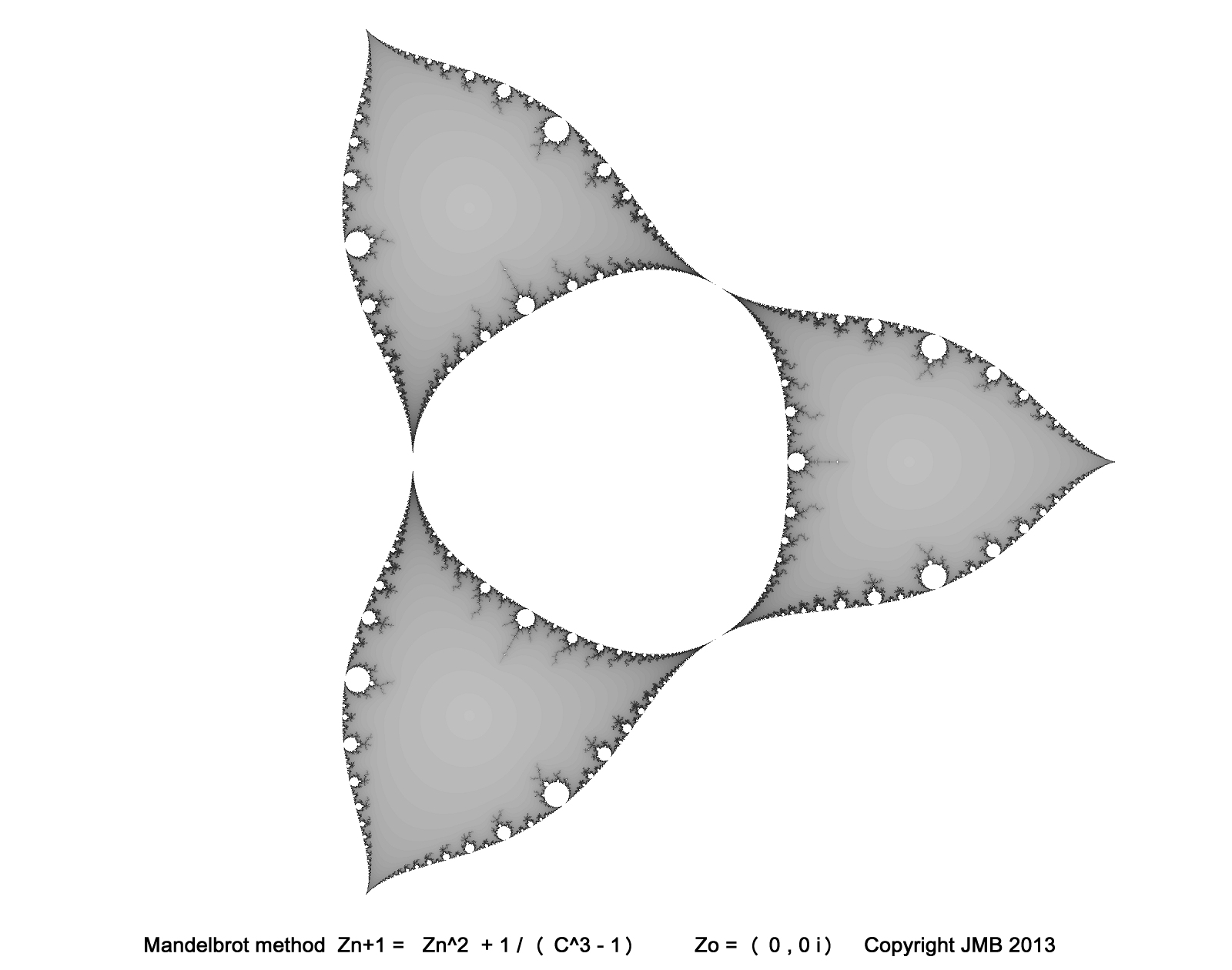
Z=Z^{2} + 1 /(C^{3}-1) Zo = (0,0i)
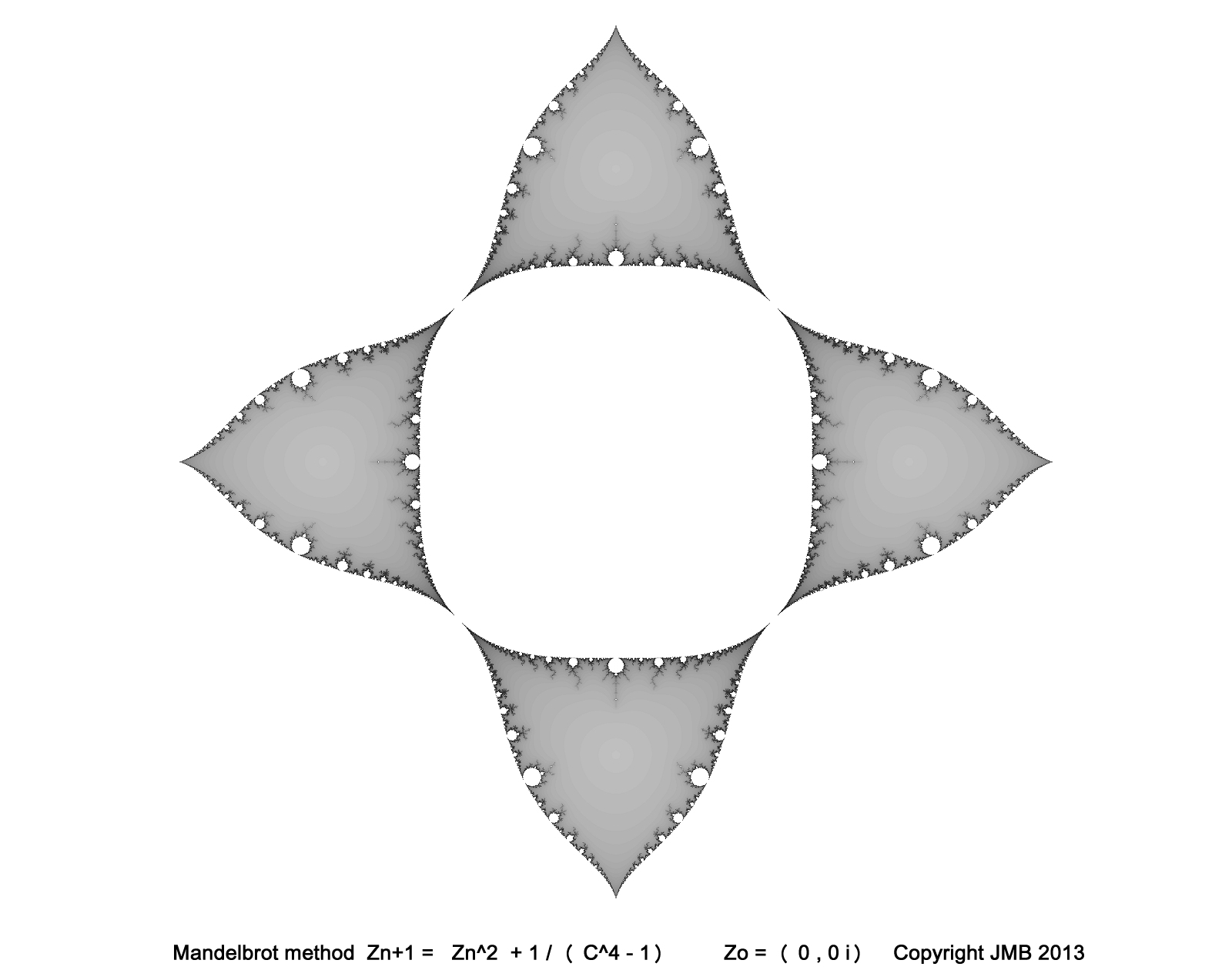
Z=Z^{2} + 1 /(C^{4}-1) Zo = (0,0i)

### El caso de la función: Z=Z2+ 1 /(Cm-1)
- Z=Z2 + 1 /(C2-1)
 Zo = (0,0i)
- Z=Z2 + 1 /(C3-1)
 Zo = (0,0i)
- Z=Z2 + 1 /(C4-1)
 Zo = (0,0i)

## Z = Zm+ polinomios mixtos de C i Z
Podemos sumar a Zm polinomios mixtos de C i Z , veamos qué sucede:

### Z = Z^{2} + C/ (Z^{2} + k)

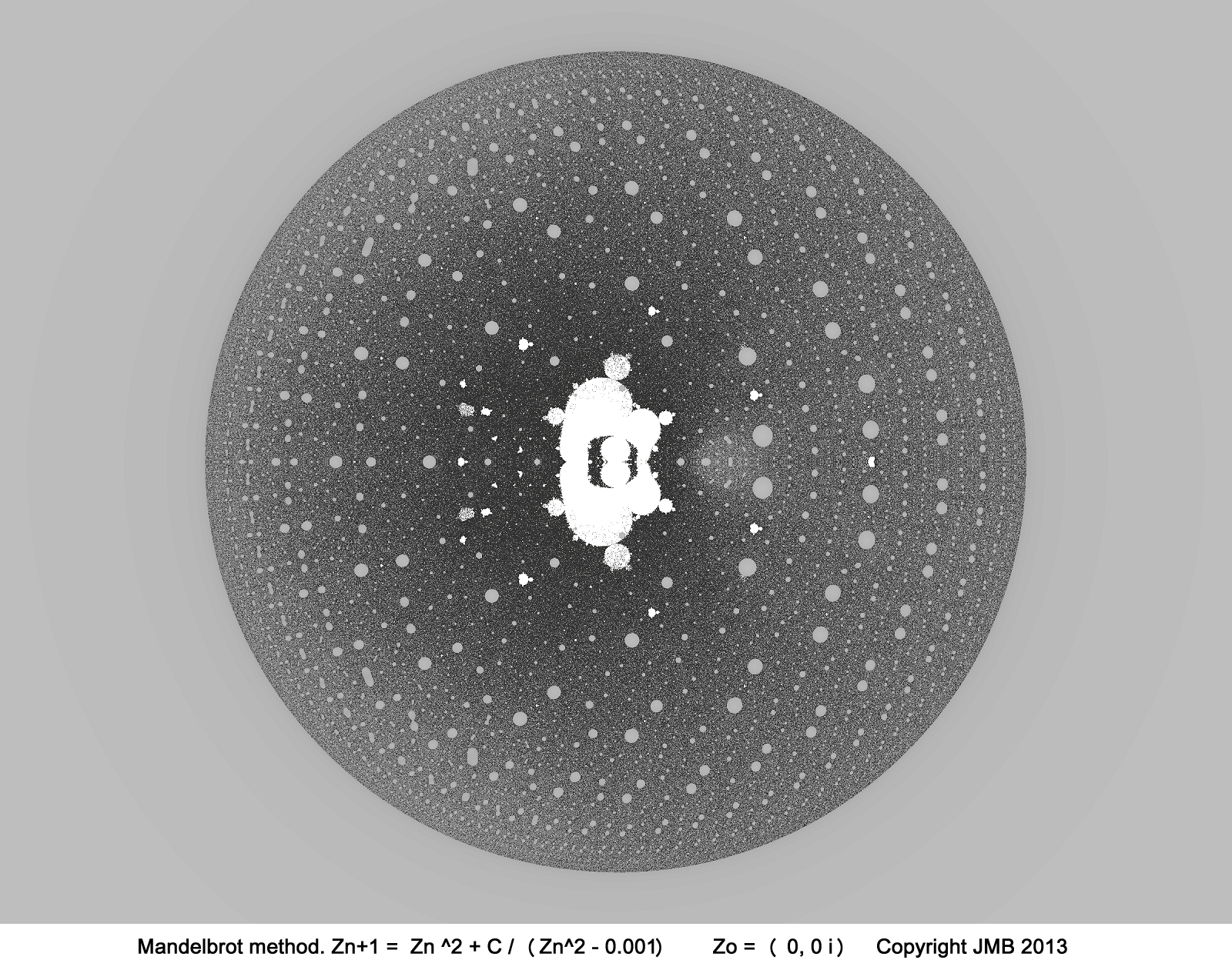
Z=Z^{2} + C / (Z^{2}- 0.001) Zo = (0,0i) x 1000
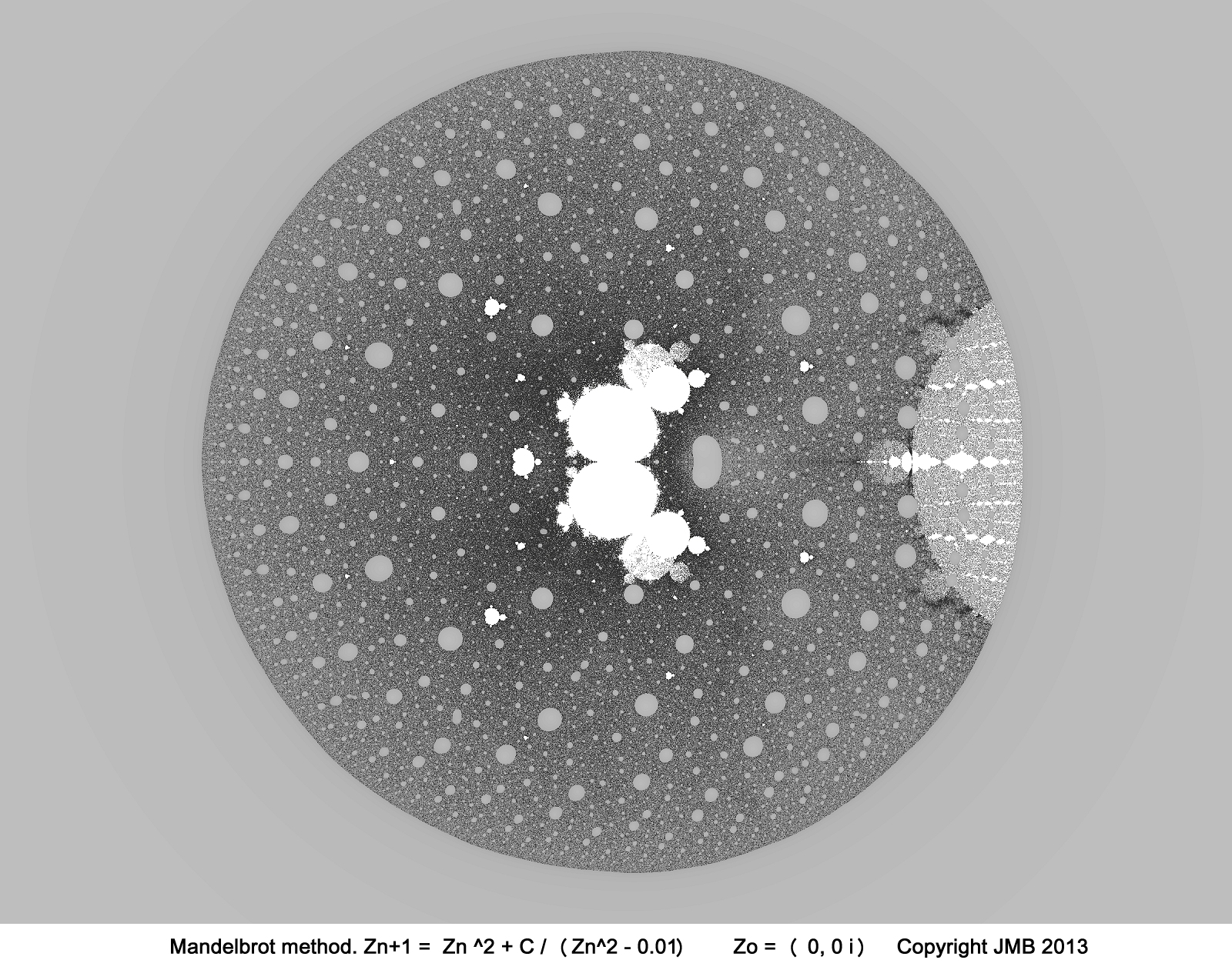
Z=Z^{2} + C / (Z^{2}- 0.01) Zo = (0,0i) x 100
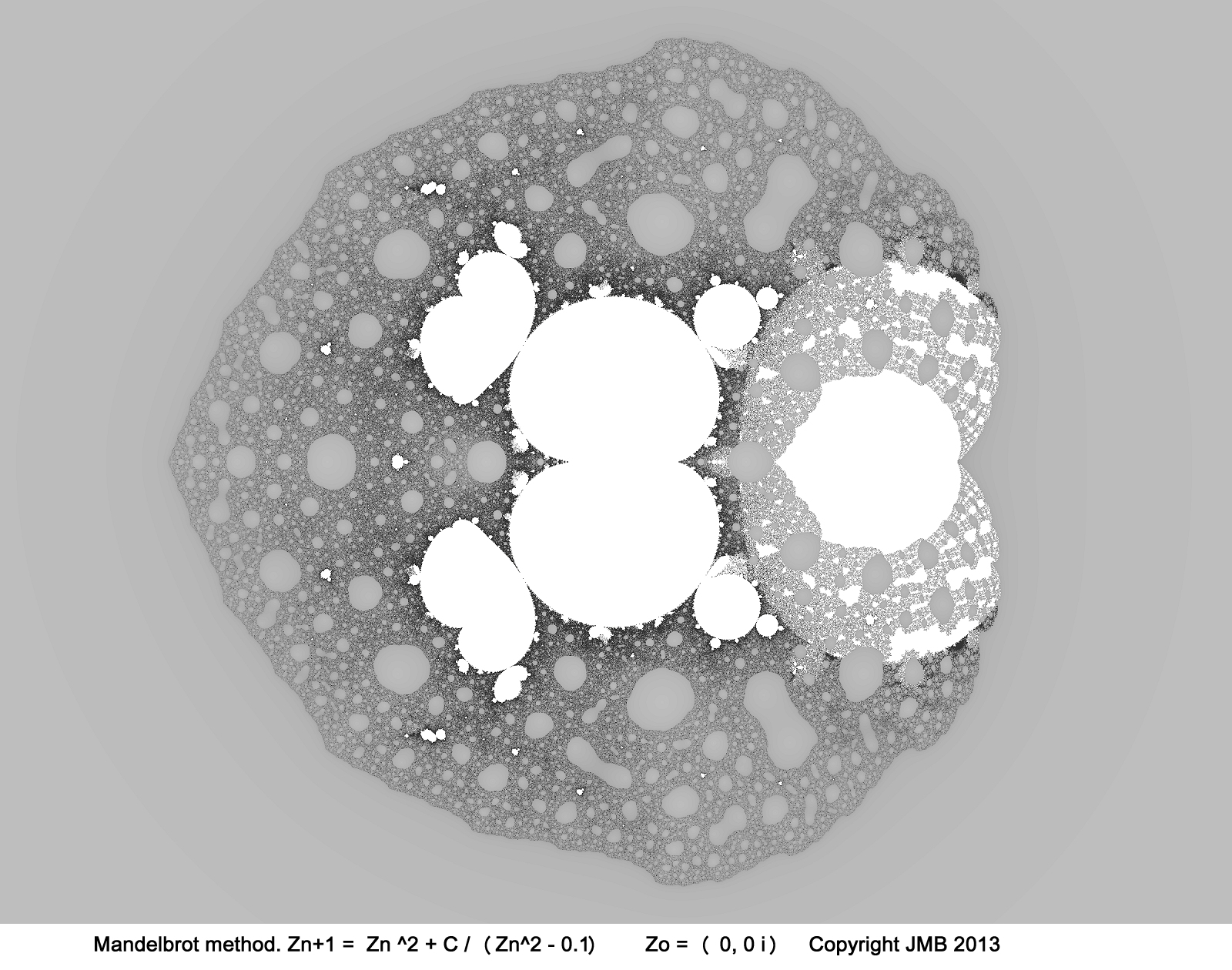
Z=Z^{2} + C / (Z^{2}- 0.1) Zo = (0,0i) x 10
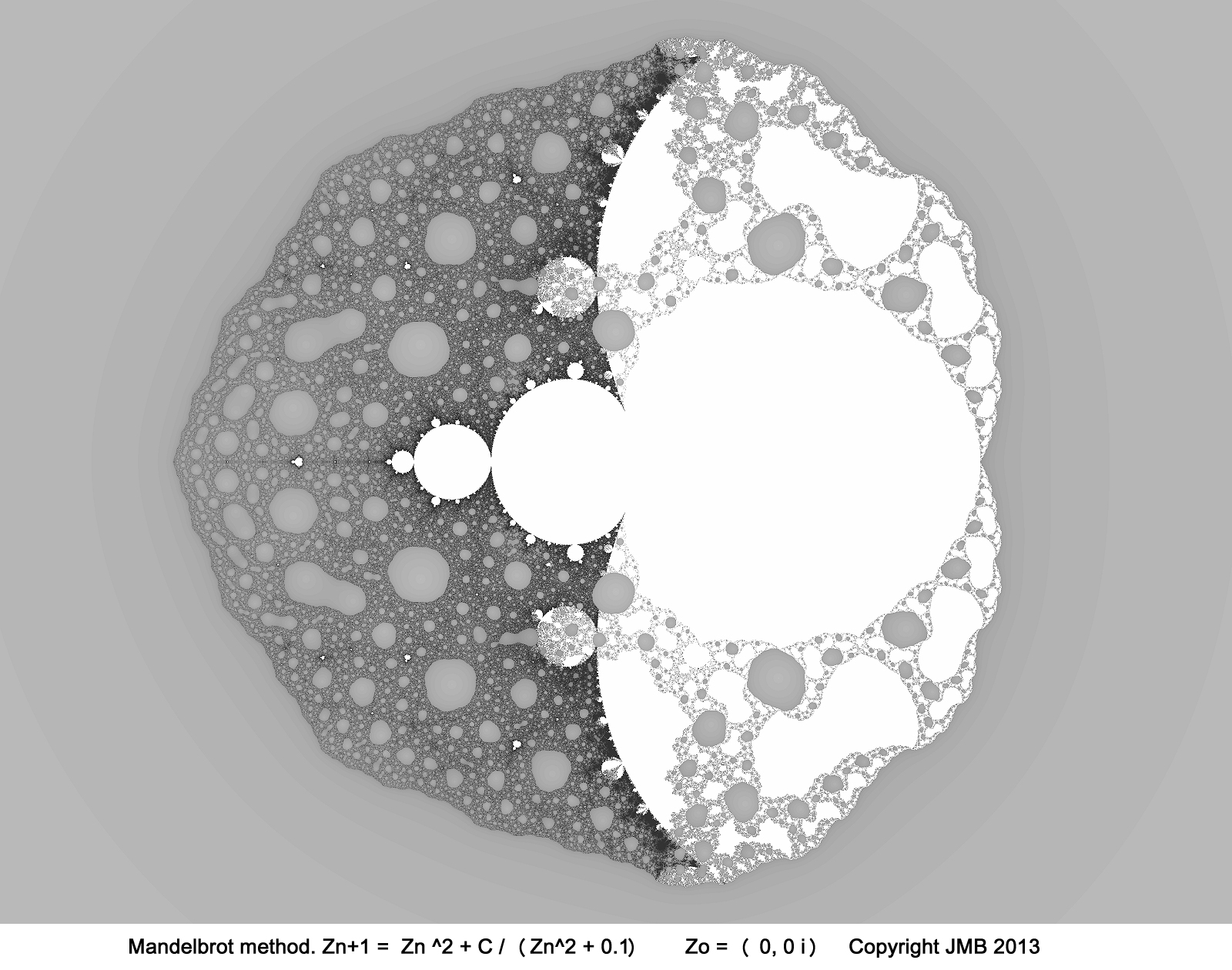
Z=Z^{2} + C / (Z^{2}+ 0.1) Zo = (0,0i) x 10
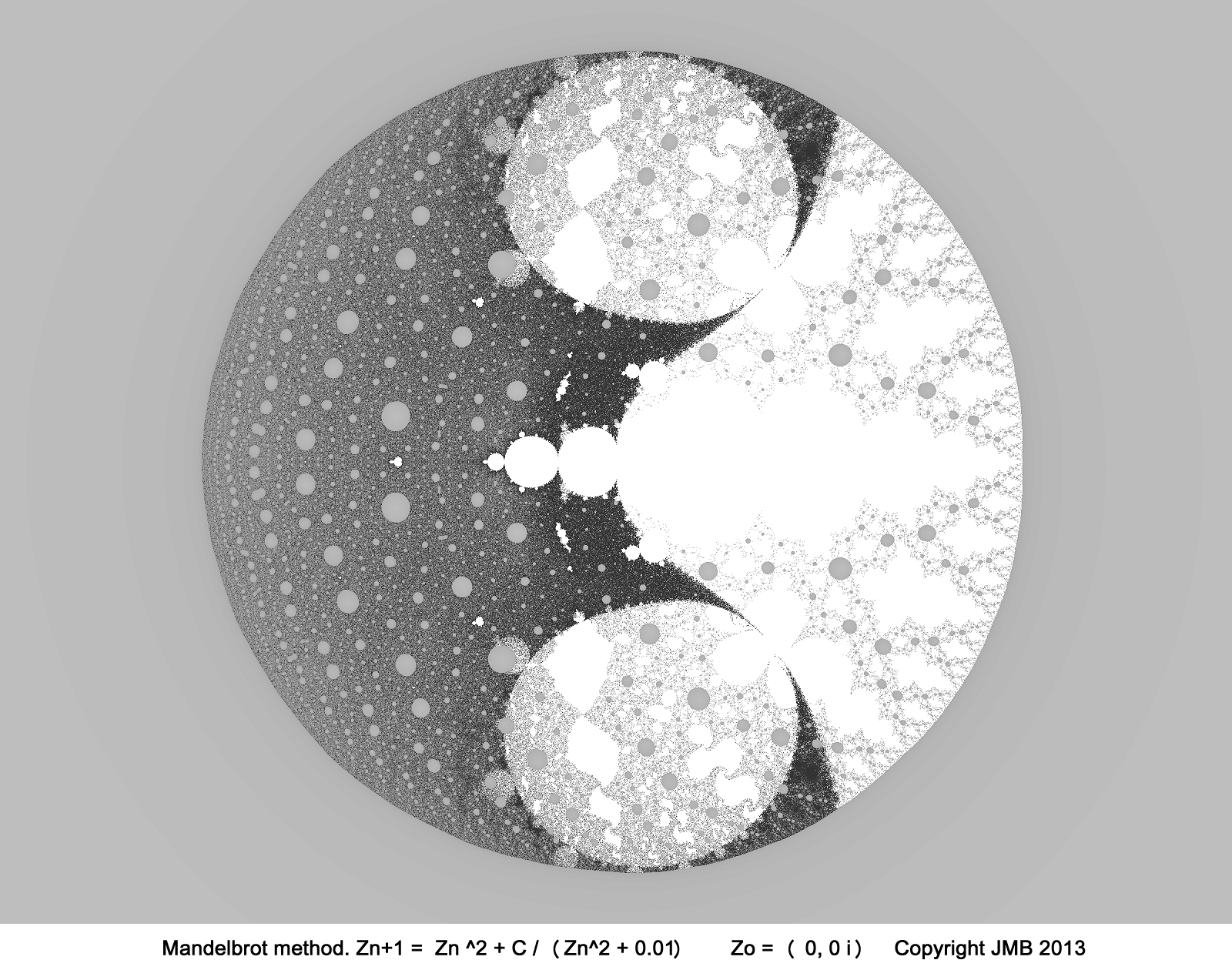
Z=Z^{2} + C / (Z^{2}+ 0.01) Zo = (0,0i) x 100
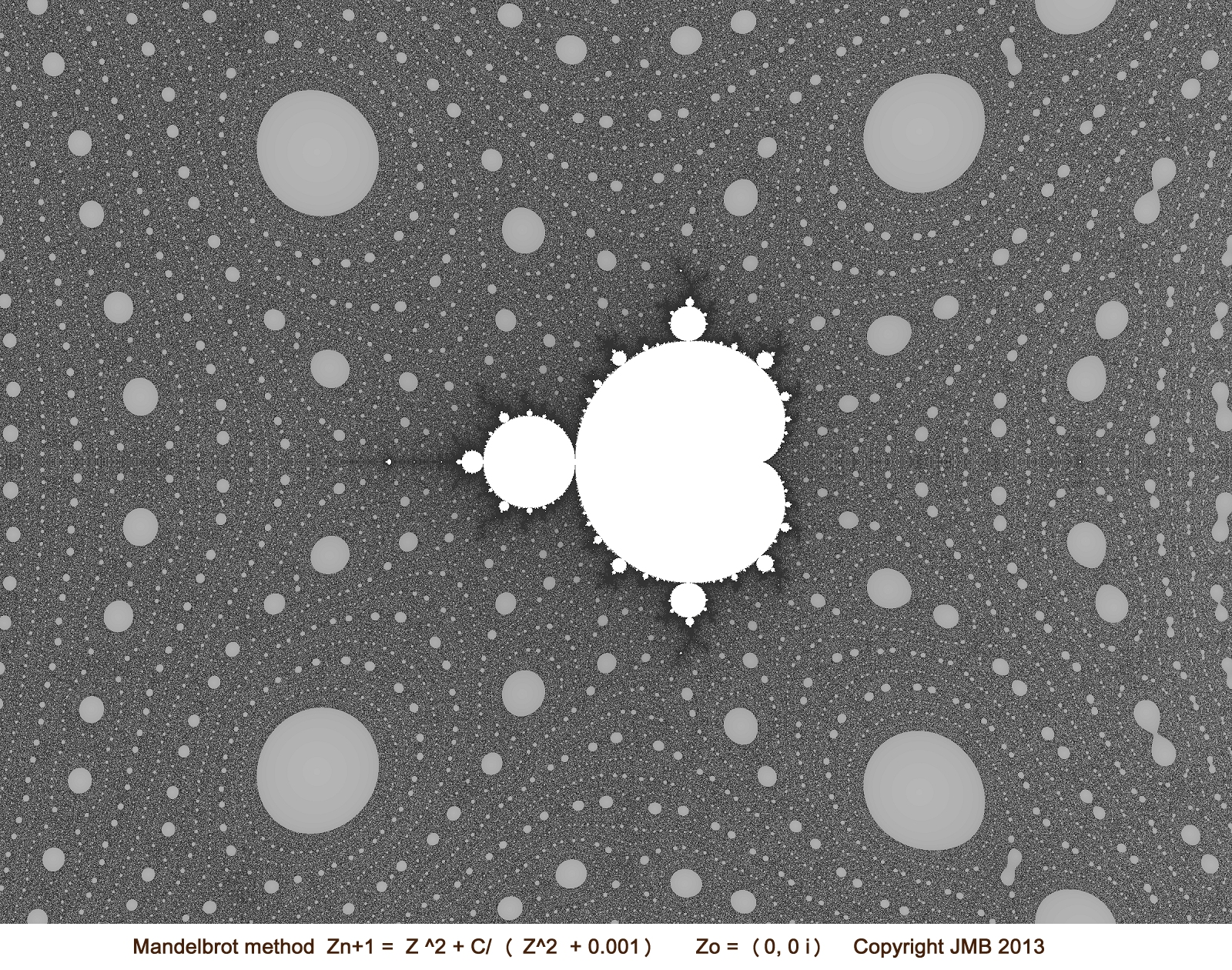
Z=Z^{2} + C / (Z^{2}+ 0.001) Zo = (0,0i) x 24,900

### Z = Z^{m} + C^{p}/Z^{q} + C

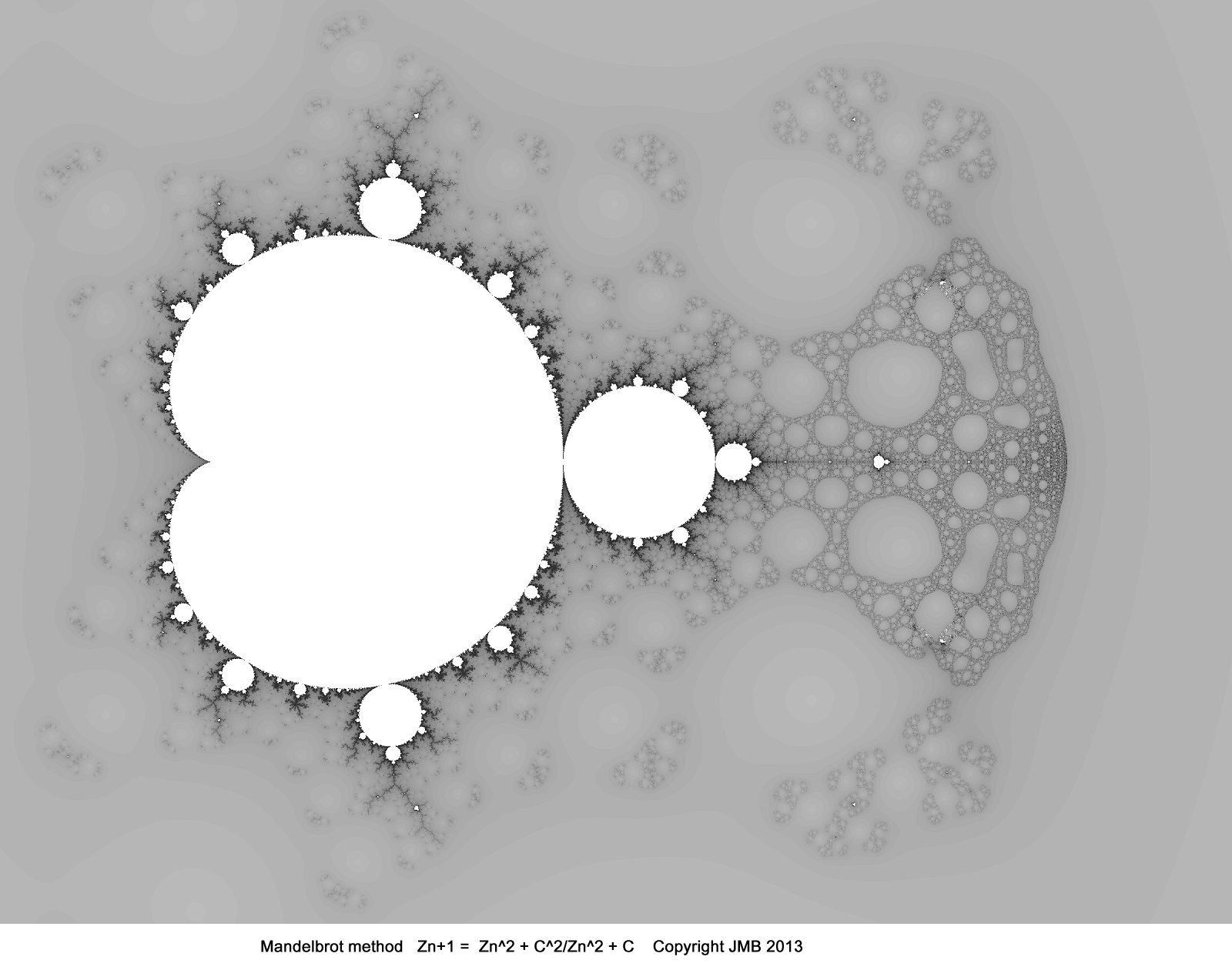
Z=Z^{2} + (C^{2} /Z^{2}) + C Zo = (0,0i) m=2, p=2,q=2
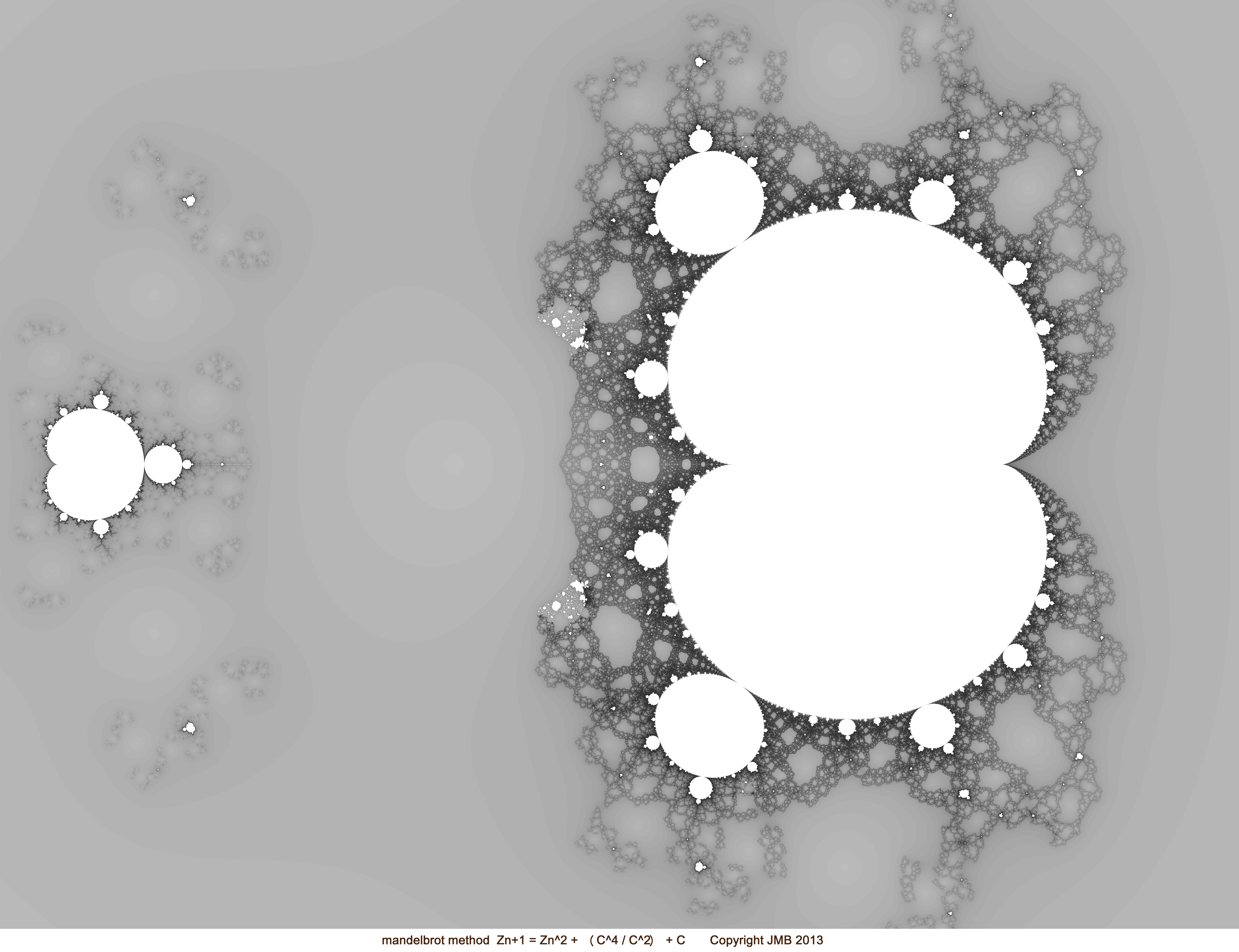
Z=Z^{2} + (C^{4} /Z^{2}) + C Zo = (0,0i) m=2,p=4,q=2
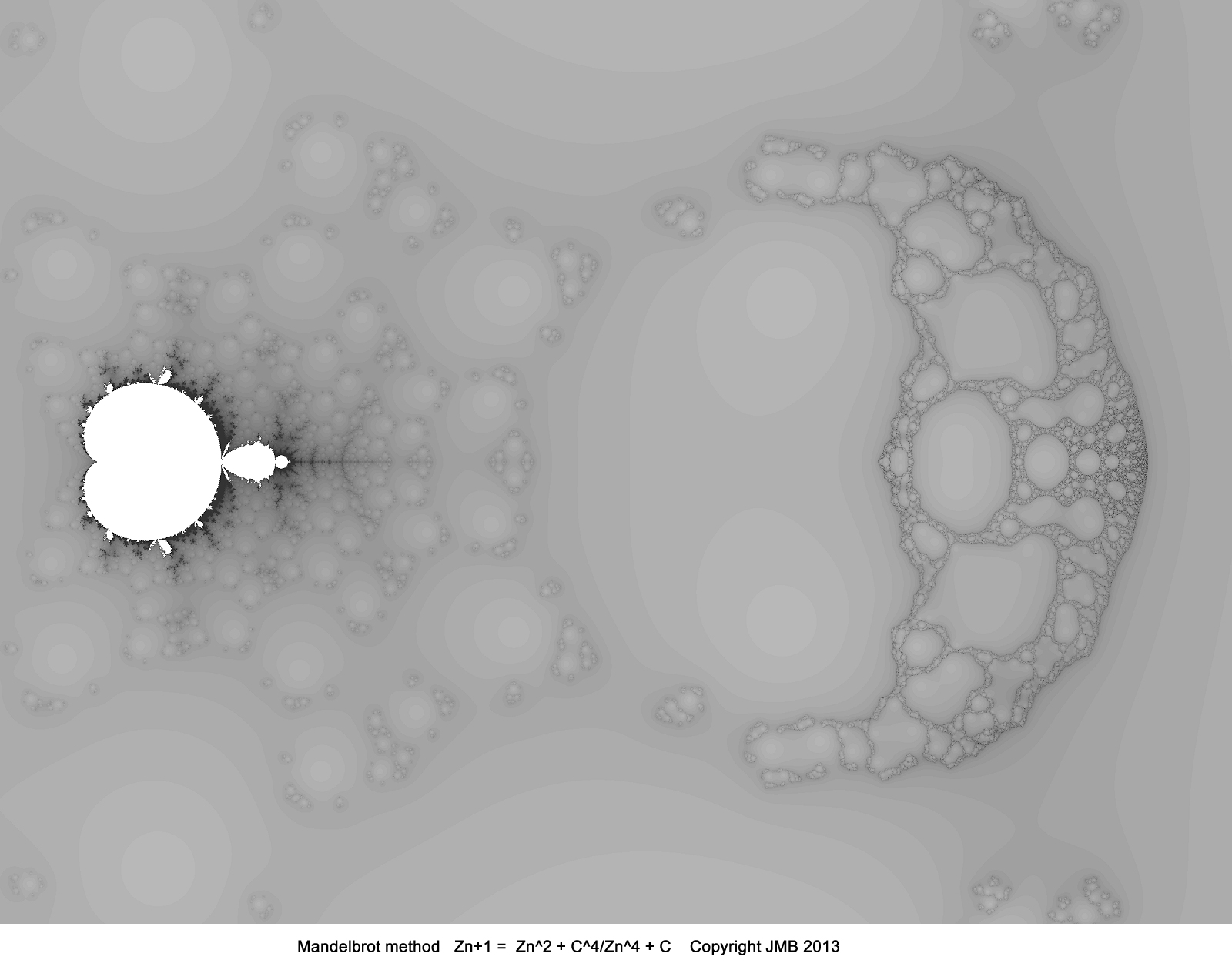
Z=Z^{2} + (C^{4} /Z^{4}) + C Zo = (0,0i) m=2, p=4,q=4
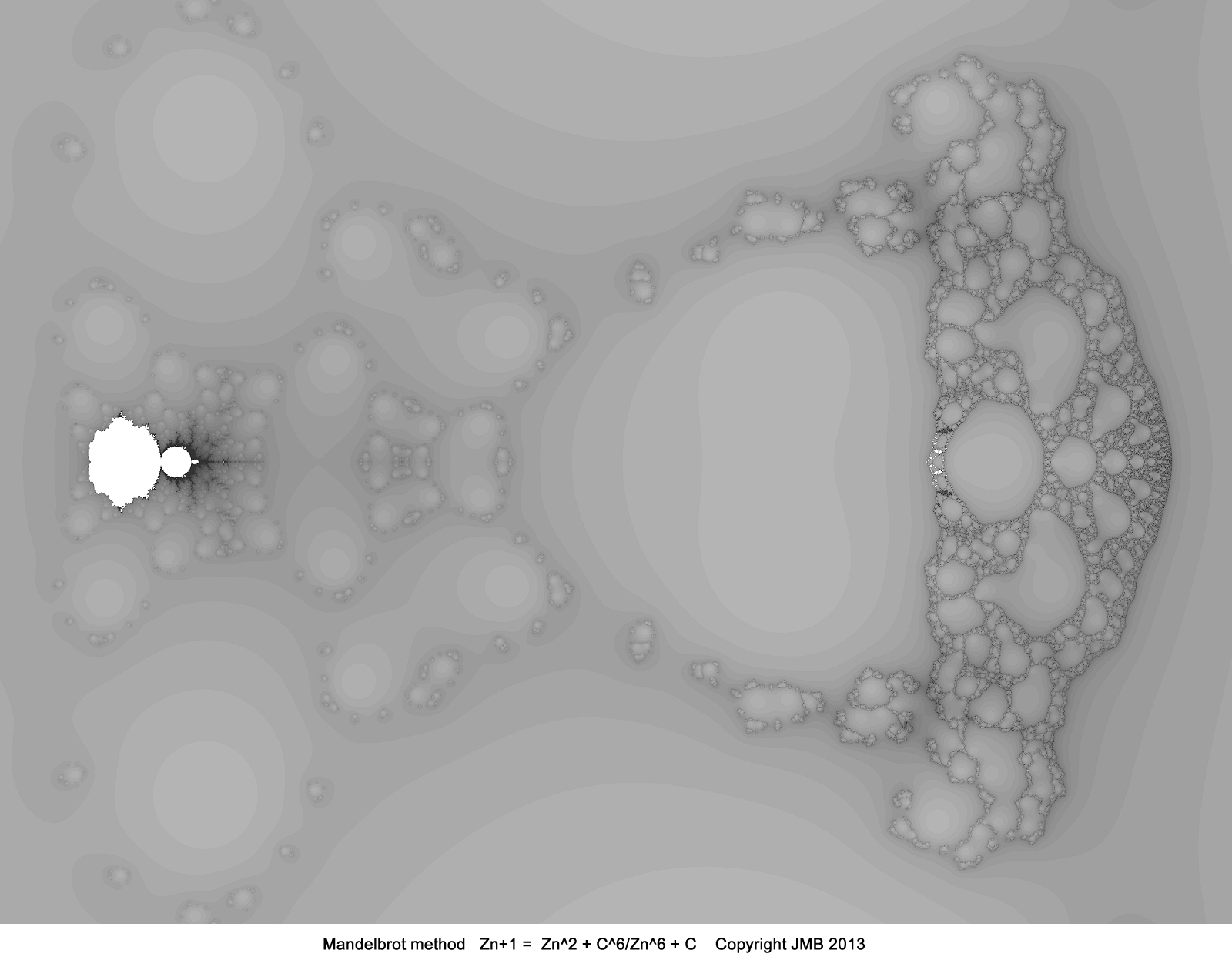
Z=Z^{2} + (C^{6} /Z^{6}) + C Zo = (0,0i) m=2, p=6,q=6
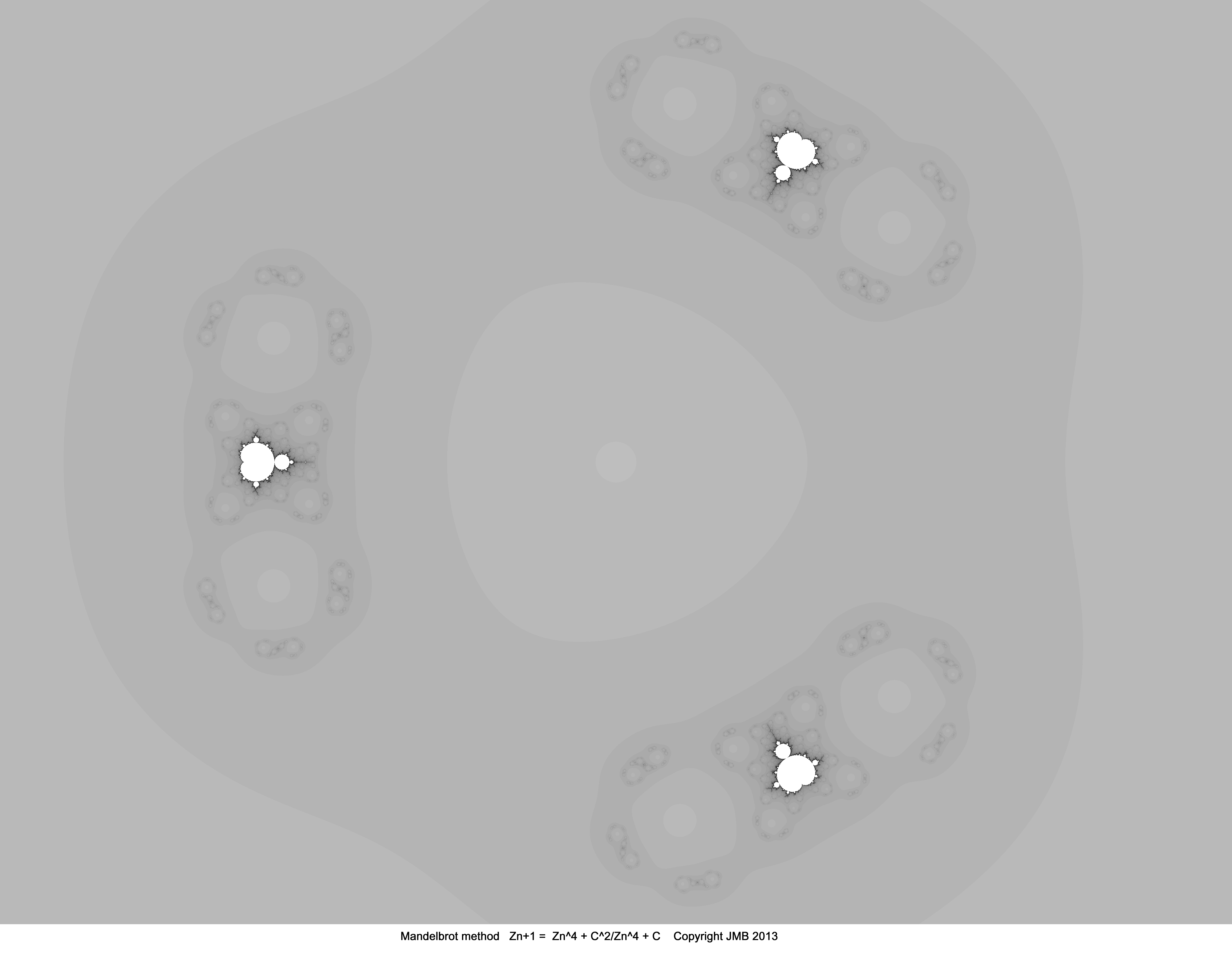
Z=Z^{4} + (C^{2} /Z^{4}) + C Zo = (0,0i) m=4, p=2,q=4

### Z= [(Z^{m}+C-1) / (m*Z^{m-1}+C- m)]^{2}

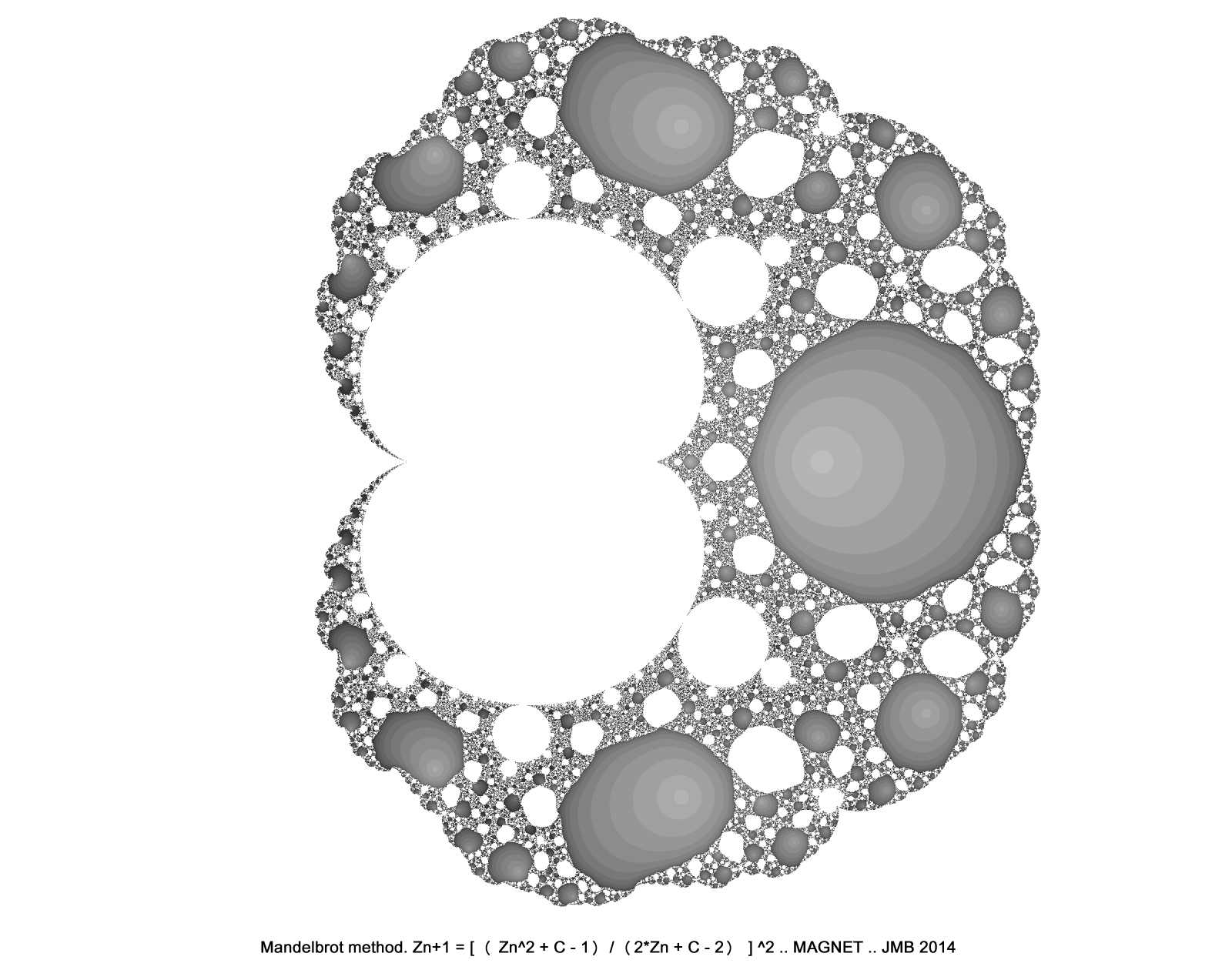
Z= [(Z^{2}+C-1) / (2*Z+C-2)]^{2} Zo = (0,0i) MAGNET
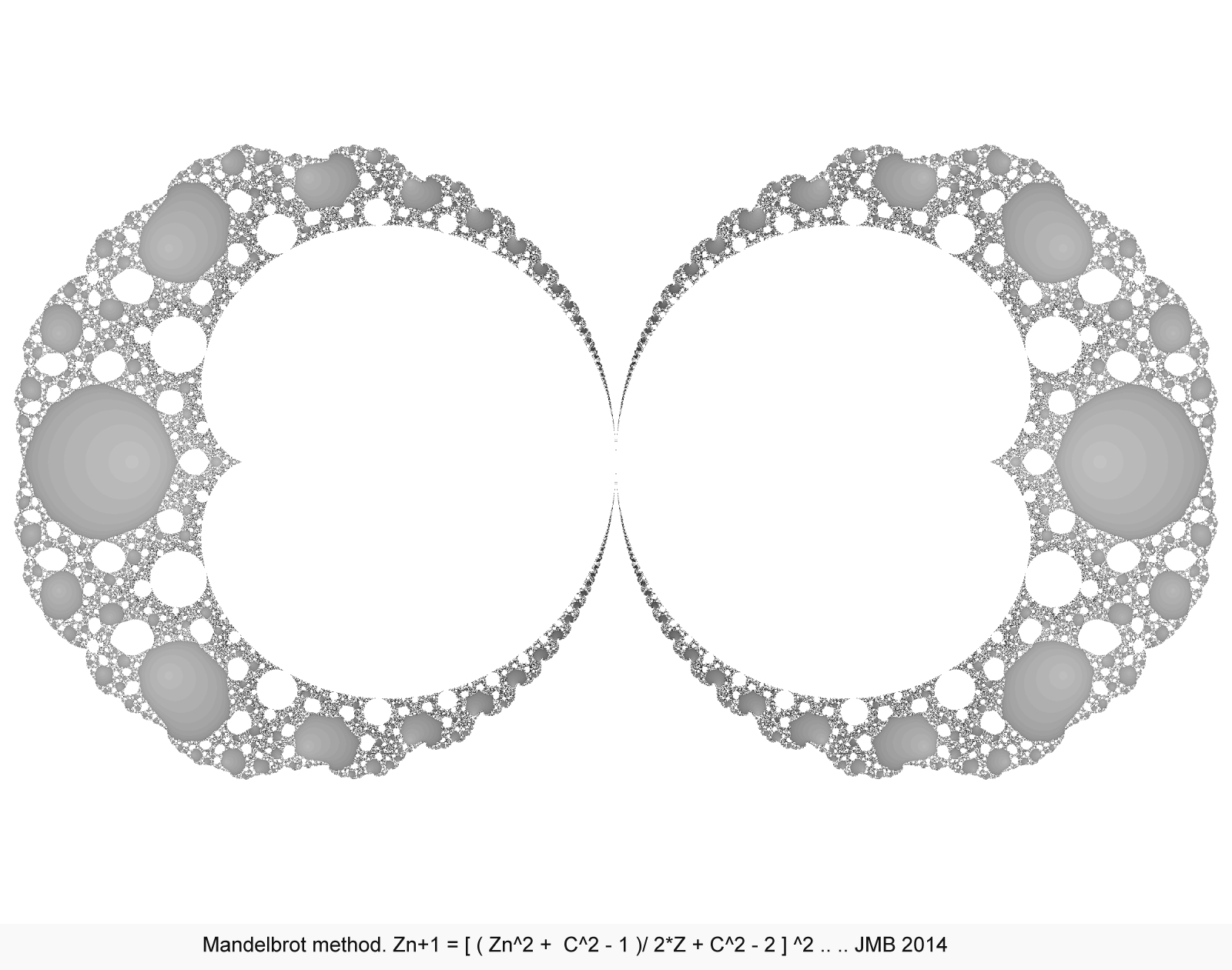
Z= [(Z^{2}+C^{2}-1) / (2*Z+C^{2} -2)]^{2} Zo = (0,0i)
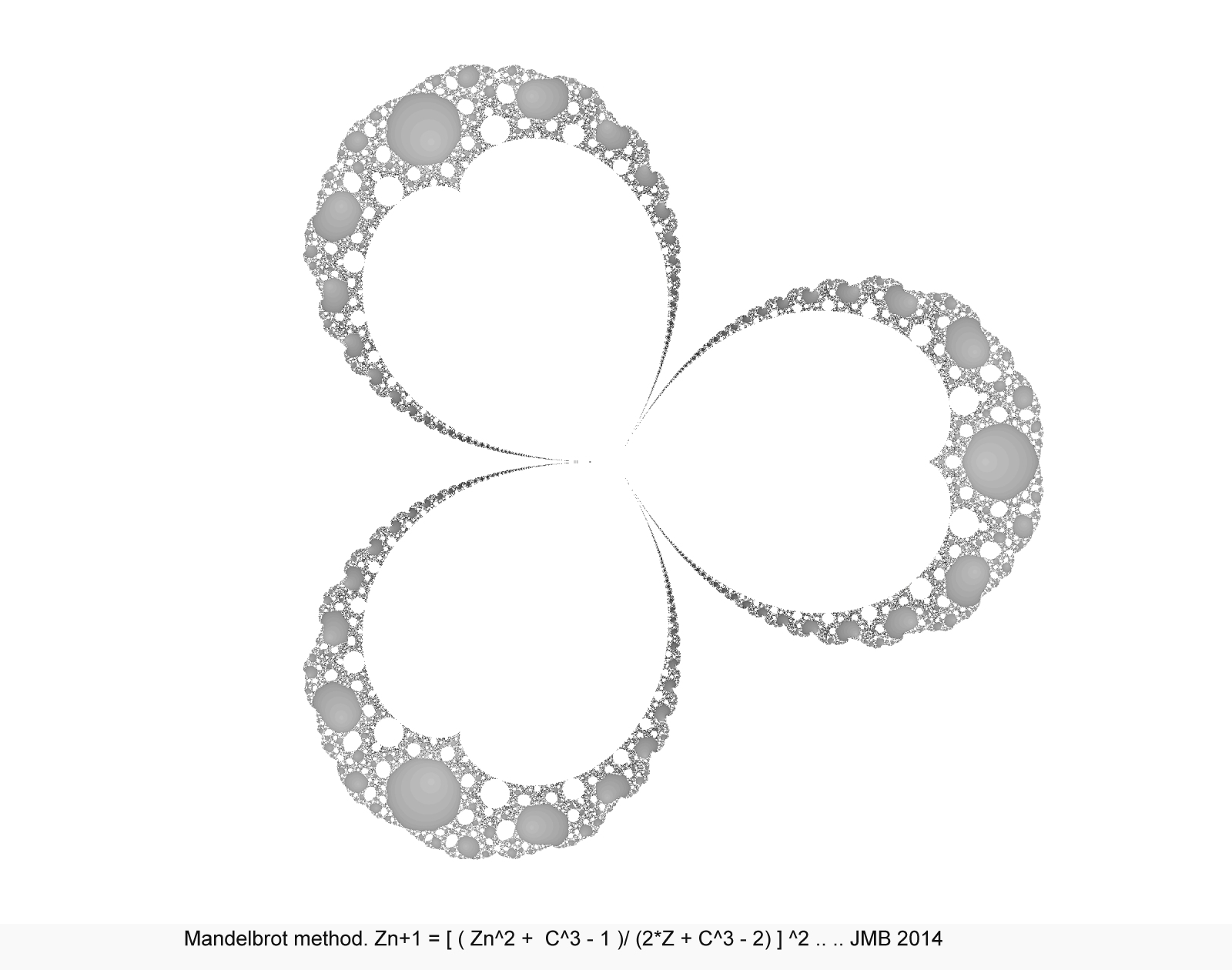
Z= [(Z^{2}+C^{3}-1) / (2*Z+C^{3} -2)]^{2} Zo = (0,0i)
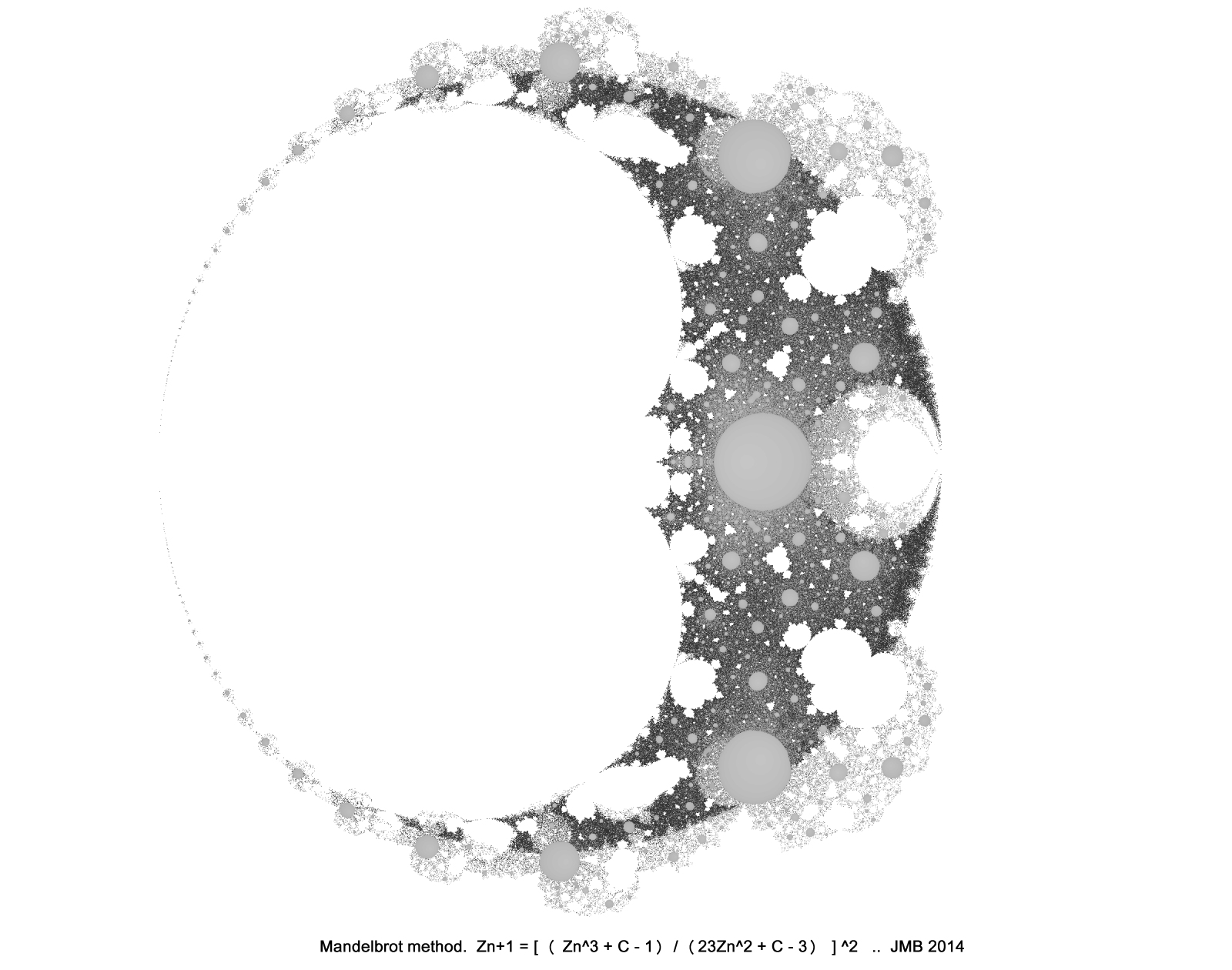
Z= [(Z^{3}+C-1) / (3*Z^{2}+C-3)]^{2} Zo = (0,0i)
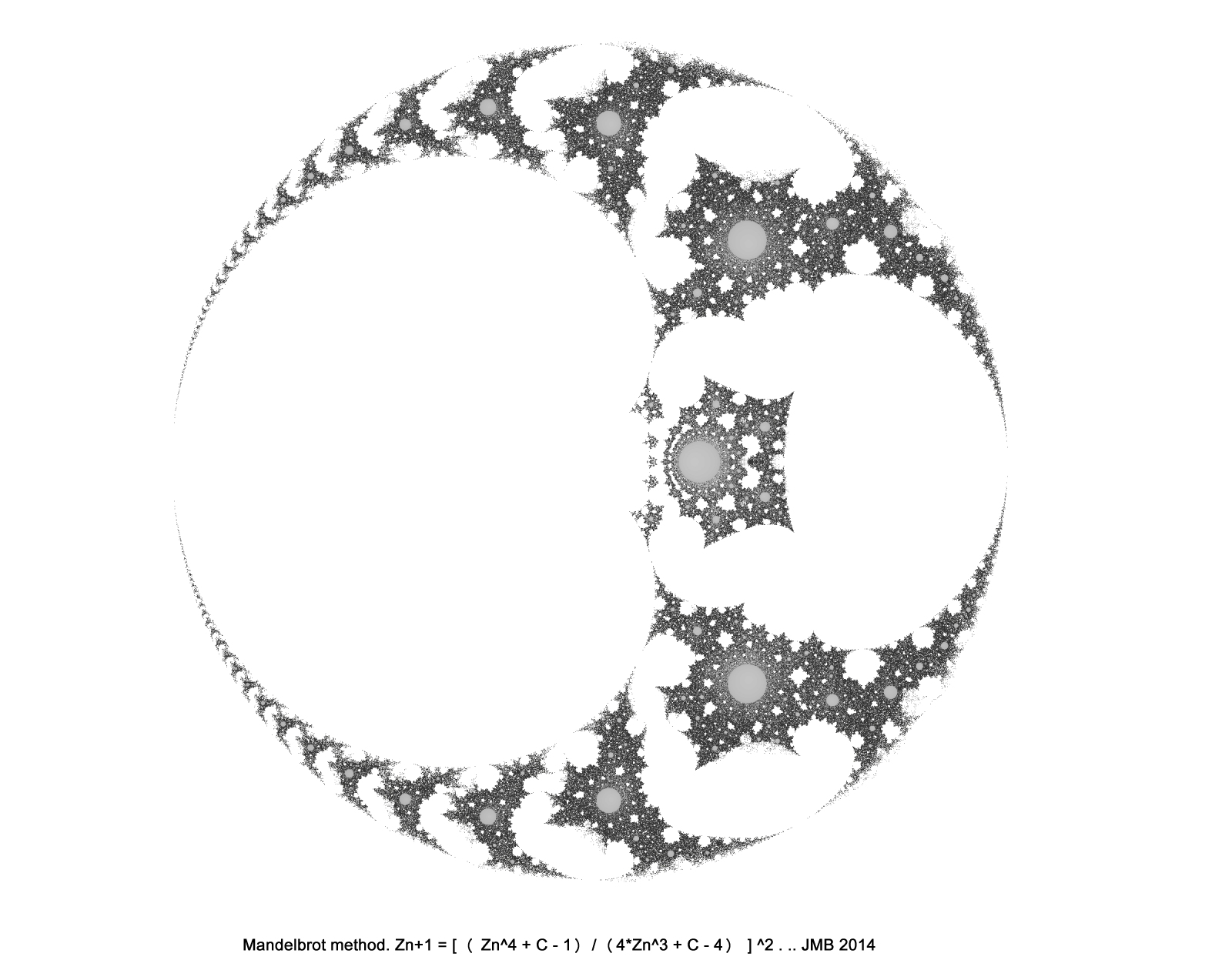
Z= [(Z^{4}+C-1) / (4*Z^{3}+C-4)]^{2} Zo = (0,0i)

### Z= [(Z + C^{m}-1) / C^{m}]^{3}

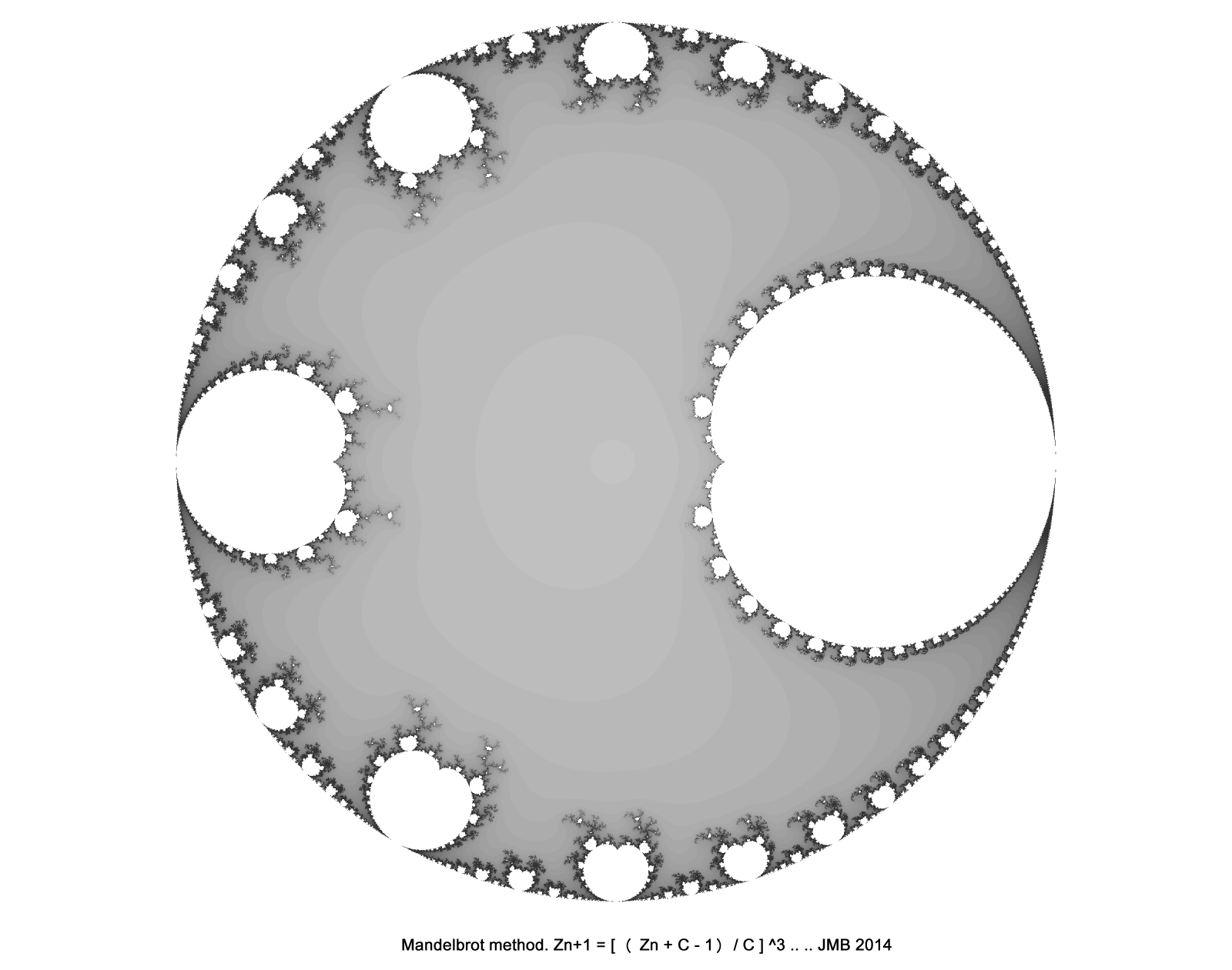
Z= [(Z + C-1) / C]^{3} Zo = (0,0i)
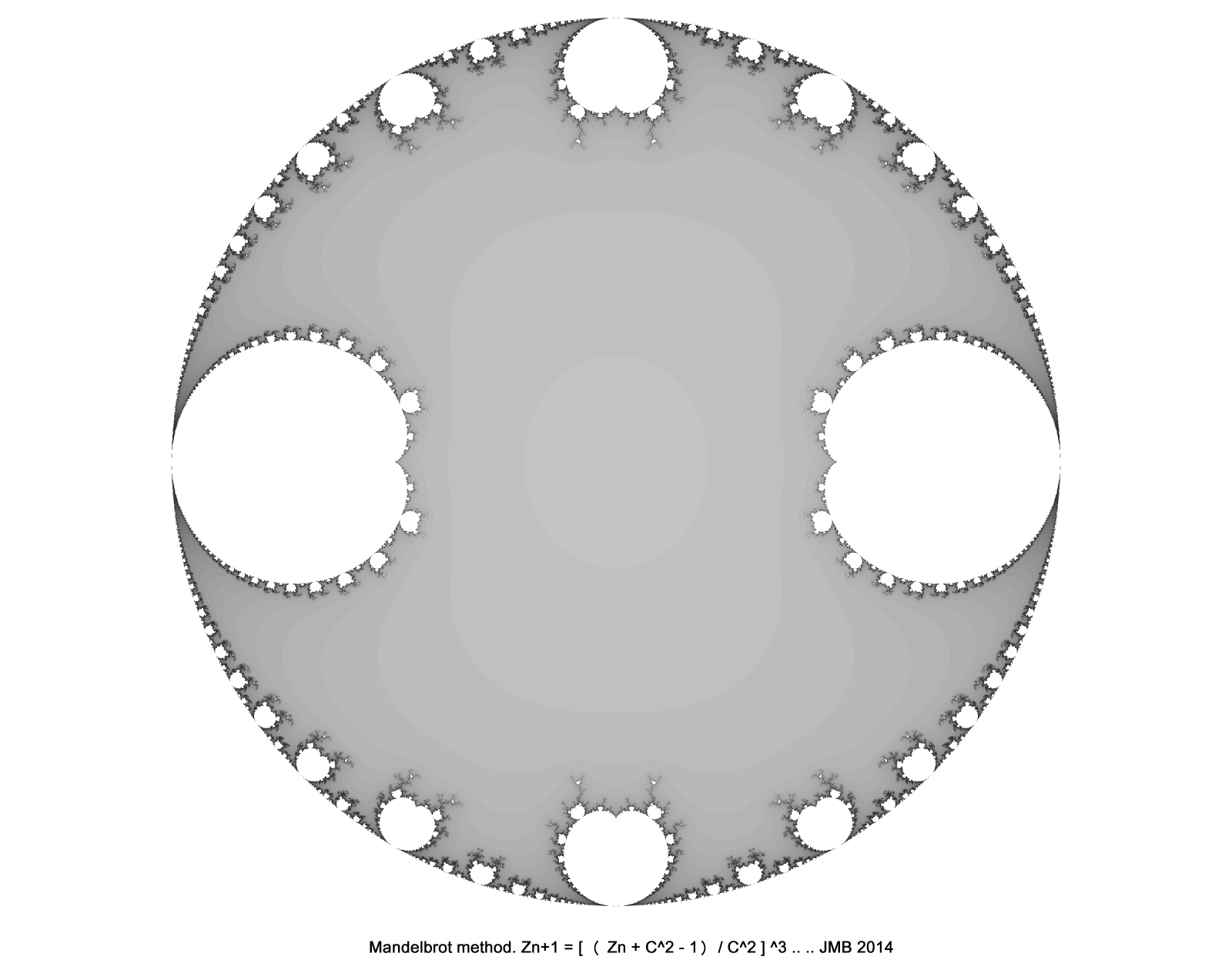
Z= [(Z + C^{2}-1) / C^{2}]^{3} Zo = (0,0i)
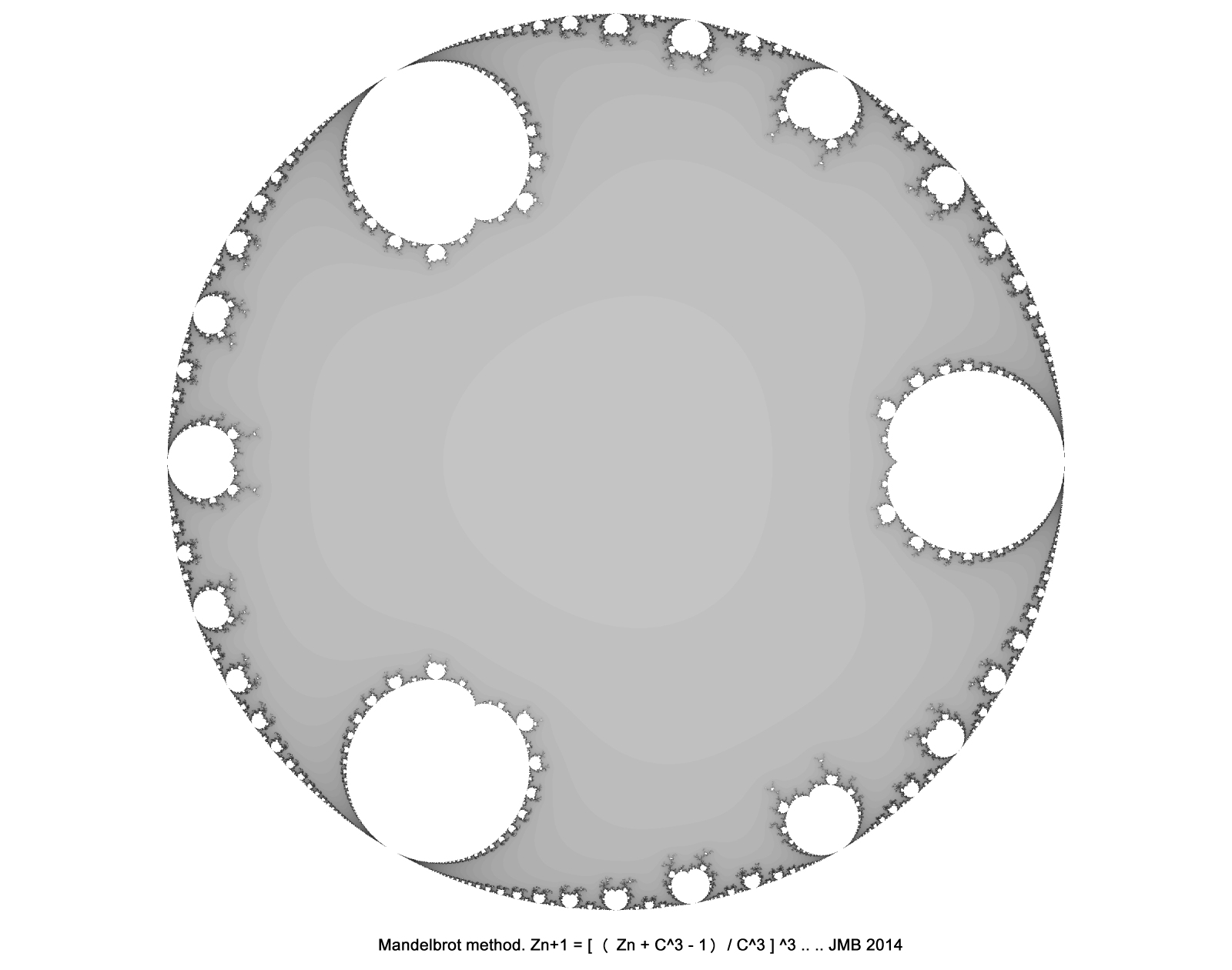
Z= [(Z + C^{3}-1) / C^{3}]^{3} Zo = (0,0i)

### Z= [(Z + C^{m}+1) / (C^{m} - 1)]^{2}

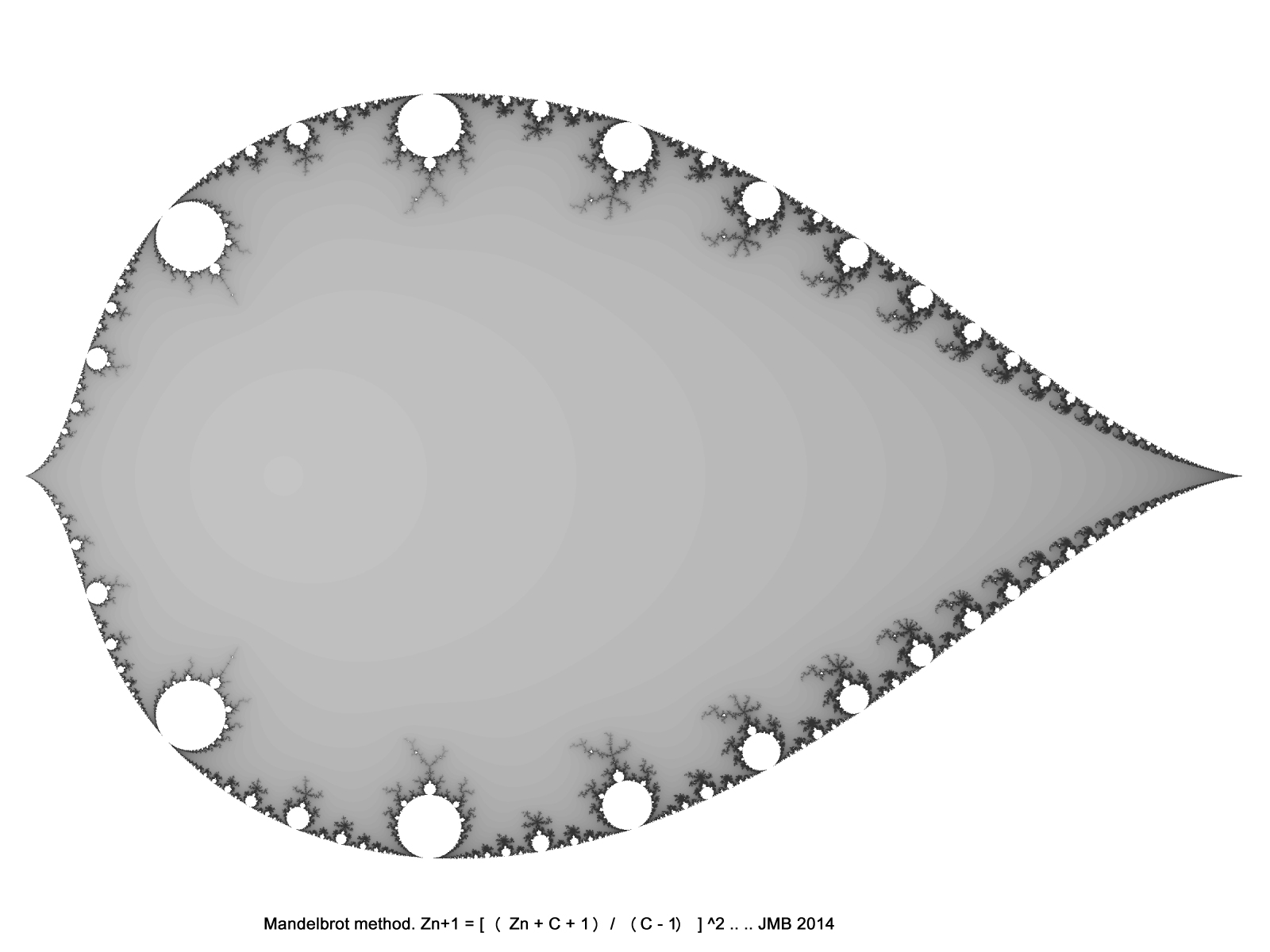
Z= [(Z + C +1) / (C -1]^{2} Zo = (0,0i)
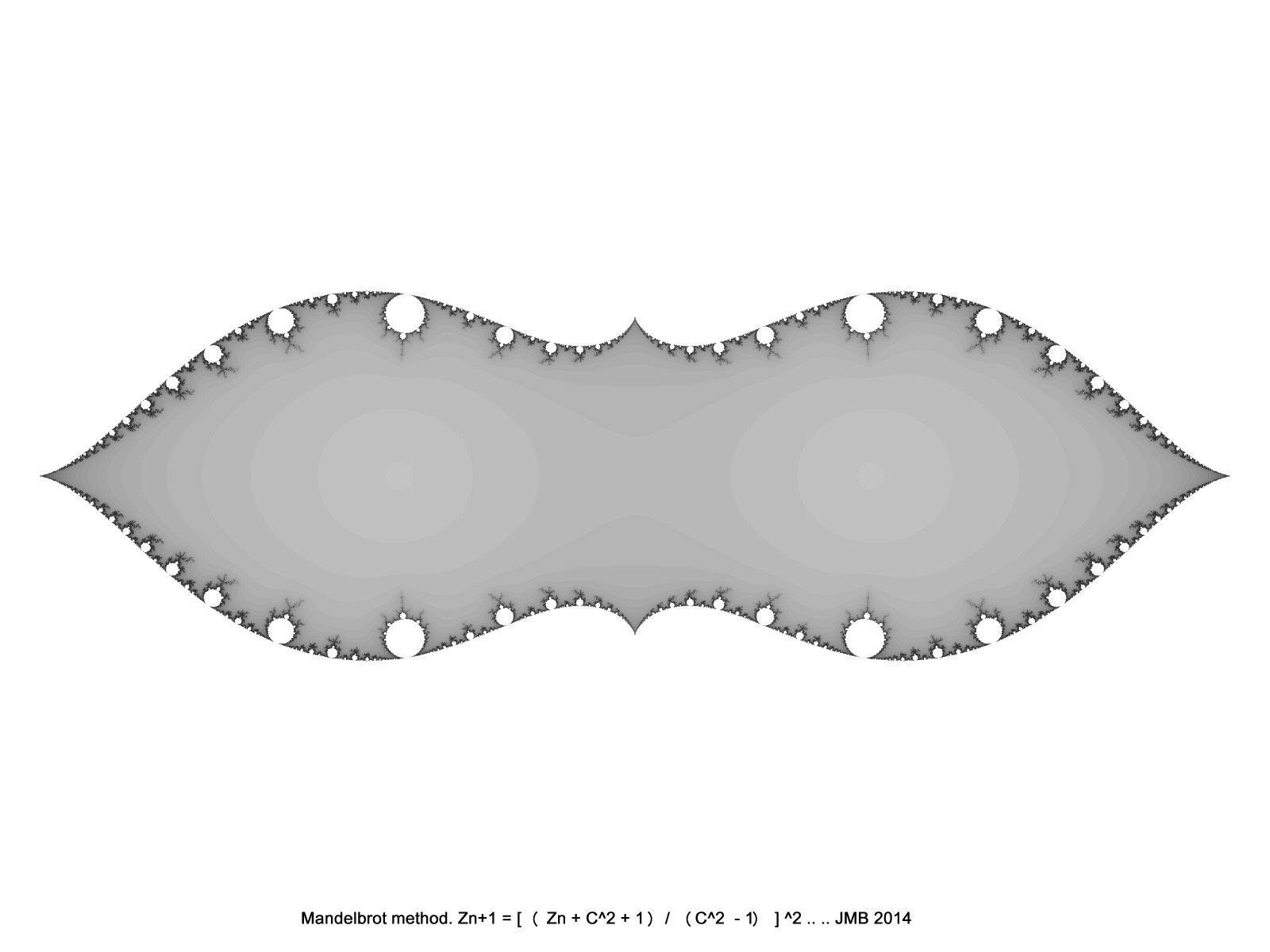
Z= [(Z + C^{2} +1) / (C^{2} -1]^{2} Zo = (0,0i)
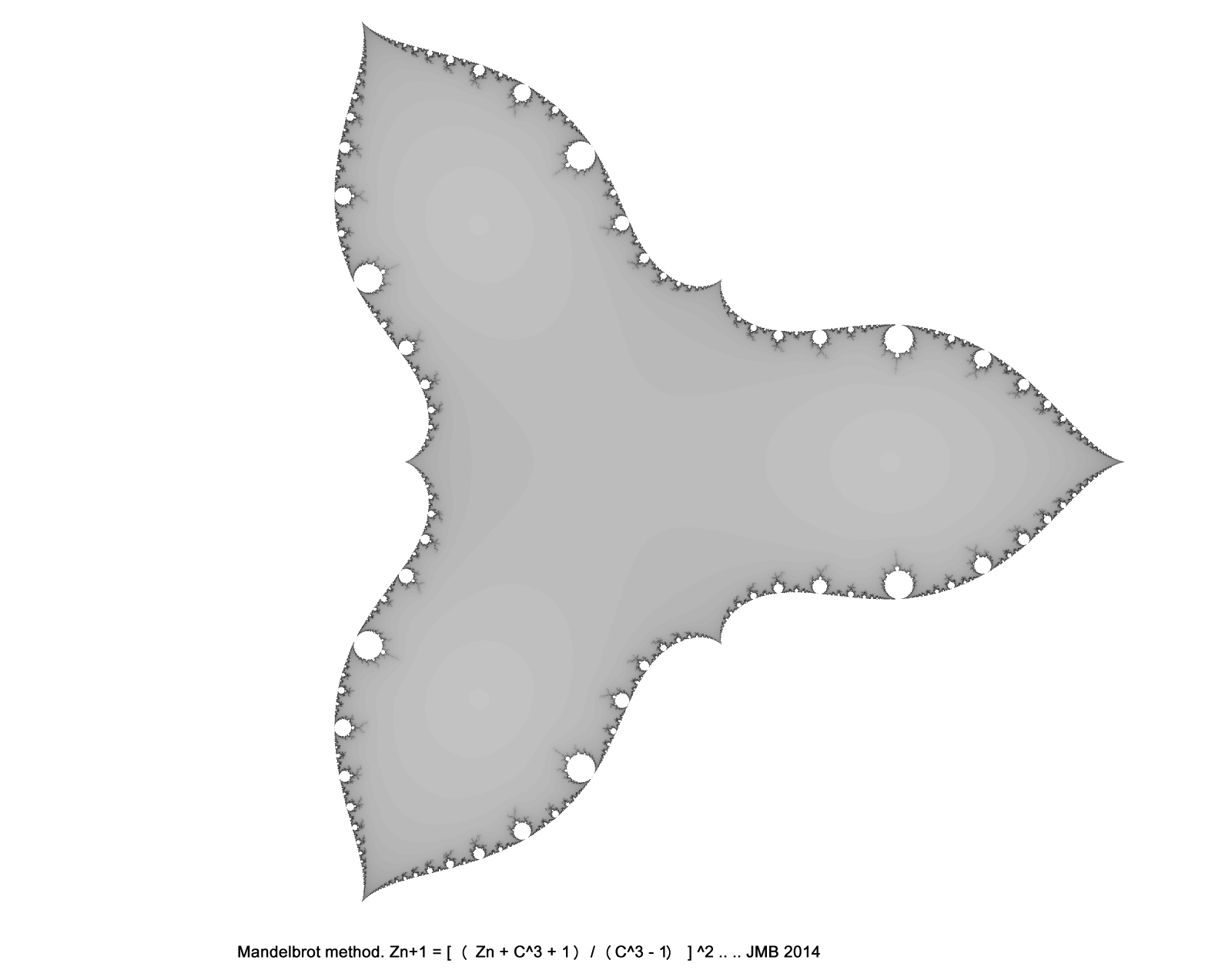
Z= [(Z + C^{3} +1) / (C^{3} -1]^{2} Zo = (0,0i)
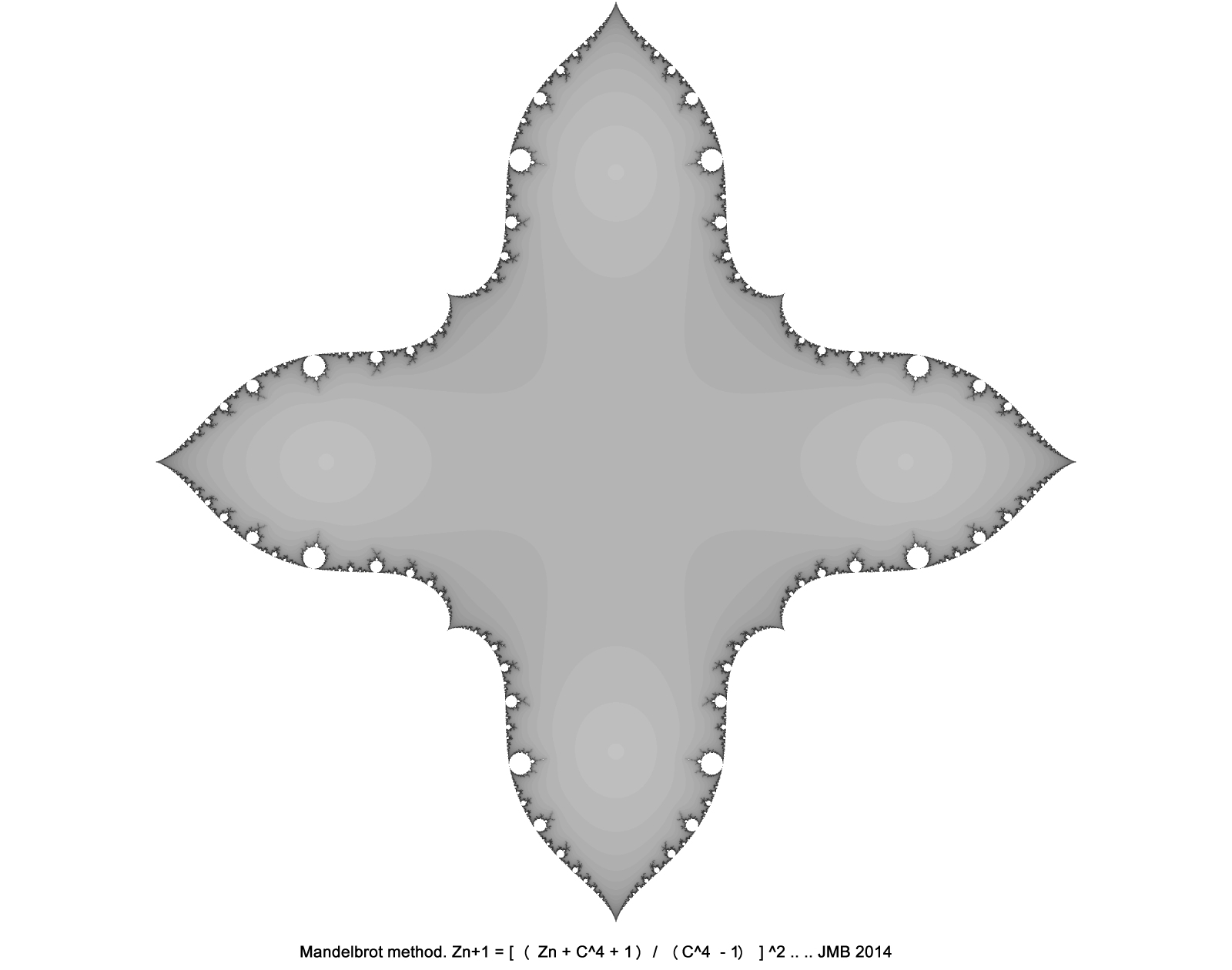
Z= [(Z + C^{4} +1) / (C^{4} -1)]^{2} Zo = (0,0i)
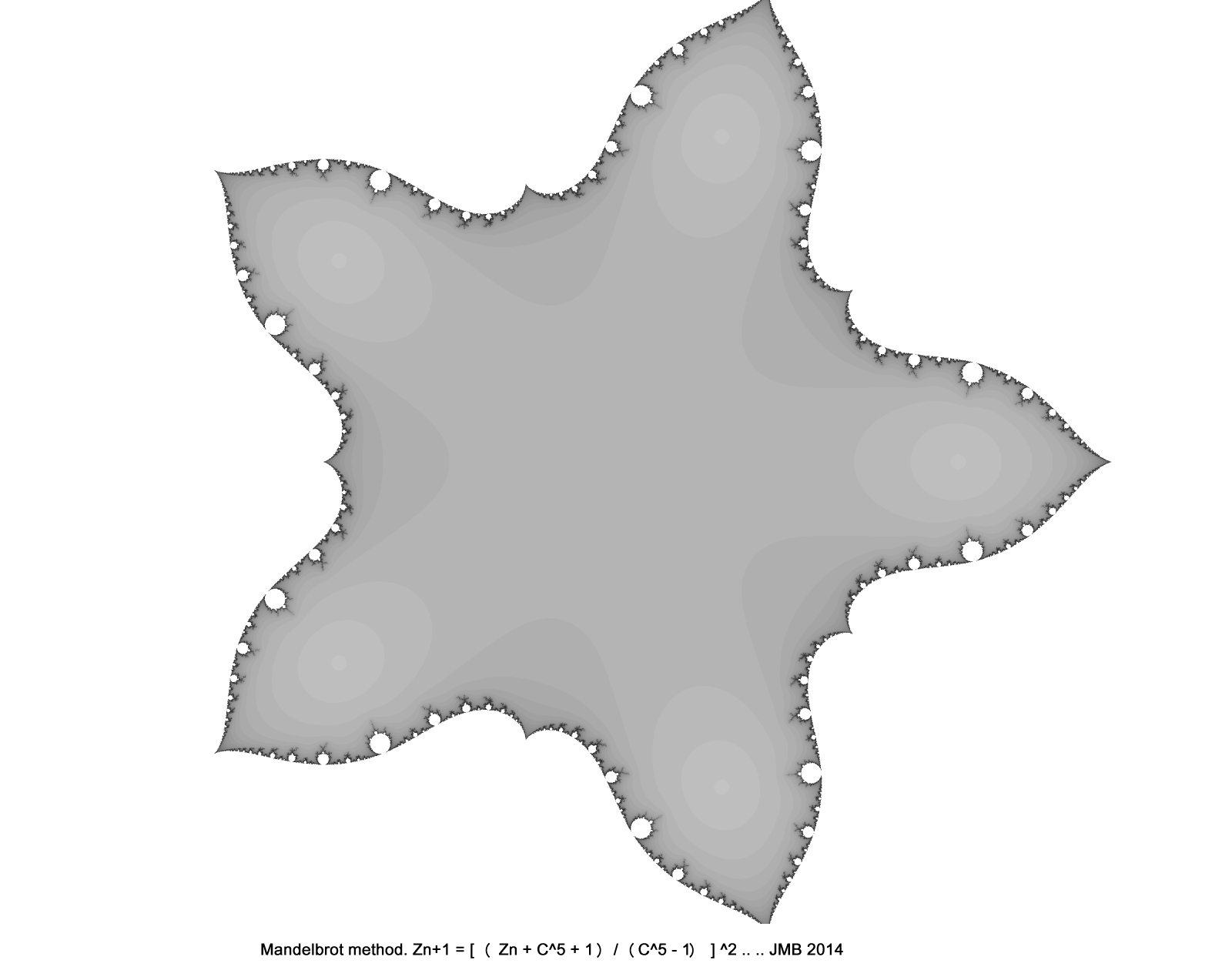
Z= [(Z + C^{5} +1) / (C^{5} -1)]^{2} Zo = (0,0i)

### Z= [(Z + C^{m}-1) / (C^{m} + 1)]^{2}

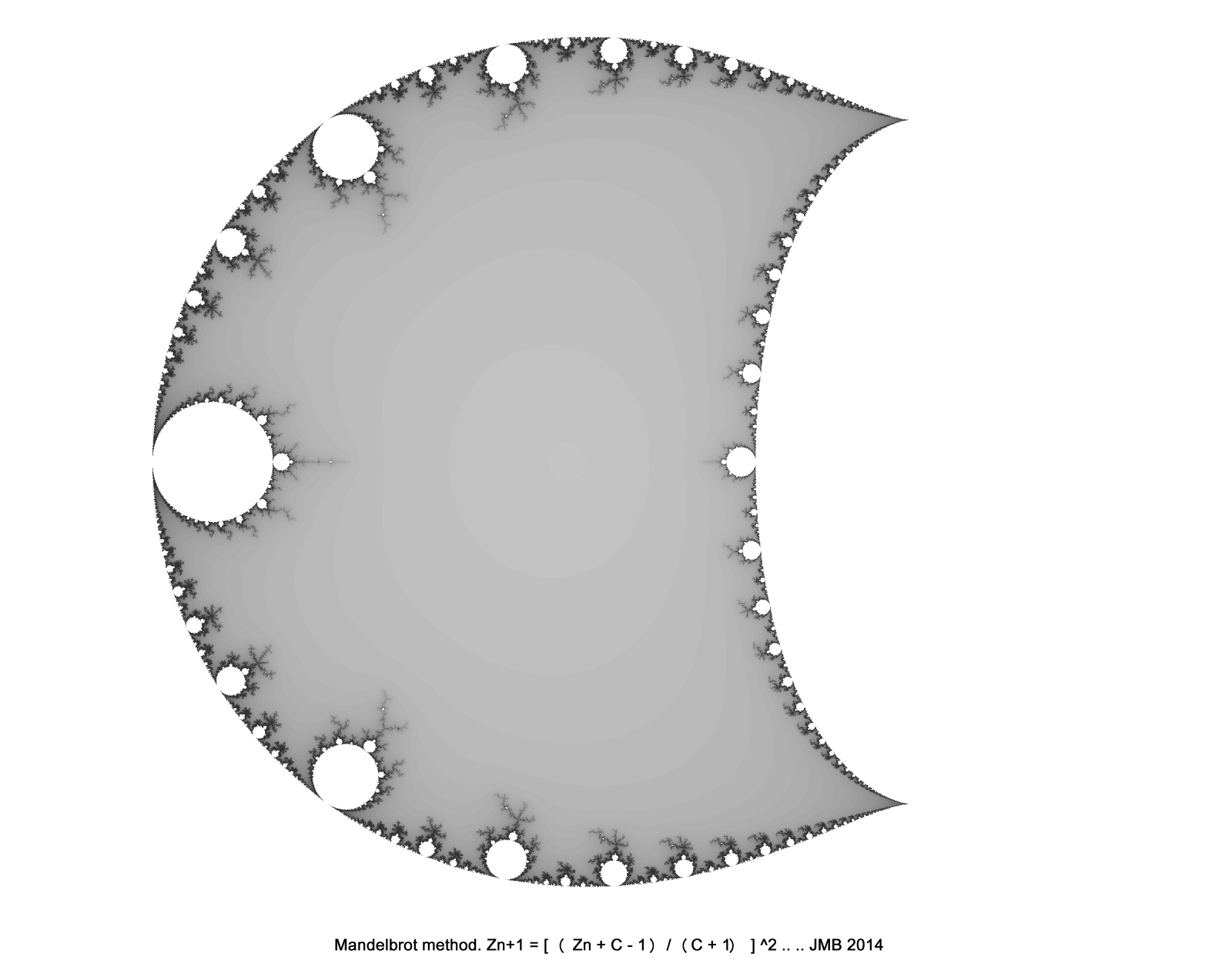
Z= [(Z + C -1) / (C +1]^{2} Zo = (0,0i)
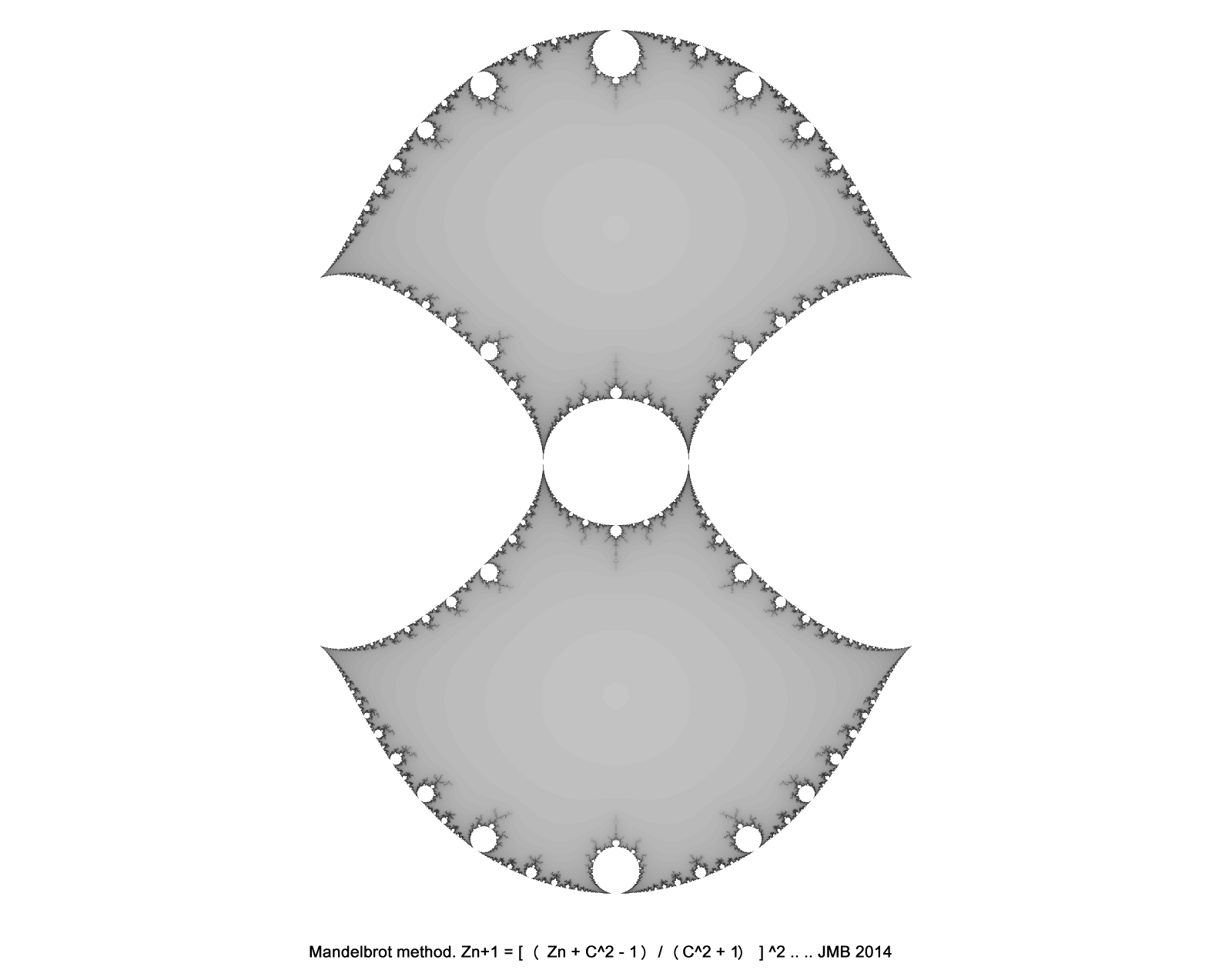
Z= [(Z + C^{2} -1) / (C^{2} +1]^{2} Zo = (0,0i)
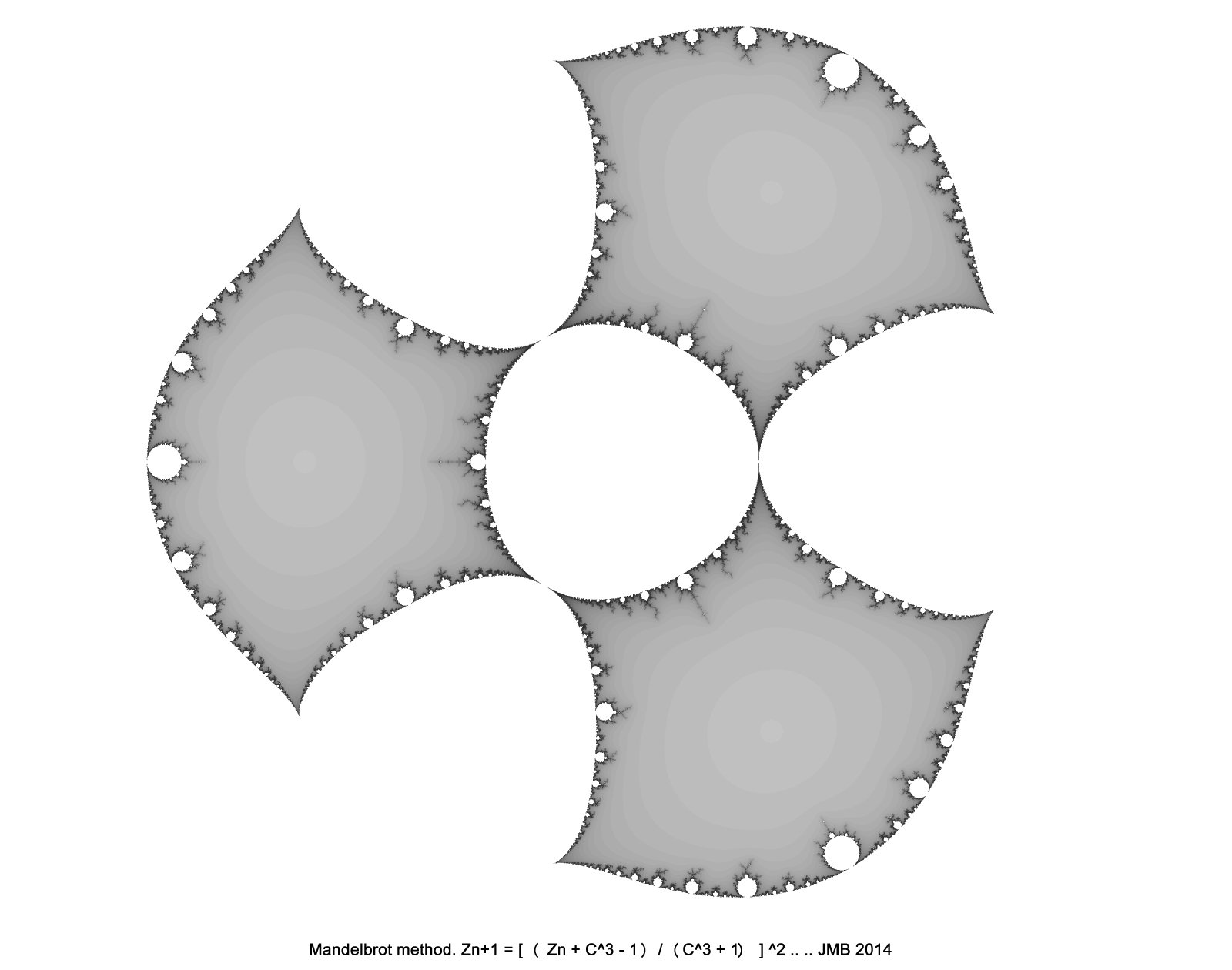
Z= [(Z + C^{3} -1) / (C^{3} +1]^{2} Zo = (0,0i)
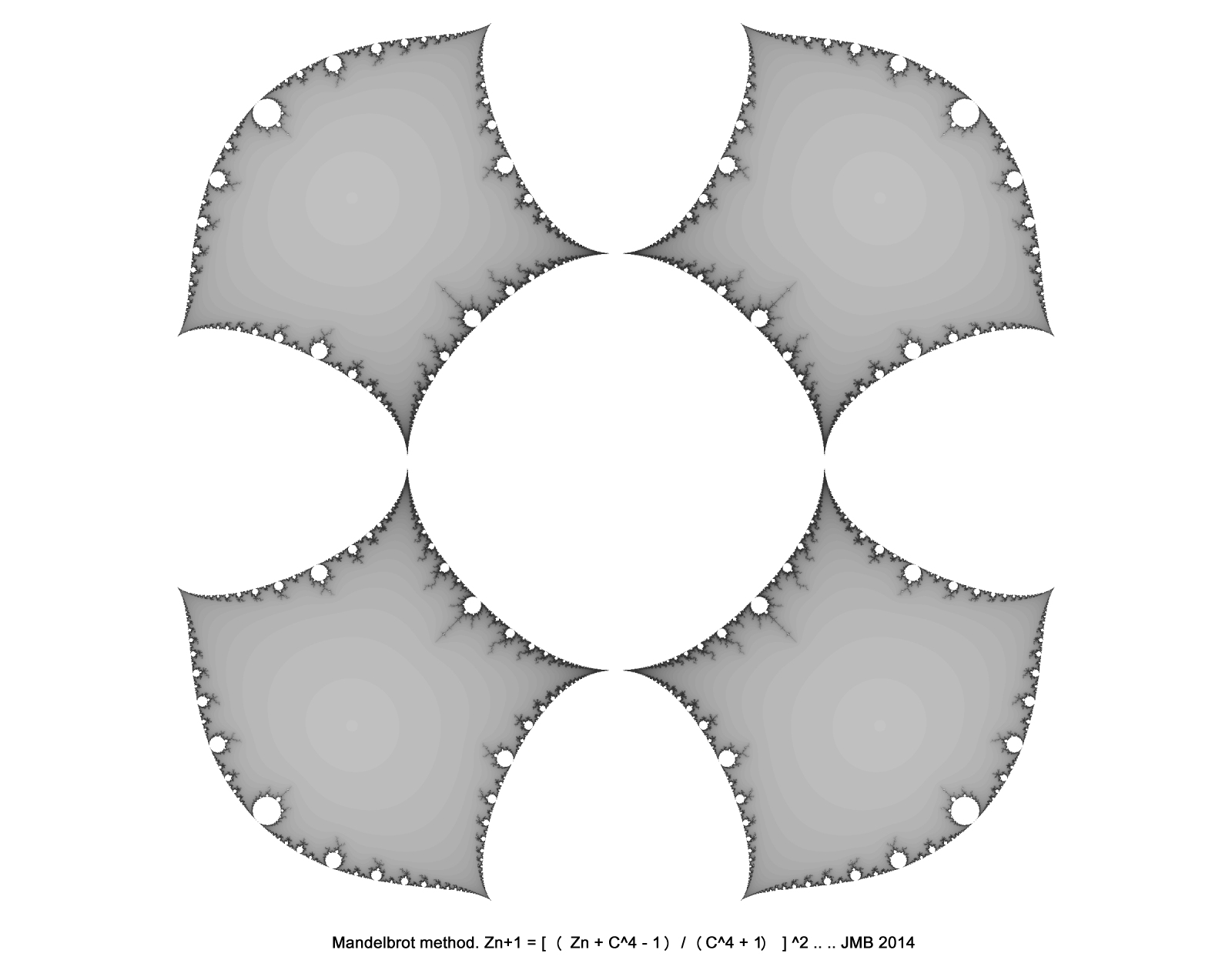
Z= [(Z + C^{4} -1) / (C^{4} +1)]^{2} Zo = (0,0i)
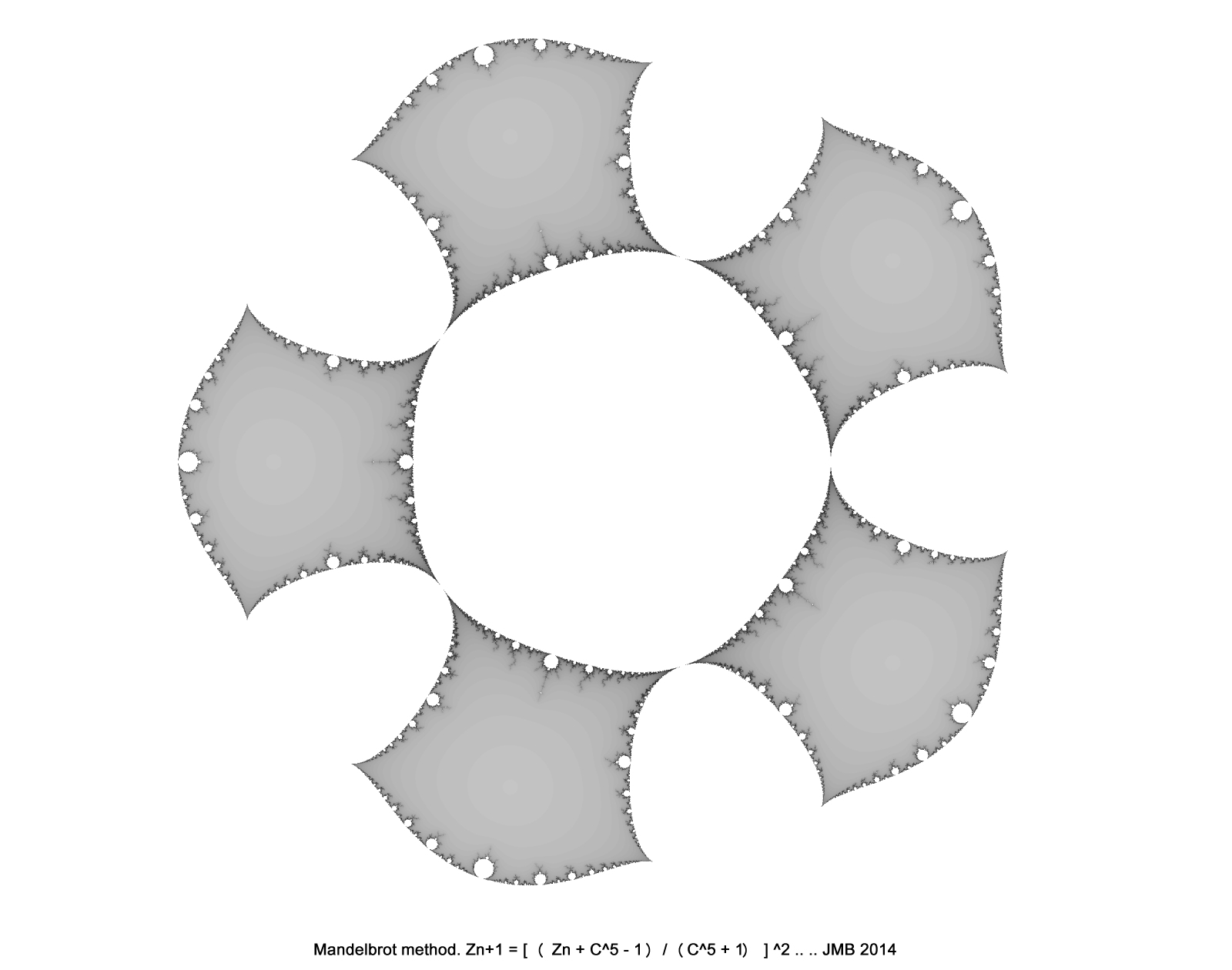
Z= [(Z + C^{5} -1) / (C^{5} +1)]^{2} Zo = (0,0i)

### Z = Z2+ C/ (Z2+ k)

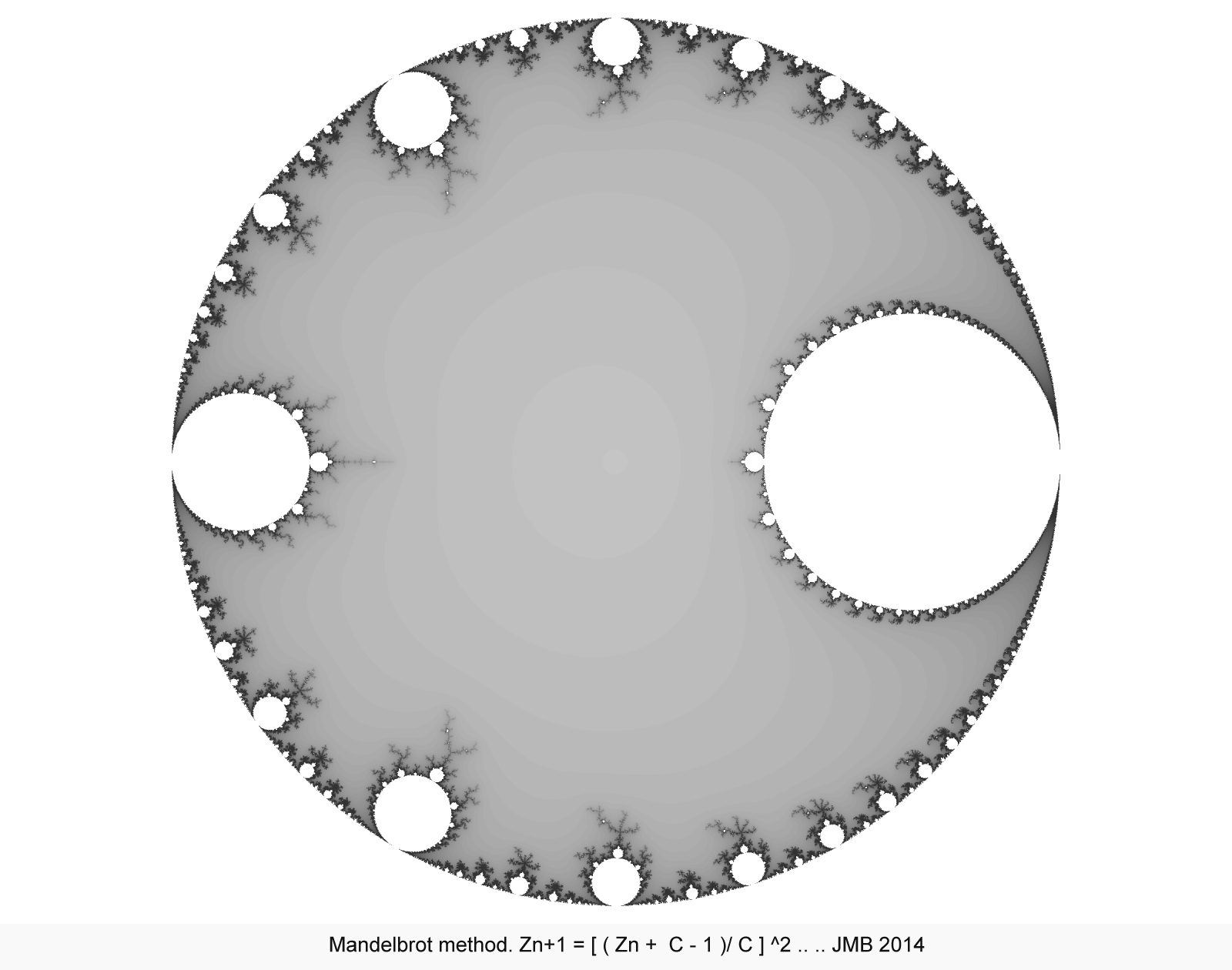
Z=Z2 + C / (Z2- 0.001) Zo = (0,0i) x 1000
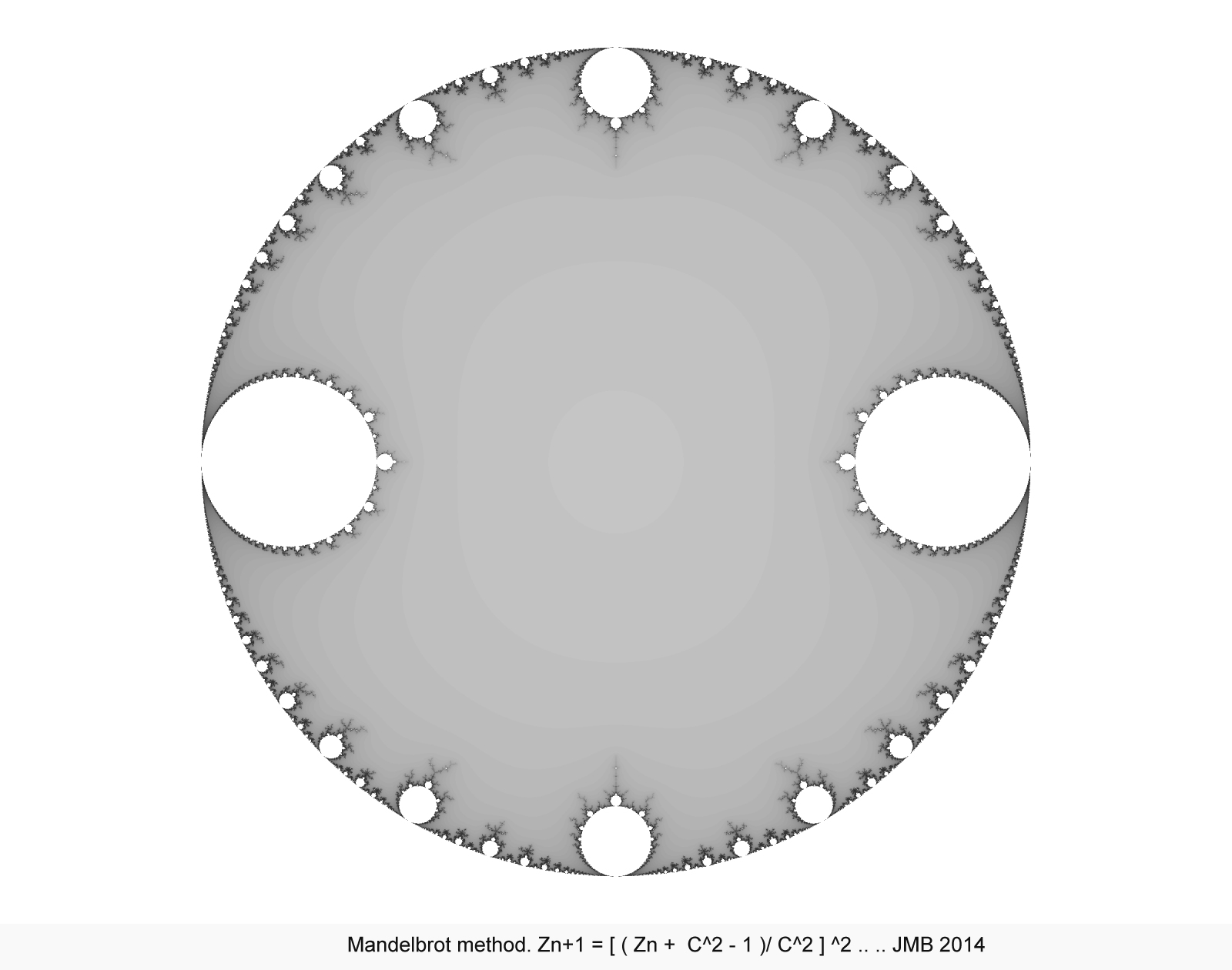
Z=Z2 + C / (Z2- 0.01) Zo = (0,0i) x 100
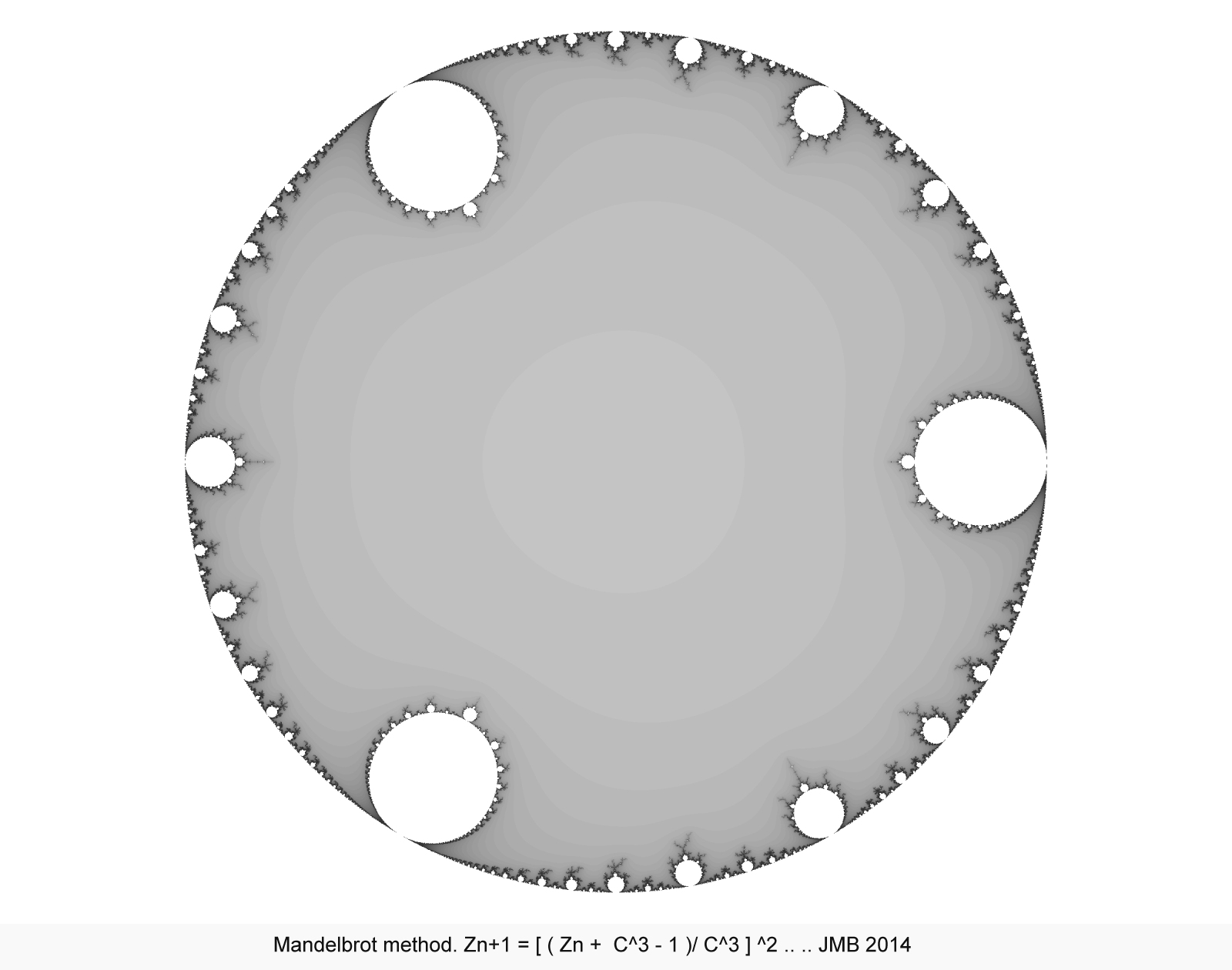
Z=Z2 + C / (Z2- 0.1) Zo = (0,0i) x 10
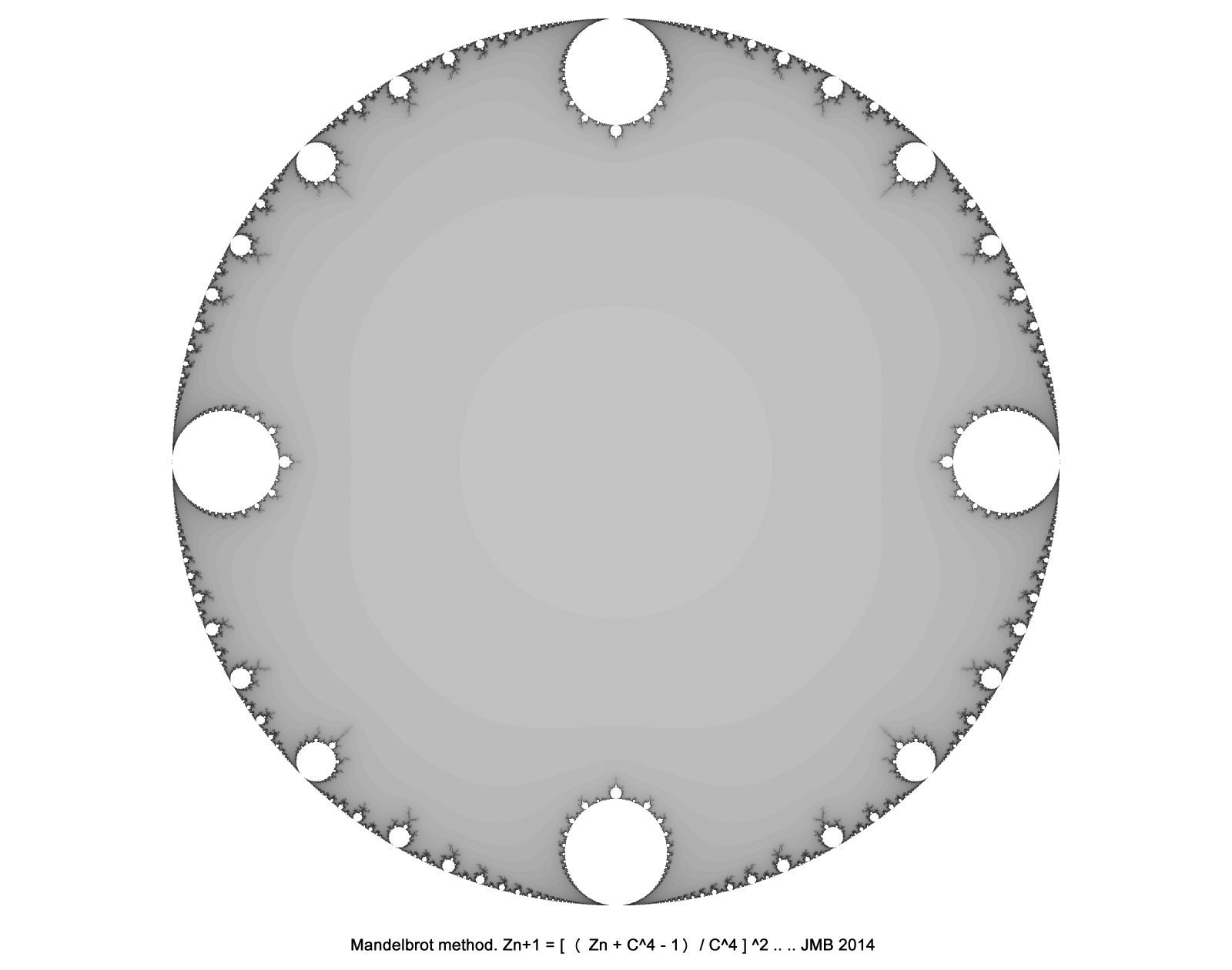
Z=Z2 + C / (Z2+ 0.1) Zo = (0,0i) x 10
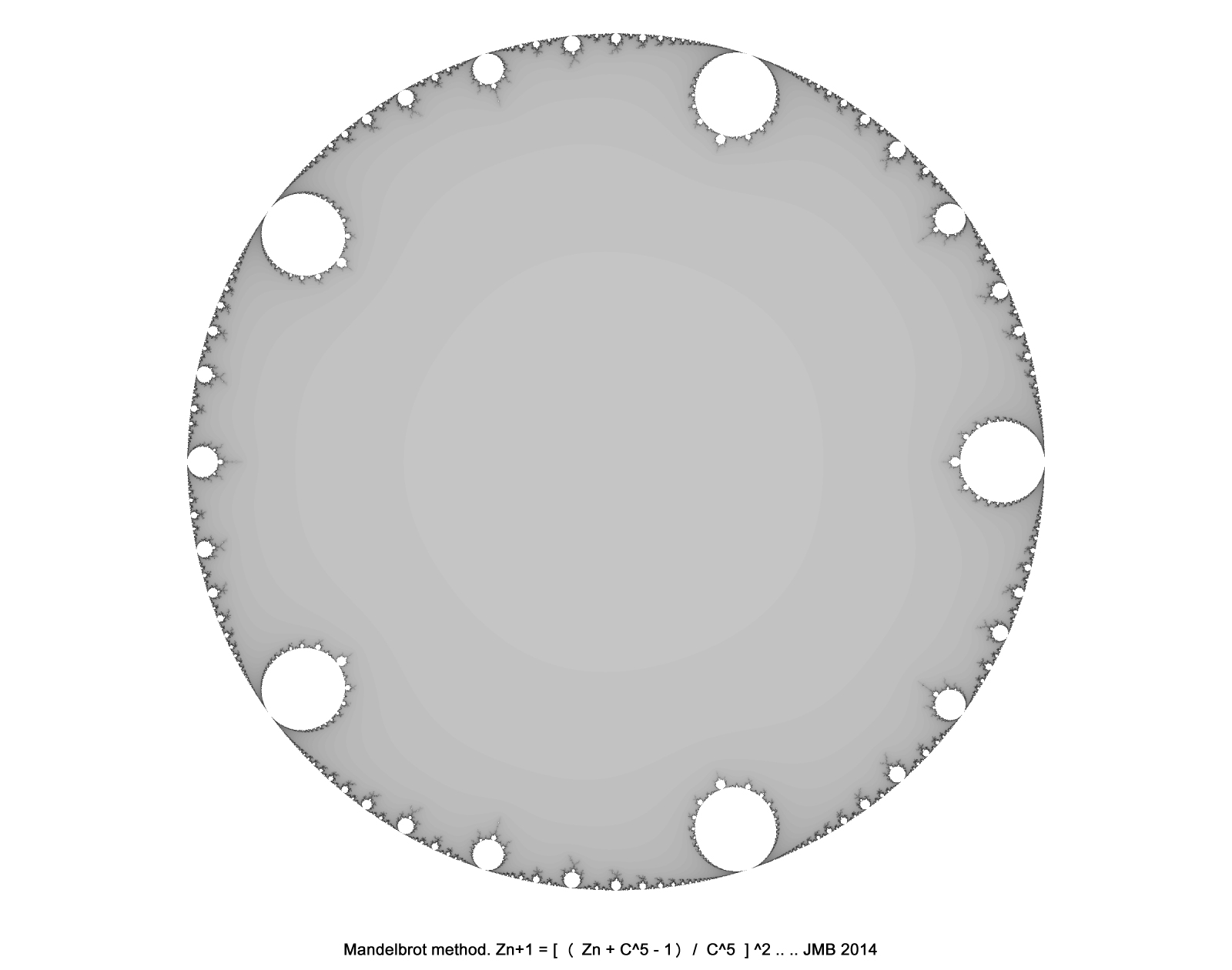
Z=Z2 + C / (Z2+ 0.01) Zo = (0,0i) x 100
- Z=Z2 + C / (Z2+ 0.001)
 Zo = (0,0i) x 24,900

### Z = Zm+ Cp/Zq+ C
- Z=Z2 + (C2 /Z2) + C 
 Zo = (0,0i) m=2, p=2,q=2
- Z=Z2 + (C4 /Z2) + C 
 Zo = (0,0i) m=2,p=4,q=2
- Z=Z2 + (C4 /Z4) + C 
 Zo = (0,0i) m=2, p=4,q=4
- Z=Z2 + (C6 /Z6) + C 
 Zo = (0,0i) m=2, p=6,q=6
- Z=Z4 + (C2 /Z4) + C 
 Zo = (0,0i) m=4, p=2,q=4

### Z= [(Zm+C-1) / (m*Zm-1+C- m)]2
- Z= [(Z2+C-1) / (2*Z+C-2)]2
 Zo = (0,0i) MAGNET
- Z= [(Z2+C2-1) / (2*Z+C2 -2)]2
 Zo = (0,0i)
- Z= [(Z2+C3-1) / (2*Z+C3 -2)]2
 Zo = (0,0i)
- Z= [(Z3+C-1) / (3*Z2+C-3)]2
 Zo = (0,0i)
- Z= [(Z4+C-1) / (4*Z3+C-4)]2
 Zo = (0,0i)

### Z= [(Z + Cm-1) / Cm]2
- Z= [(Z + C -1) / C]2
 Zo = (0,0i)
- Z= [(Z + C2-1) / C2]2
 Zo = (0,0i)
- Z= [(Z + C3-1) / C3]2
 Zo = (0,0i)
- Z= [(Z + C4-1) / C4]2
 Zo = (0,0i)
- Z= [(Z + C5-1) / C5]2
 Zo = (0,0i)

### Z= [(Z + Cm-1) / Cm]3
- Z= [(Z + C-1) / C]3
 Zo = (0,0i)
- Z= [(Z + C2-1) / C2]3
 Zo = (0,0i)
- Z= [(Z + C3-1) / C3]3
 Zo = (0,0i)

### Z= [(Z + Cm+1) / (Cm- 1)]2
- Z= [(Z + C +1) / (C -1]2
 Zo = (0,0i)
- Z= [(Z + C2 +1) / (C2 -1]2
 Zo = (0,0i)
- Z= [(Z + C3 +1) / (C3 -1]2
 Zo = (0,0i)
- Z= [(Z + C4 +1) / (C4 -1)]2
 Zo = (0,0i)
- Z= [(Z + C5 +1) / (C5 -1)]2
 Zo = (0,0i)

### Z= [(Z + Cm-1) / (Cm+ 1)]2
- Z= [(Z + C -1) / (C +1]2
 Zo = (0,0i)
- Z= [(Z + C2 -1) / (C2 +1]2
 Zo = (0,0i)
- Z= [(Z + C3 -1) / (C3 +1]2
 Zo = (0,0i)
- Z= [(Z + C4 -1) / (C4 +1)]2
 Zo = (0,0i)
- Z= [(Z + C5 -1) / (C5 +1)]2
 Zo = (0,0i)

### Otras combinaciones de Z y C

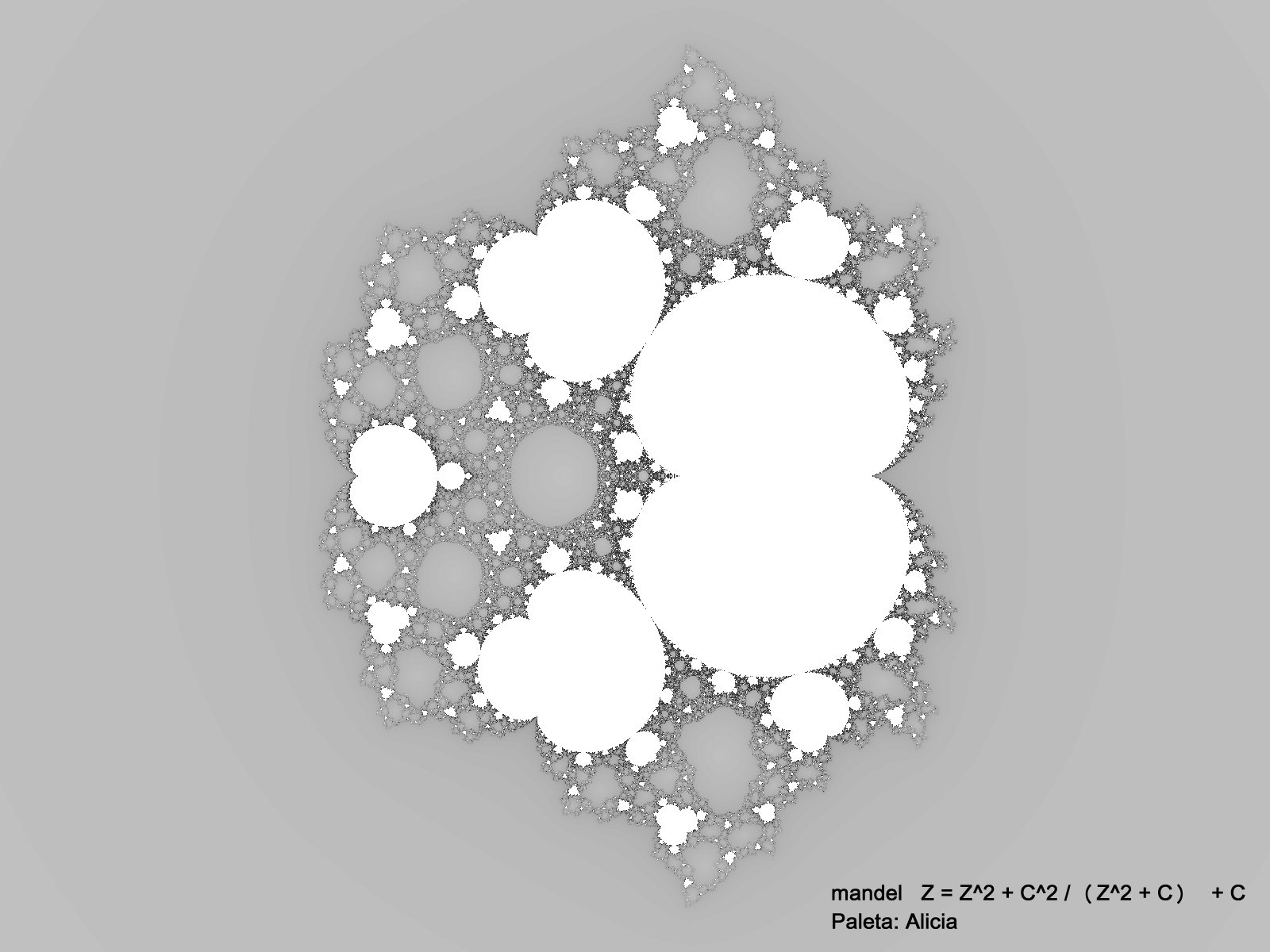
Z=Z^{2} + C^{2} /(Z^{2}+C) + C Zo = (0,0i)

- Z=Z2 + C2 /(Z2+C) + C
 Zo = (0,0i)

## Más funciones de variable compleja
Pero existe una amplia variedad de funciones, en el dominio de los números complejos, que pueden ser iteradas según el método de Mandelbrot. 

Voy a citar aquí algunos ejemplos, explicitando la parte real y la imaginaria:

 Exp(Z) = [ Exp(x) * Cos(x), Exp(x) * Sin(y)i ] 

 Sin(Z) = [ Sin(x) * ((Exp(y) + Exp(-y)) / 2), Cos(x) * ((Exp(y) - Exp(-y)) / 2)i ] 

 Cos(Z) = [ Cos(x) * ((Exp(y) + Exp(-y)) / 2) , -Sin(x) * ((Exp(y) - Exp(-y)) / 2)i ] 

 SinH(Z) = [ Cos(y) * ((Exp(x) - Exp(-x)) / 2) , Sin(Y) * ((Exp(x) + Exp(-x)) / 2)i ] 

 CosH(Z) = [ Cos(y) * ((Exp(x) + Exp(-x)) / 2) , Sin(y) * ((Exp(x) - Exp(-x)) / 2)i ] 

 LN(Z) = [ 0.5 * Log(x * x + y * y) , Atn(y / x)i ] 

 SQR(Z) = [ (x * x + y * y)^0.25 * Cos(0.5 * Atn(y/x)) , (x * x + y * y)^0.25 * Sin(0.5 * Atn(y/x)) i ] 

 ATN(Z) = [PI / 4 - (1 / 2) * Atn((1 - x^2 - y^2) / (2 * x)), -(1 / 4) * Log((1 - x^2 - y^2) ^2 + 4 * x^2) + (1 / 2) * Log((1 + y) ^2 + x^2) i]

### Z = Zm+ F(C)
A continuación algunos ejemplos de fractales por iteración de Z2, pero transformando C según las funciones descritas anteriormente:

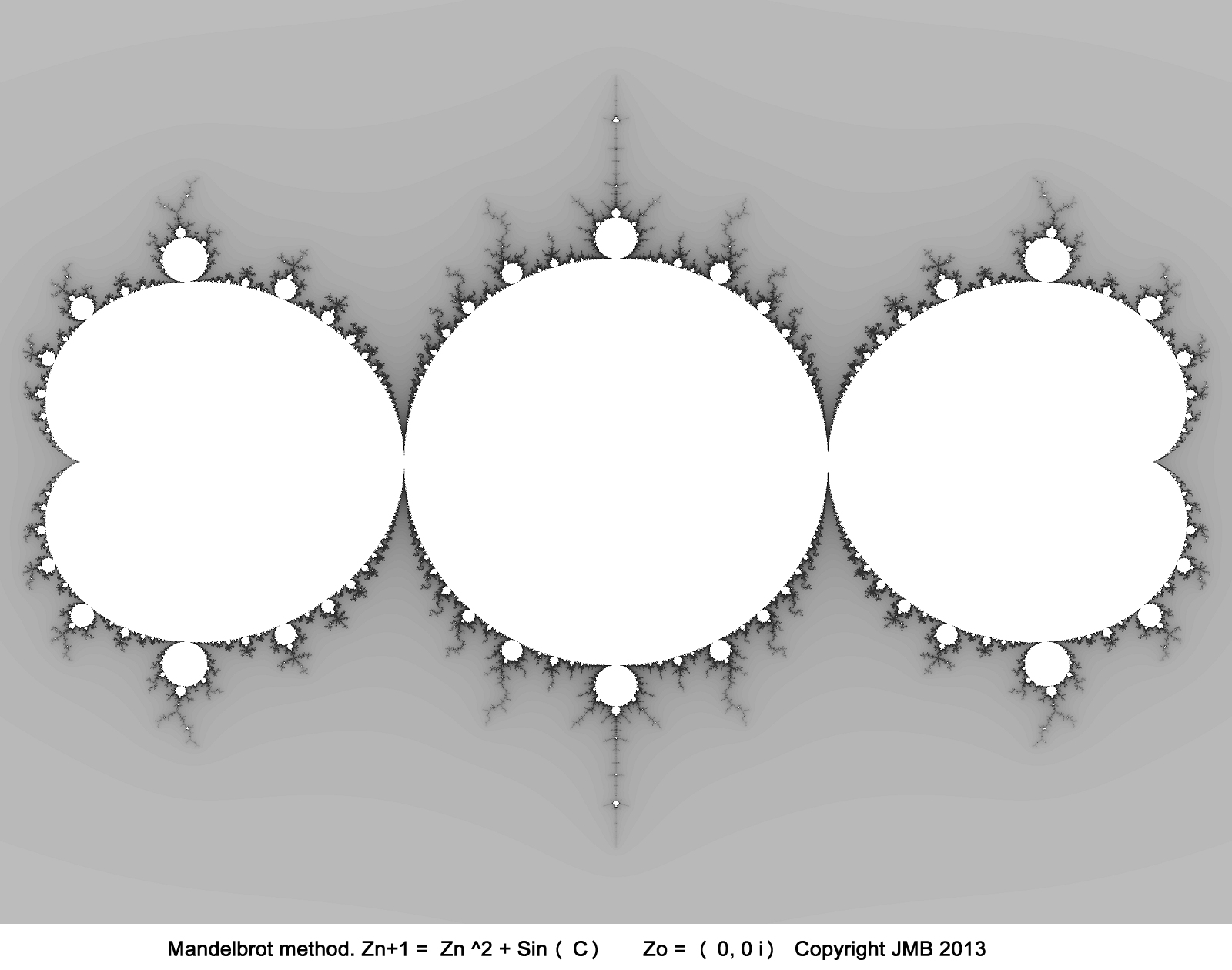
Z=Z2 + Sin(C) Zo = (0,0i)
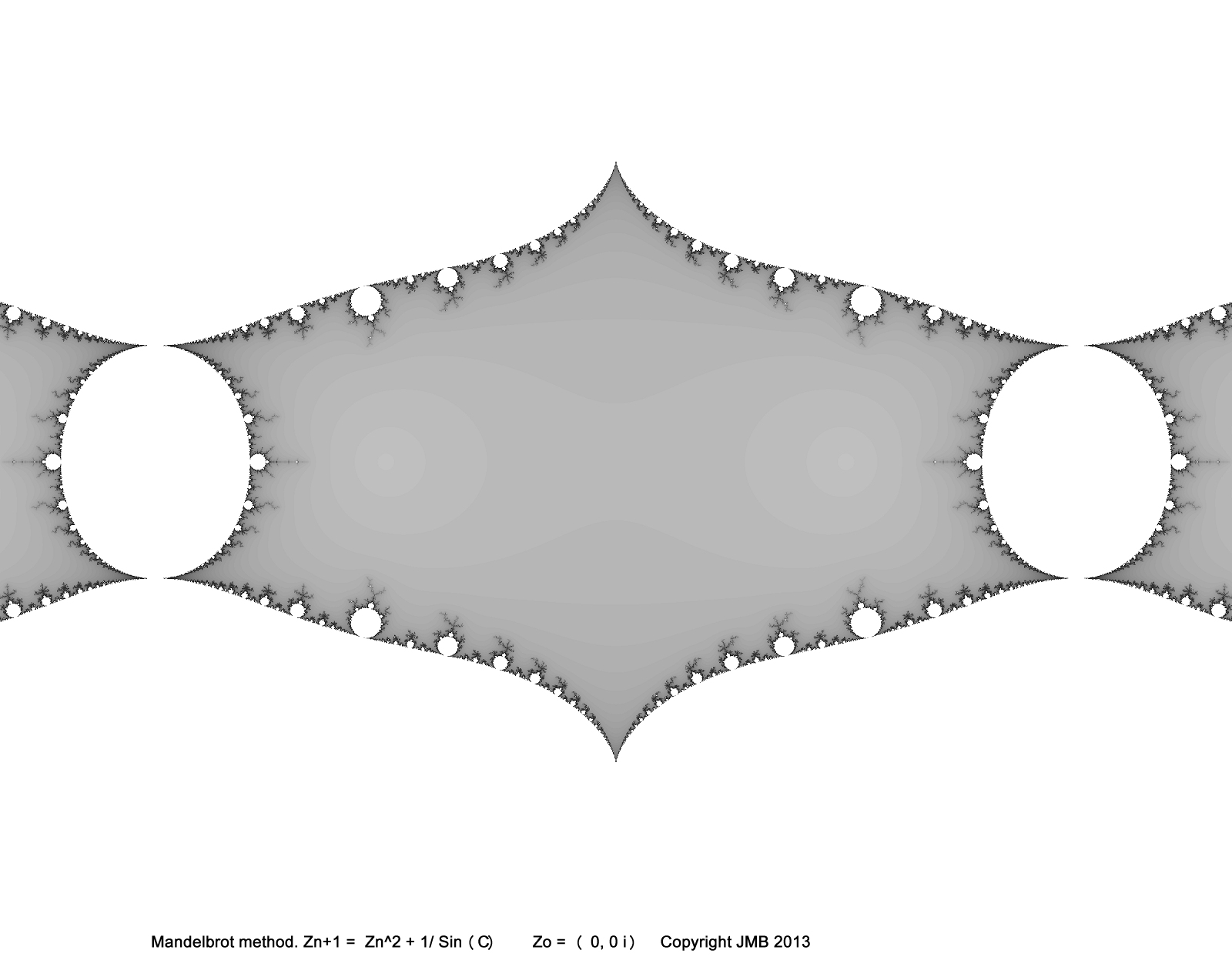
Z=Z2 + 1/Sin(C) Zo = (0,0i)
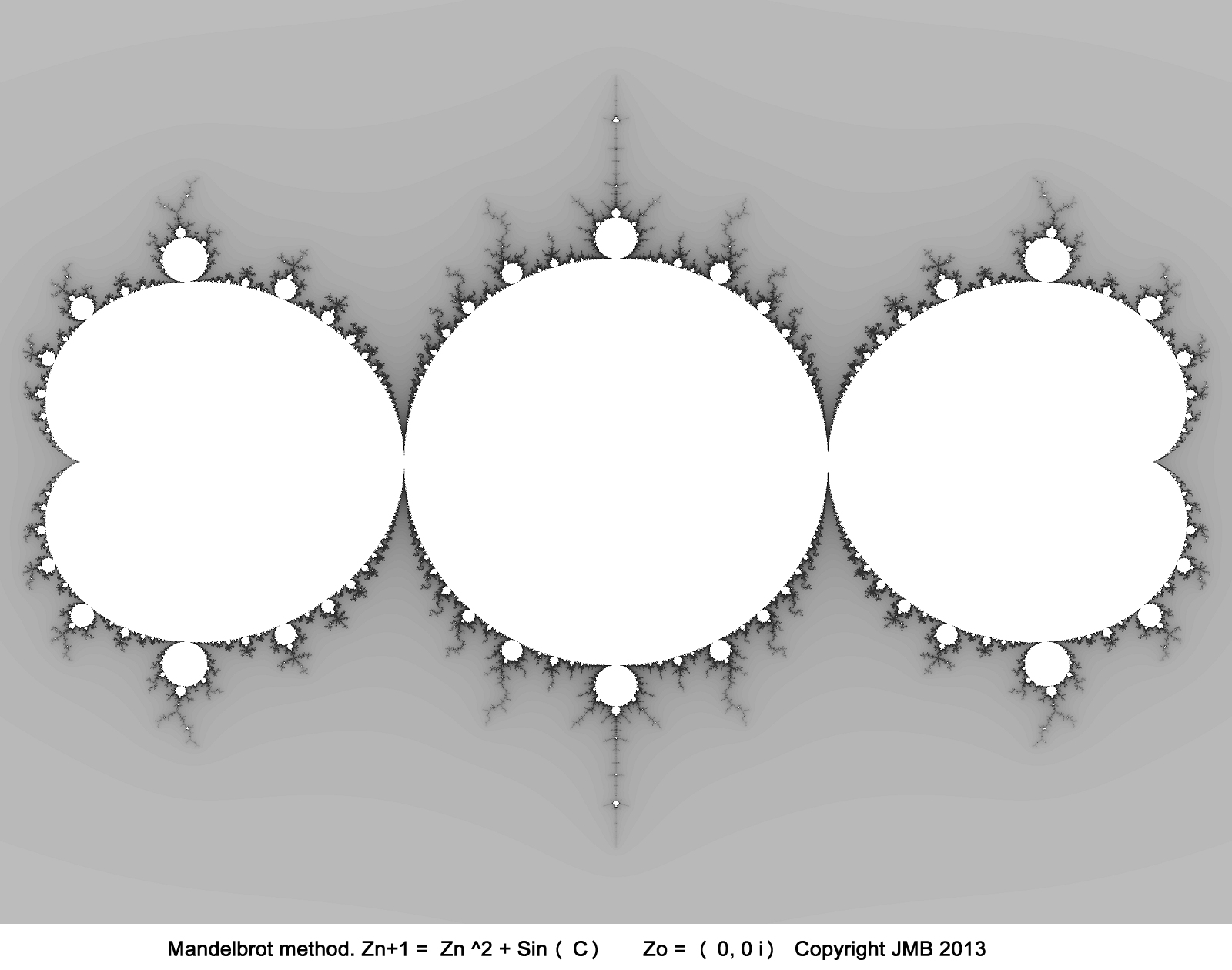
Z=Z2 + Cos(C) Zo = (0,0i)
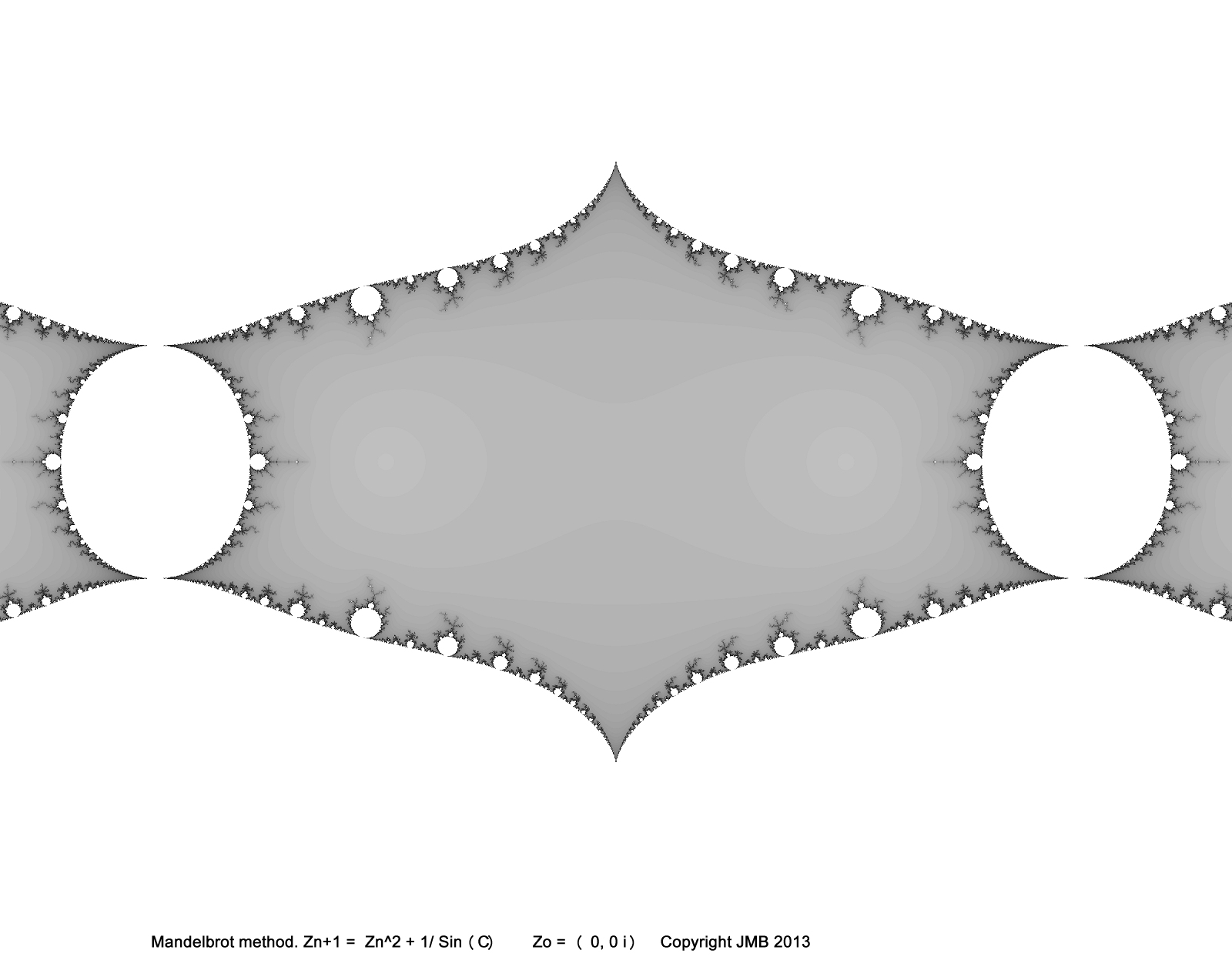
Z=Z2 + 1/Cos(C) Zo = (0,0i)

- Z=Z2 + SinH(C)
 Zo = (0,0i)
- Z=Z2 + 1/SinH(C)
 Zo = (0,0i)
- Z=Z2 + CosH(C)
 Zo = (0,0i)
- Z=Z2 + 1/CosH(C)
 Zo = (0,0i)

- Z=Z2 + Tan(C)
 Zo = (0,0i)
- Z=Z2 + CoTan(C)
 Zo = (0,0i)
- Z=Z2 + TanH(C)
 Zo = (0,0i)
- Z=Z2 + CoTanH(C)
 Zo = (0,0i)

- Z=Z2 + Sin(C)/CosH(C)
 Zo = (0,0i)
- Z=Z2 + CosH(C)/Sin(C)
 Zo = (0,0i)
- Z=Z2 + Cos(C)/SinH(C)
 Zo = (0,0i)
- Z=Z2 + SinH(C)/Cos(C)
 Zo = (0,0i)

- Z=Z2 + Sin(C)/SinH(C)
 Zo = (0,0i)
- Z=Z2 + SinH(C)/Sin(C)
 Zo = (0,0i)
- Z=Z2 + Cos(C)/CosH(C)
 Zo = (0,0i)
- Z=Z2 + CosH(C)/Cos(C)
 Zo = (0,0i)

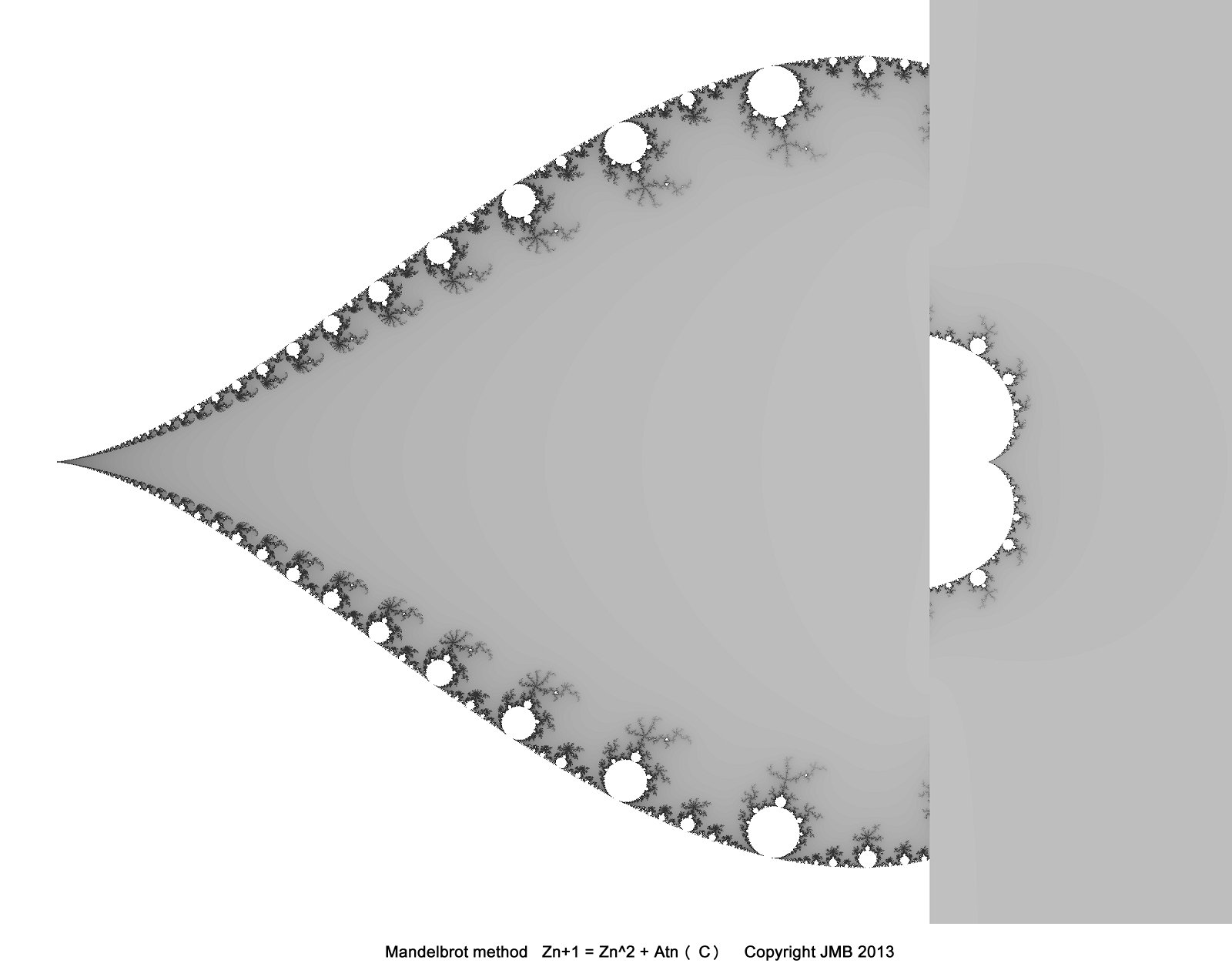
Z= Z2 + ATan(C) Zo = (0,0i)
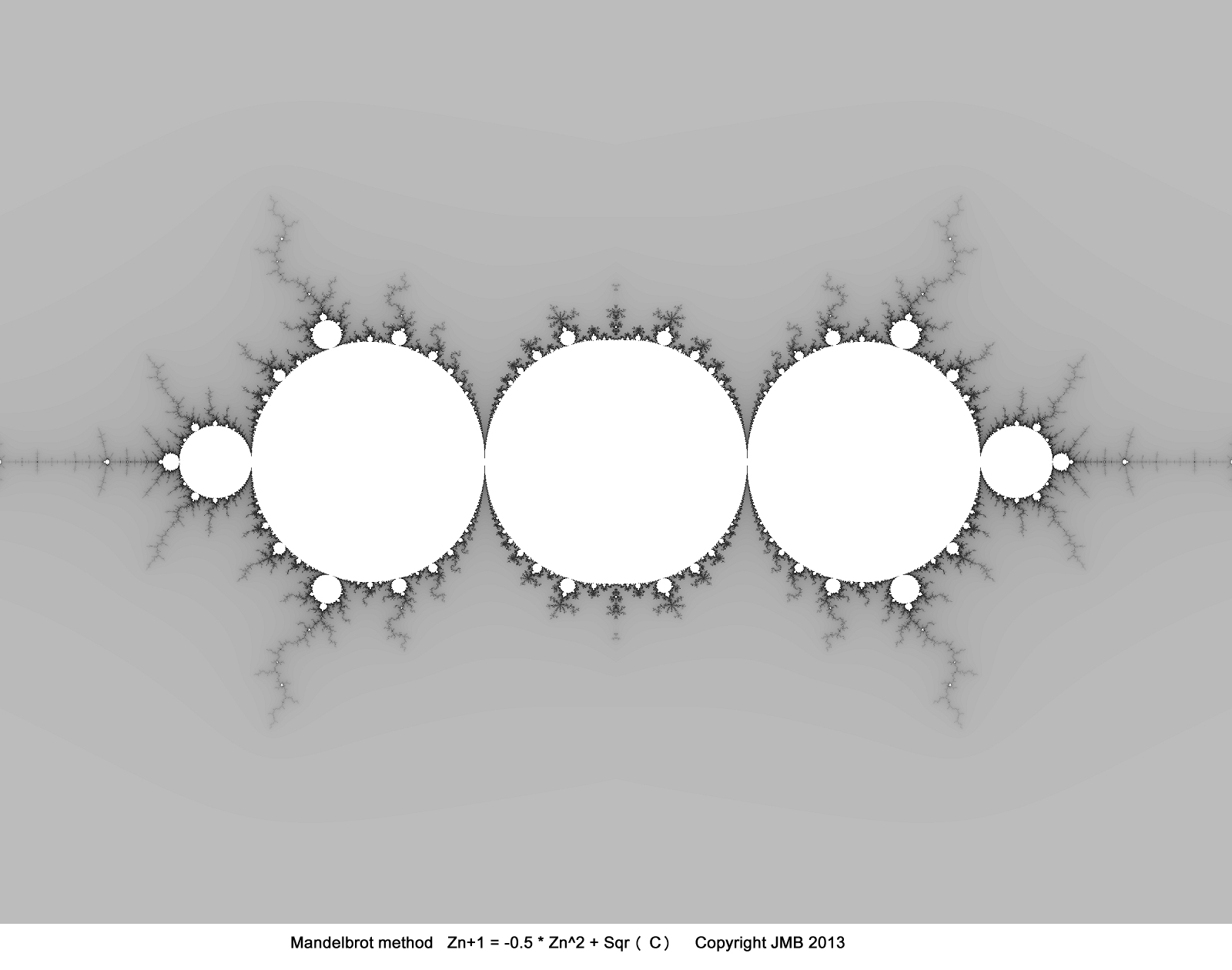
Z= -0.5*Z2 + Sqr(C) Zo = (0,0i)
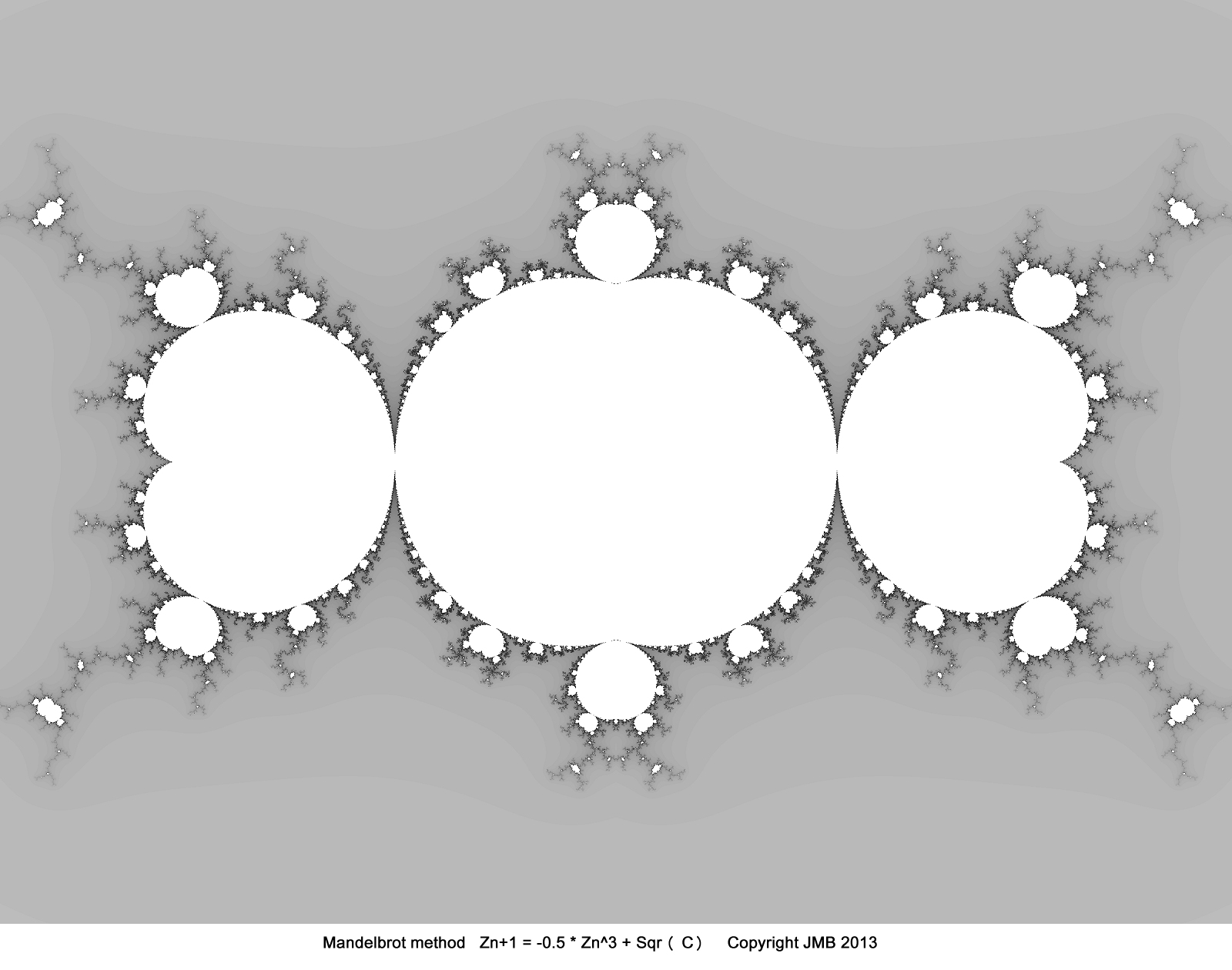
Z= -0.5*Z3 + Sqr(C) Zo = (0,0i)

### Z = Z^{m} + F(C)

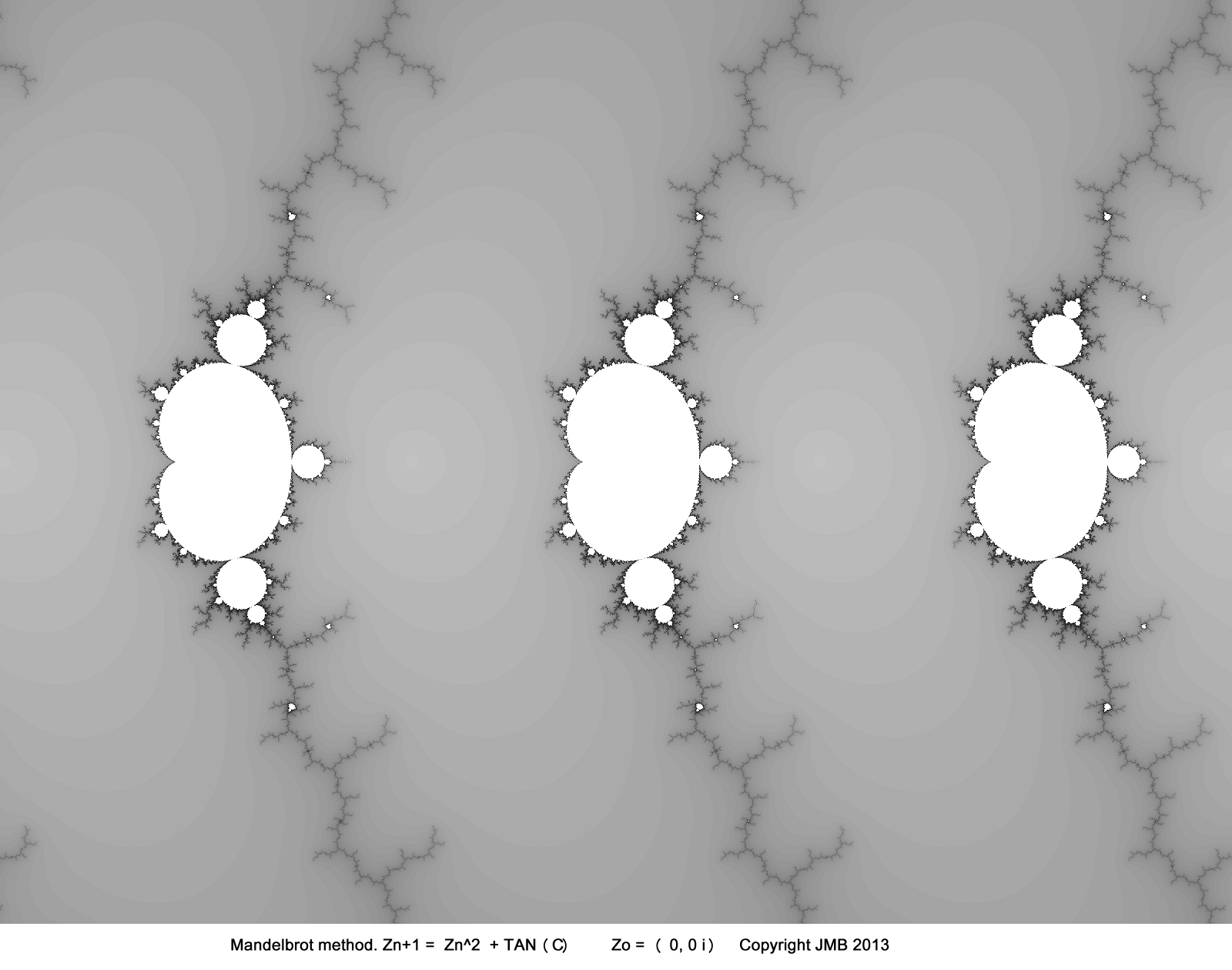
Z=Z^{2} + Tan(C) Zo = (0,0i)
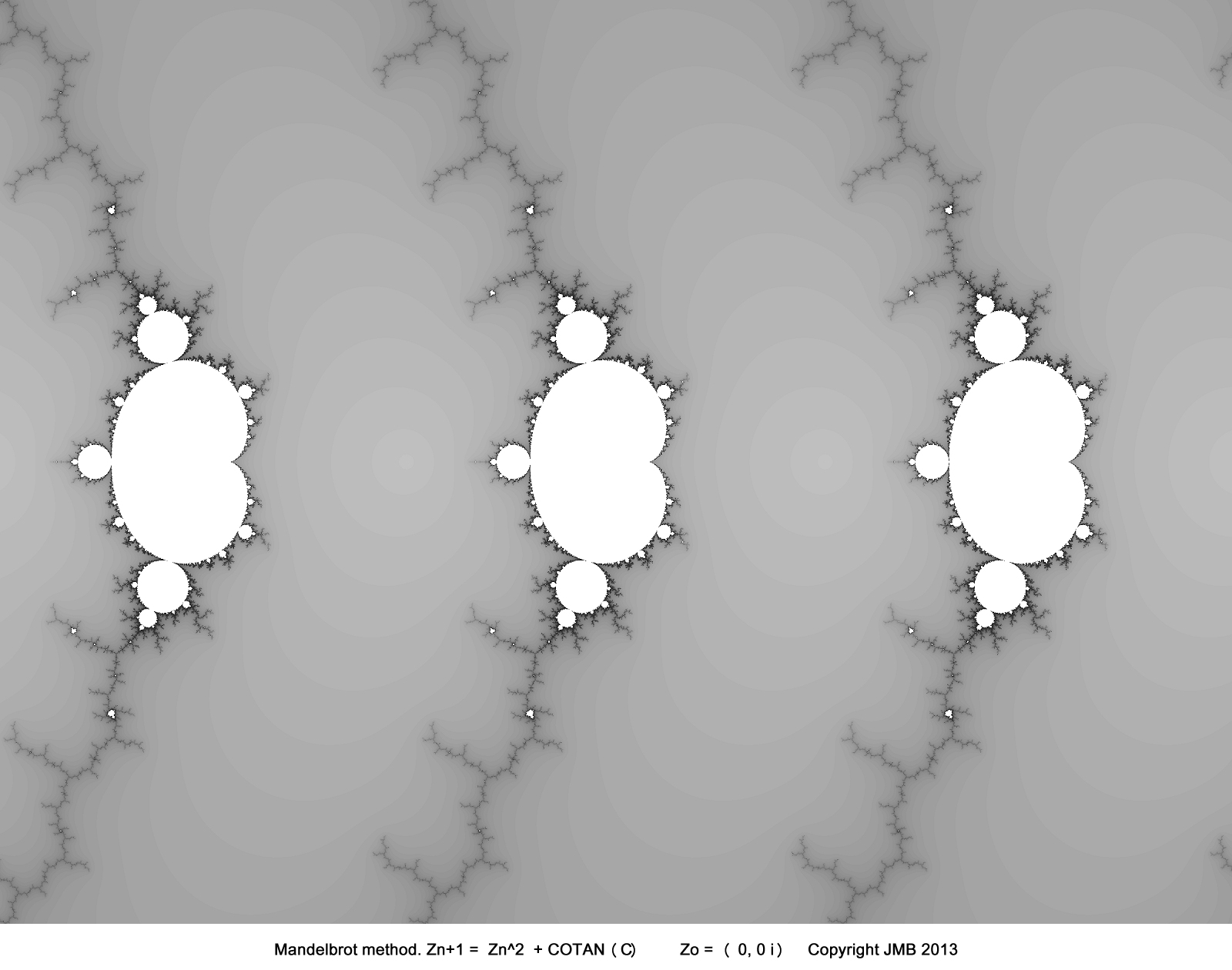
Z=Z^{2} + CoTan(C) Zo = (0,0i)
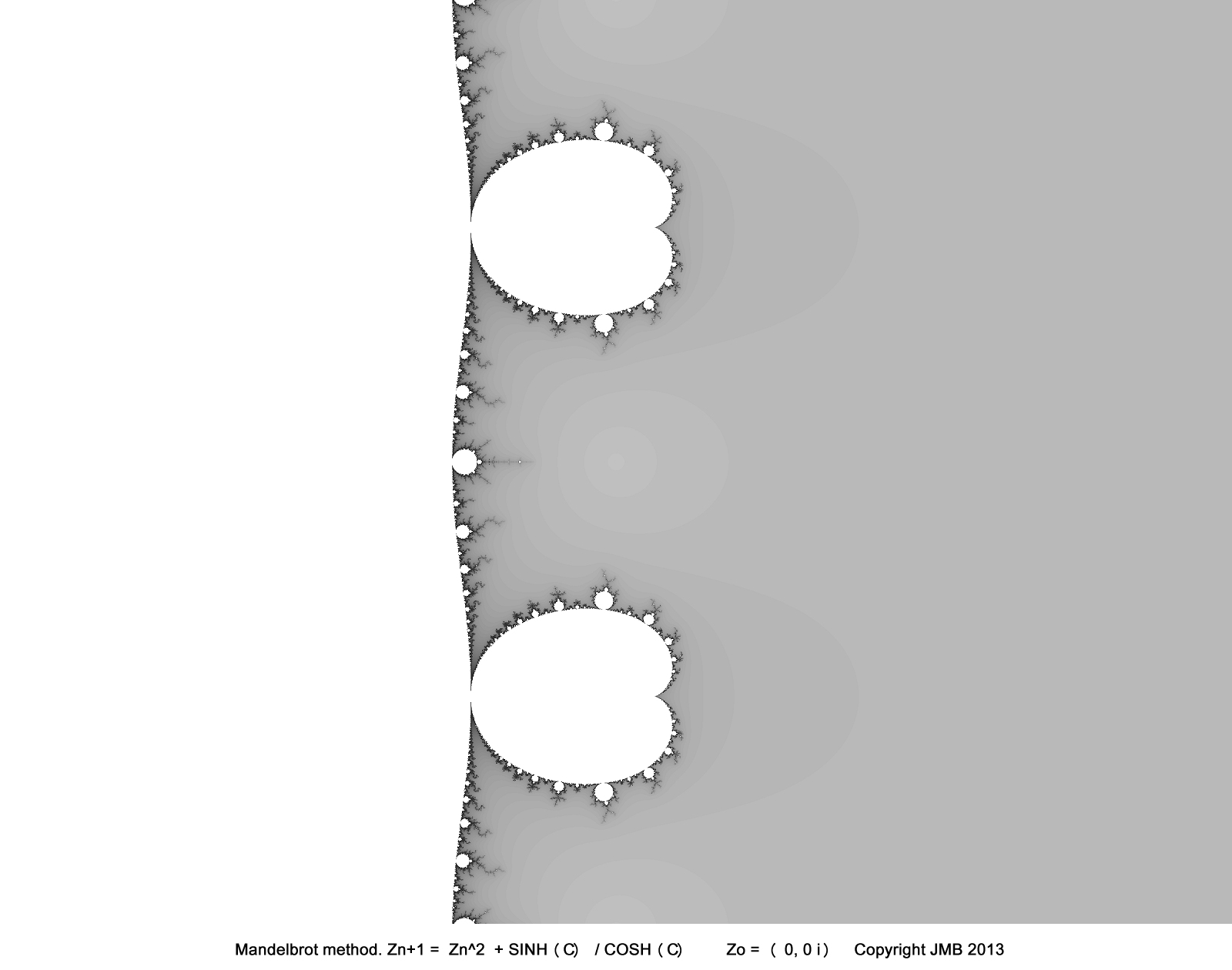
Z=Z^{2} + TanH(C) Zo = (0,0i)
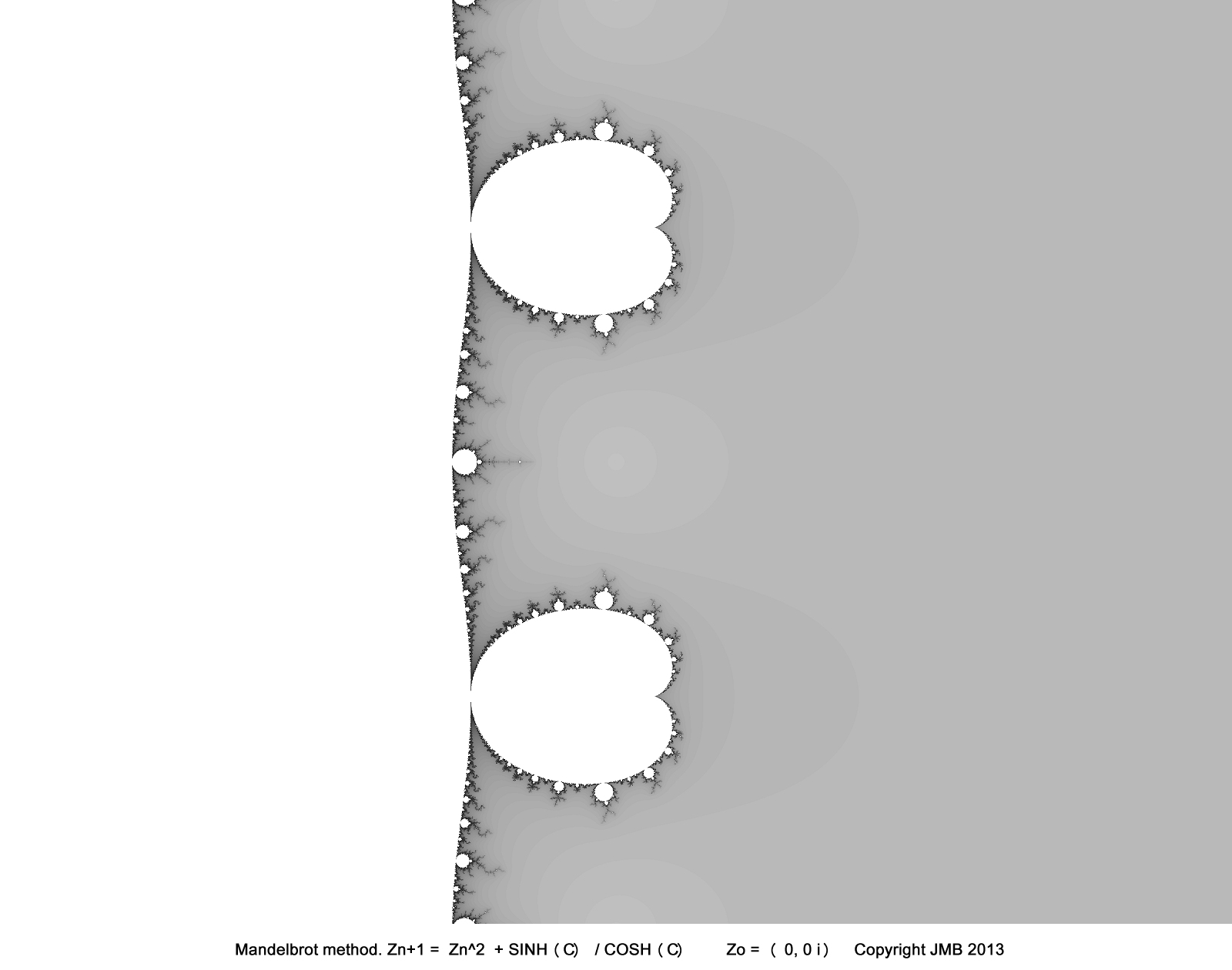
Z=Z^{2} + CoTanH(C) Zo = (0,0i)

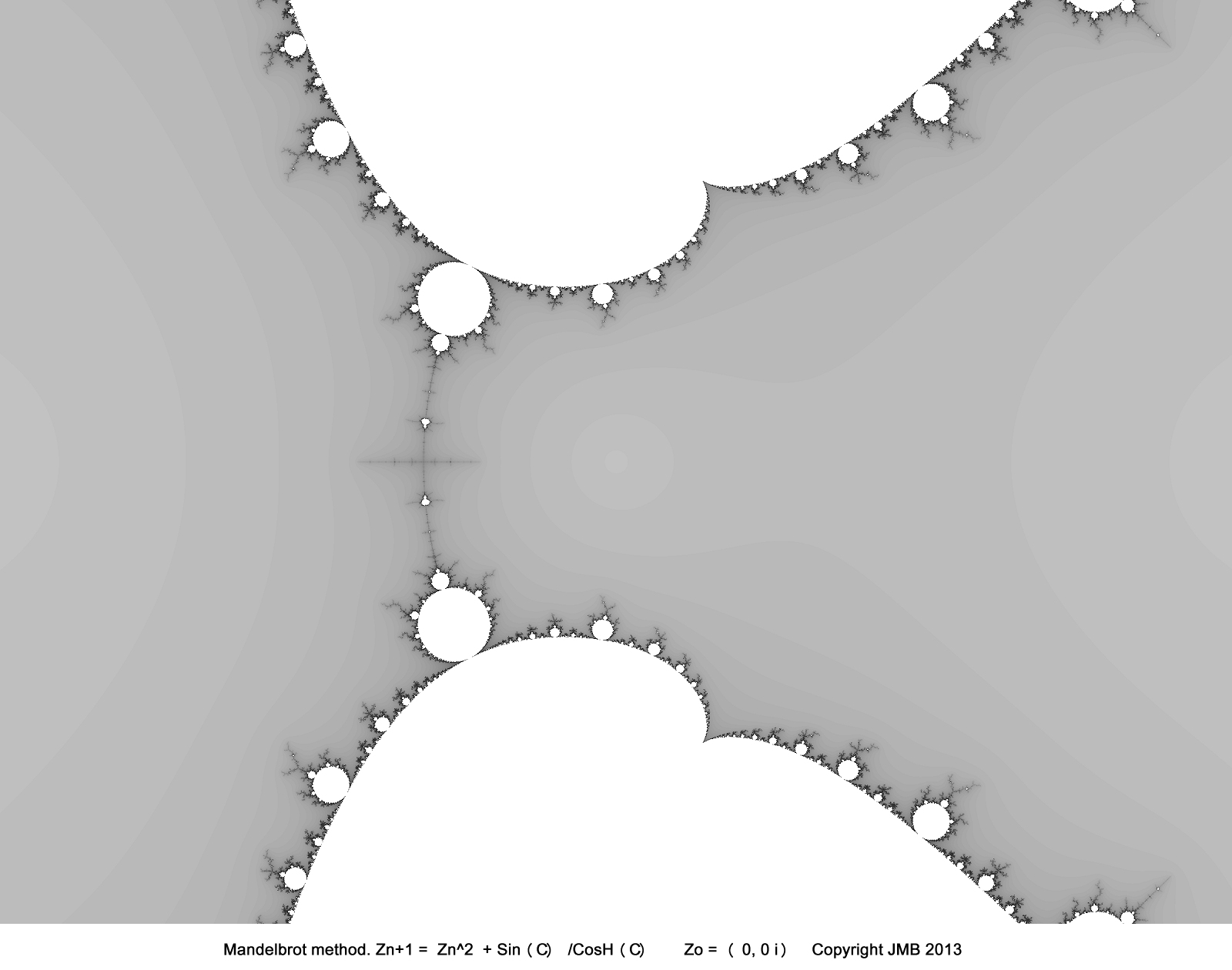
Z=Z^{2} + Sin(C)/CosH(C) Zo = (0,0i)
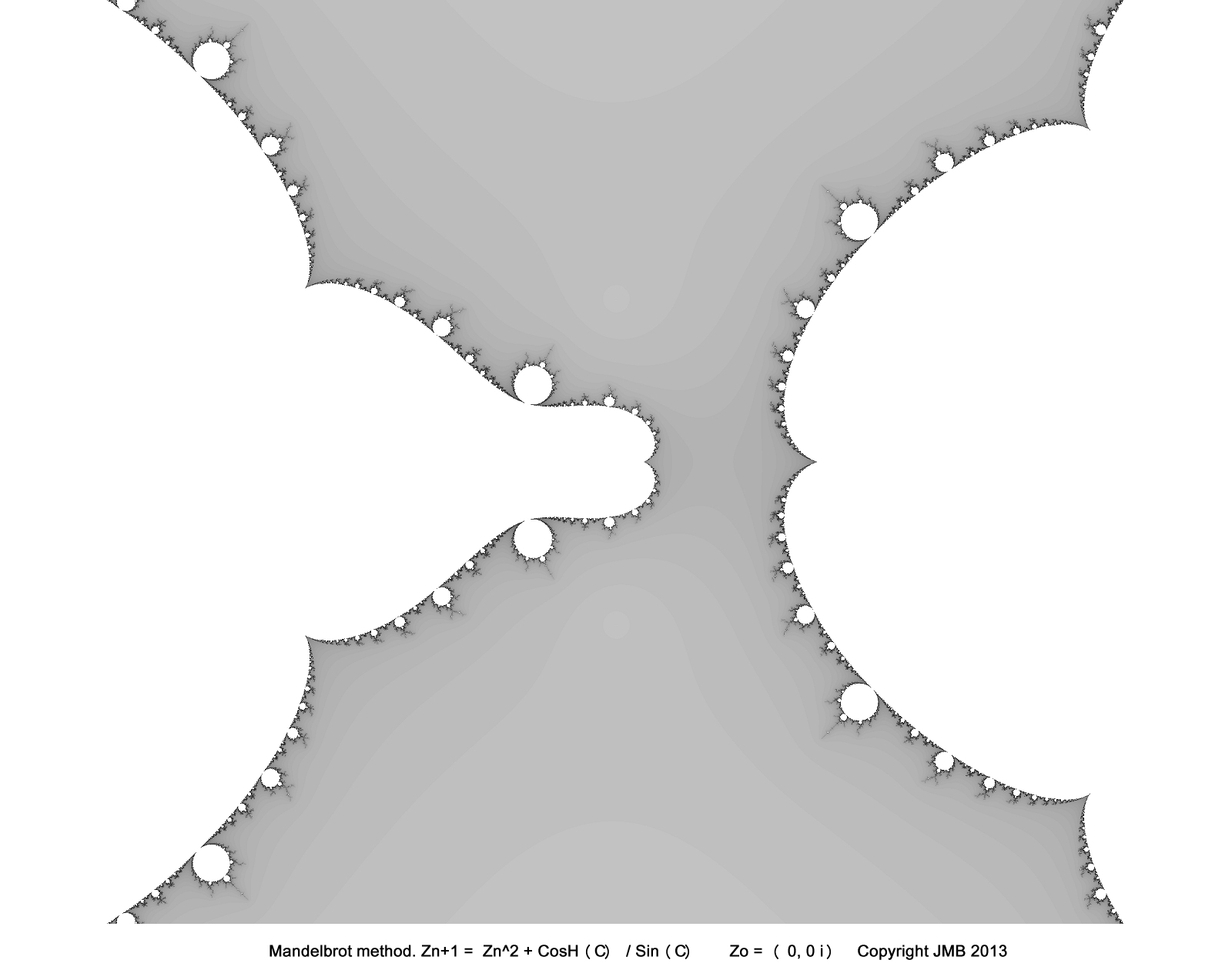
Z=Z^{2} + CosH(C)/Sin(C) Zo = (0,0i)
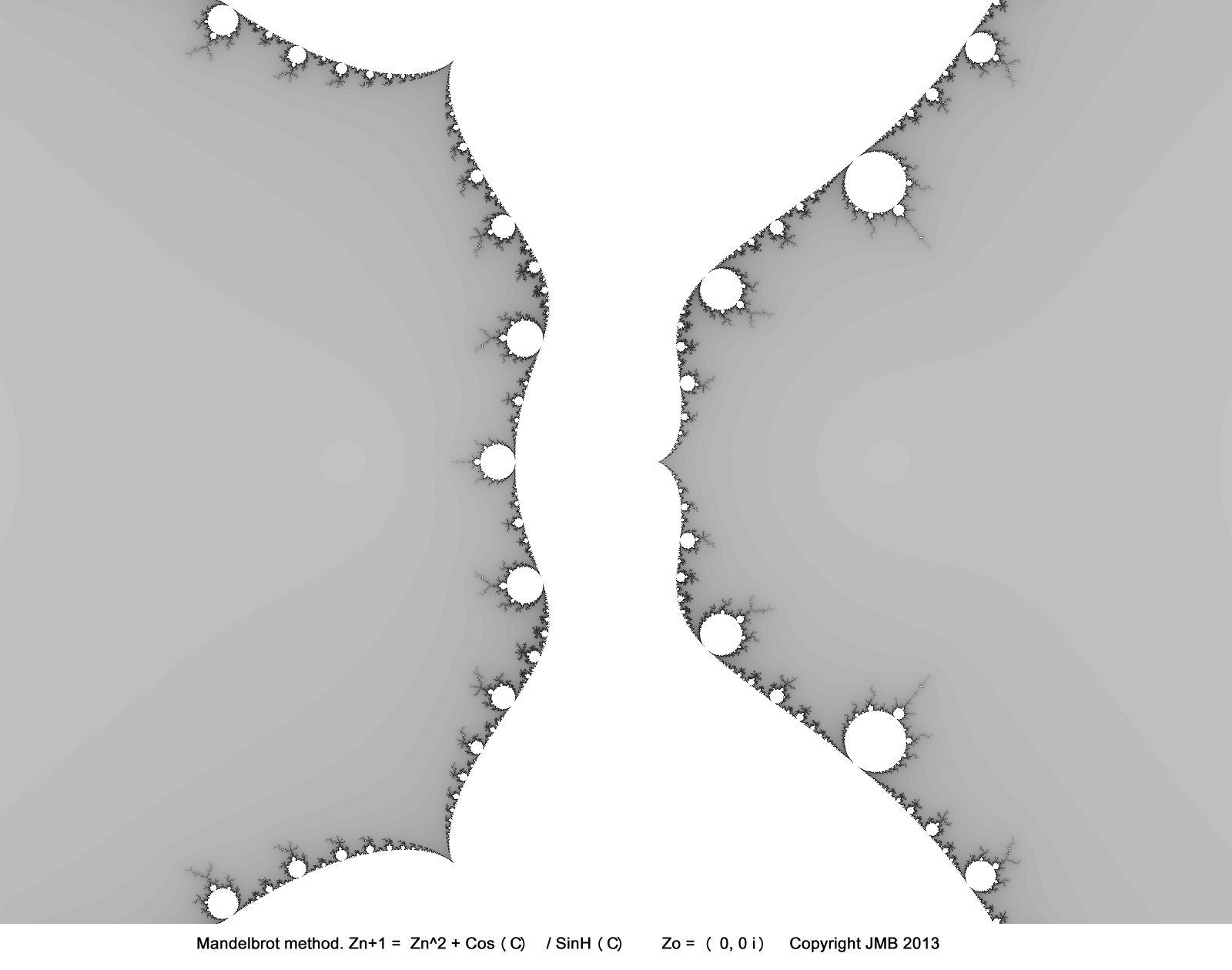
Z=Z^{2} + Cos(C)/SinH(C) Zo = (0,0i)
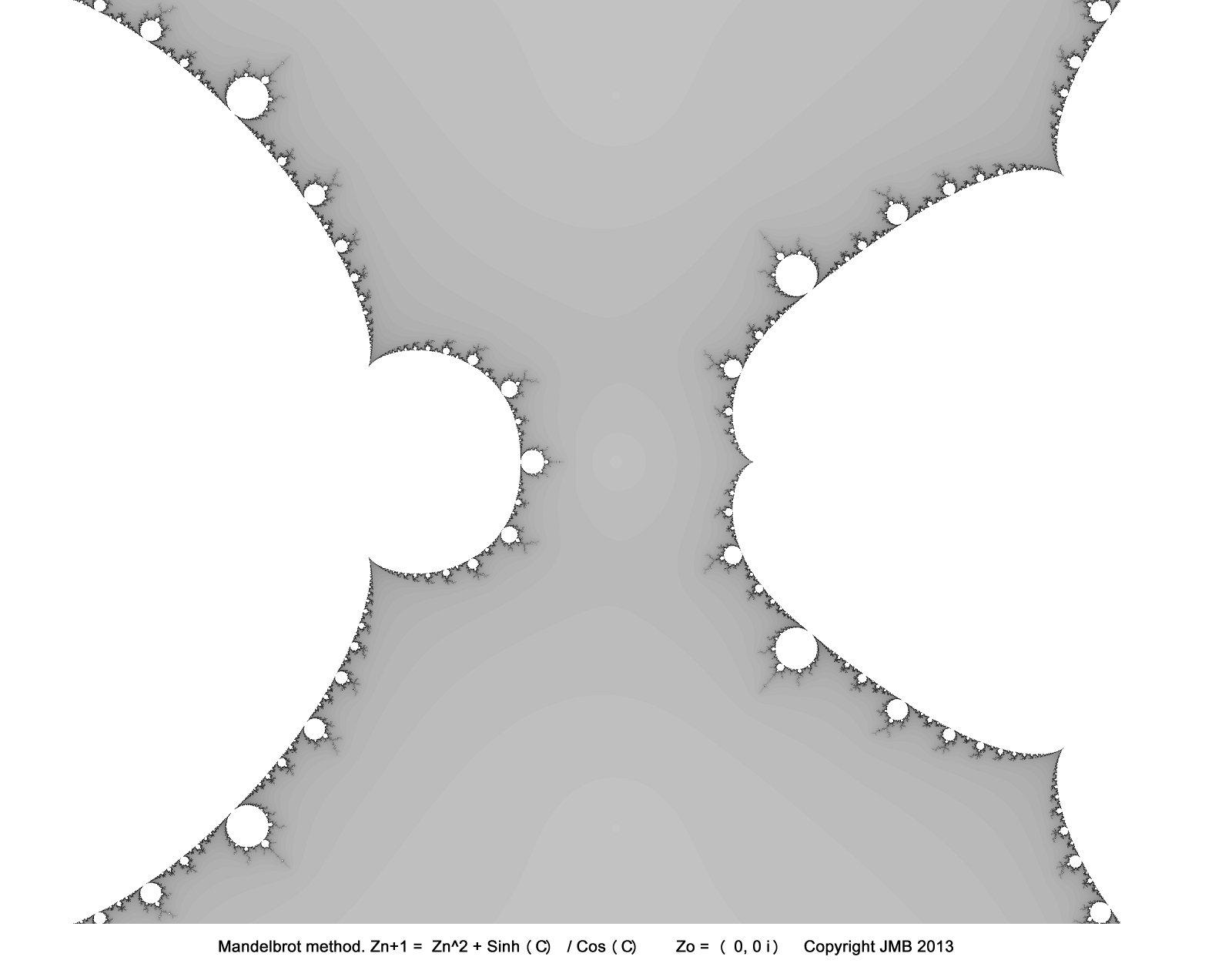
Z=Z^{2} + SinH(C)/Cos(C) Zo = (0,0i)

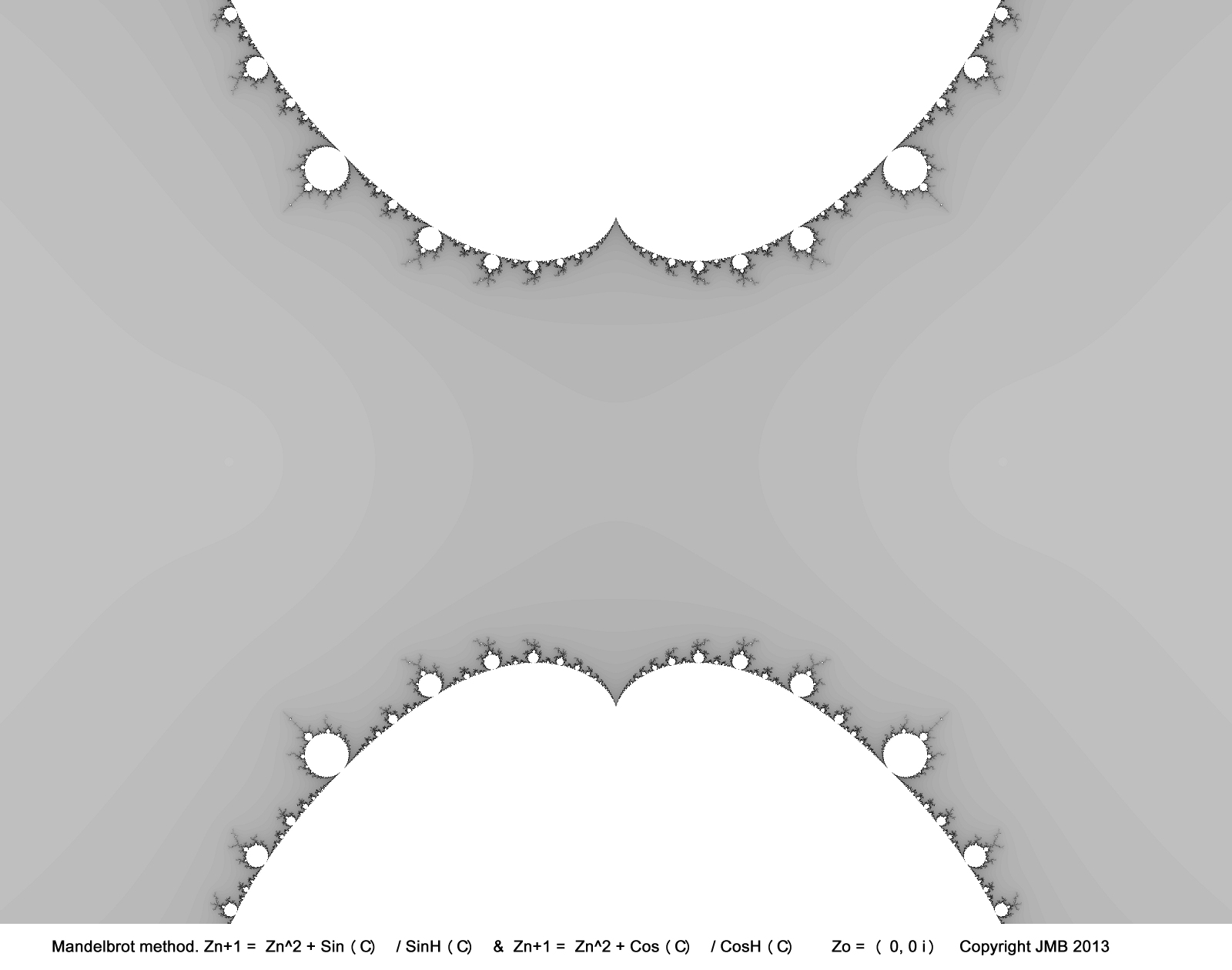
Z=Z^{2} + Sin(C)/SinH(C) Zo = (0,0i)
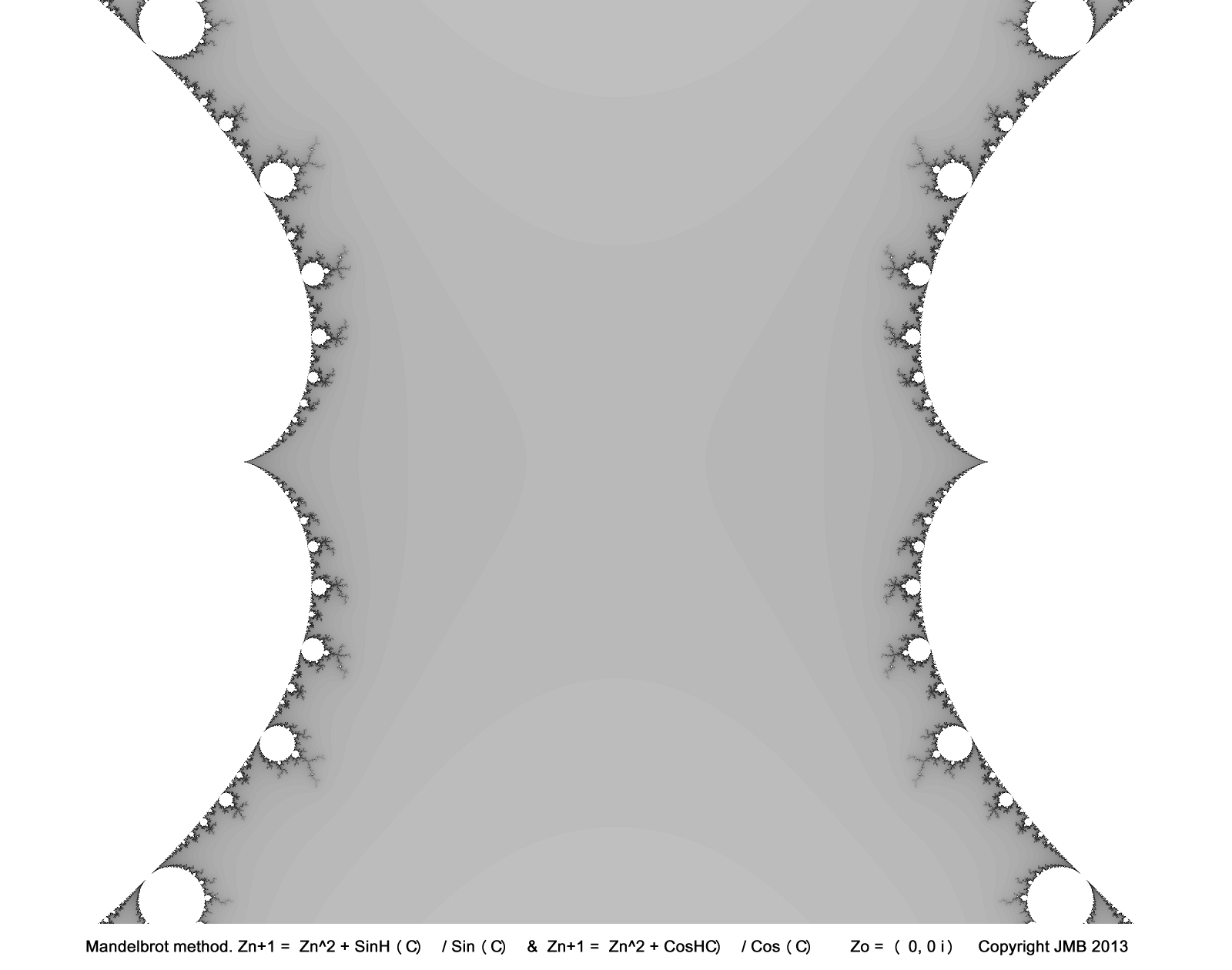
Z=Z^{2} + SinH(C)/Sin(C) Zo = (0,0i)
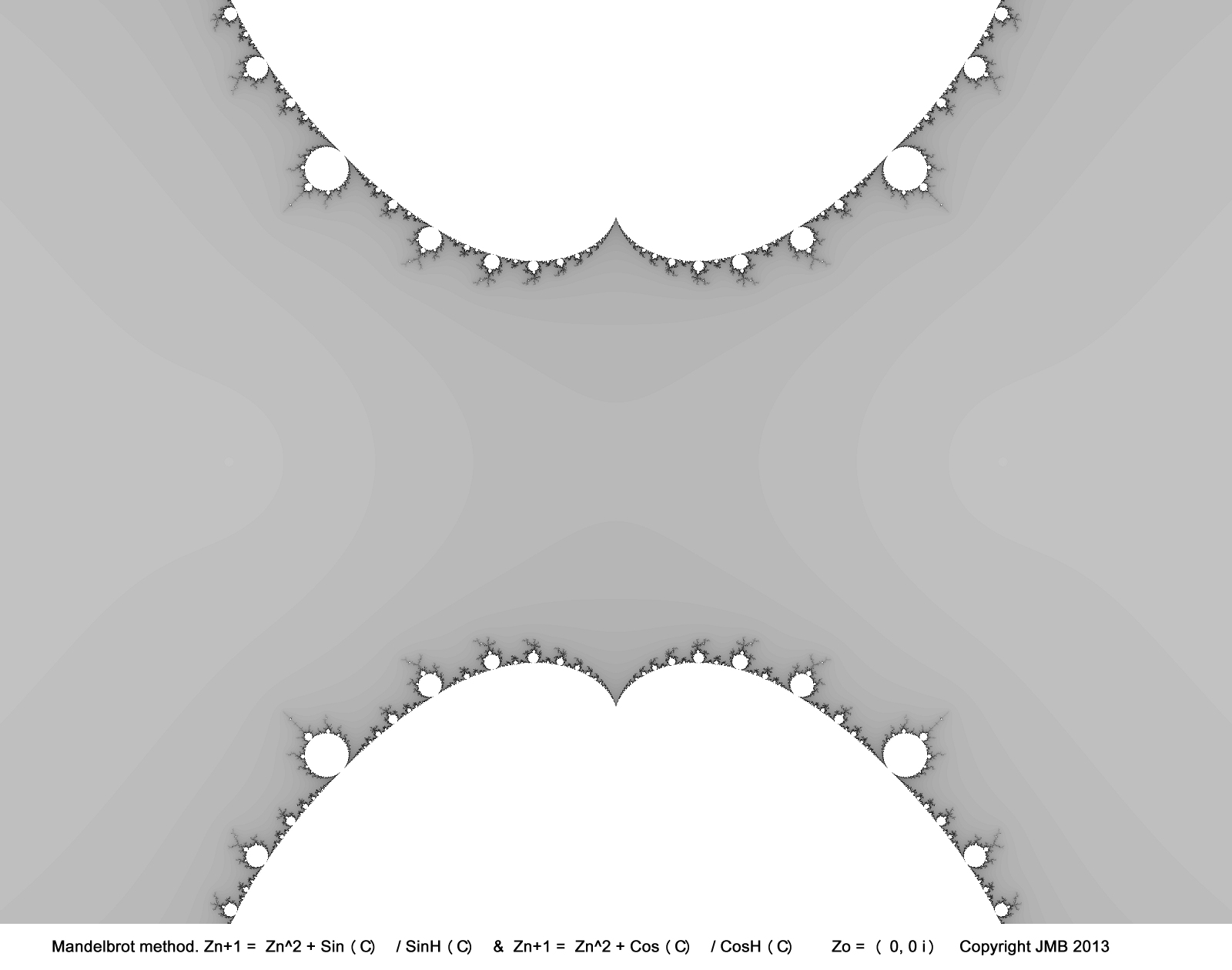
Z=Z^{2} + Cos(C)/CosH(C) Zo = (0,0i)
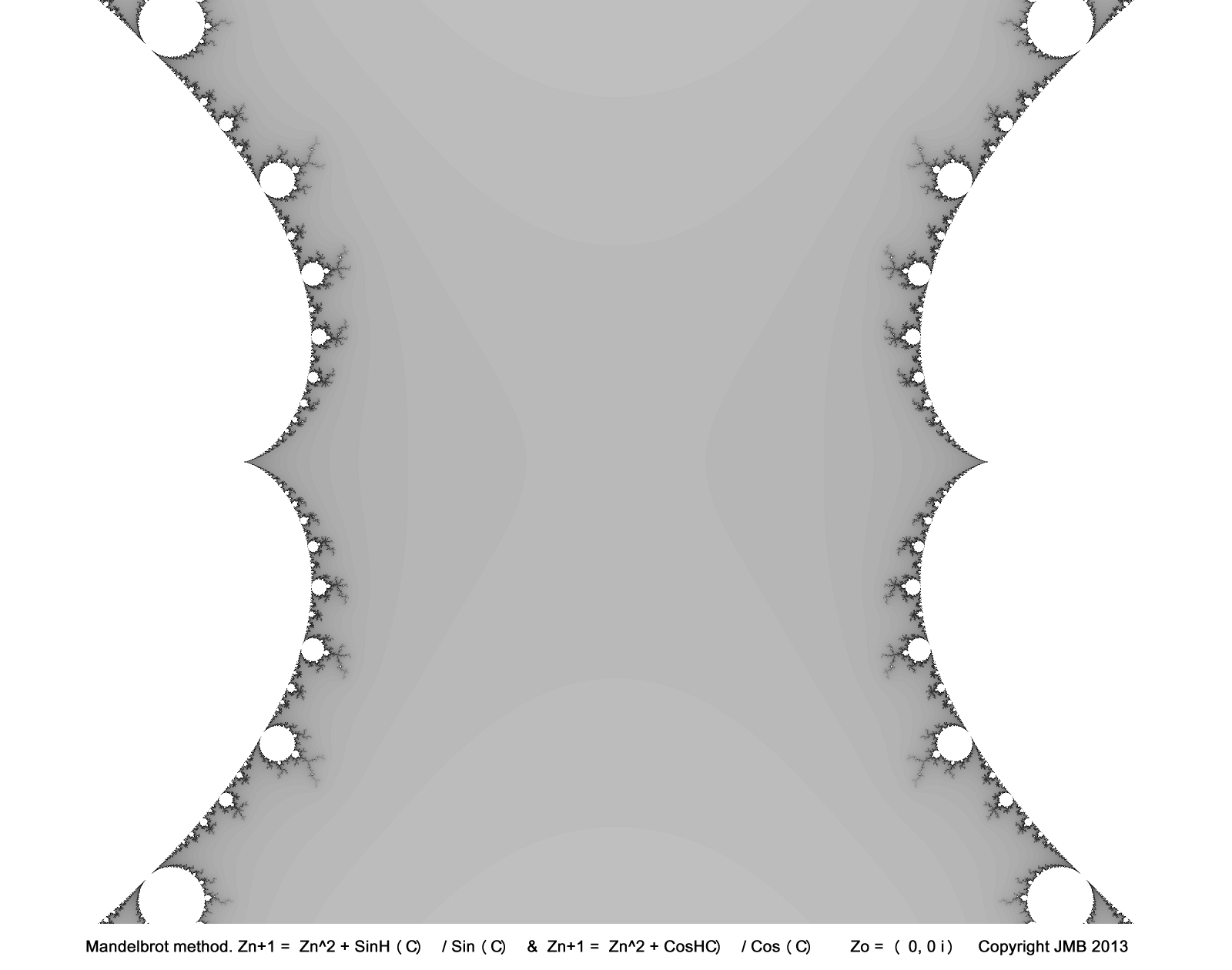
Z=Z^{2} + CosH(C)/Cos(C) Zo = (0,0i)

## Fractales por iteración de Exp(Z)
Esta función se descompone en una parte real y otra imaginaria:  Exp(Z) = [ Exp(x) * Cos(y), Exp(x) * Sin(y)i ] 

Puede ser utilizada como función iterativa o como función transformadora de C = (Cx,Cyi), o simultáneamente:

#### El caso de la función Z_{n+1} = Cos(Z_{n} * C ^{m})

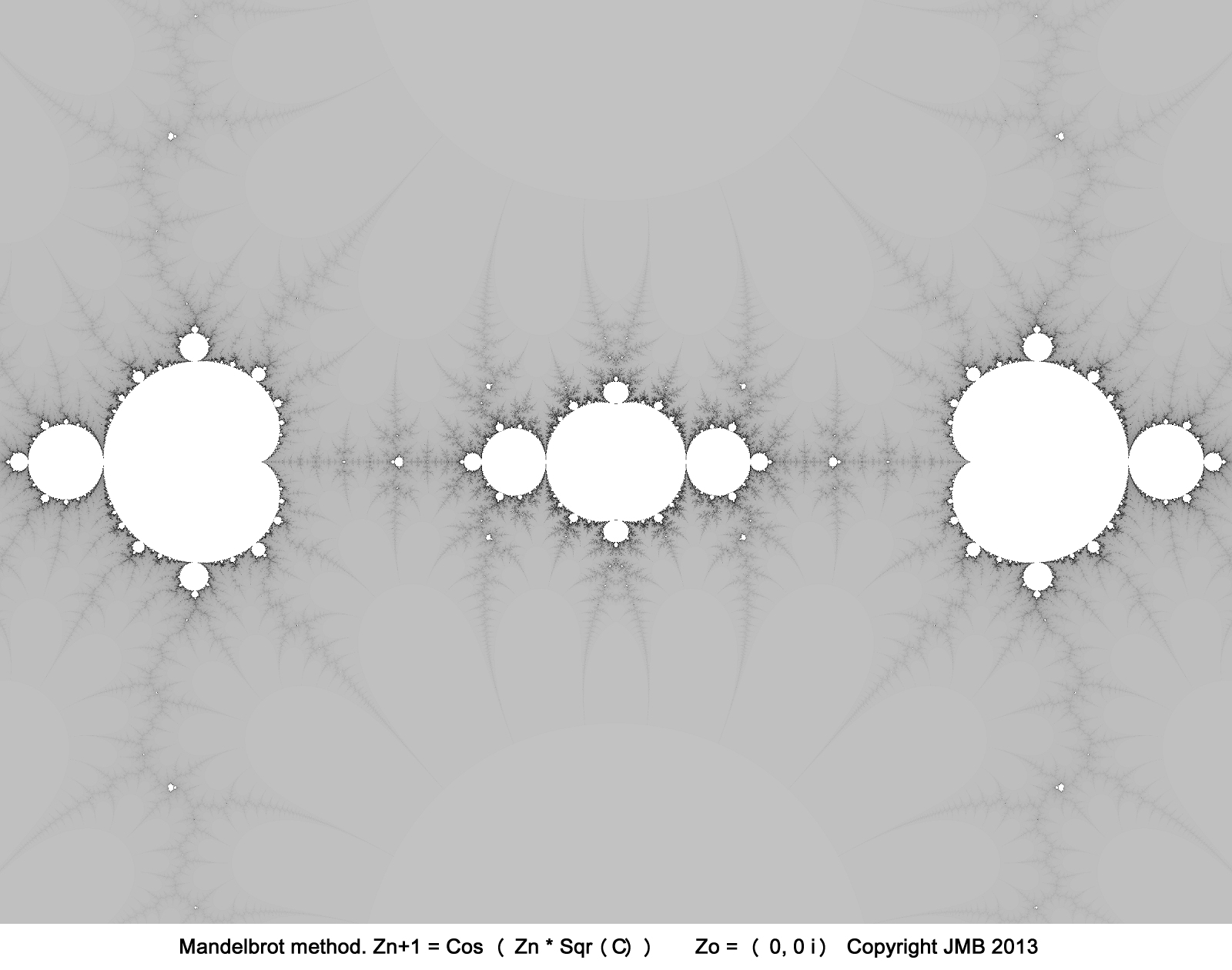
Z = Cos(Z*C^{0.5}) Zo = (0,0i)
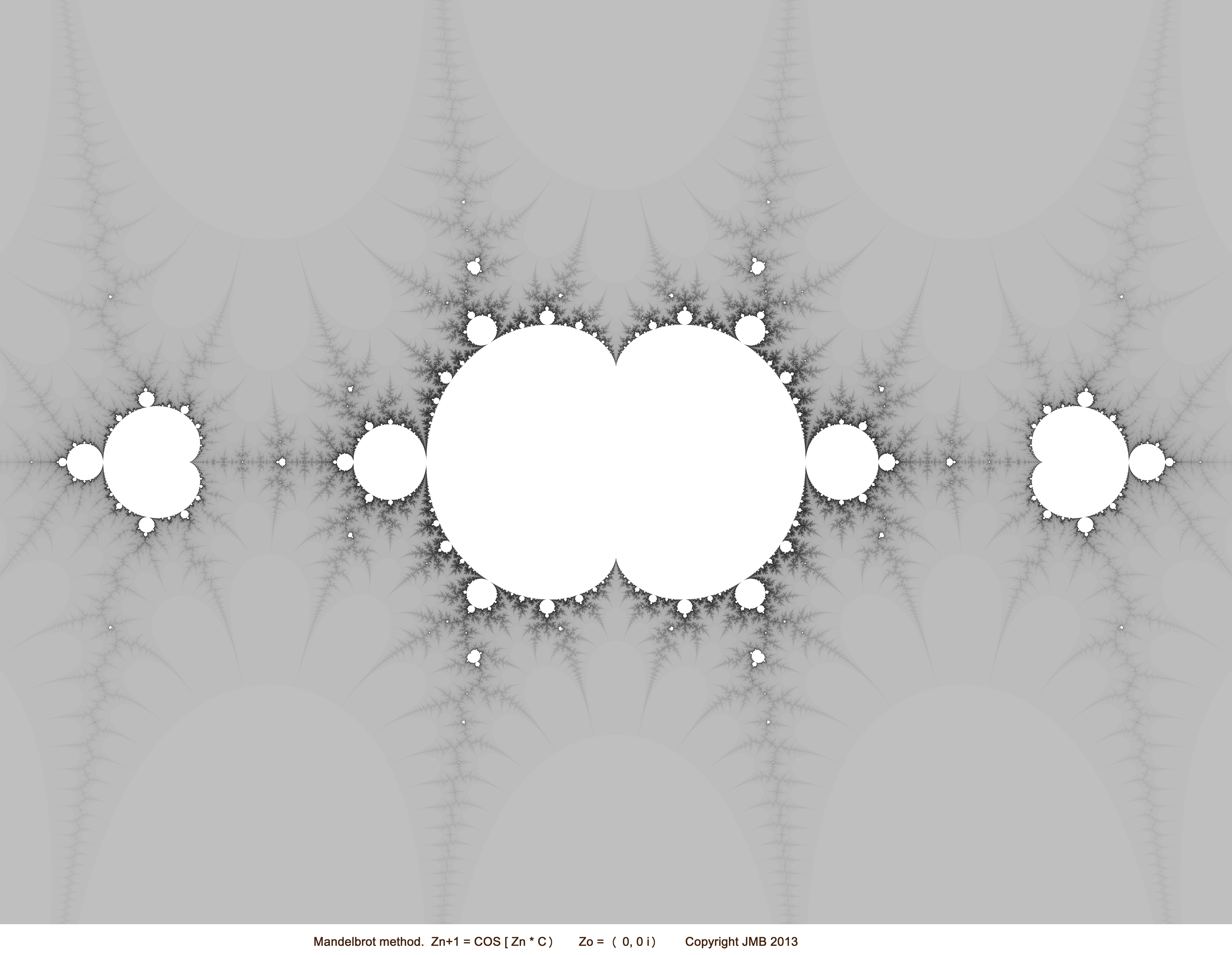
Z = Cos(Z*C) Zo = (0,0i)
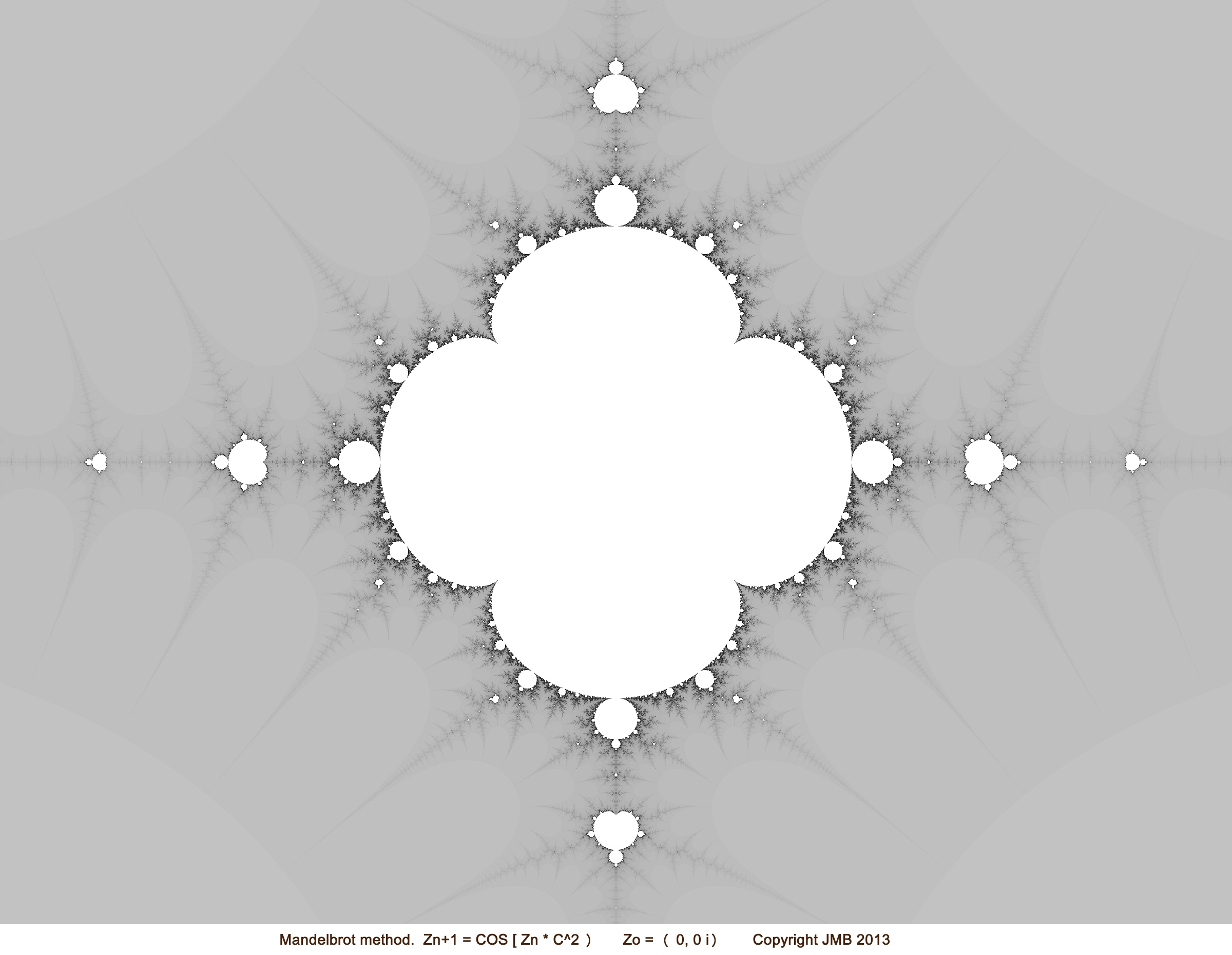
Z = Cos(Z*C^{2}) Zo = (0,0i)
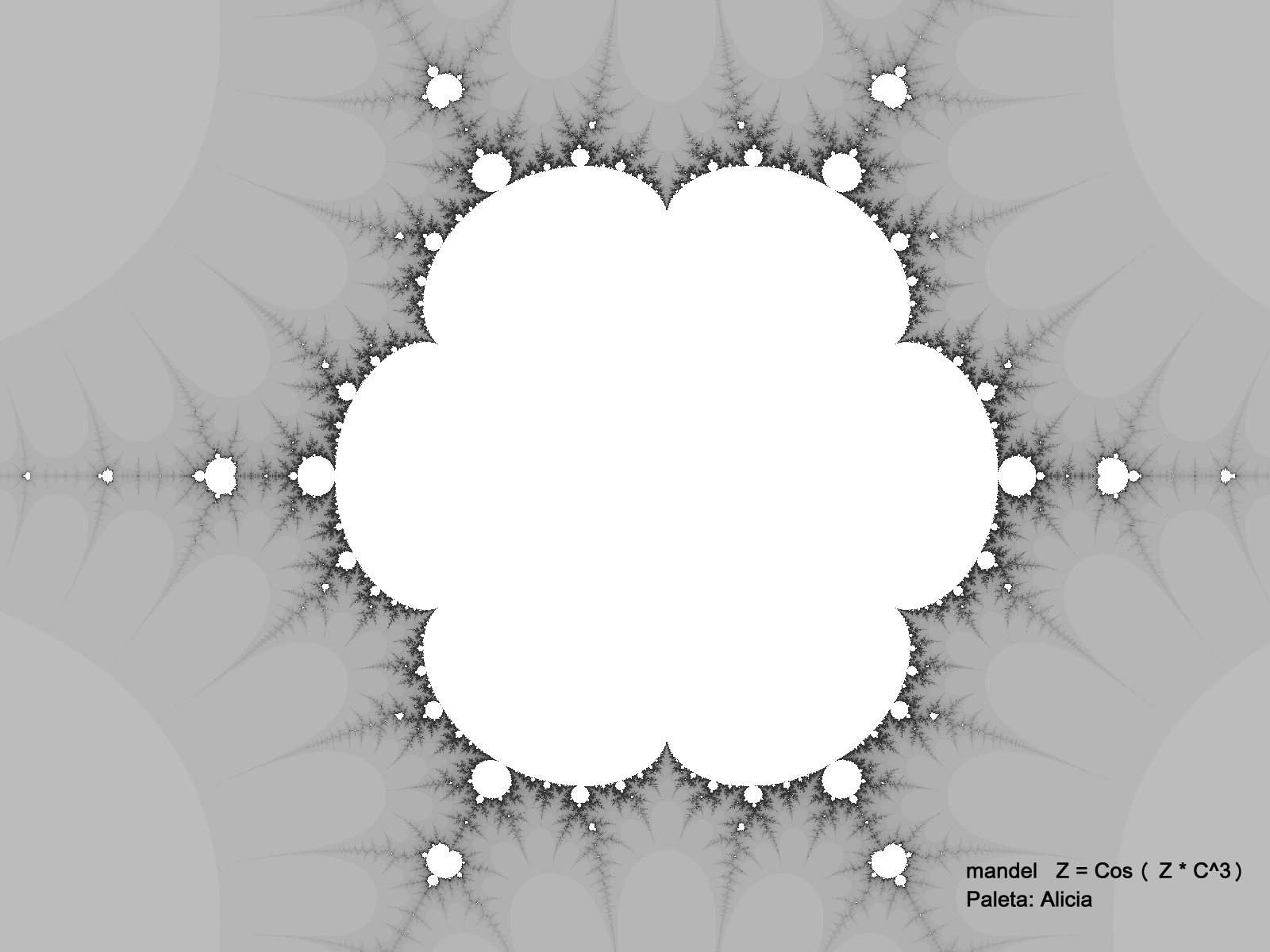
Z = Cos(Z*C^{3}) Zo = (0,0i)

#### El caso de la función Z_{n+1} = Cos(Z_{n}/C ^{m})

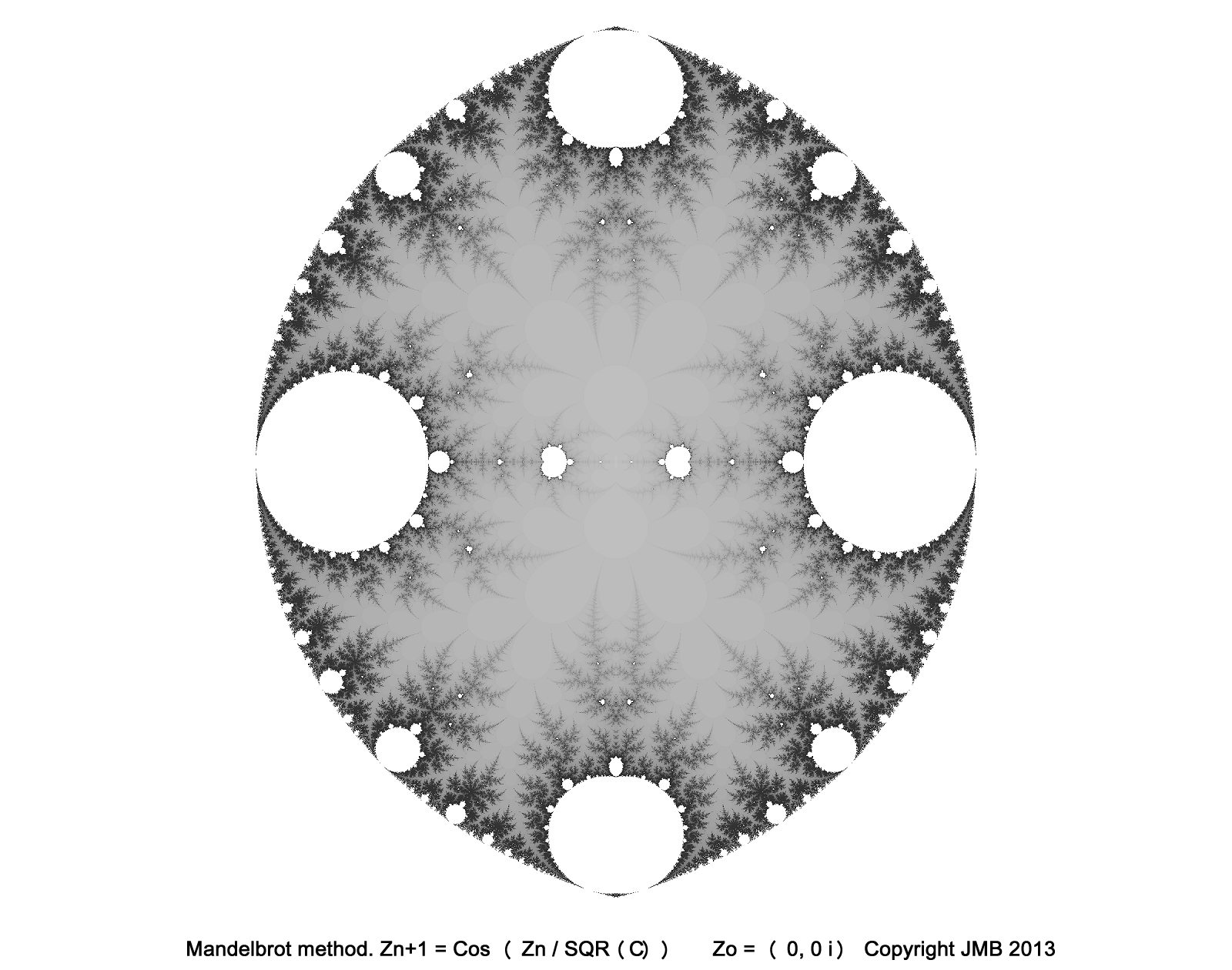
Z = Cos(Z/C^{0.5}) Zo = (0,0i)
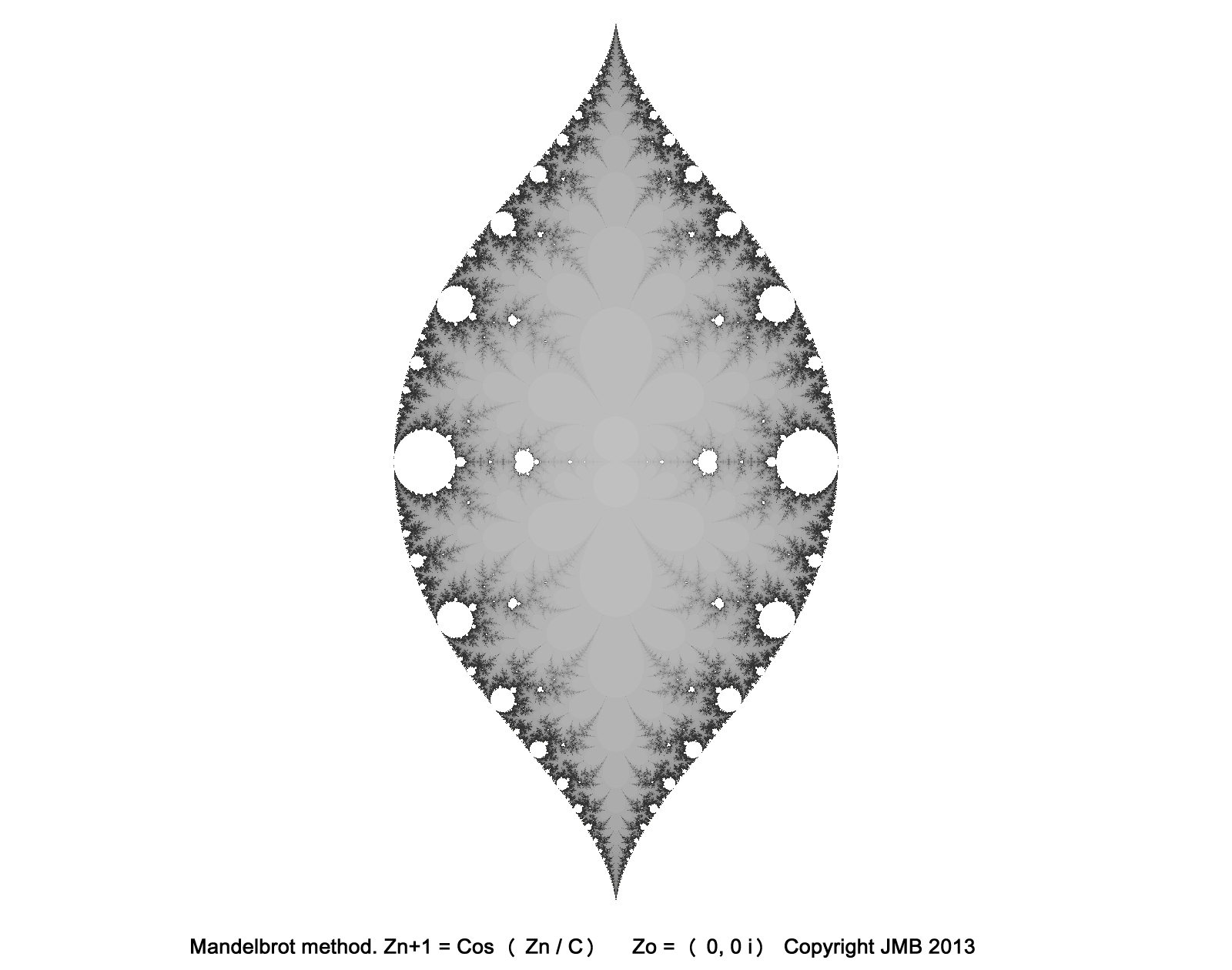
Z = Cos(Z/C) Zo = (0,0i)
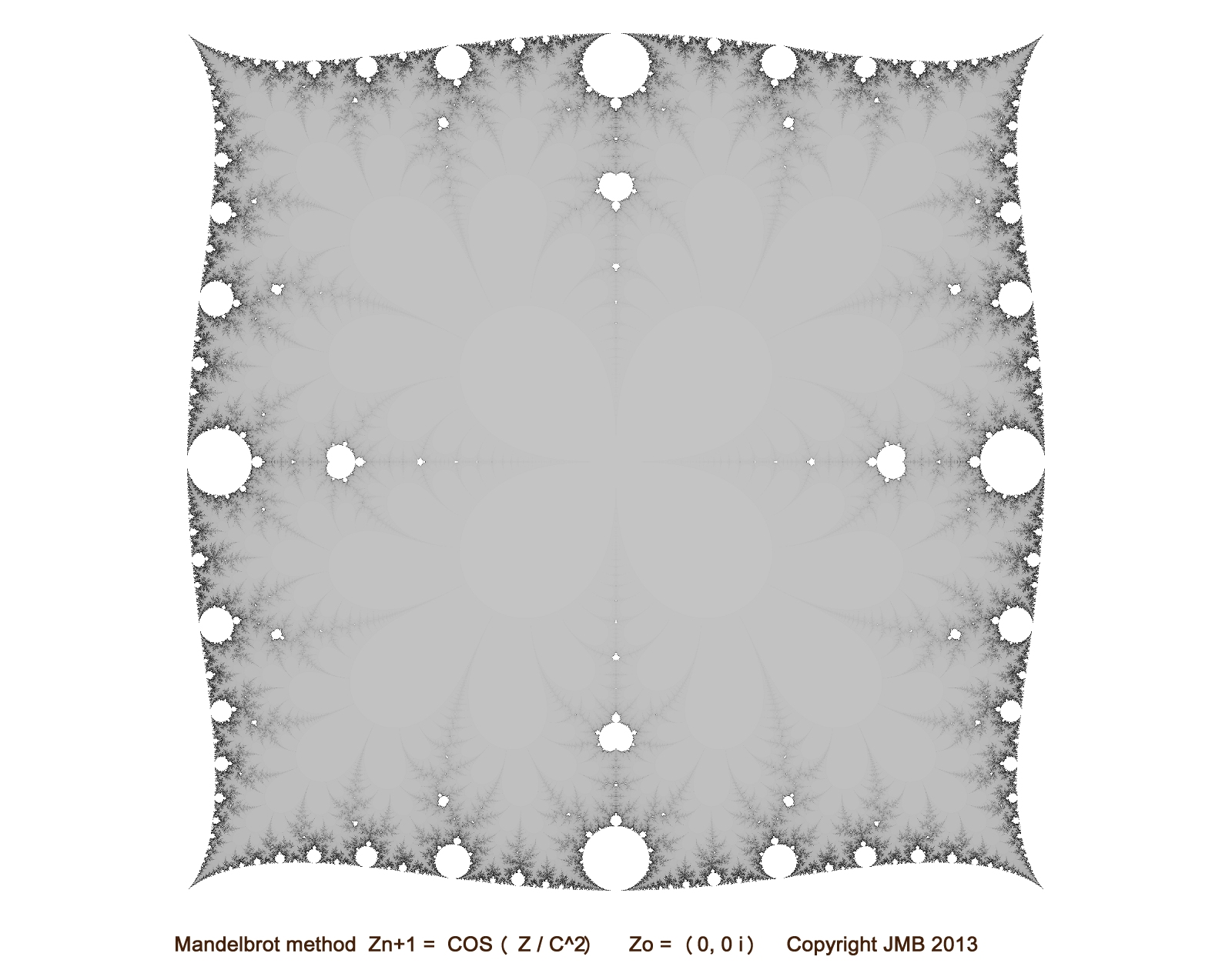
Z = Cos(Z/C^{2}) Zo = (0,0i)
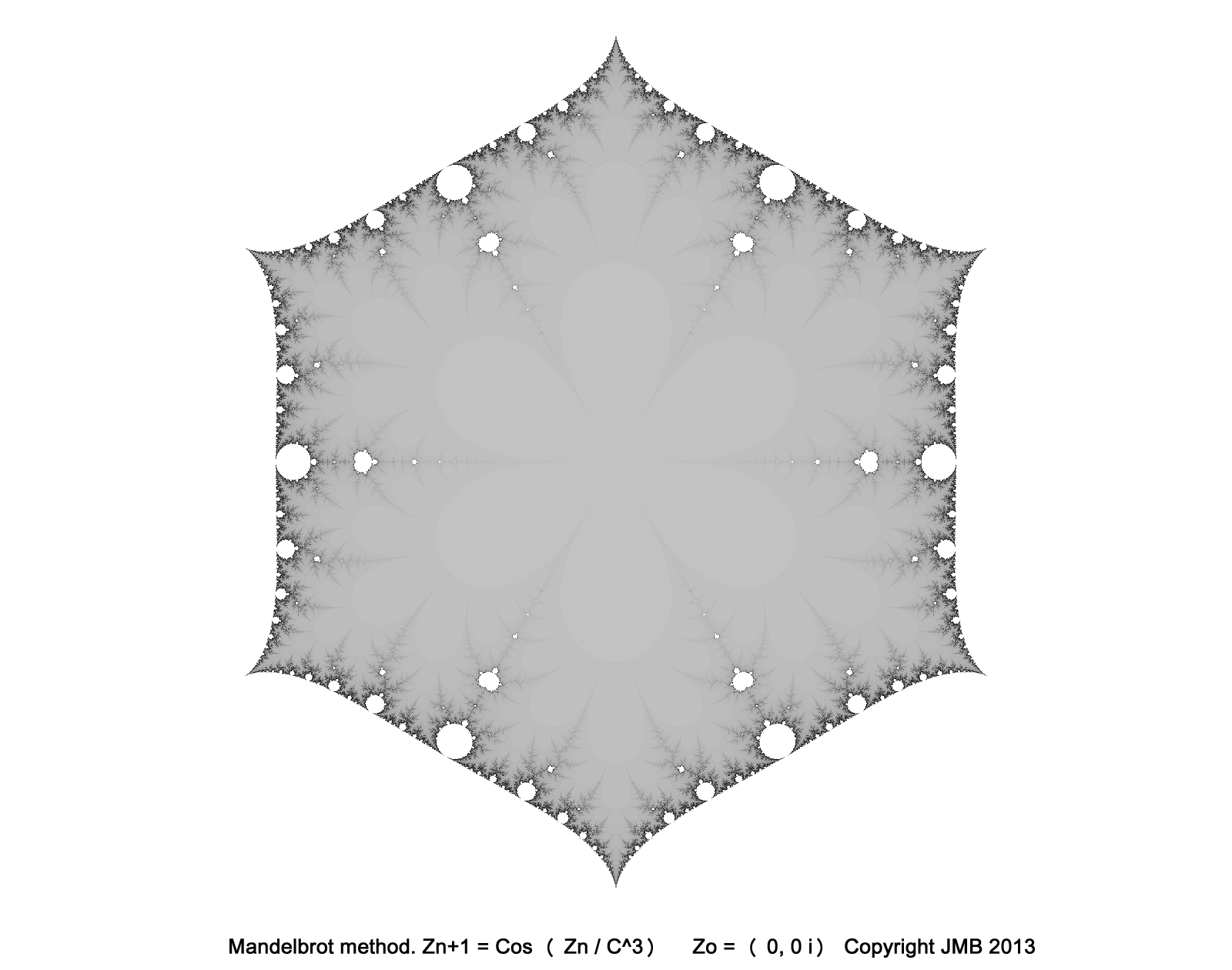
Z = Cos(Z/C^{3}) Zo = (0,0i)
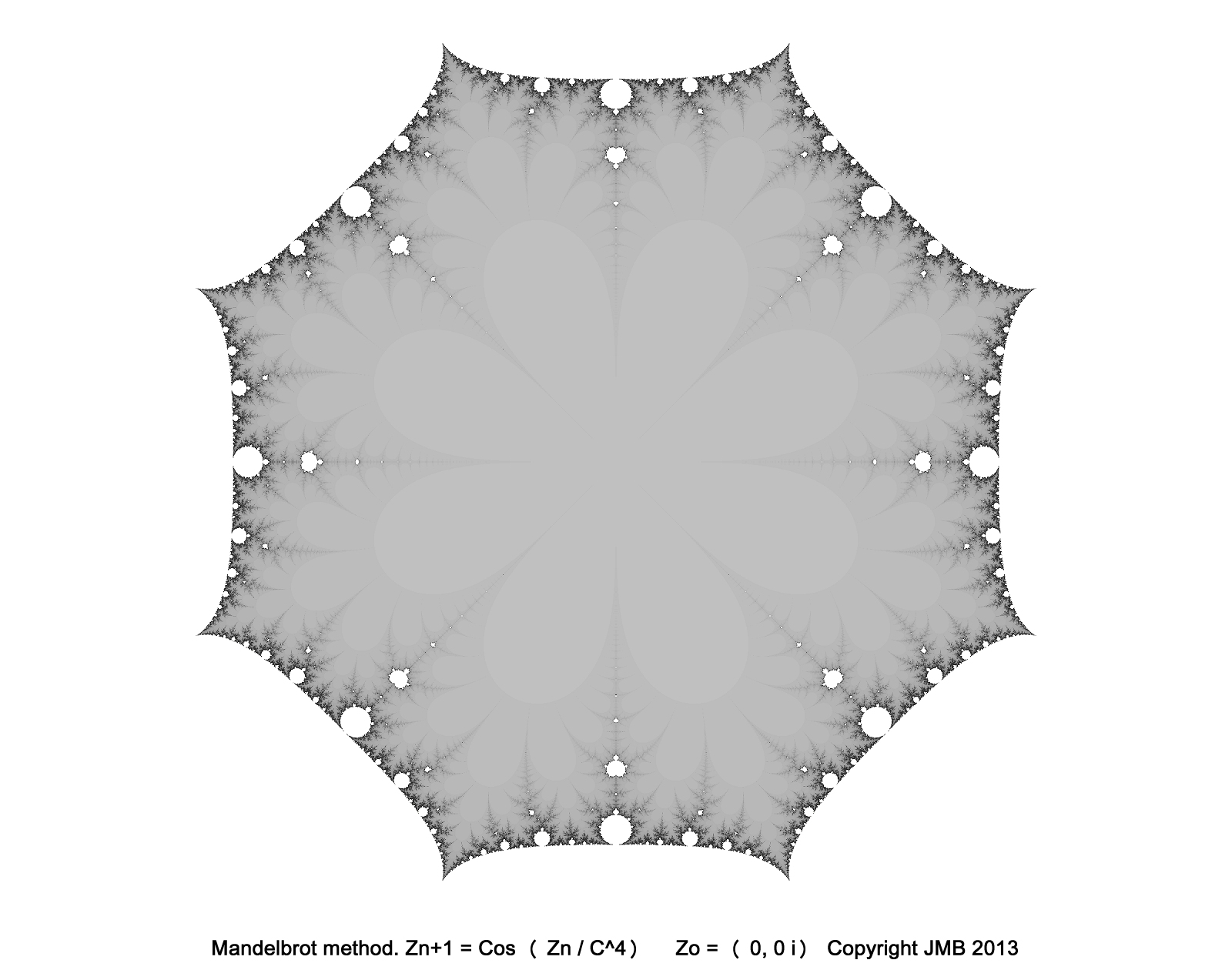
Z = Cos(Z/C^{4}) Zo = (0,0i)

### Como función iterativa

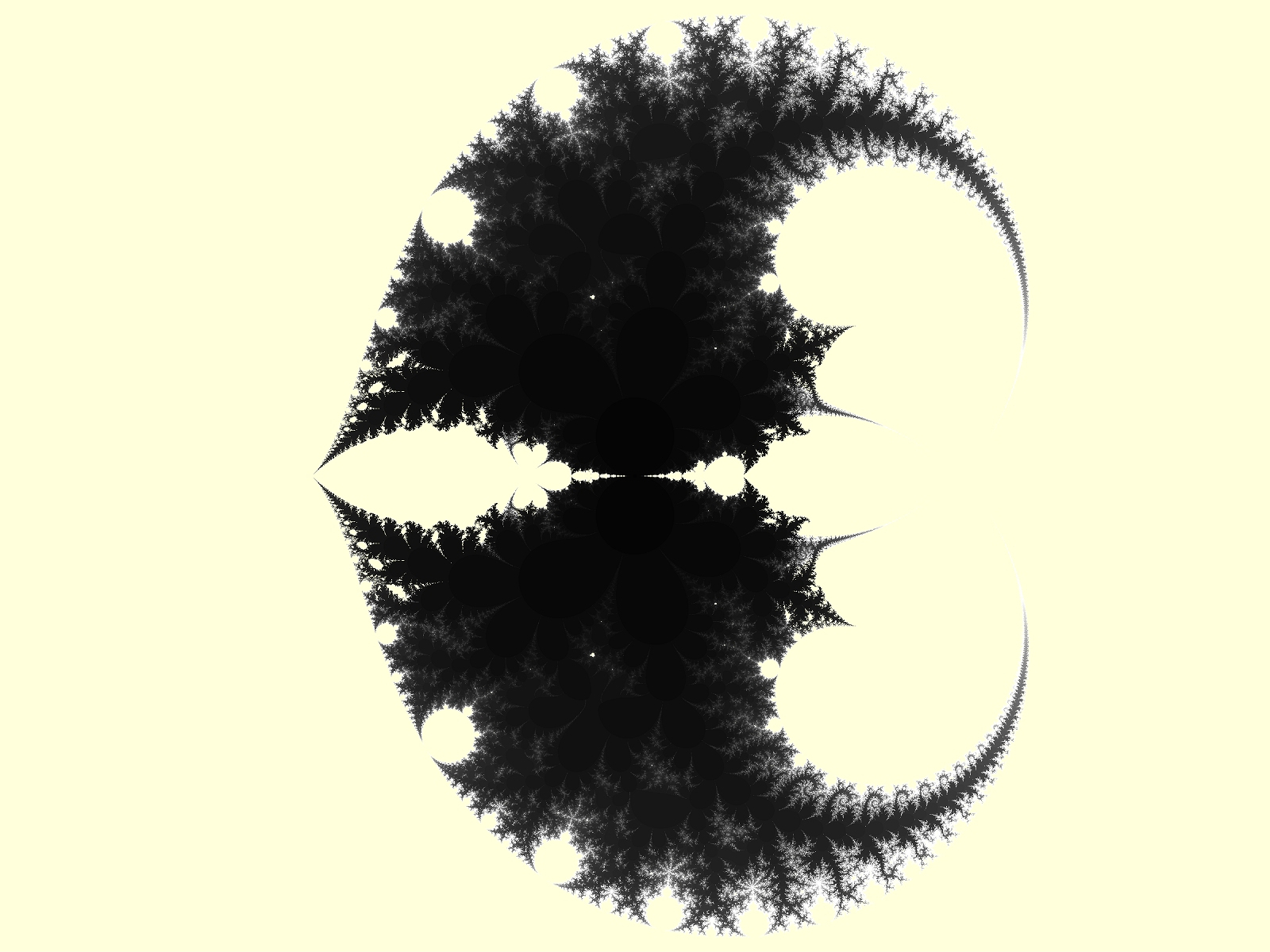
Z = Cos(Z)+ 1/C Zo = (0,0i)
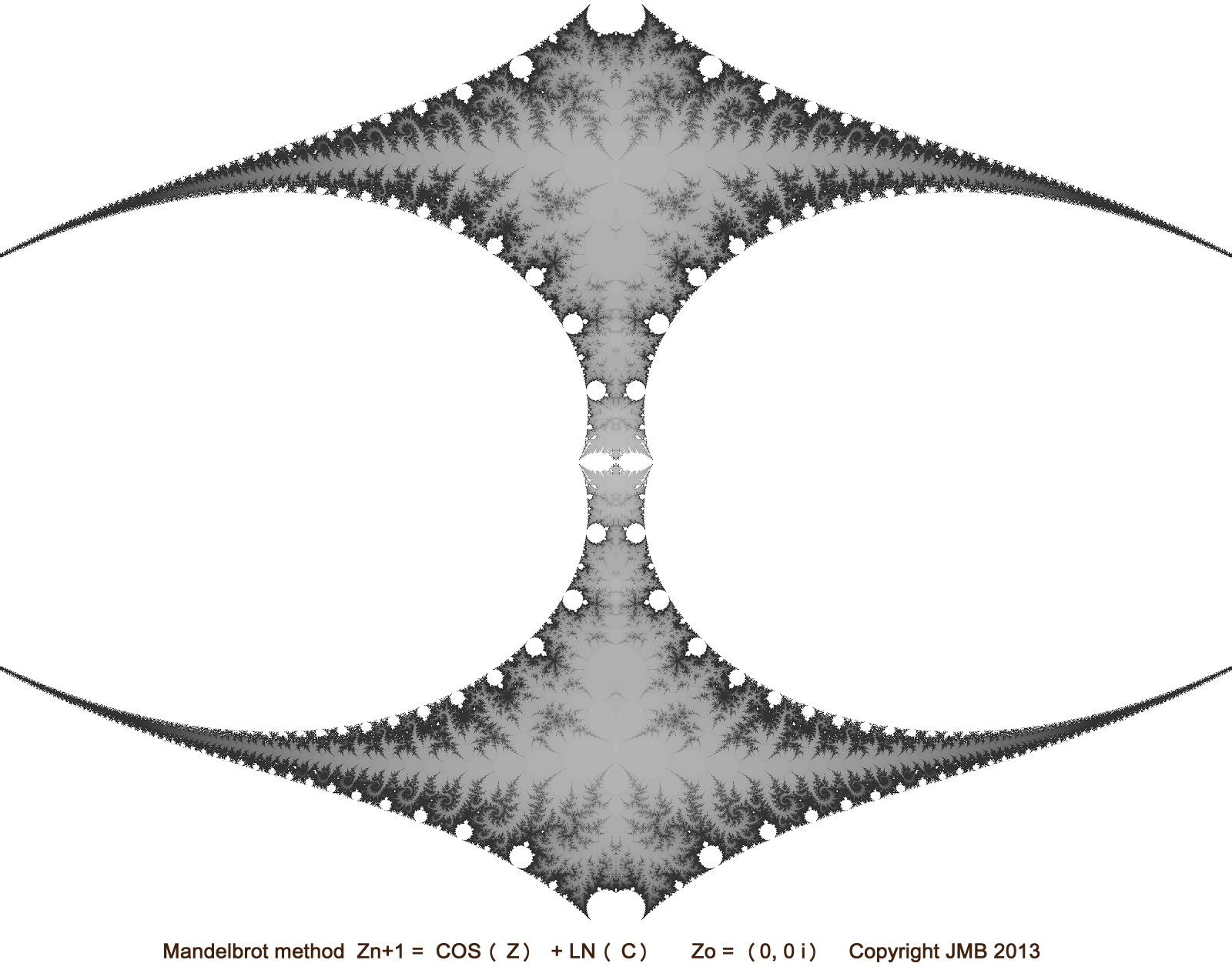
Z = Cos(Z)+ LN(C) Zo = (0,0i)
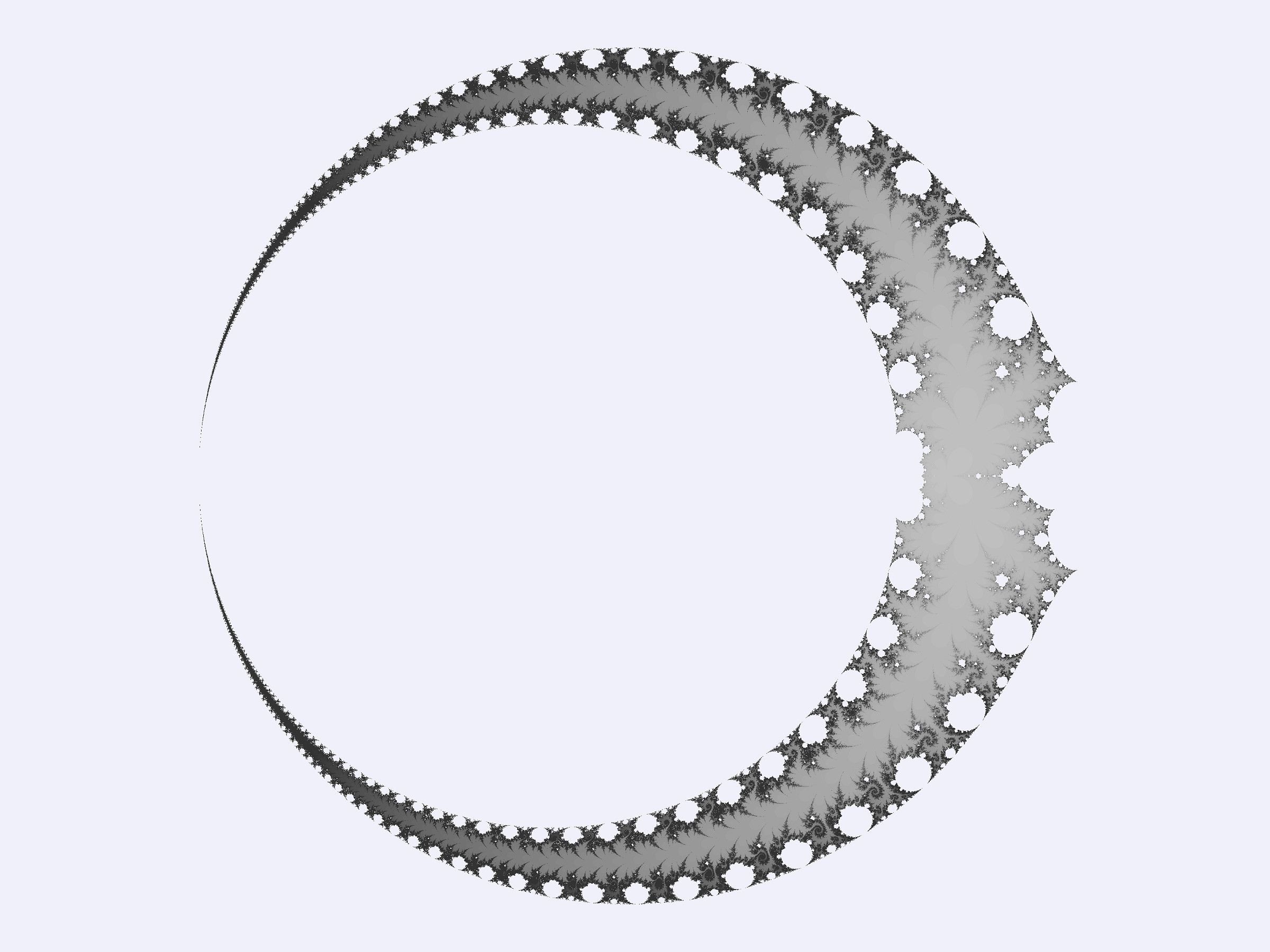
Z = Cos(Z^{3})+ 1/C Zo = (0.2,0.3i)

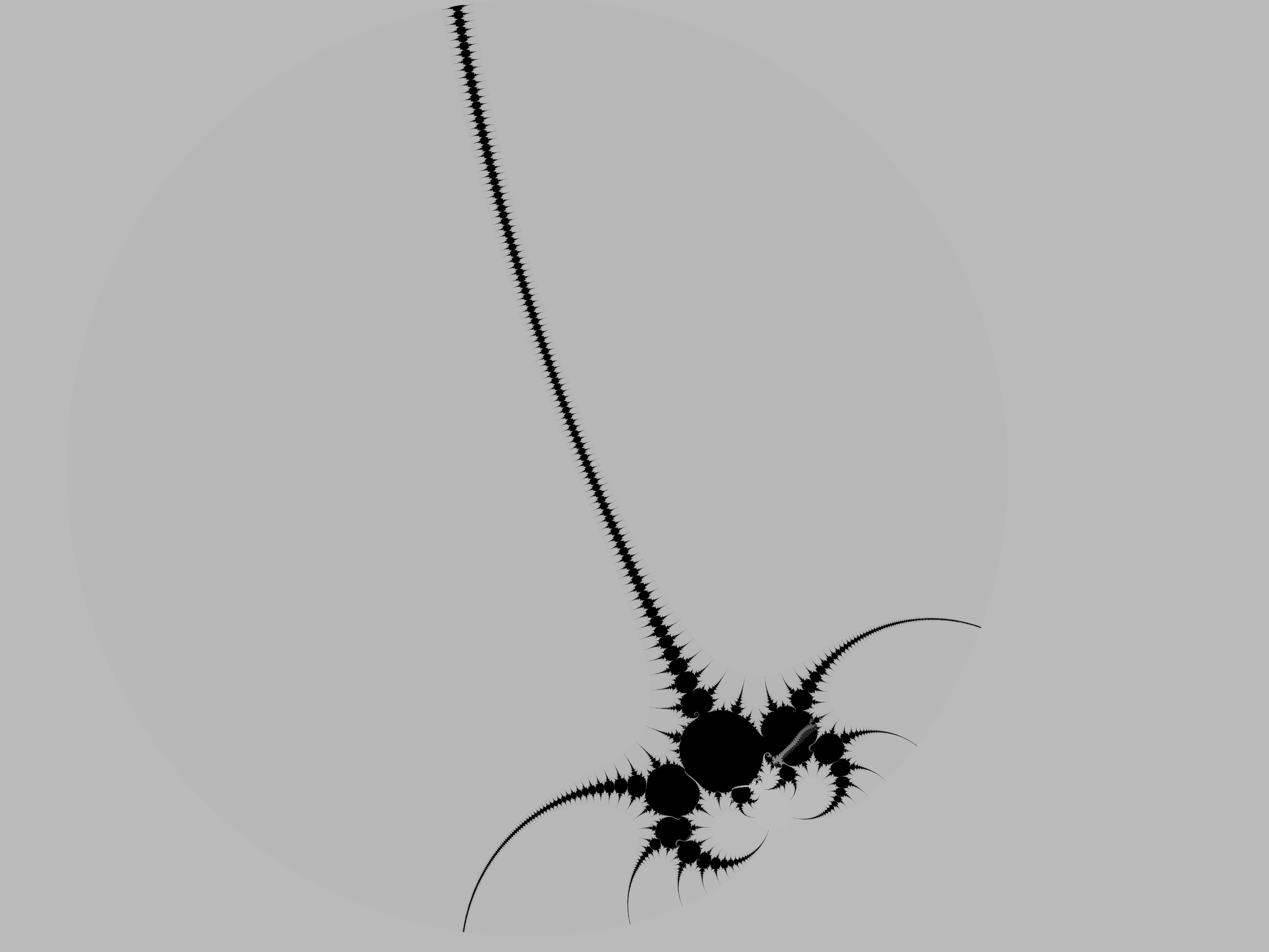
Z = SinH(Z) + 1/C Zo = (0.91, -0.08i)
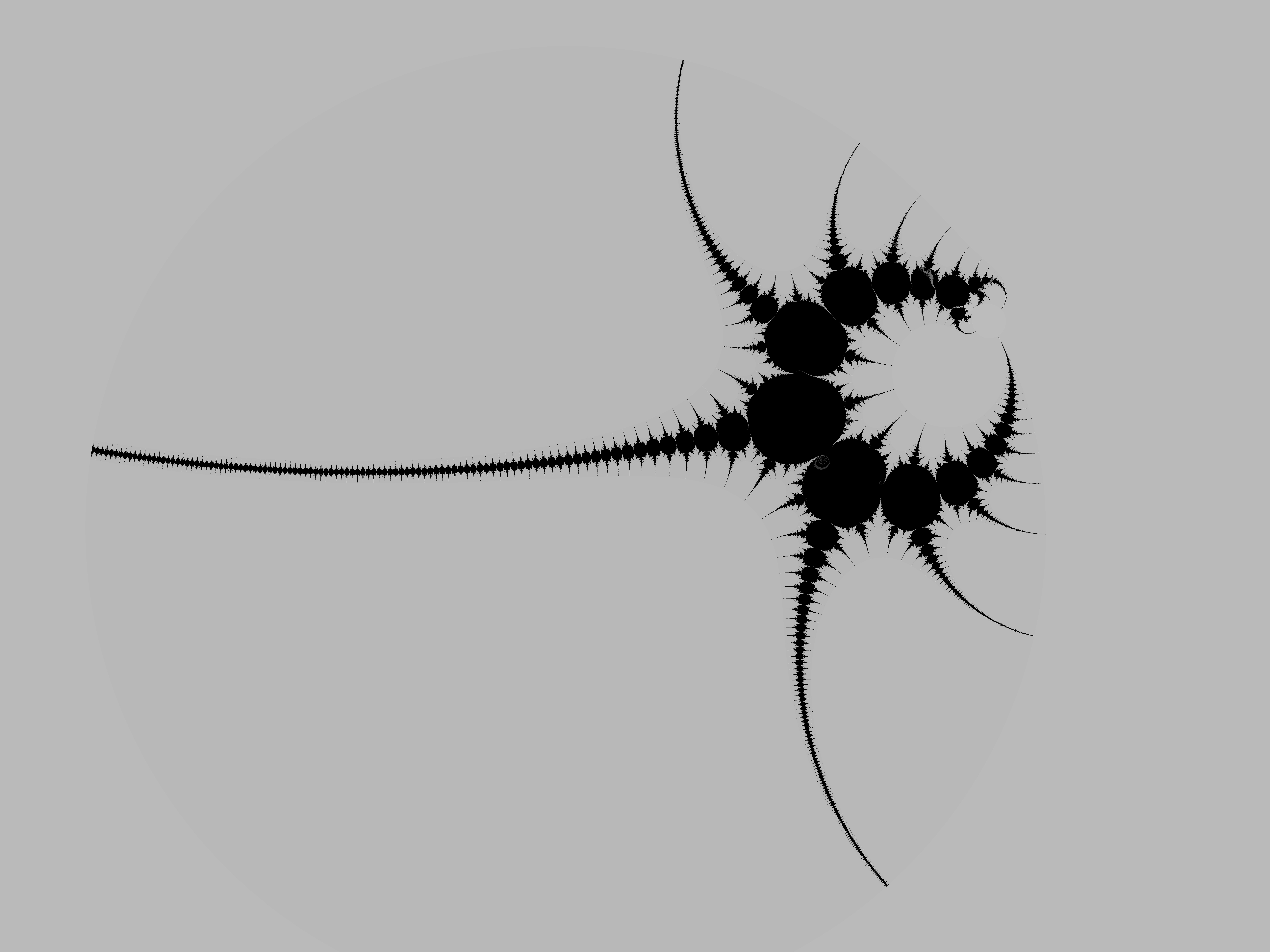
Z = SinH(Z) + 1/C Zo = (0.90, -0.05i)
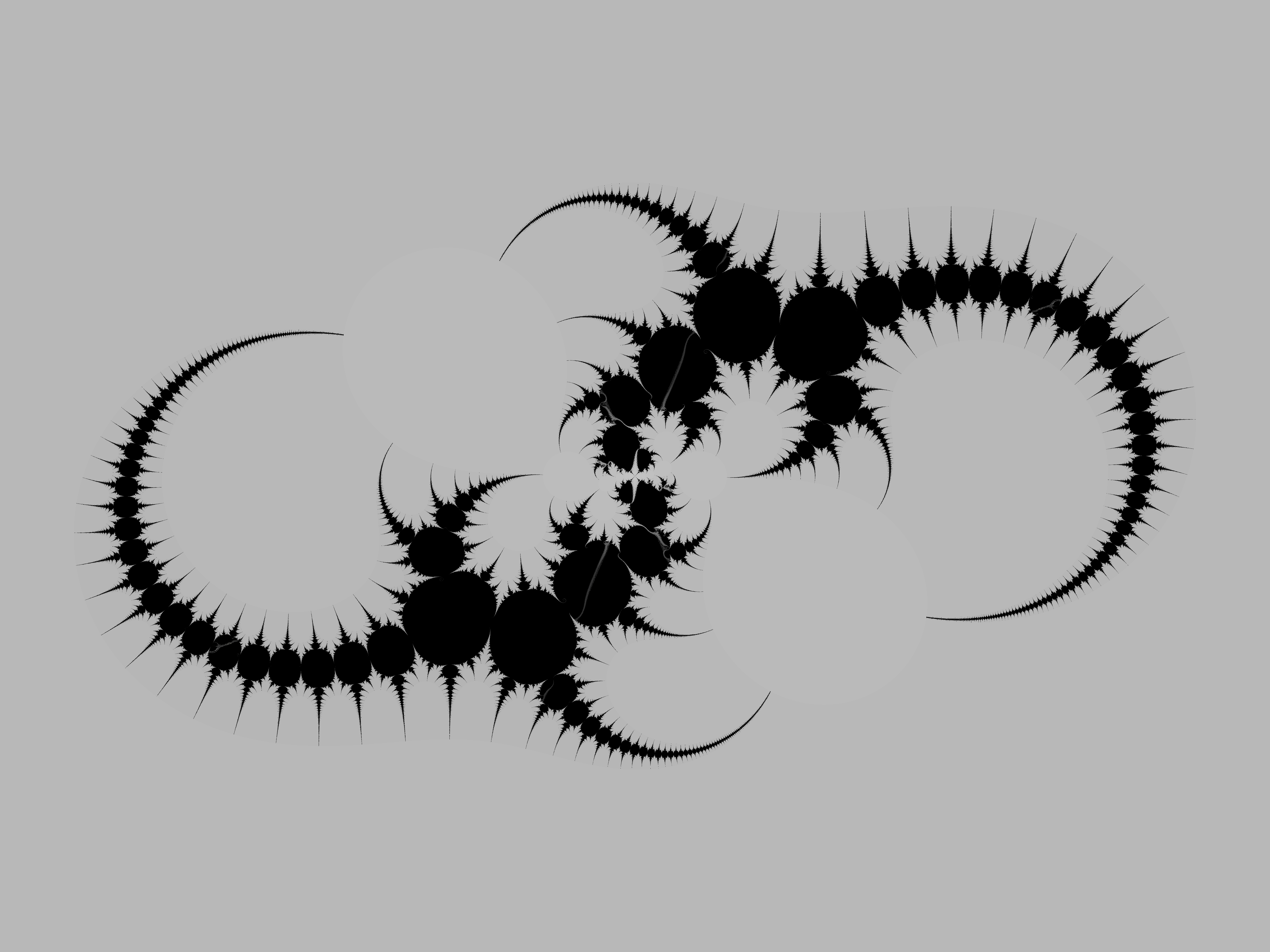
Z = SinH(Z) + 1/C^{2} Zo = (1, 0.1i)
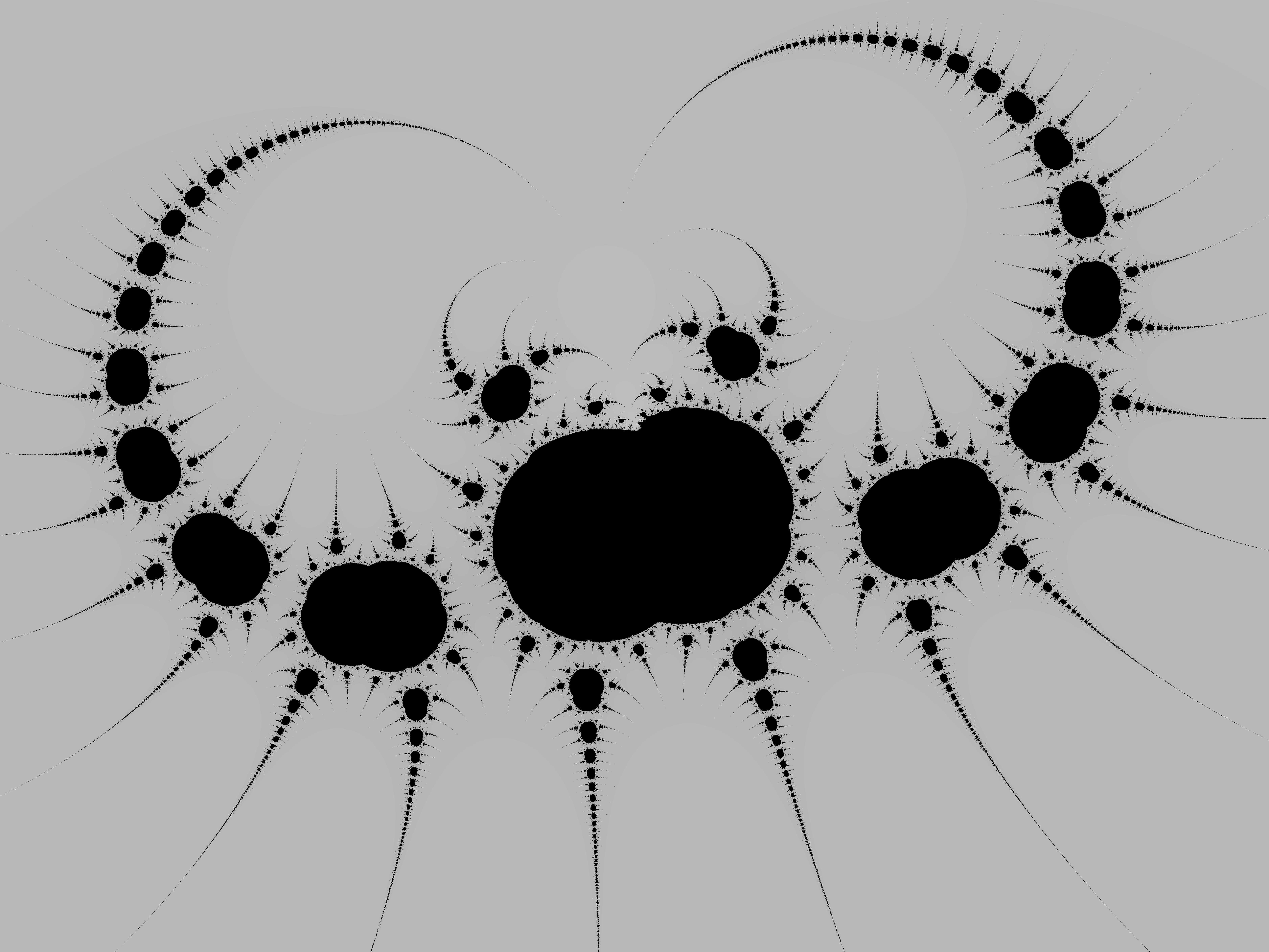
Z = SinH(Z^{2}) + 1/C Zo = (1, -1i)

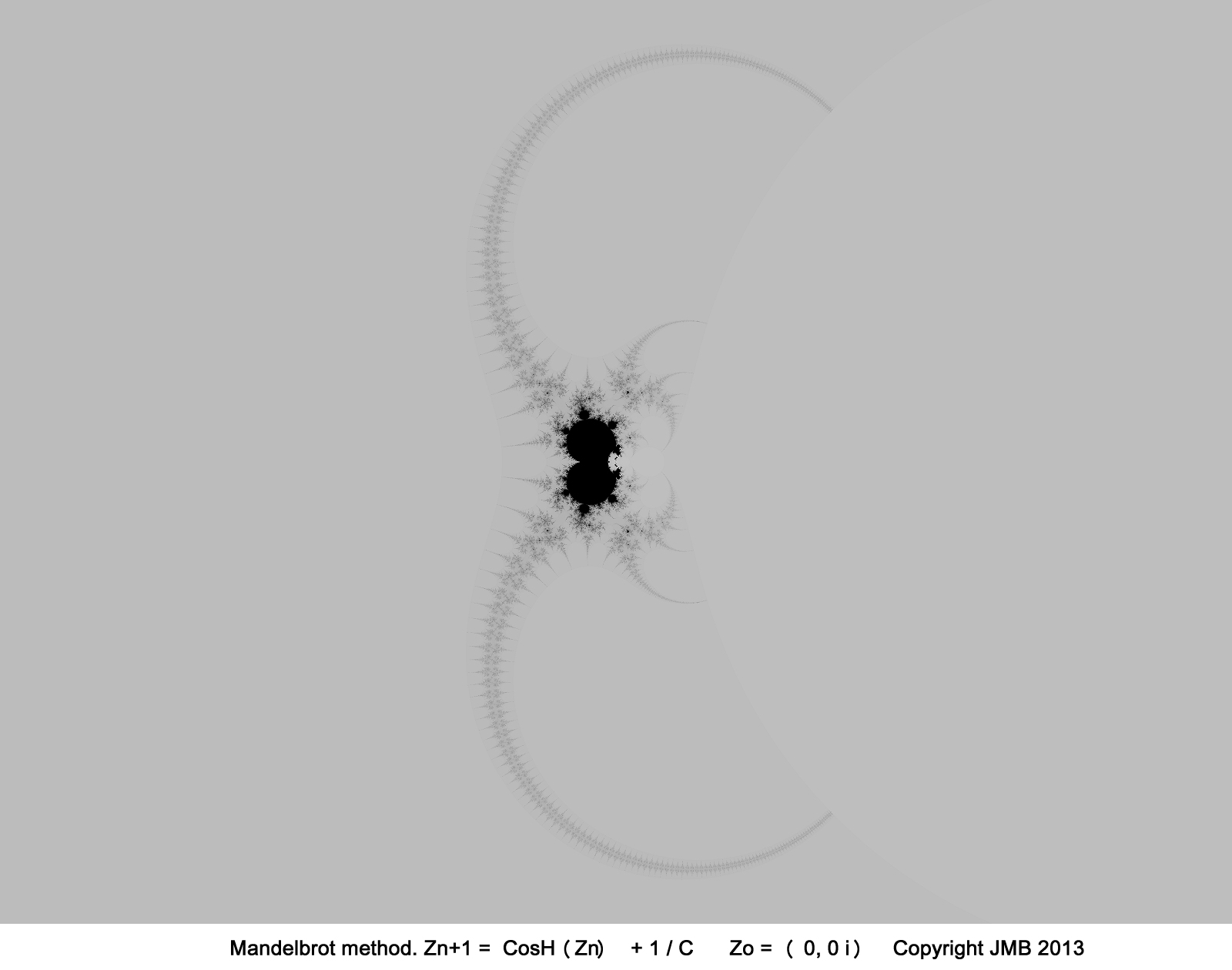
Z = CosH(Z) + 1/C Zo = (0,0i)
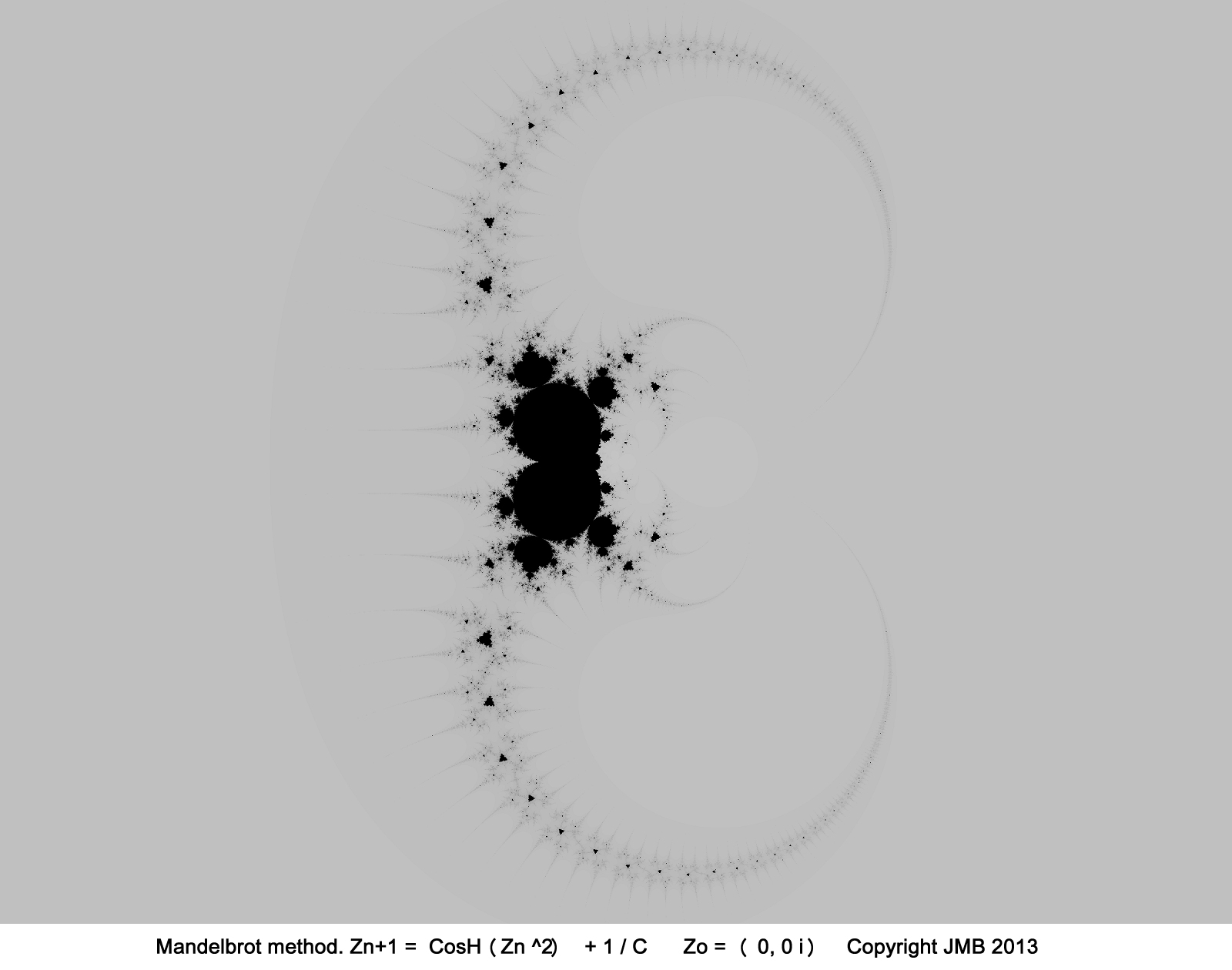
Z = CosH(Z^{2}) + 1/C Zo = (0,0i)
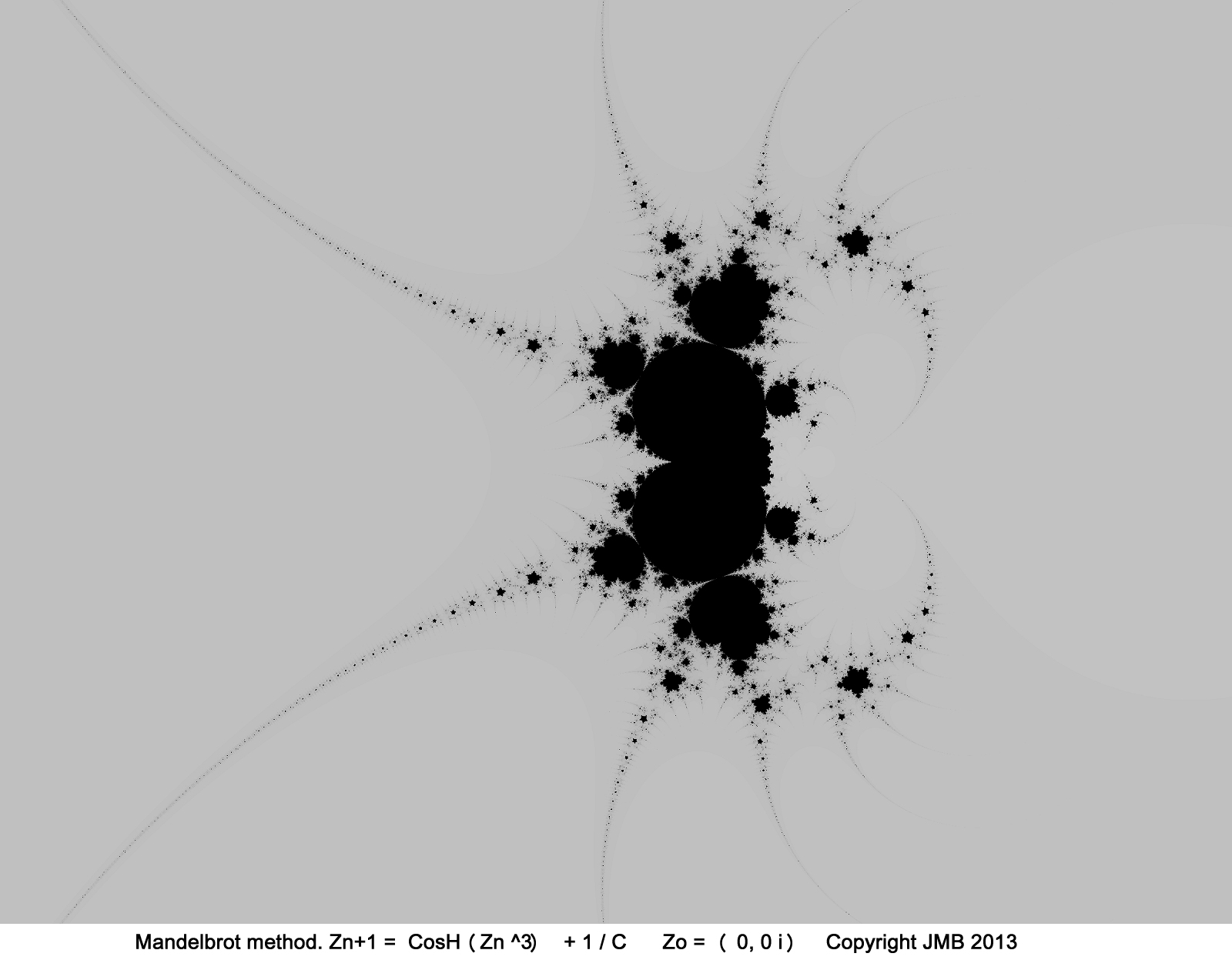
Z = CosH(Z^{3}) + 1/C Zo = (0,0i)
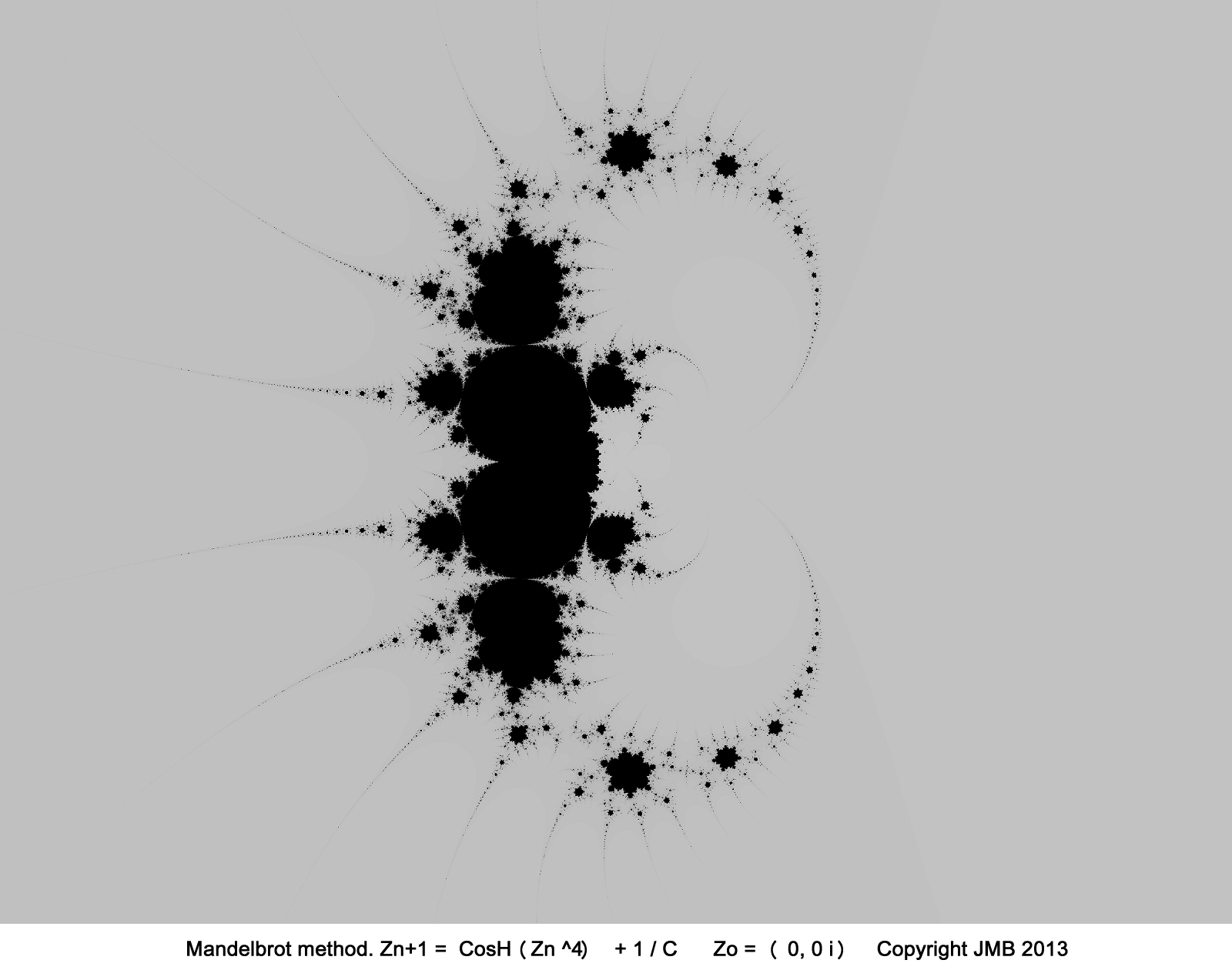
Z = CosH(Z^{4}) + 1/C Zo = (0,0i)
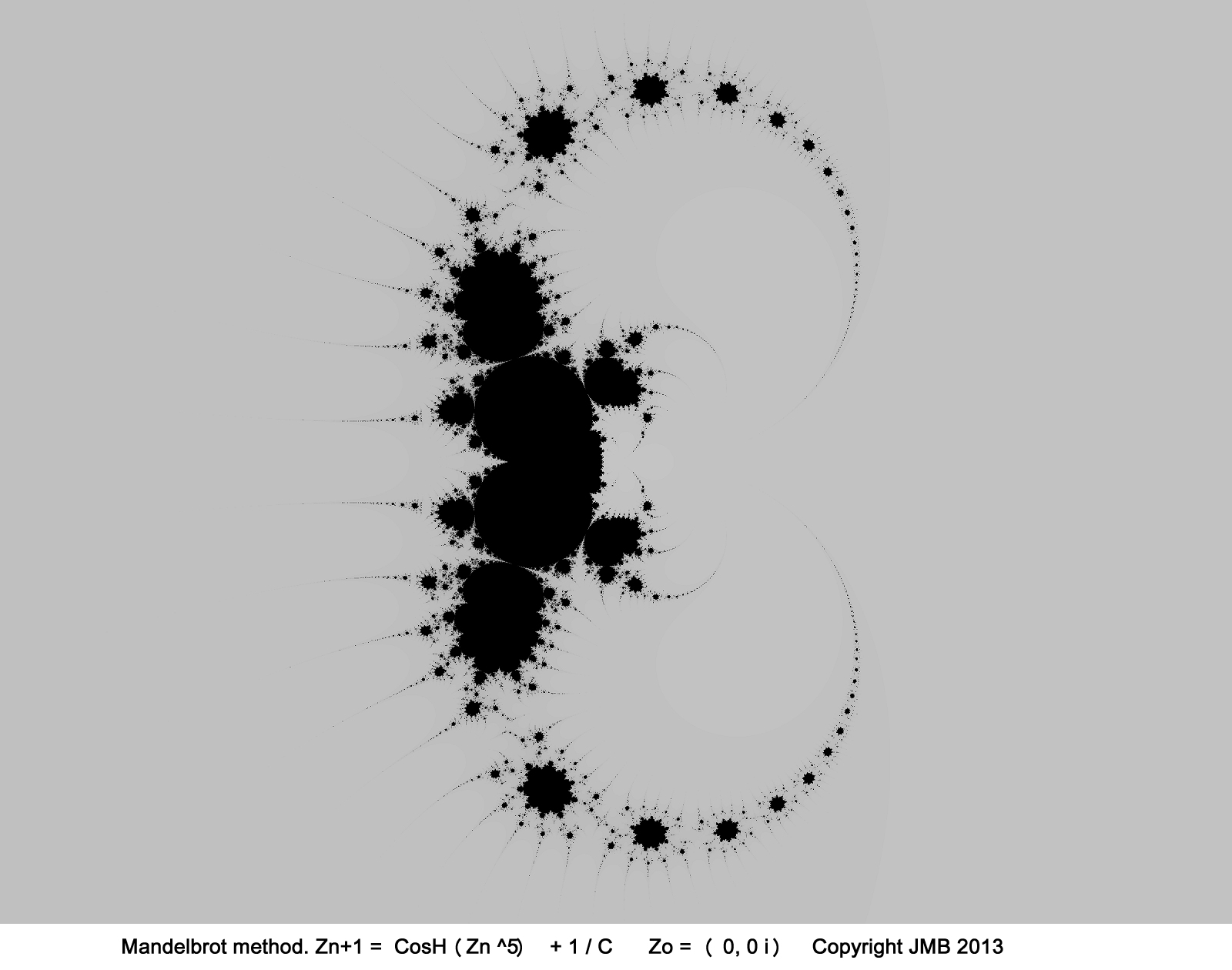
Z = CosH(Z^{5}) + 1/C Zo = (0,0i)

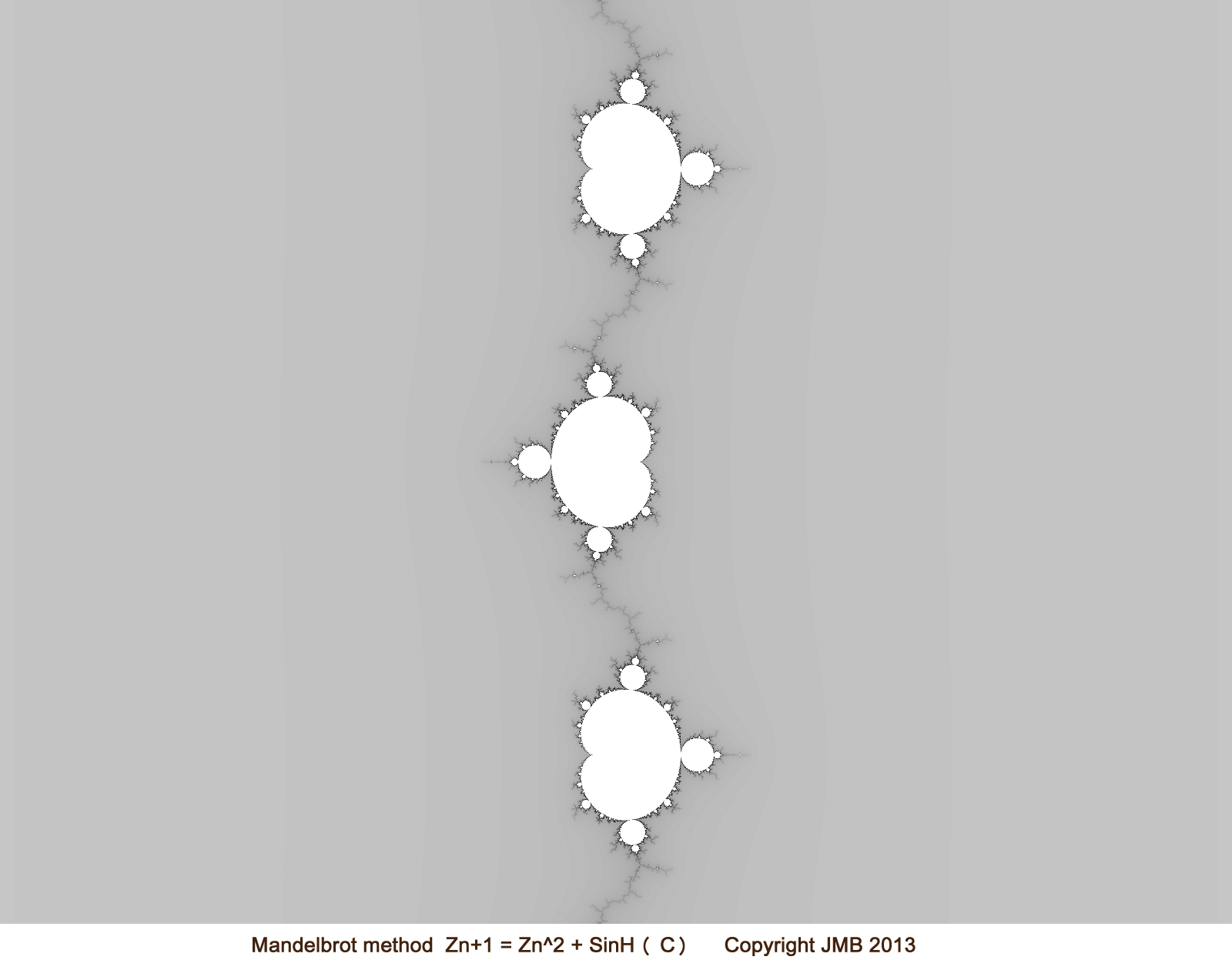
Z = Exp(Z)+ C Zo = (0,0i)
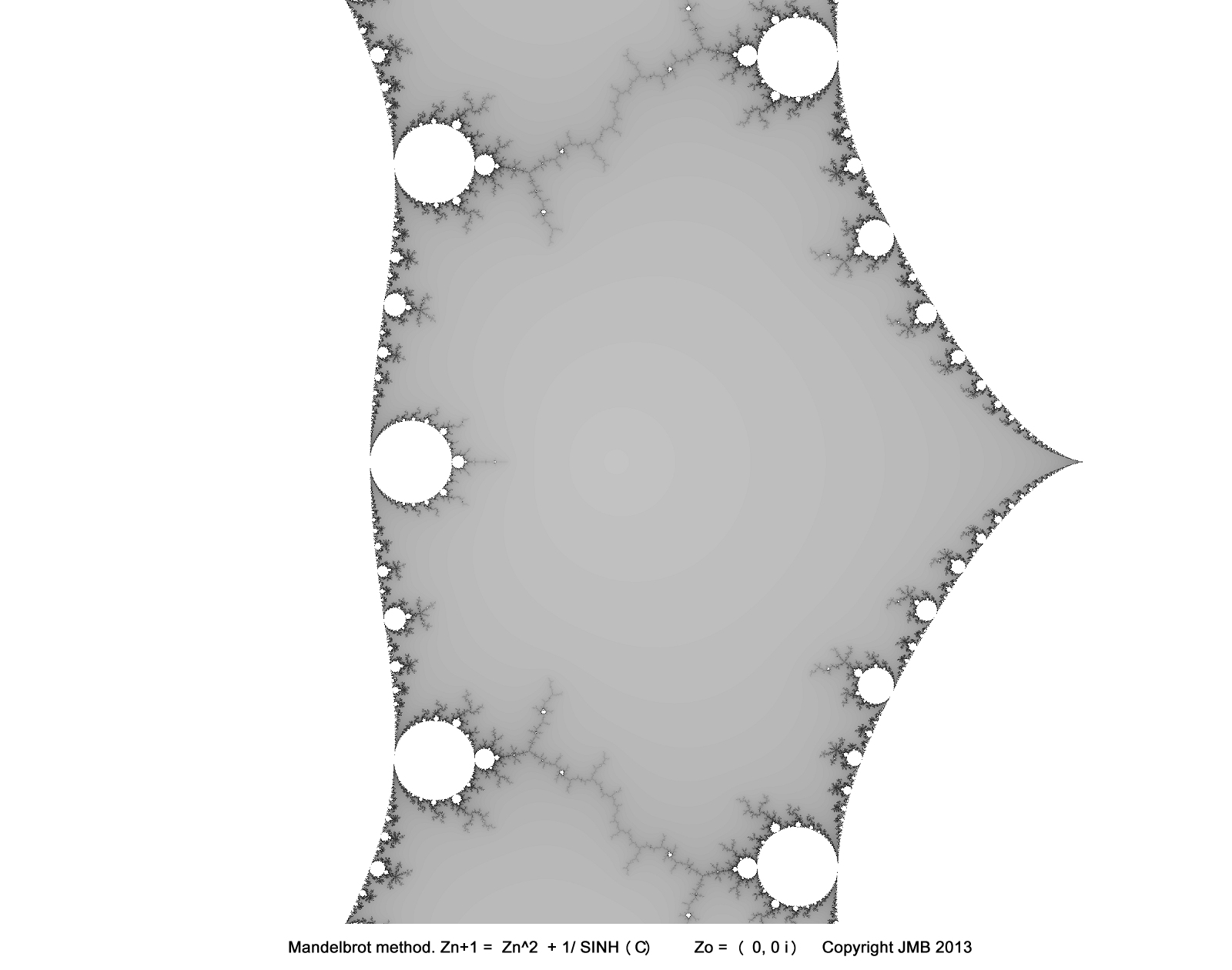
Z=Z^{2} + 1/SinH(C) Zo = (0,0i)
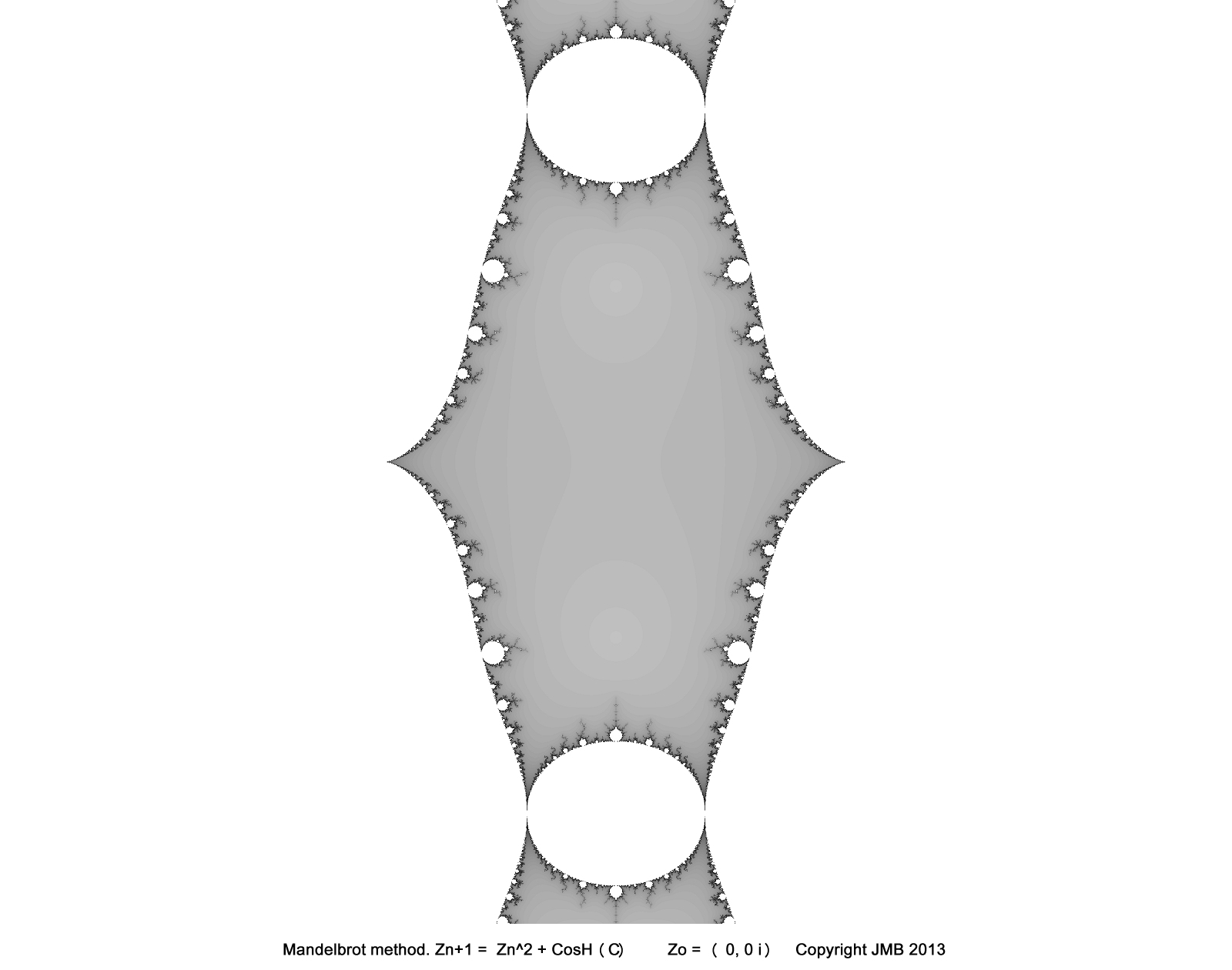
Z=Z^{2} + CosH(C) Zo = (0,0i)
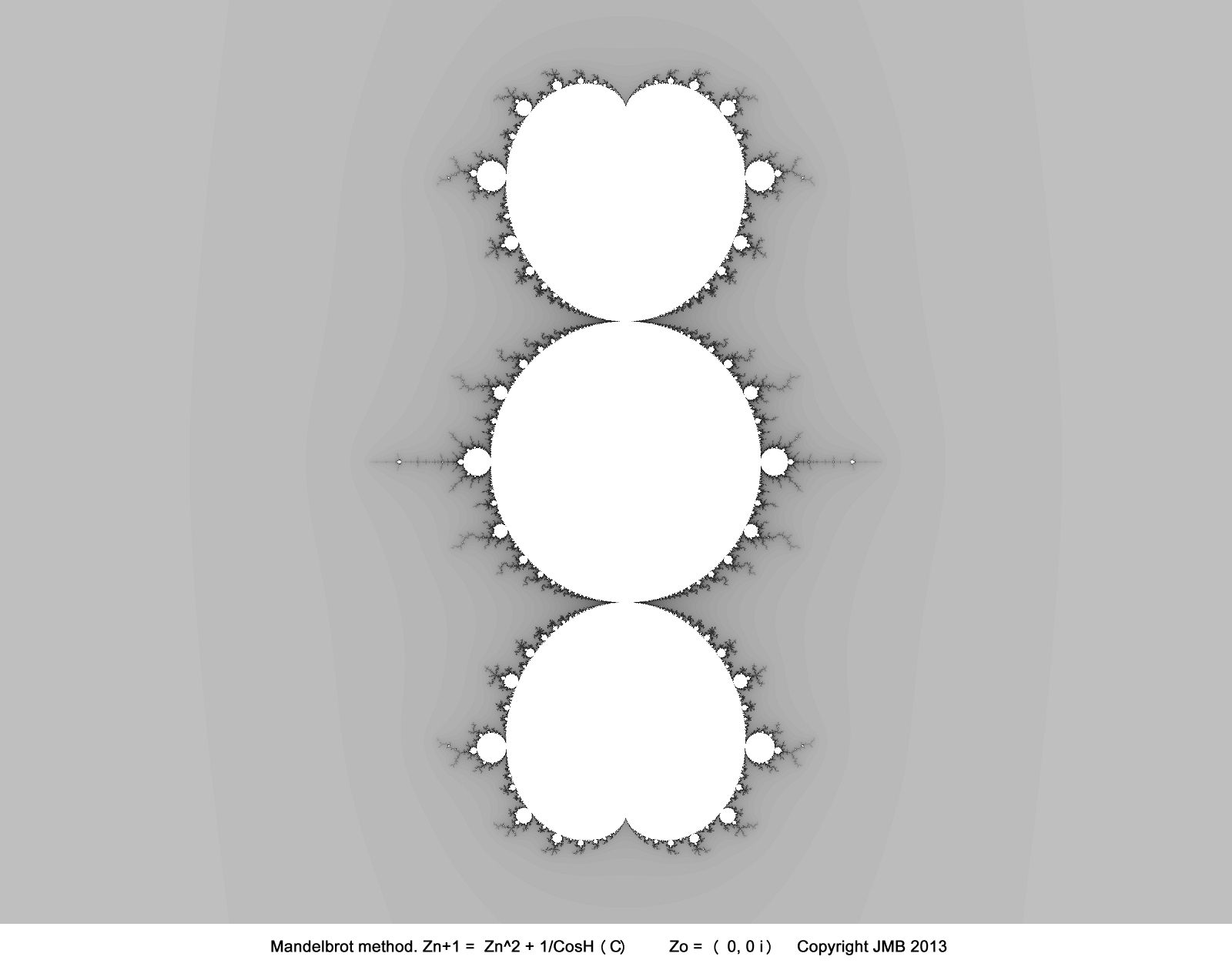
Z=Z^{2} + 1/CosH(C) Zo = (0,0i)

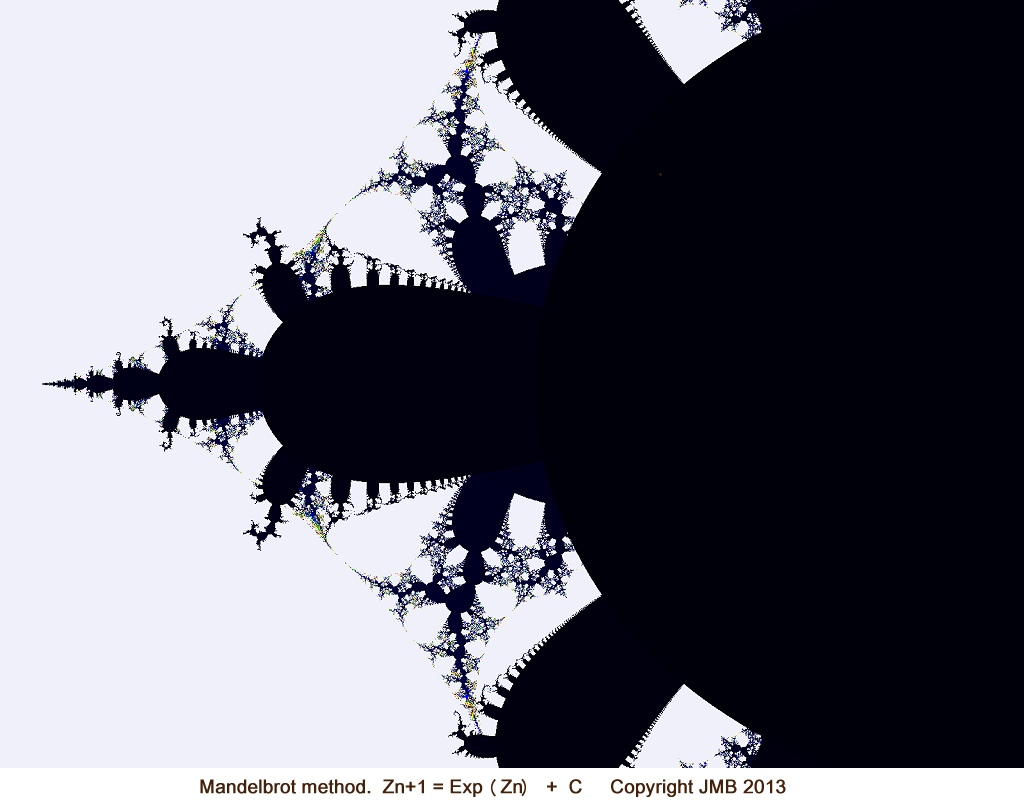
Z = Z * Exp(Z)+ C Zo = (0,0i)
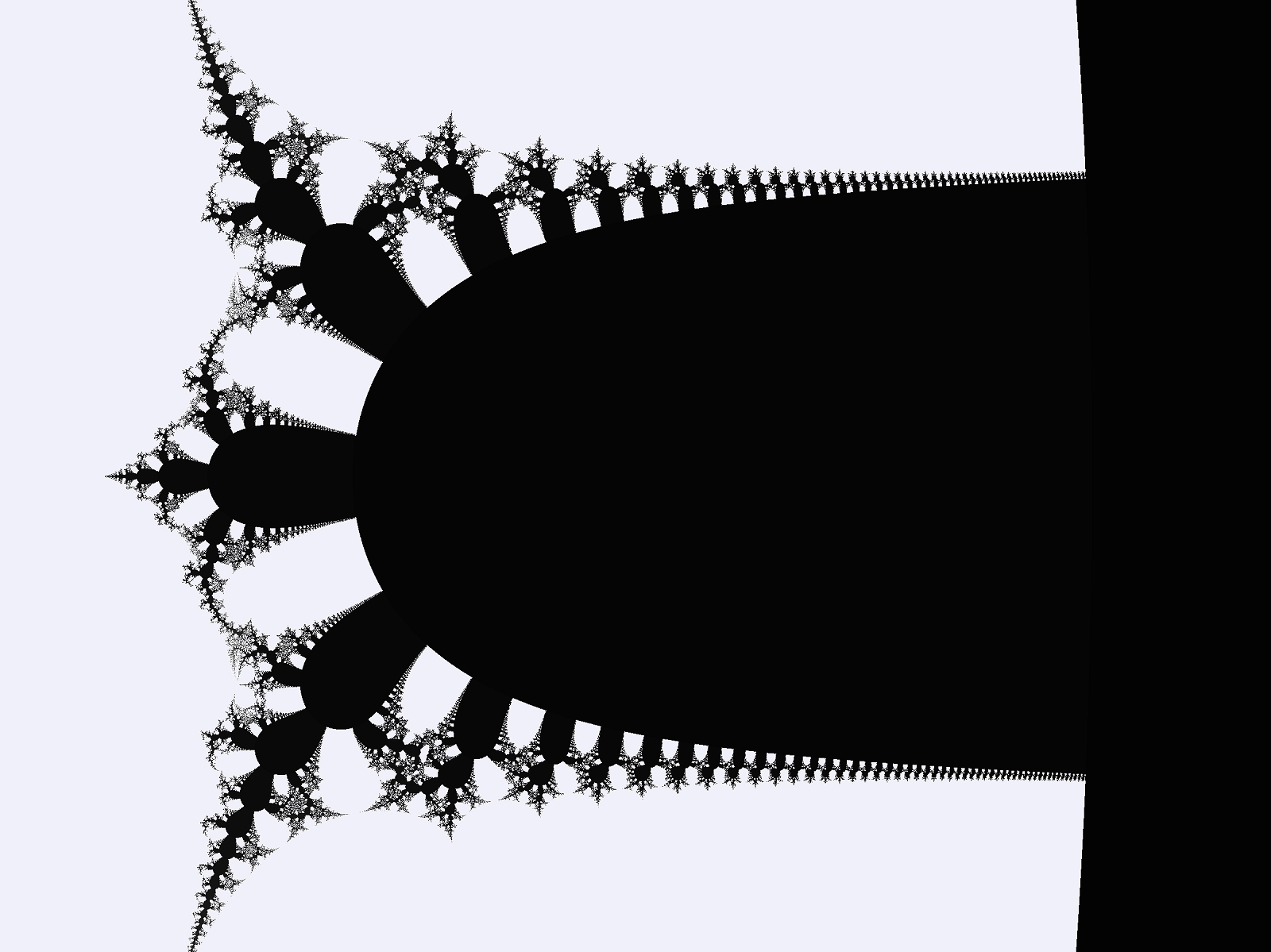
Z = Z * Exp(Z)+ C Zo = (0,0i)

### Como función transformadora de C

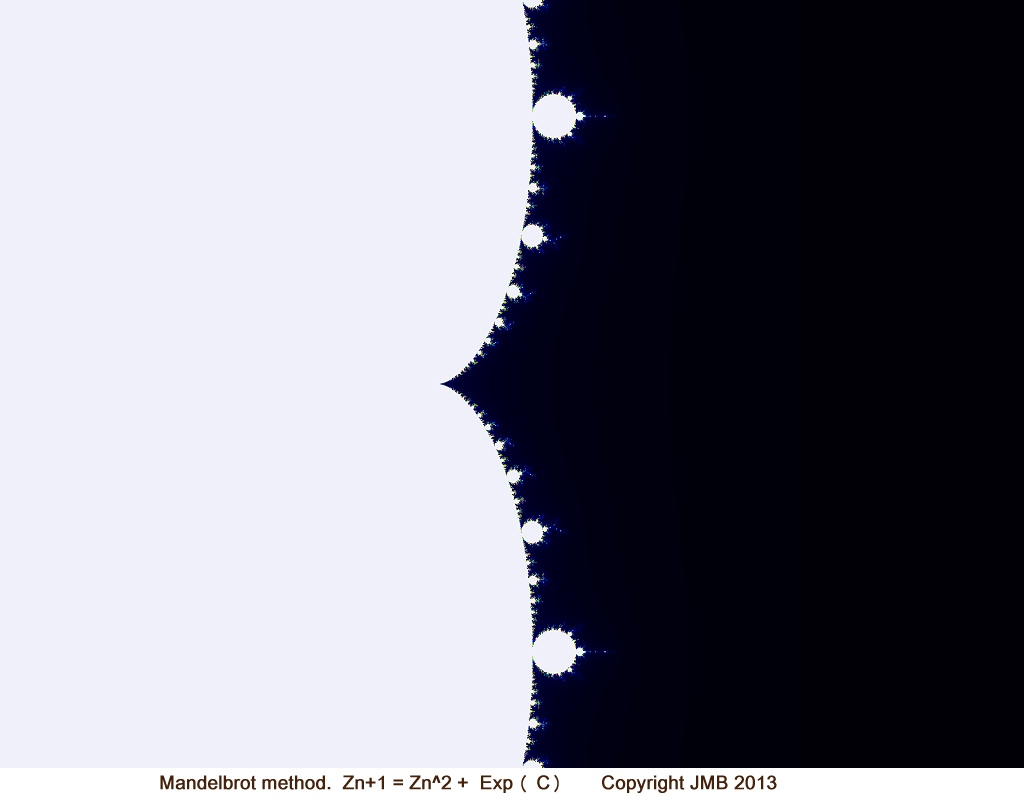
Z = Z^{2} + Exp(C) Zo = (0,0i)

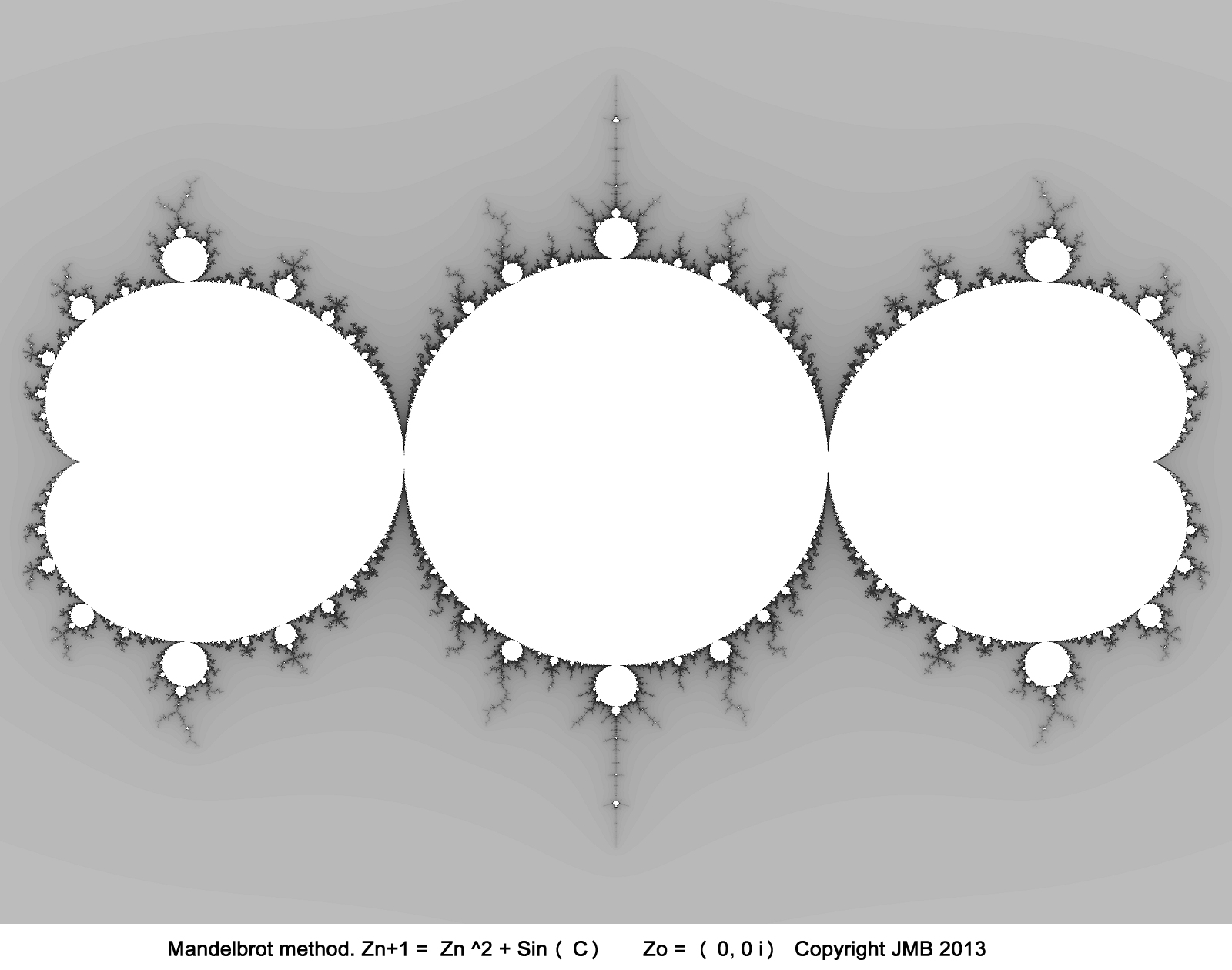
Z = Z^{2}+Sin(C) Zo = (0,0i)
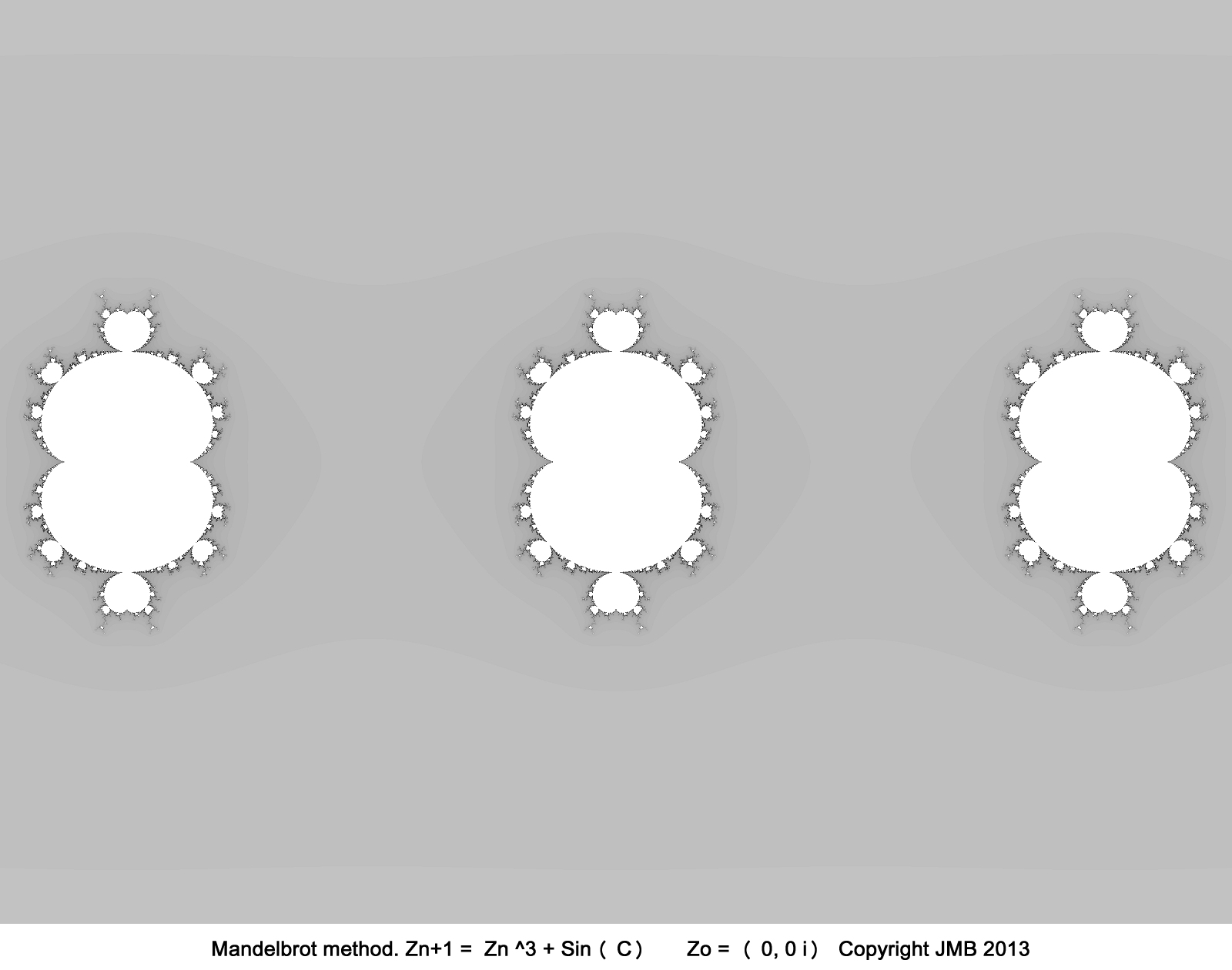
Z = Z^{3}+Sin(C) Zo = (0,0i)
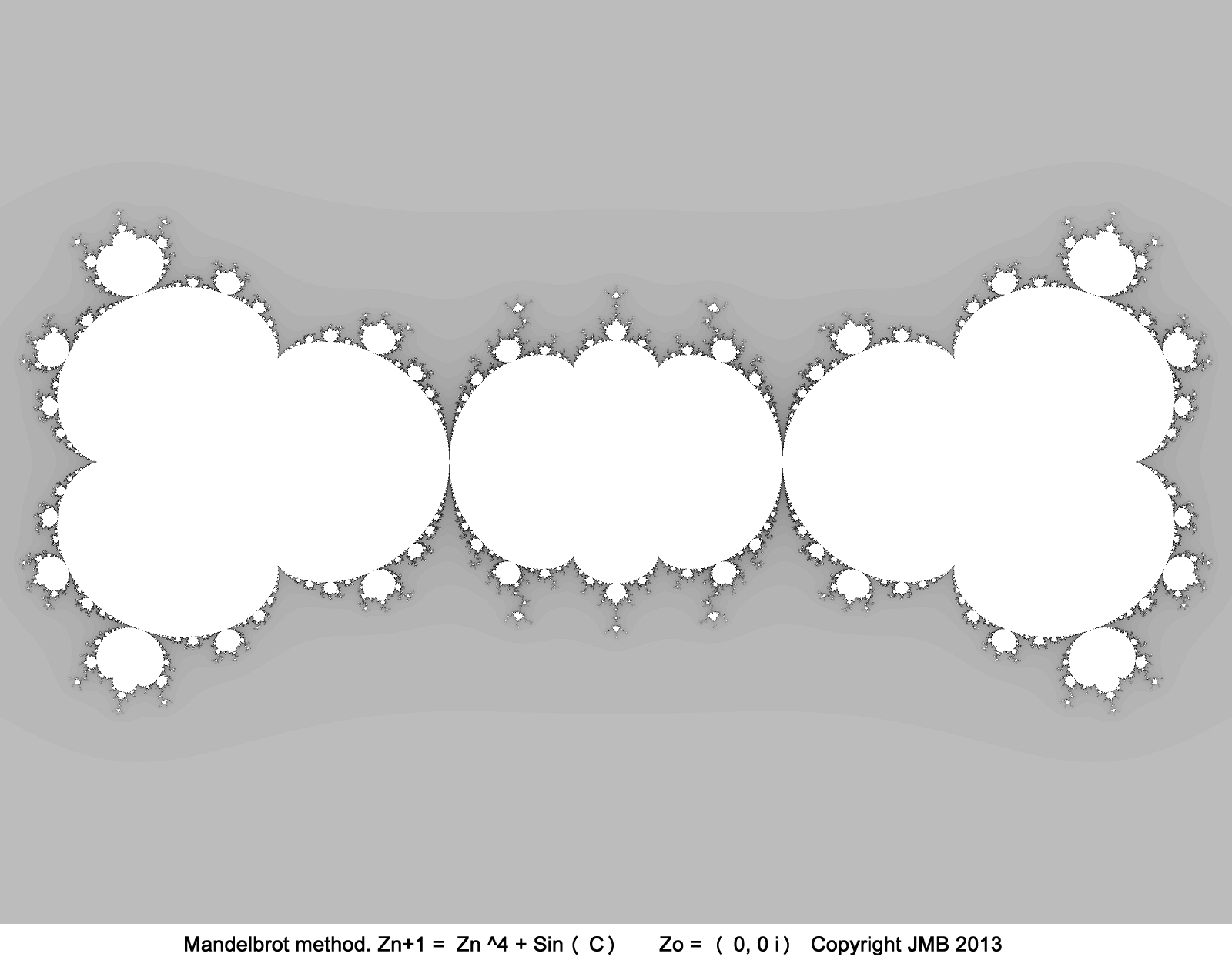
Z = Z^{4}+Sin(C) Zo = (0,0i)
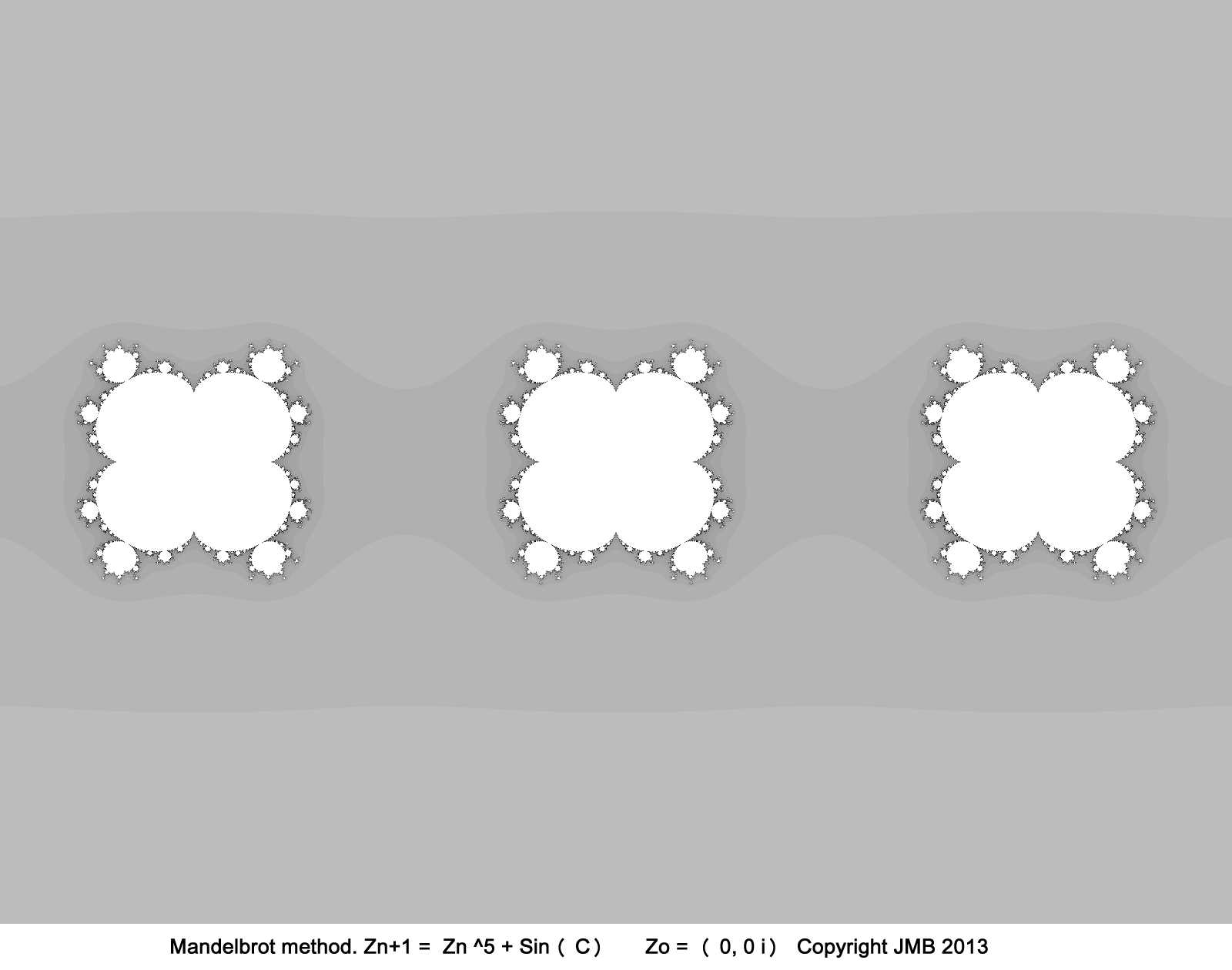
Z = Z^{5}+Sin(C) Zo = (0,0i)
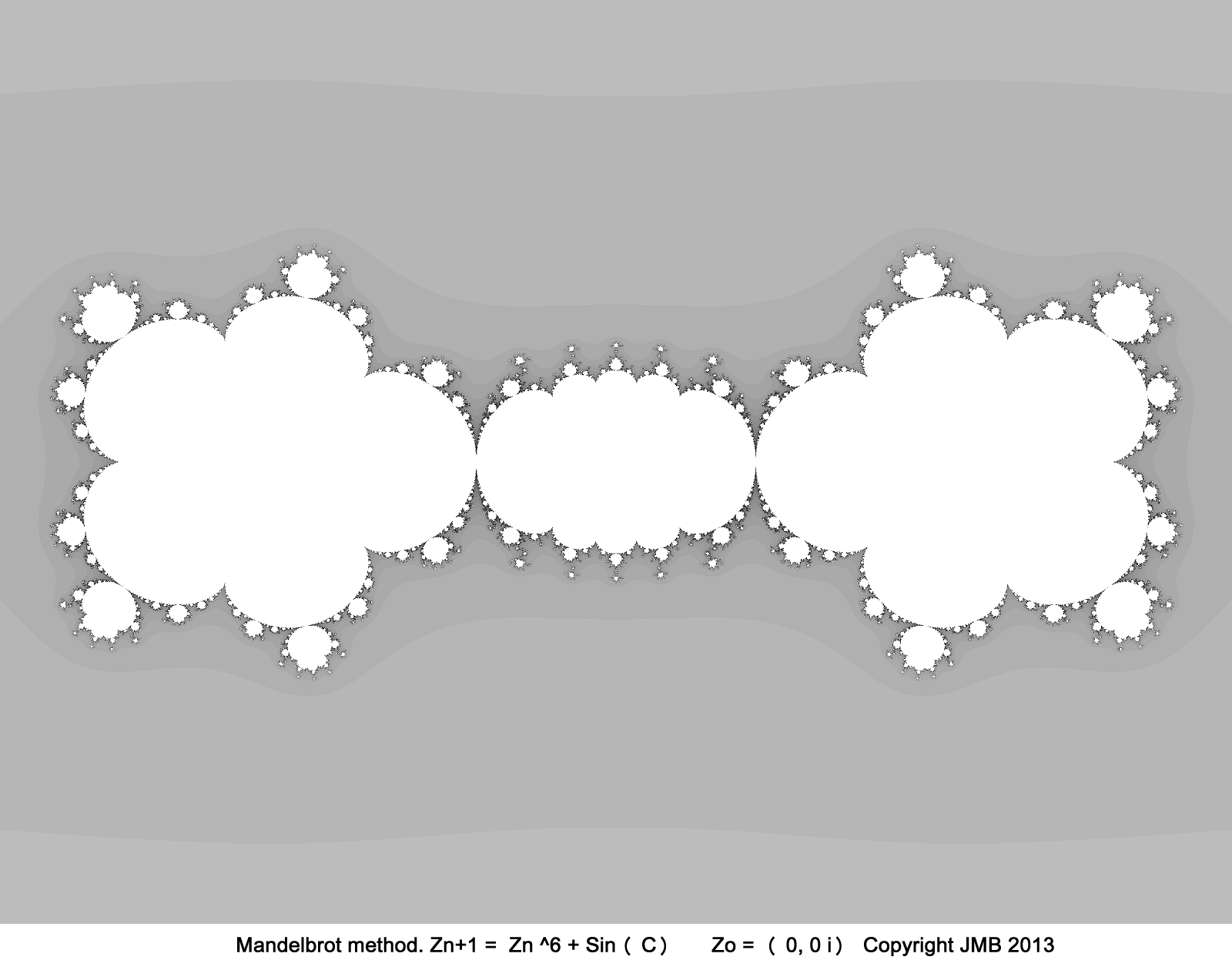
Z = Z^{6}+Sin(C) Zo = (0,0i)

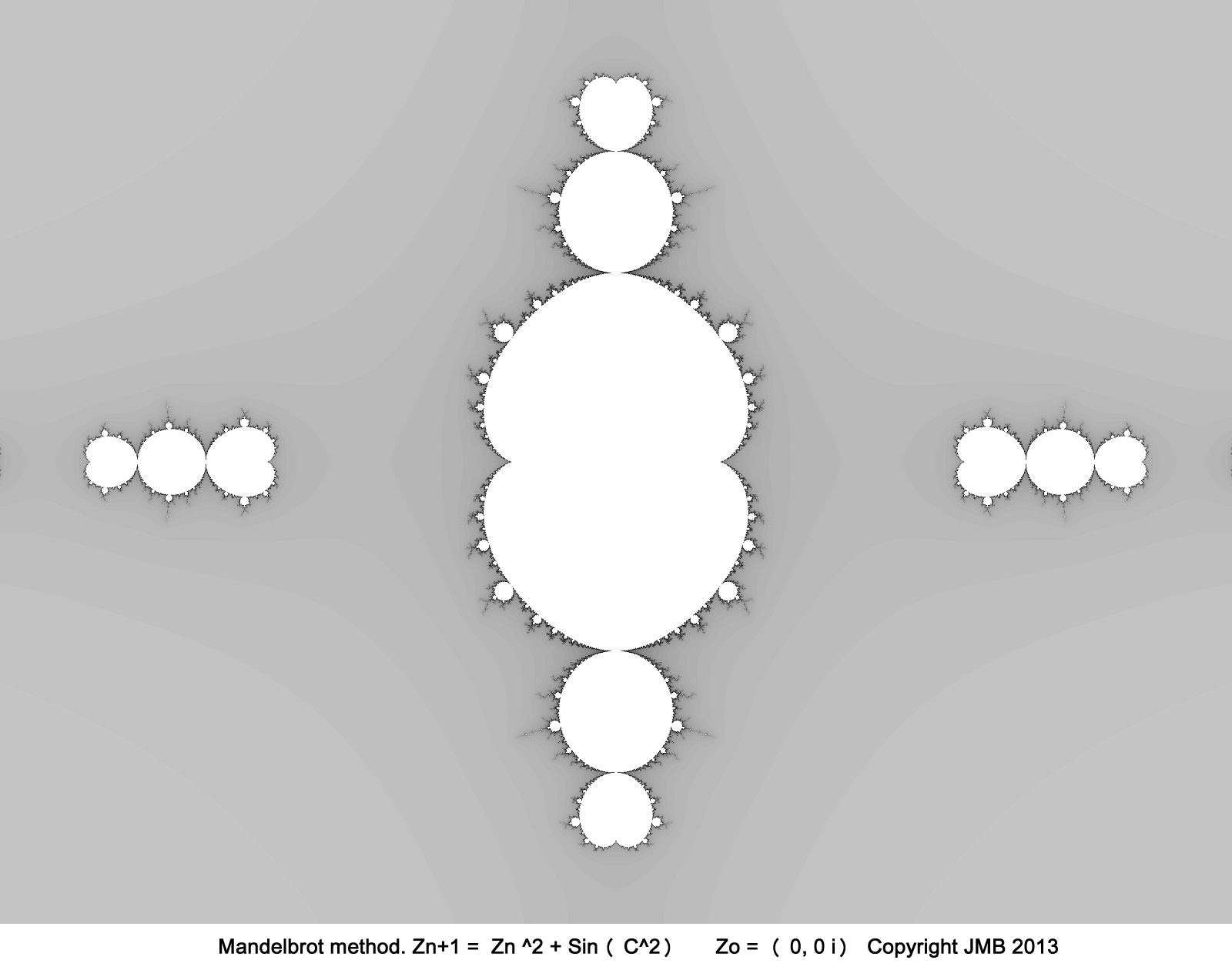
Z = Z^{2}+Sin(C^{2}) Zo = (0,0i)
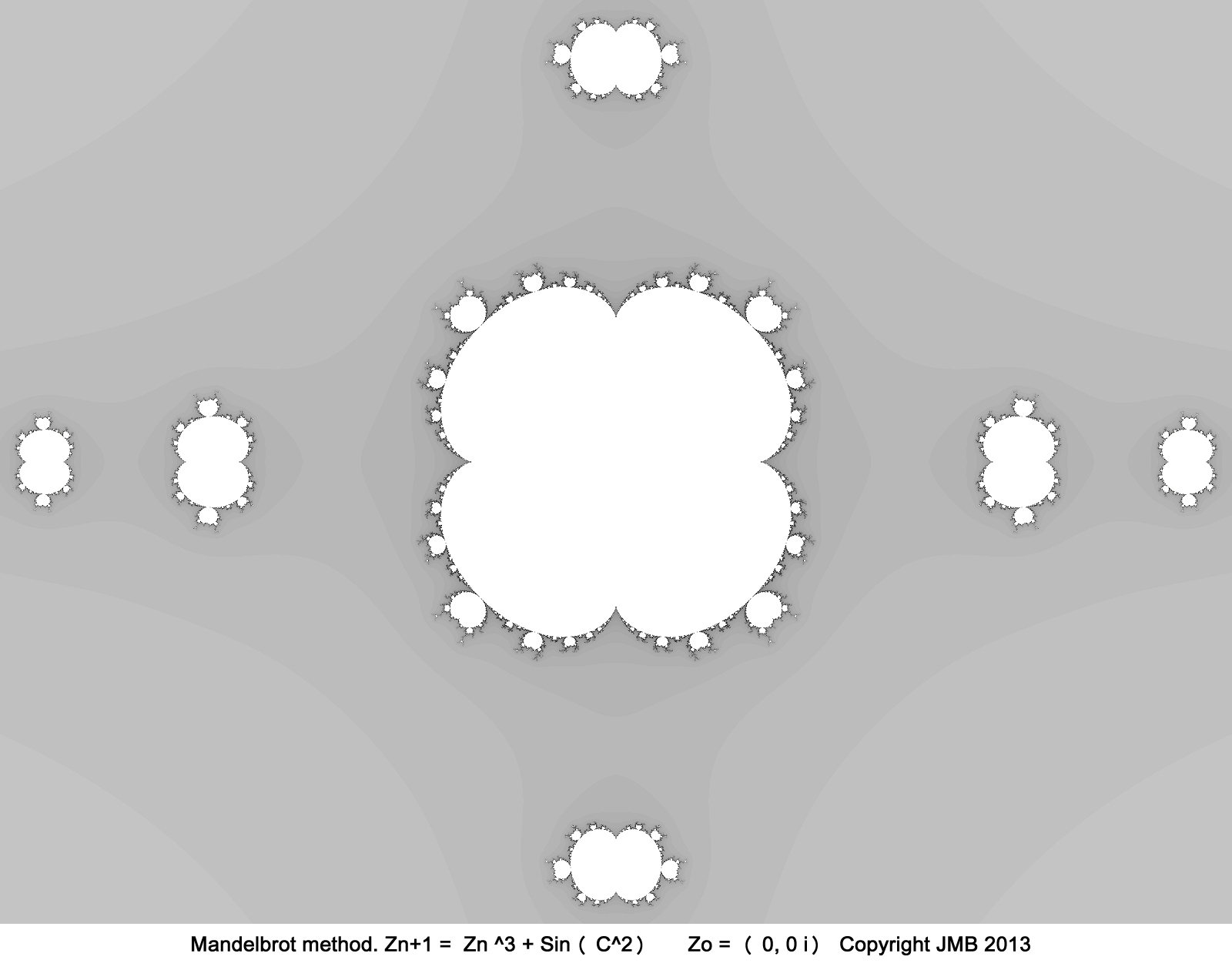
Z = Z^{3}+Sin(C^{2}) Zo = (0,0i)
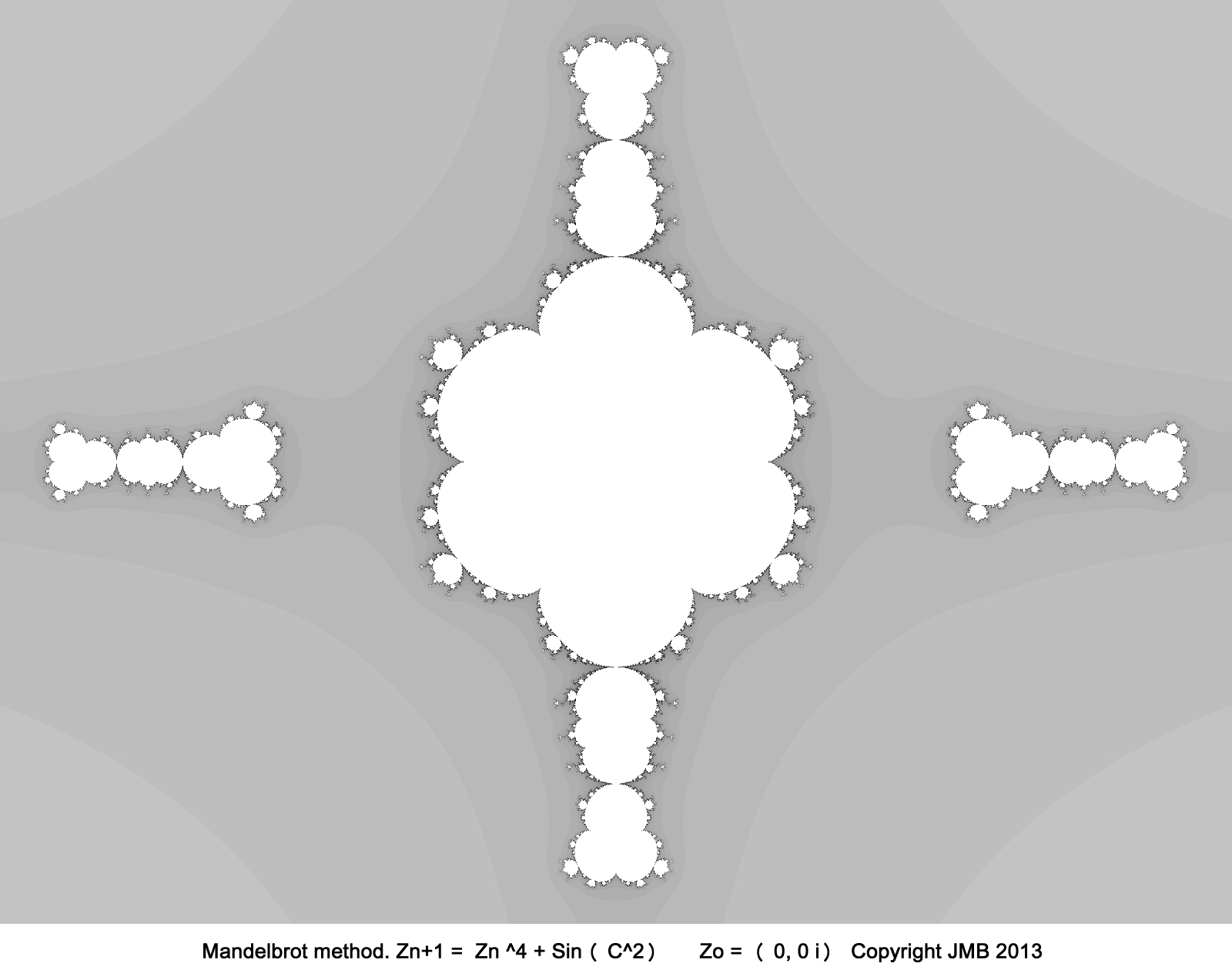
Z = Z^{4}+Sin(C^{2}) Zo = (0,0i)

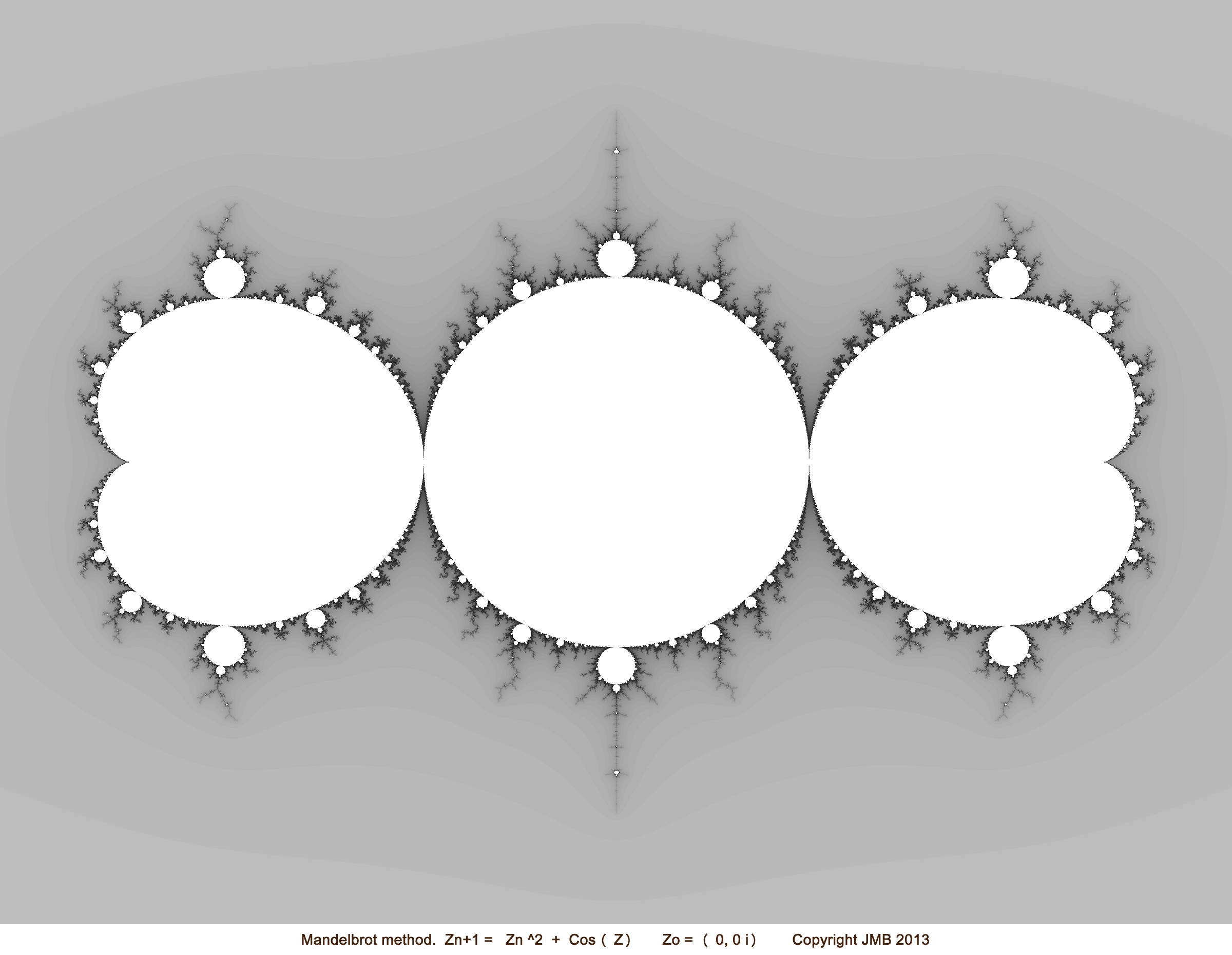
Z = Z^{2} + Cos(C) Zo = (0,0i)

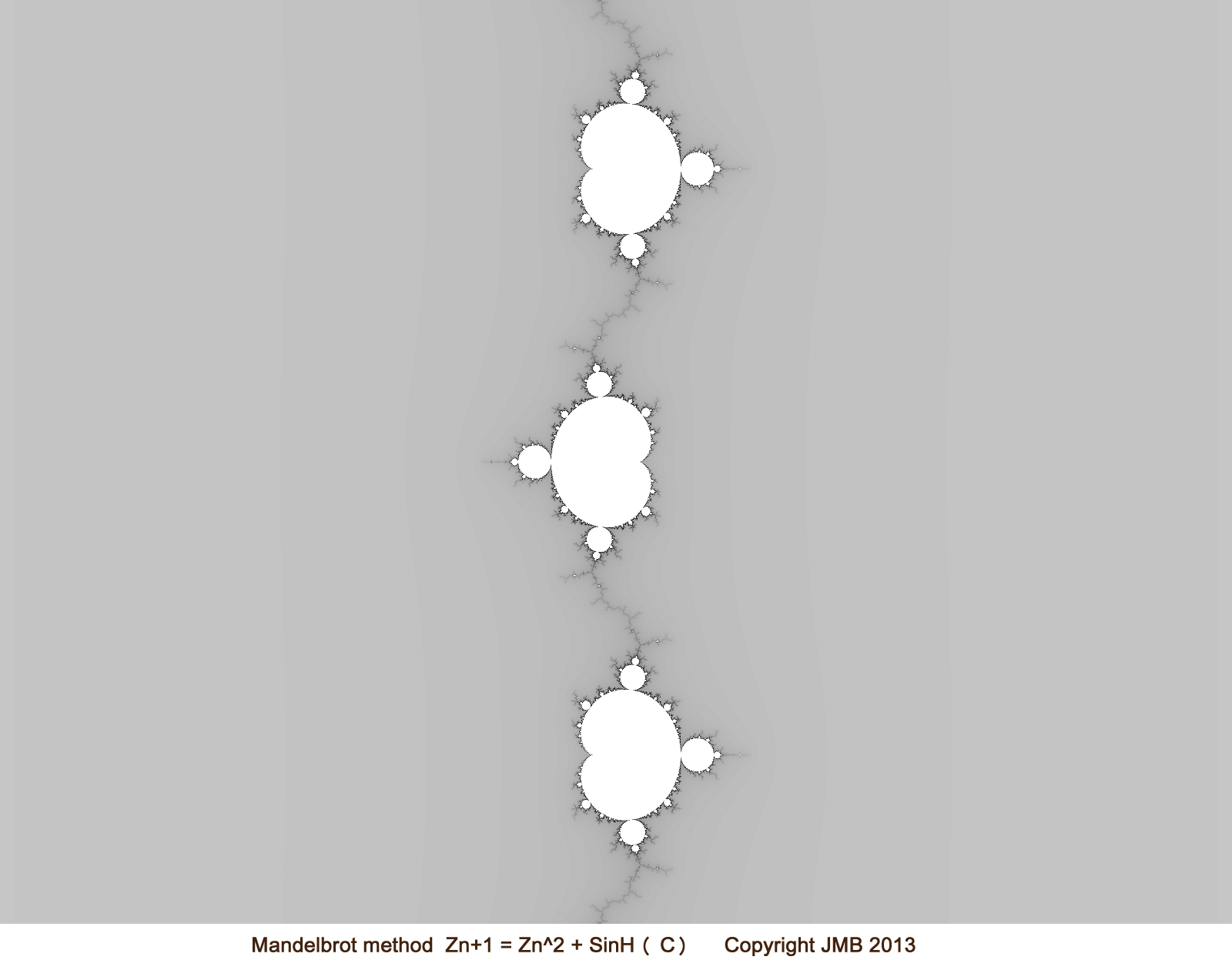
Z = Z^{2} + SinH(C) Zo = (0,0i)
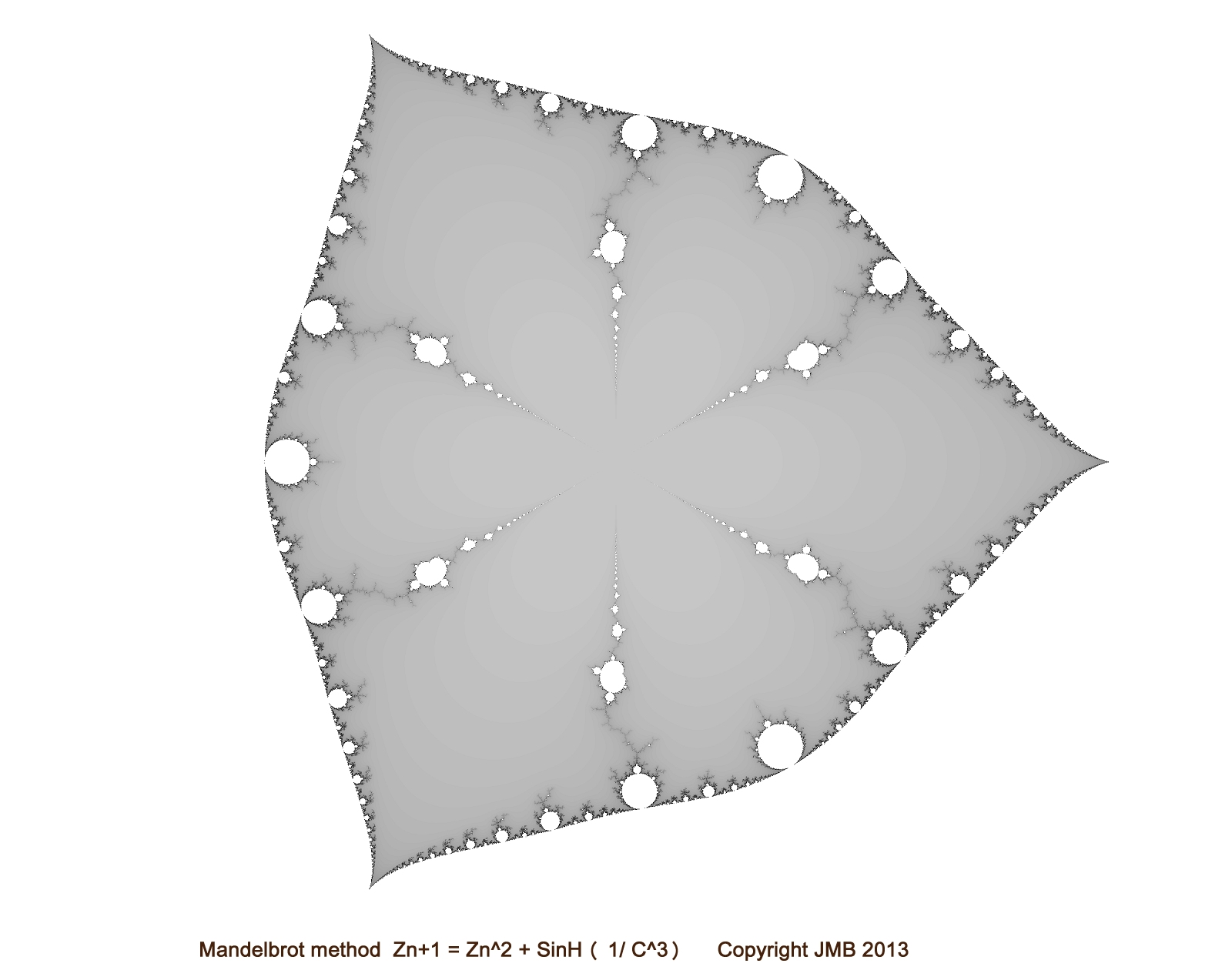
Z = Z^{2} + SinH(1/ C^{3}) Zo = (0,0i)

- Z = Z2 + Exp(C) 
 Zo = (0,0i)

### Como función iterativa i transformadora de C, simultáneamente

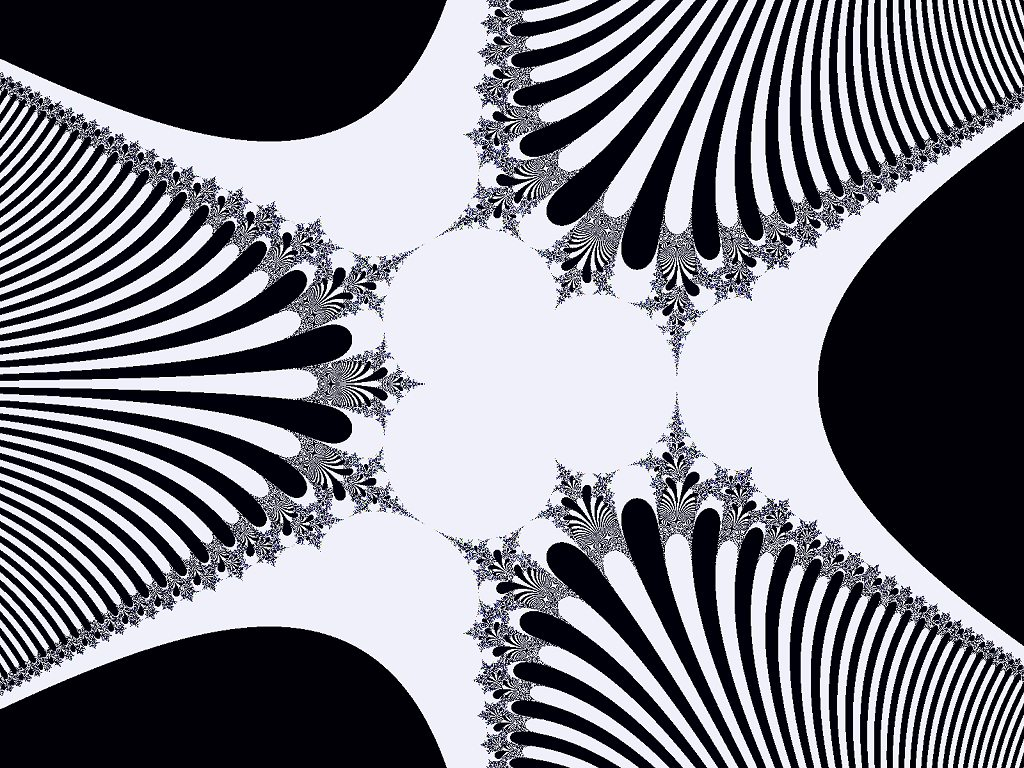
Z = Exp(C^{3}/Z^{3}) Zo = (0,0i)
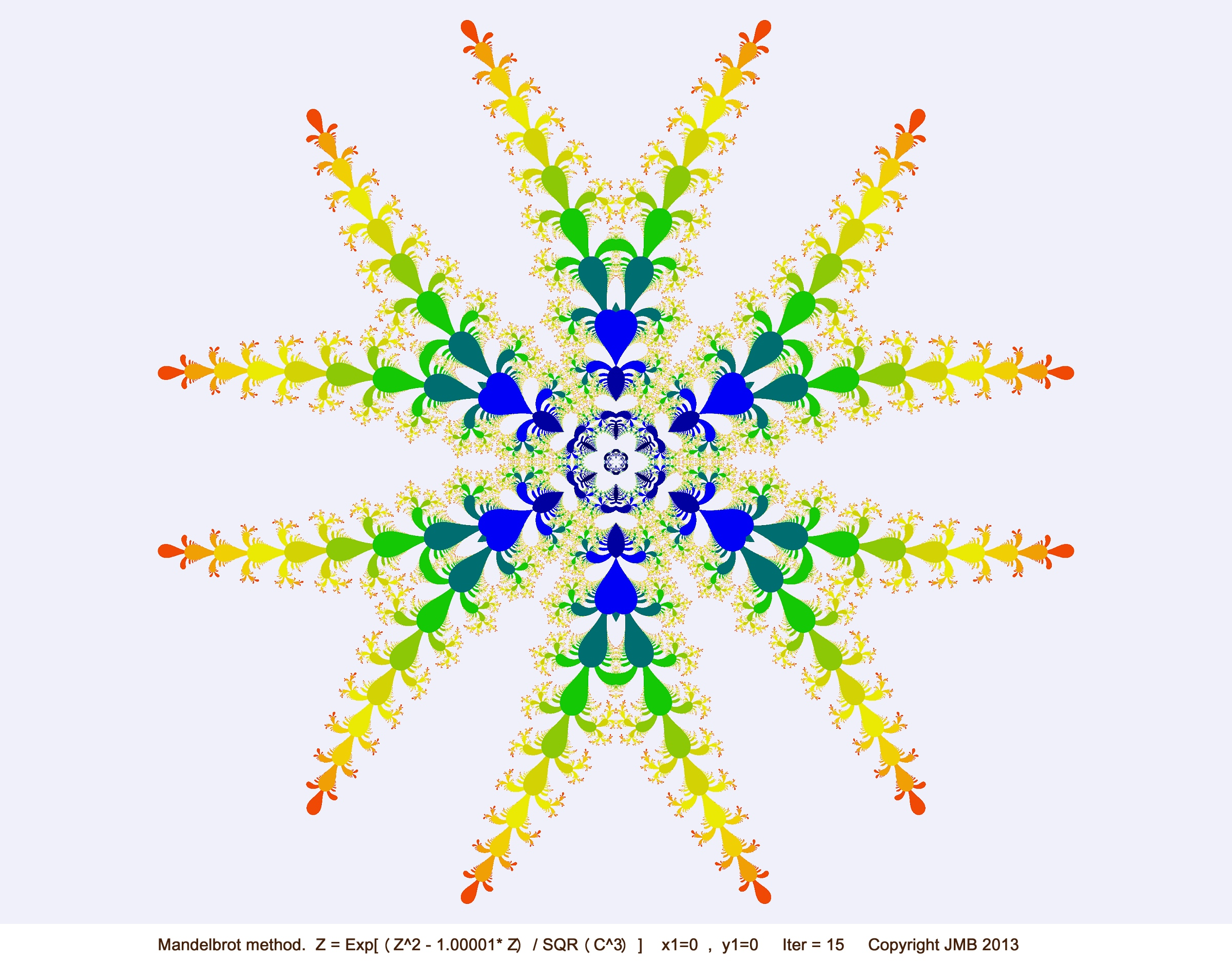
Z = Exp[(Z^{2}-1.00001*Z)/Sqr(C^{3})] Zo = (0,0i)
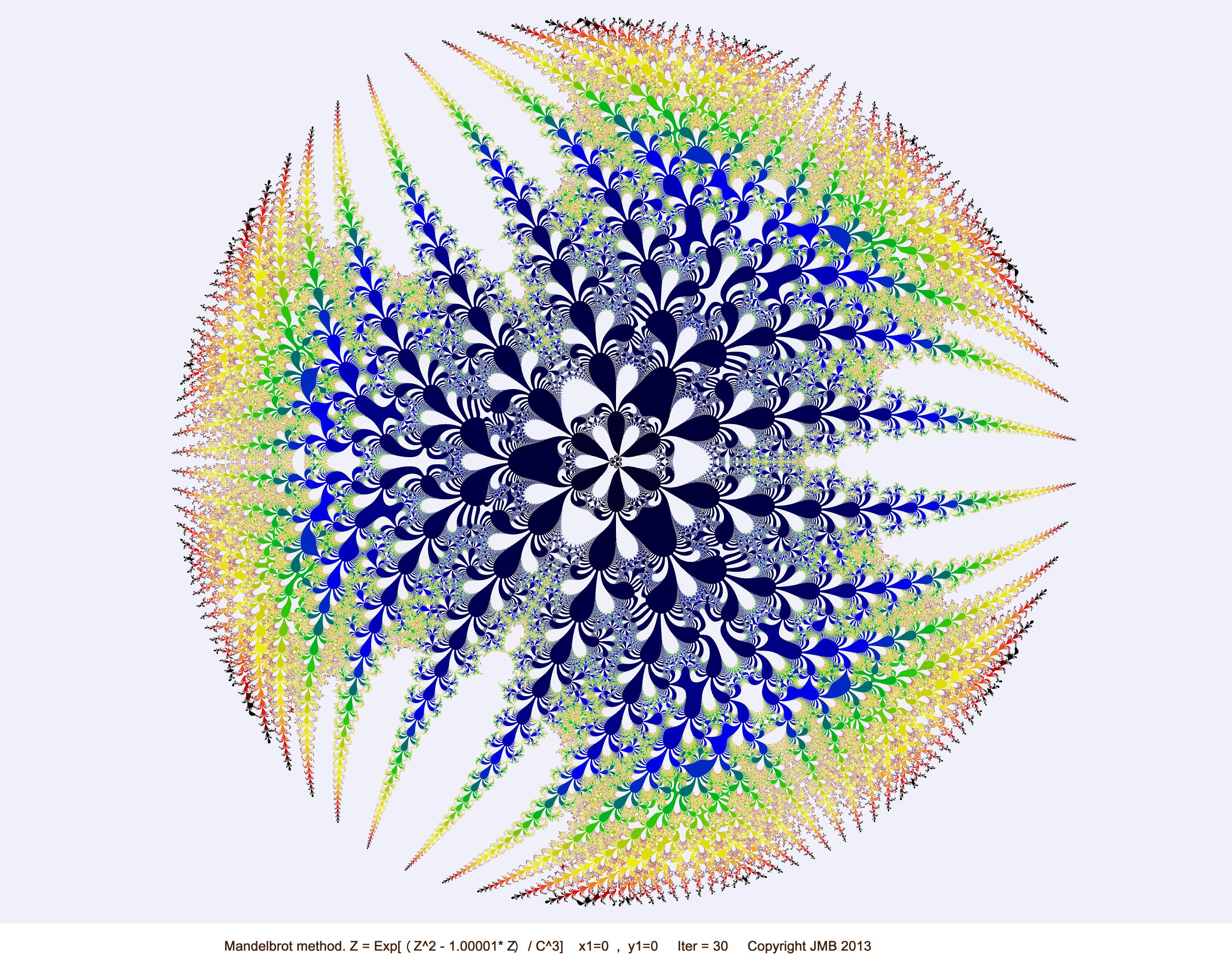
Z = Exp[(Z^{2}- 1.00001*Z)/C^{3}] Zo = (0,0i)

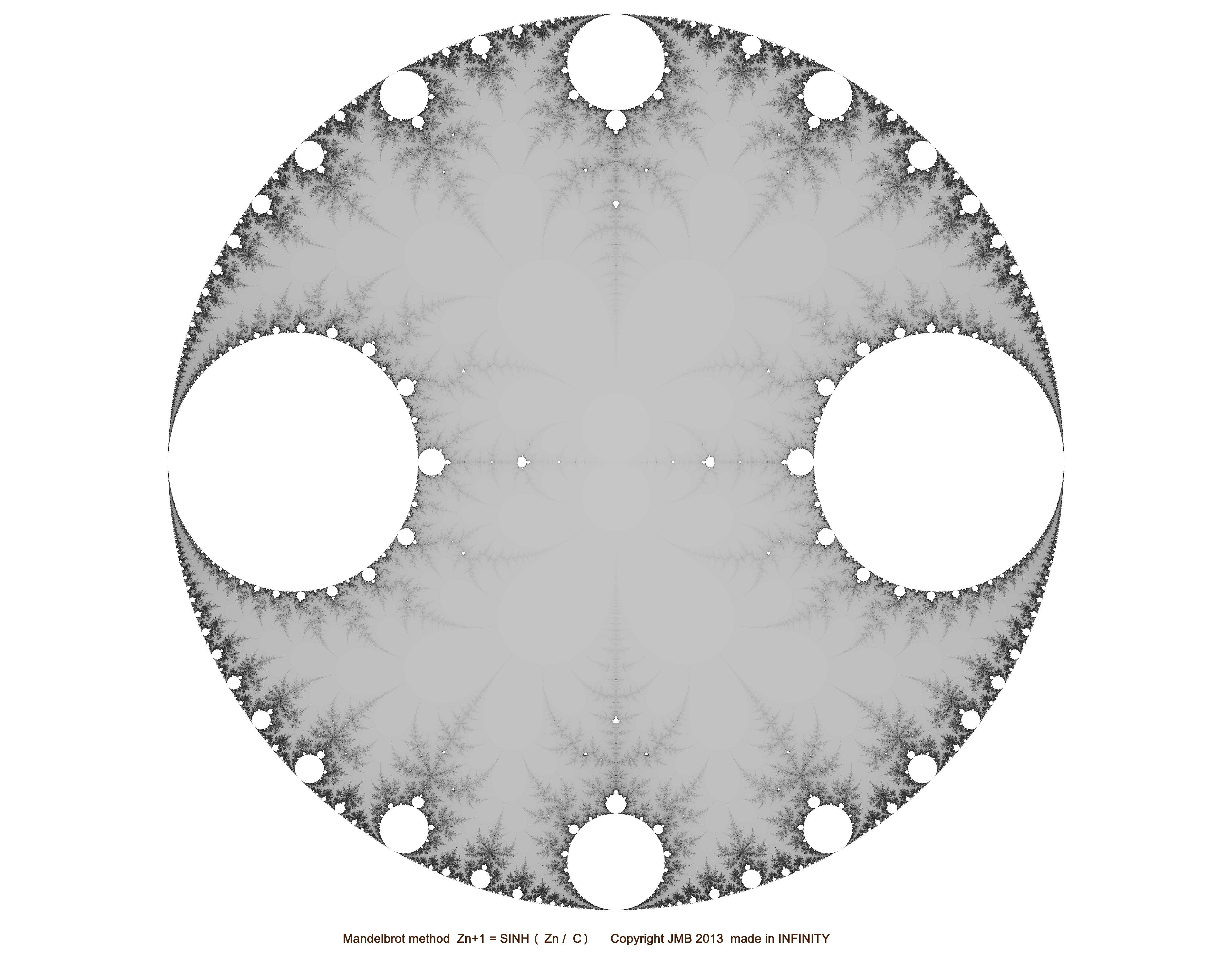
Z = SinH(Z / C) Zo = (0,1i)
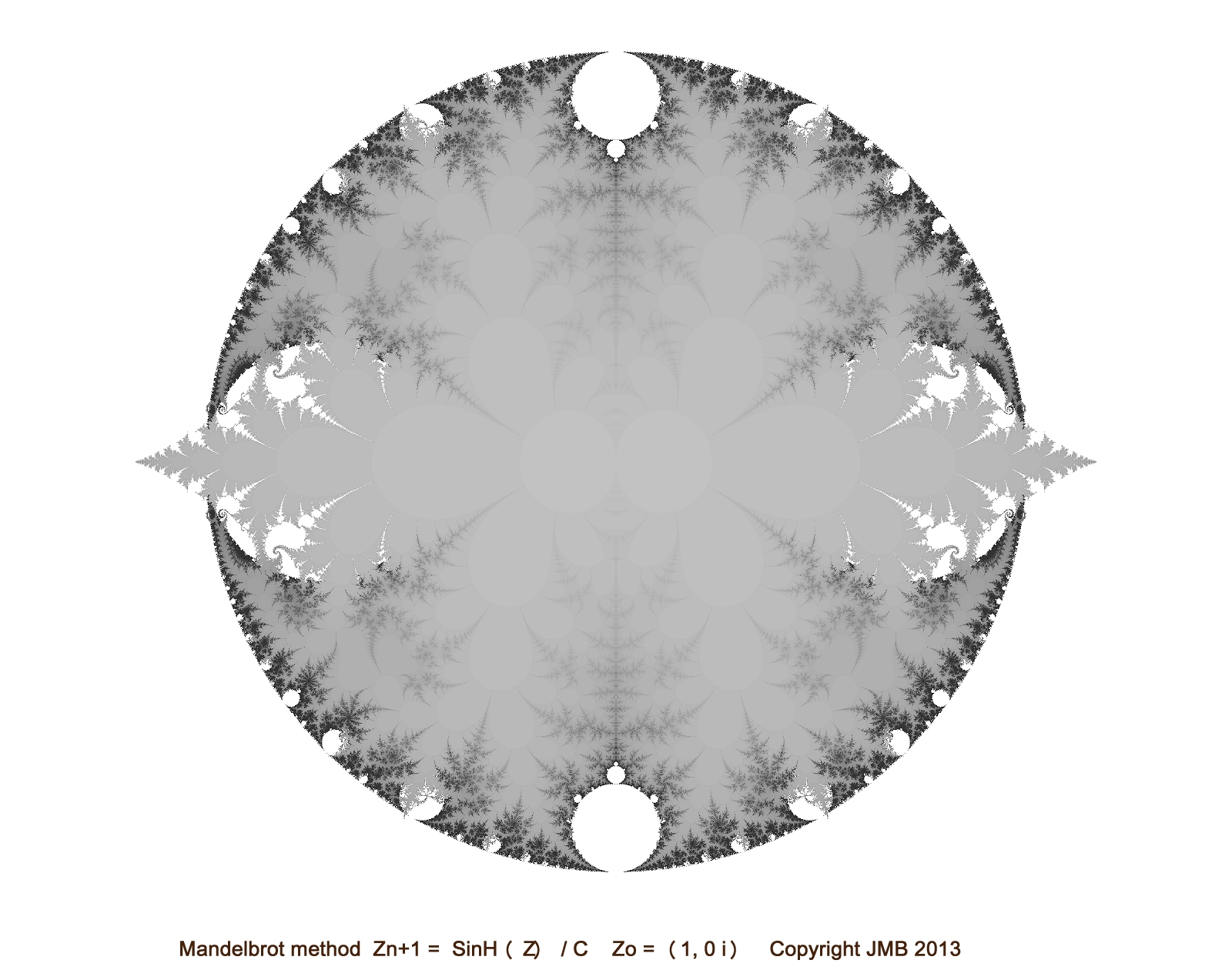
Z = SinH(Z)/ C Zo = (1,0i)

- Z = Exp(C3/Z3)
 Zo = (0,0i)
- Z = Exp[(Z2-1.00001*Z)/Sqr(C3)]
 Zo = (0,0i)
- Z = Exp[(Z2- 1.00001*Z)/C3]
 Zo = (0,0i)

#### El caso de la función Z = Exp[(Z2+ k * Z) / F(Cm)]
Esta función es muy sensible a Zo, y también al coeficiente (k) que multiplica a Z. Veamos algunos ejemplos interesantes:
- Z = Exp[(Z2+ k*Z)/ Sqr(C3)]
 Zo = (1,1i)  k = 1
- Z = Exp[(Z2+ k*Z)/ Sqr(C3)]
 Zo = (1,1i)  k = -0.8
- Z = Exp[(Z2+ k*Z)/ Sqr(C7)]
 Zo = (1,1i)  k = 0.0
- Z = Exp[(Z2+ k*Z)/ Sqr(C7)]
 Zo = (1,1i)  k = -0.8
- Z = Exp[(Z2+ k*Z)/ LN(C9)]
 Zo = (1,1i)  k = 3.0

#### El caso de la función Z_{n+1} = Exp(Z_{n} / C ^{m})

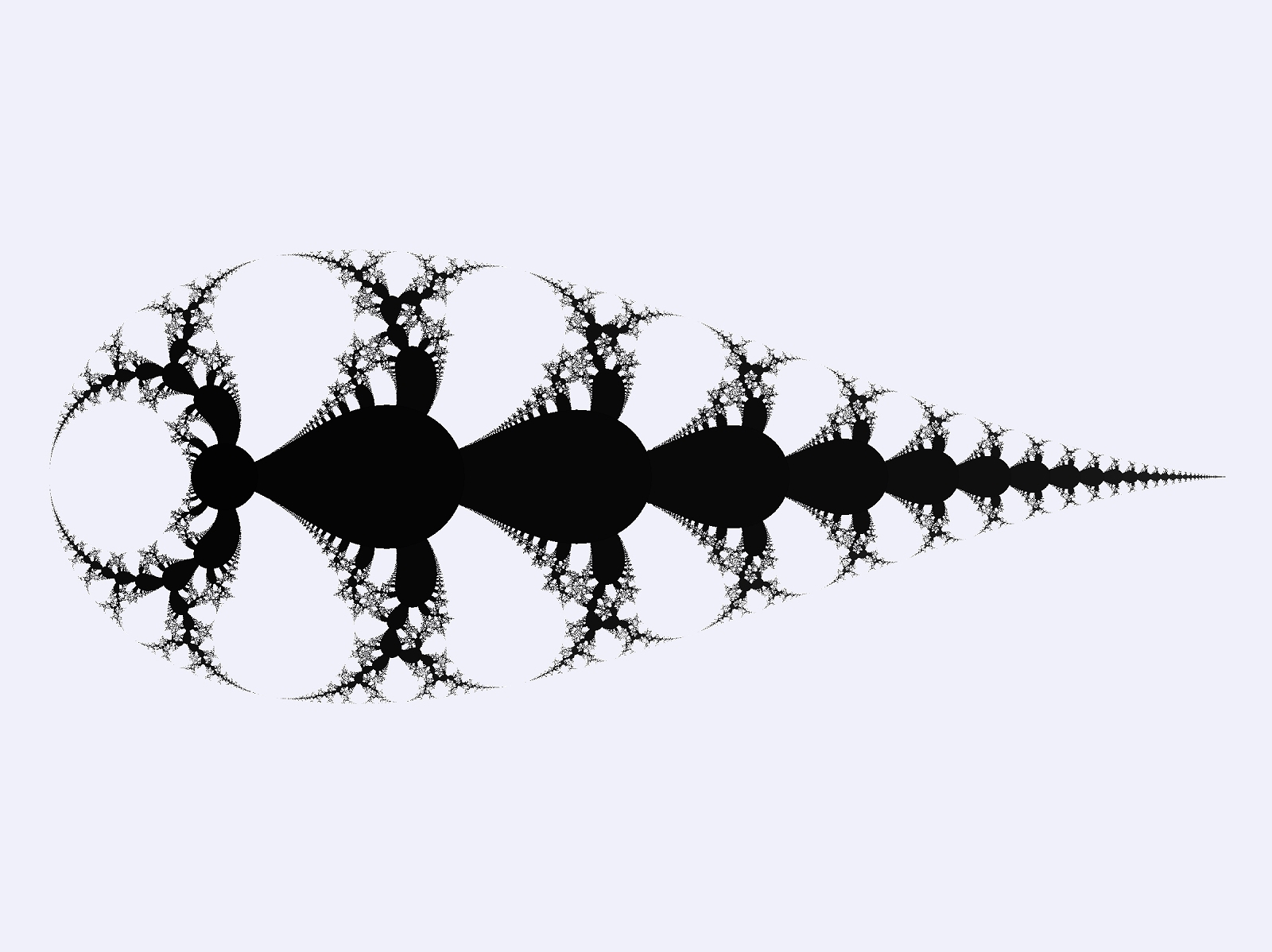
Z = Exp(Z /C) Zo = (0,0i)
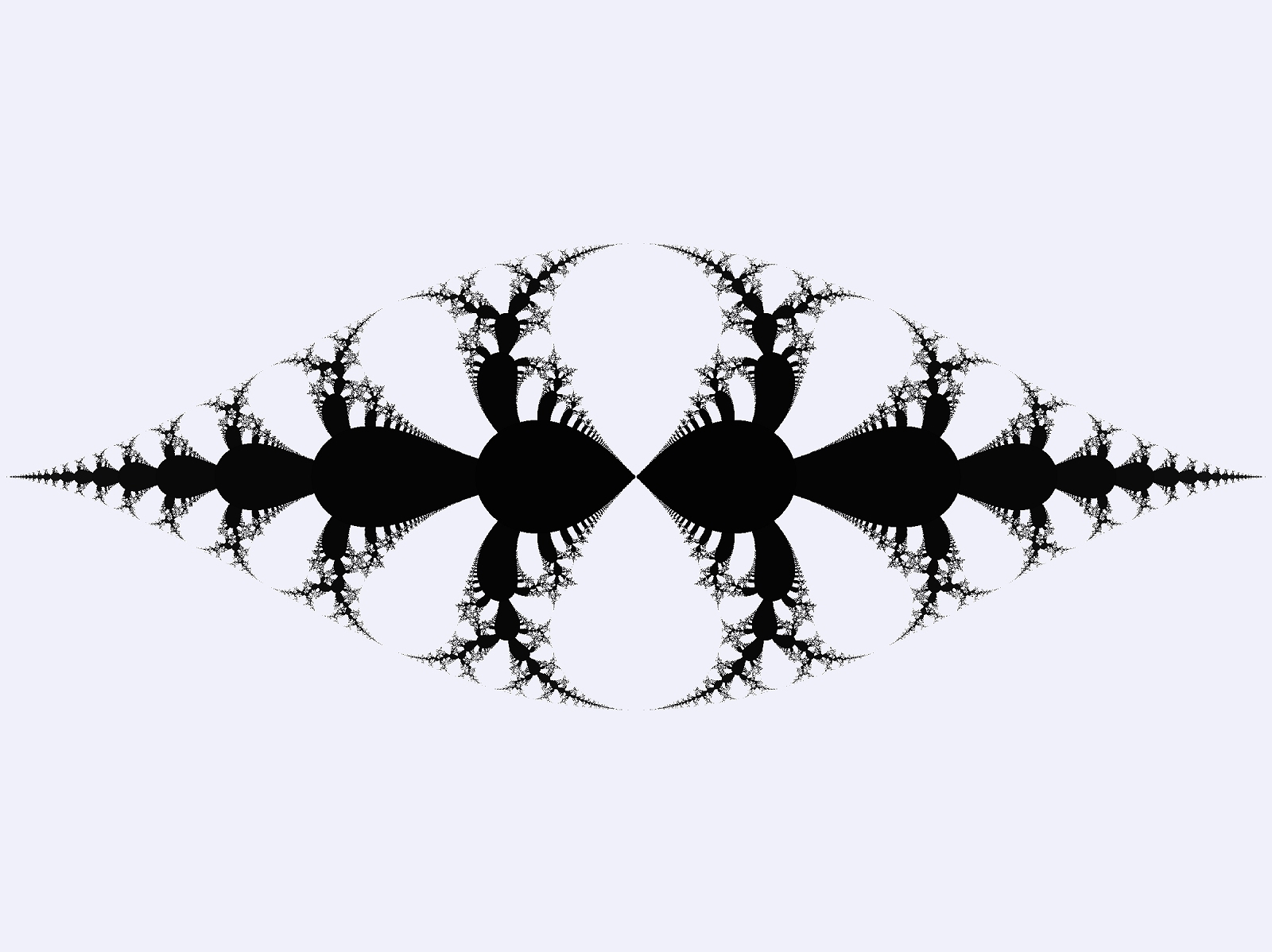
Z = Exp(Z /C^{2}) Zo = (0,0i)
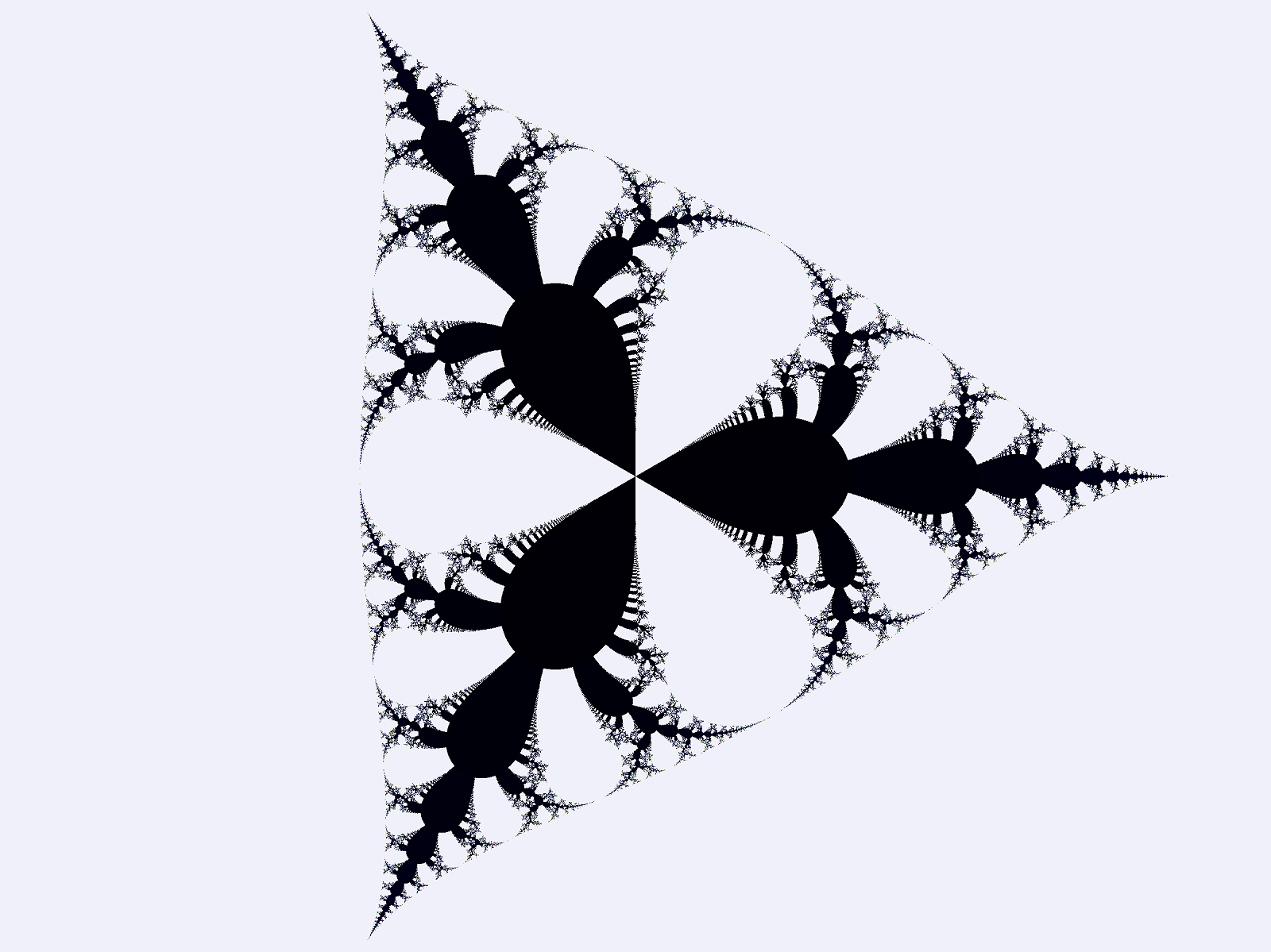
Z = Exp(Z /C^{3}) Zo = (0,0i)
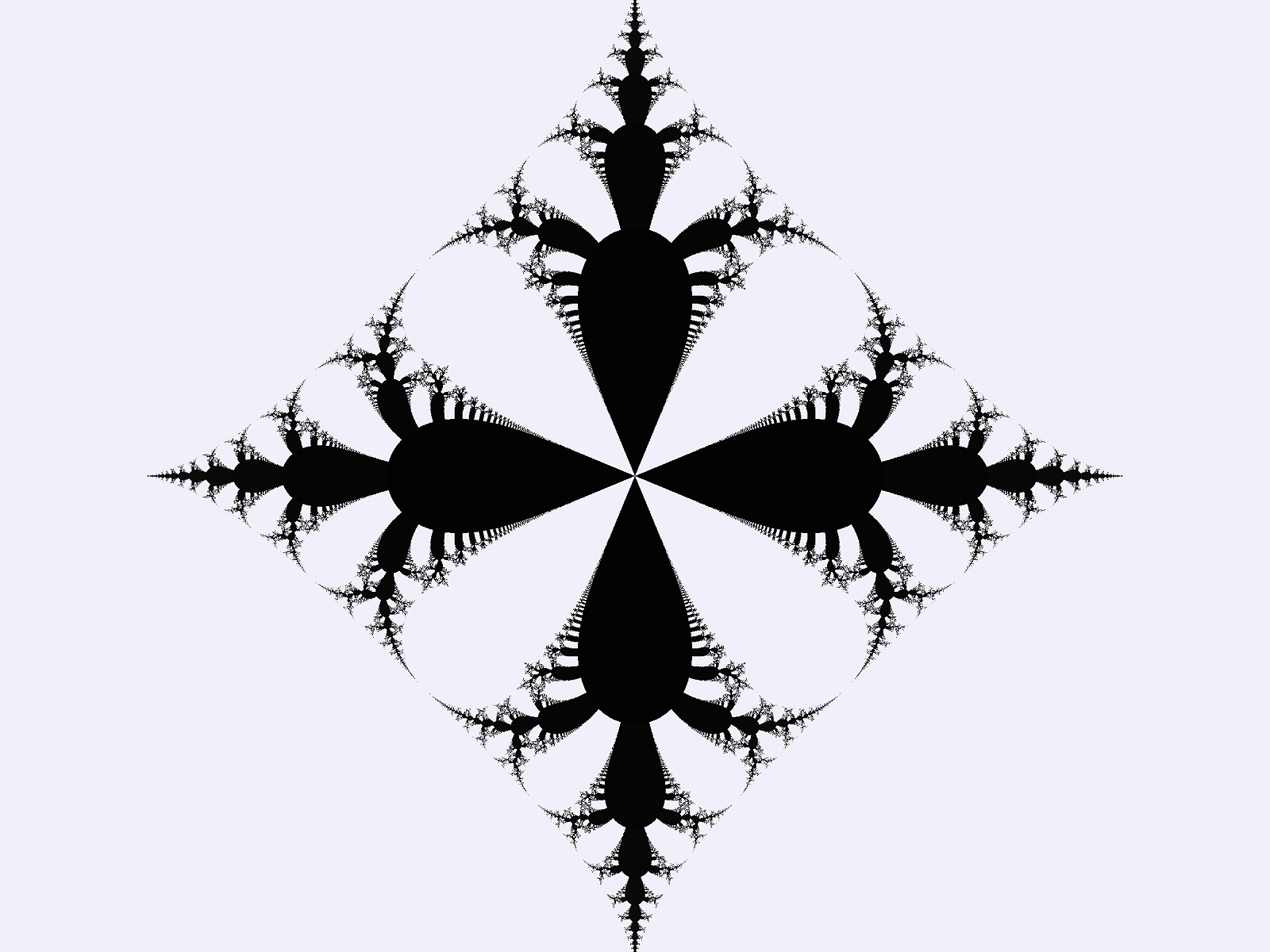
Z = Exp(Z /C^{4}) Zo = (0,0i)
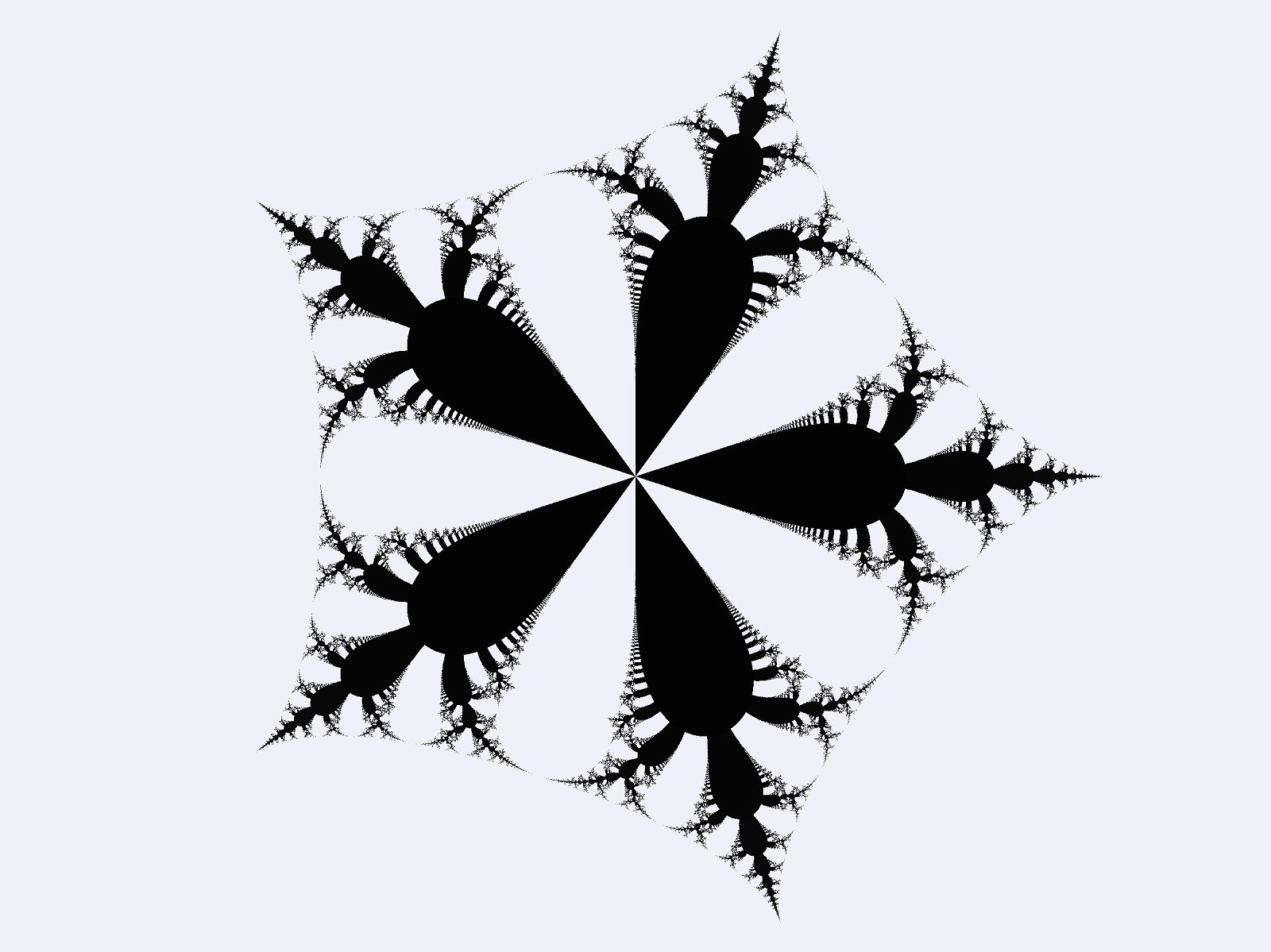
Z = Exp(Z /C^{5}) Zo = (0,0i)
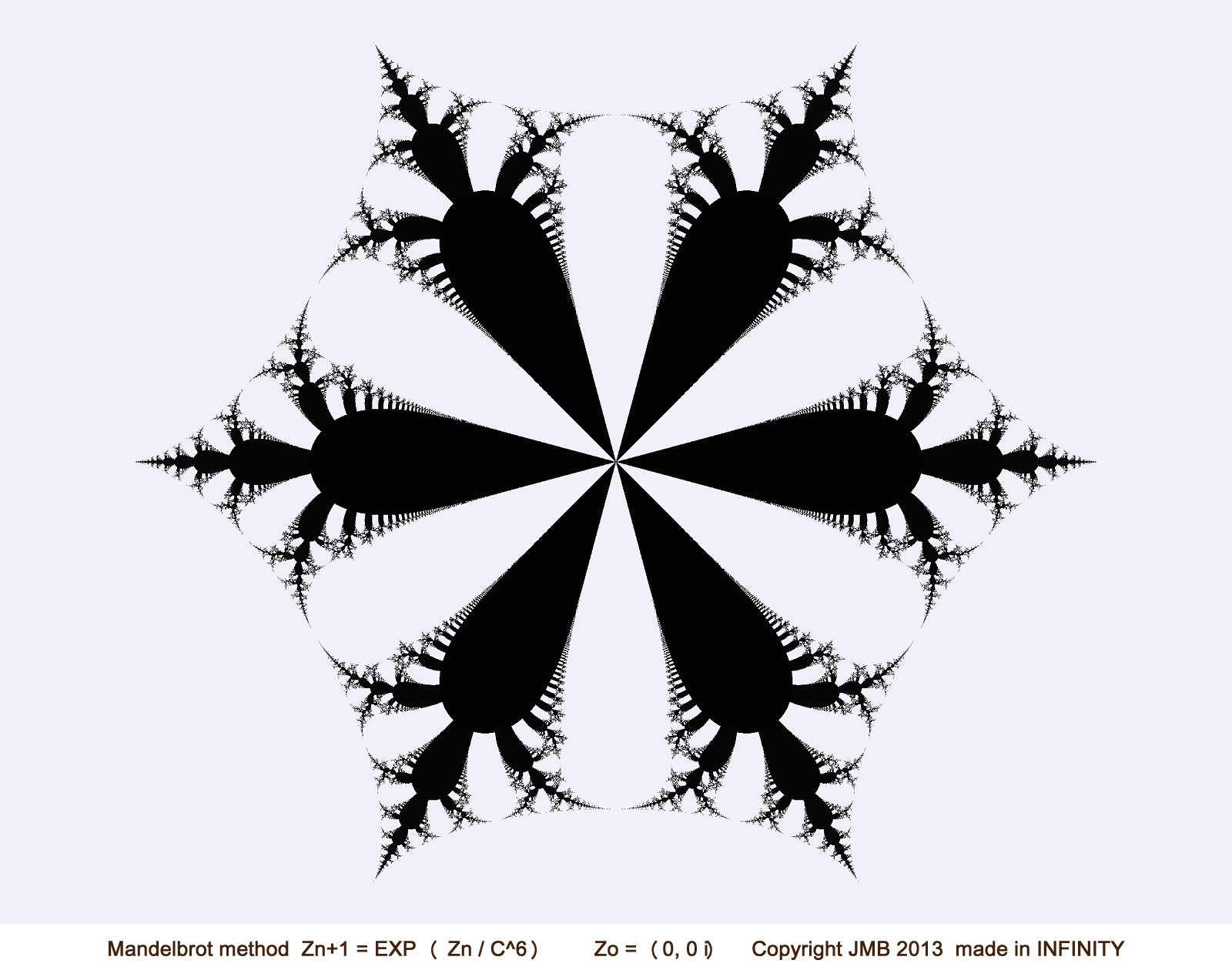
Z = Exp(Z /C^{6}) Zo = (0,0i)

#### El caso de la función Z_{n+1} = Exp(Z_{n} / C ^{m}) + C ^{p}

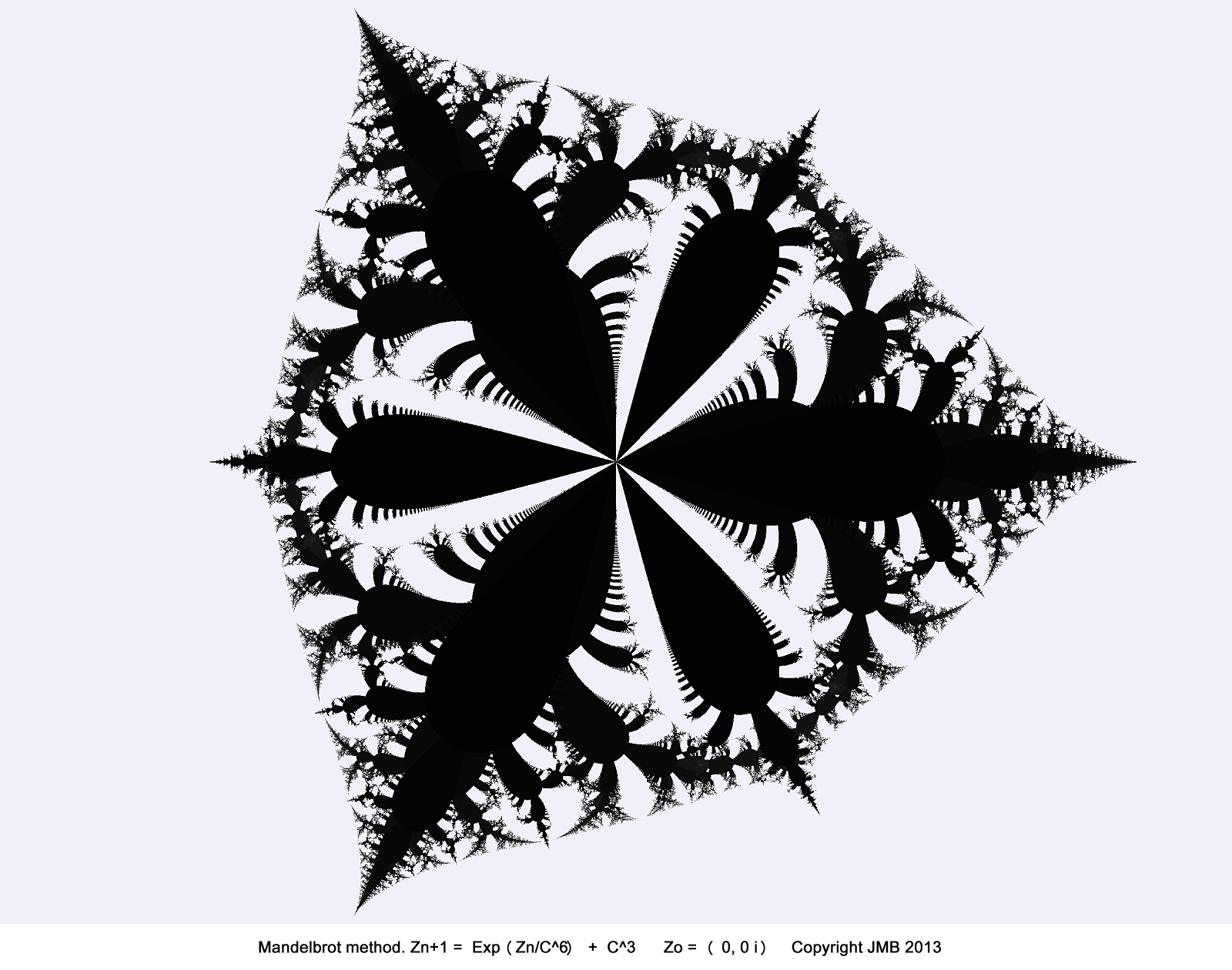
Z = Exp(Z /C^{6}) + C ^{3} Zo = (0,0i)
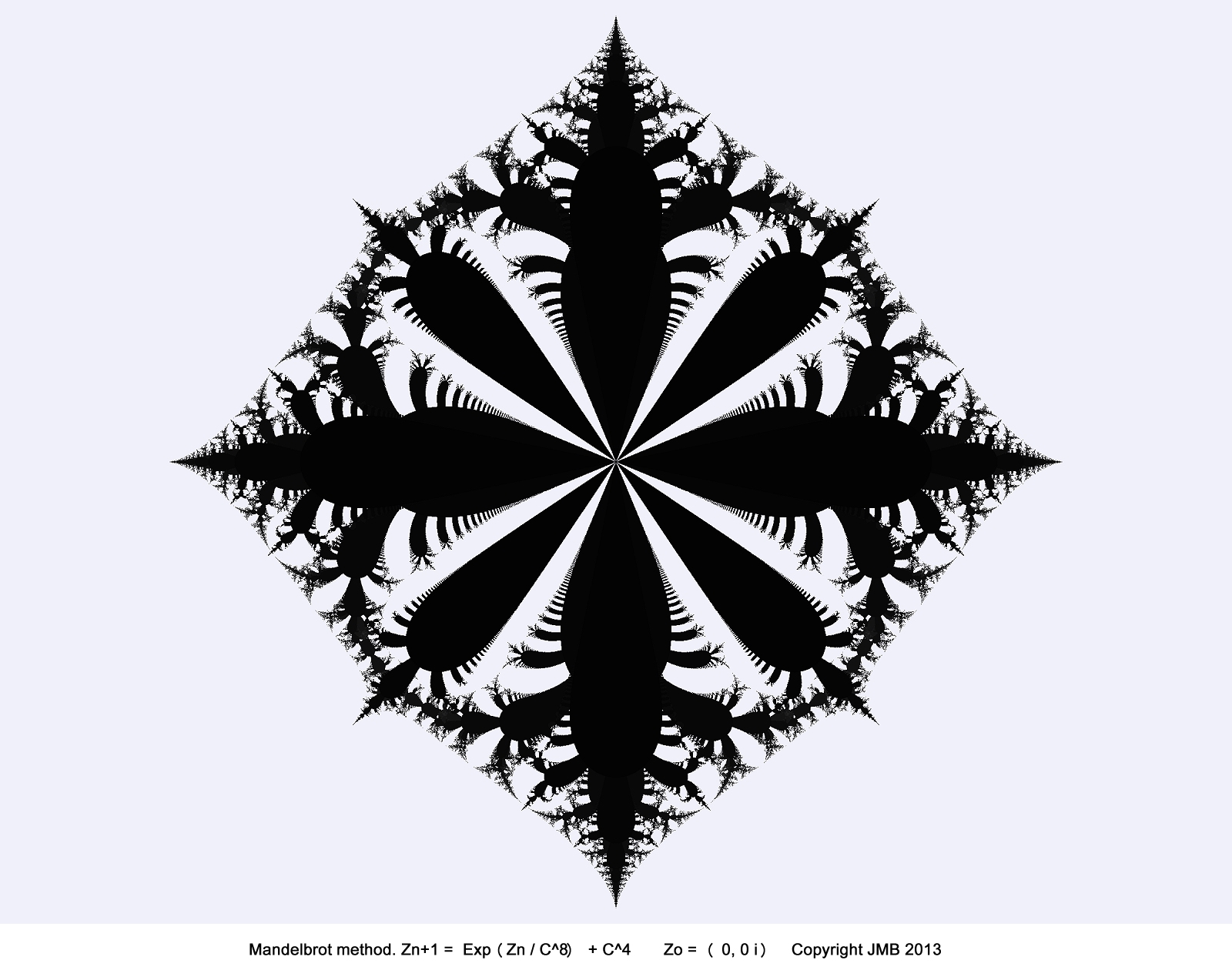
Z = Exp(Z /C^{8}) + C ^{4} Zo = (0,0i)
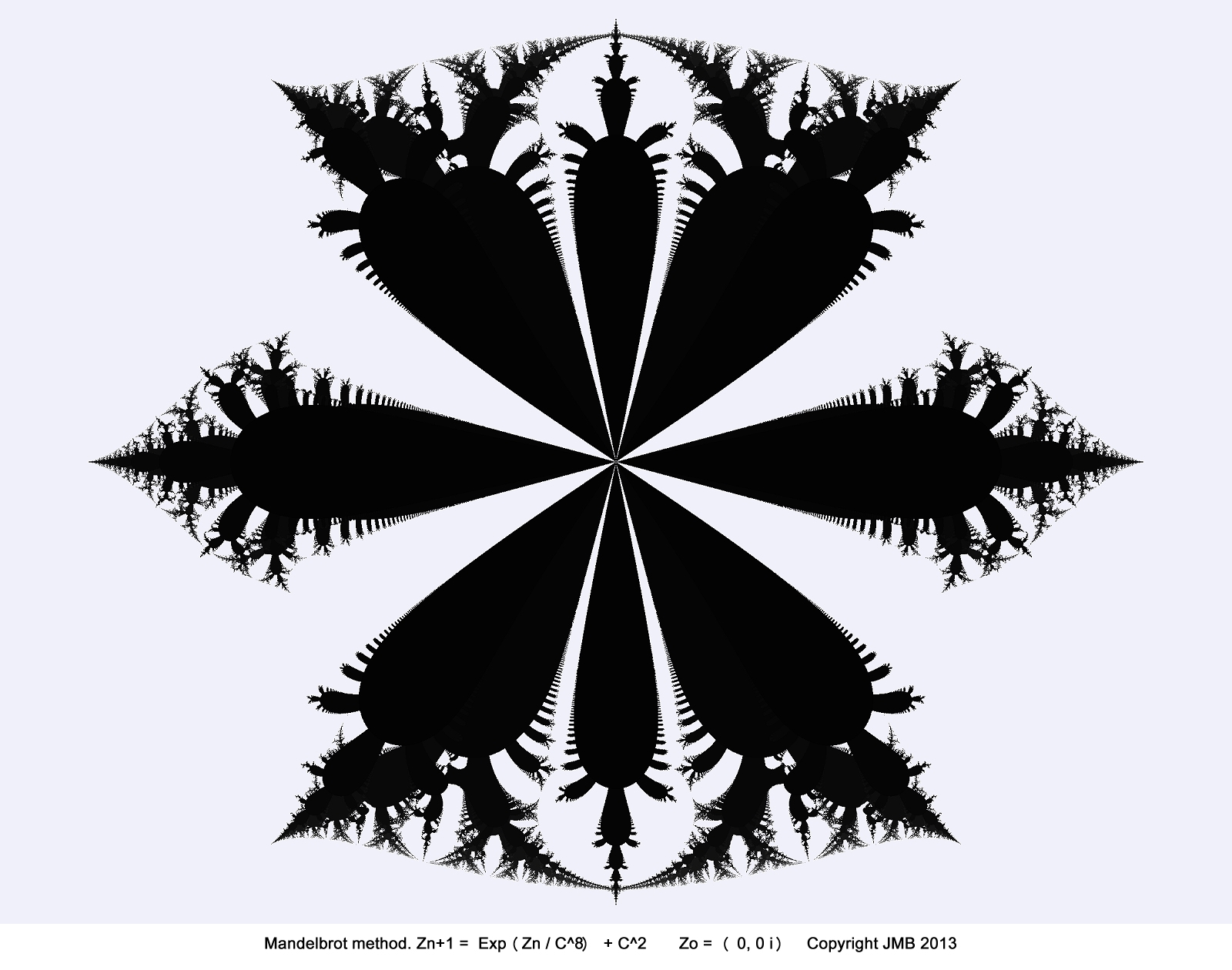
Z = Exp(Z /C^{8}) + C ^{2} Zo = (0,0i)

#### El caso de la función Z_{n+1} = Exp(Z_{n}^{p} / C ^{p})

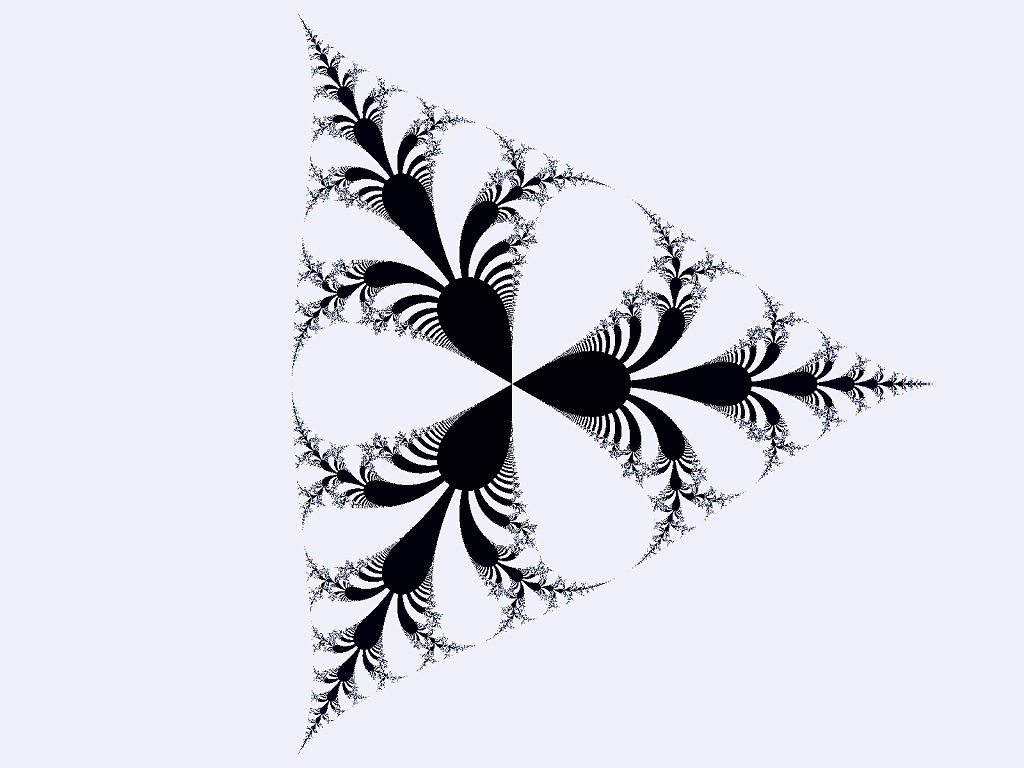
Z = Exp(Z^{3}/C^{3}) Zo = (0,0i)
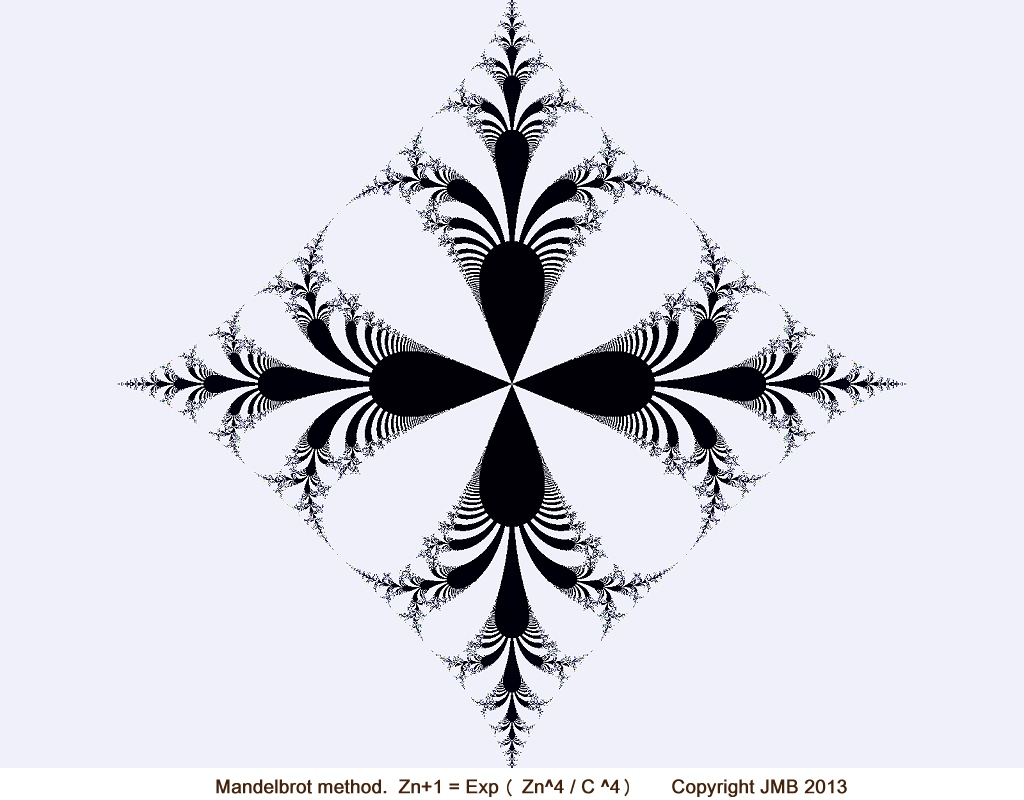
Z = Exp(Z^{4}/C^{4}) Zo = (0,0i)

#### El caso de la función Z_{n+1} = Z_{n}^{q} * Exp(Z_{n} / C ^{p}) + C

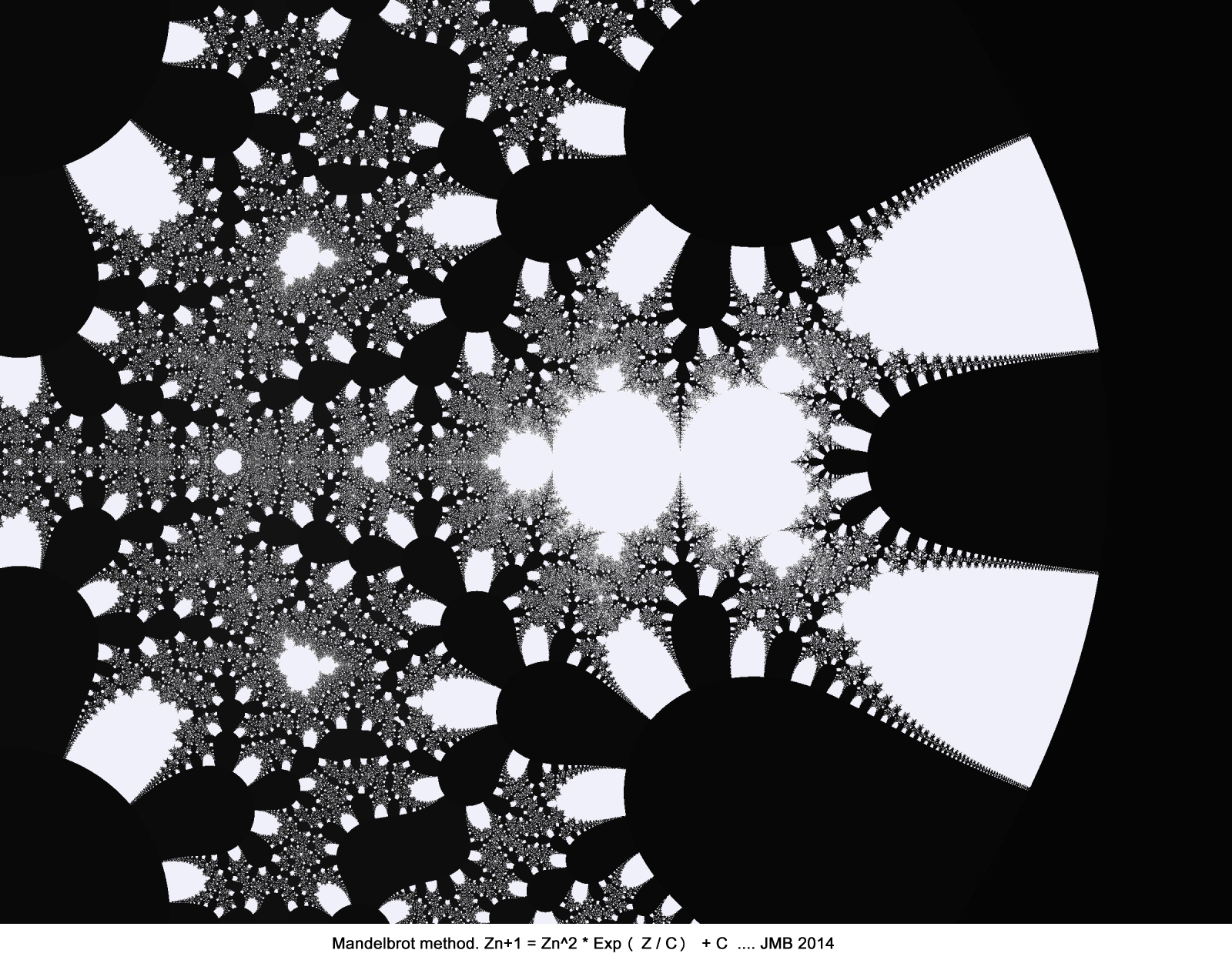
Z = Z^{2} * Exp(Z/C)+ C Zo = (0,0i)
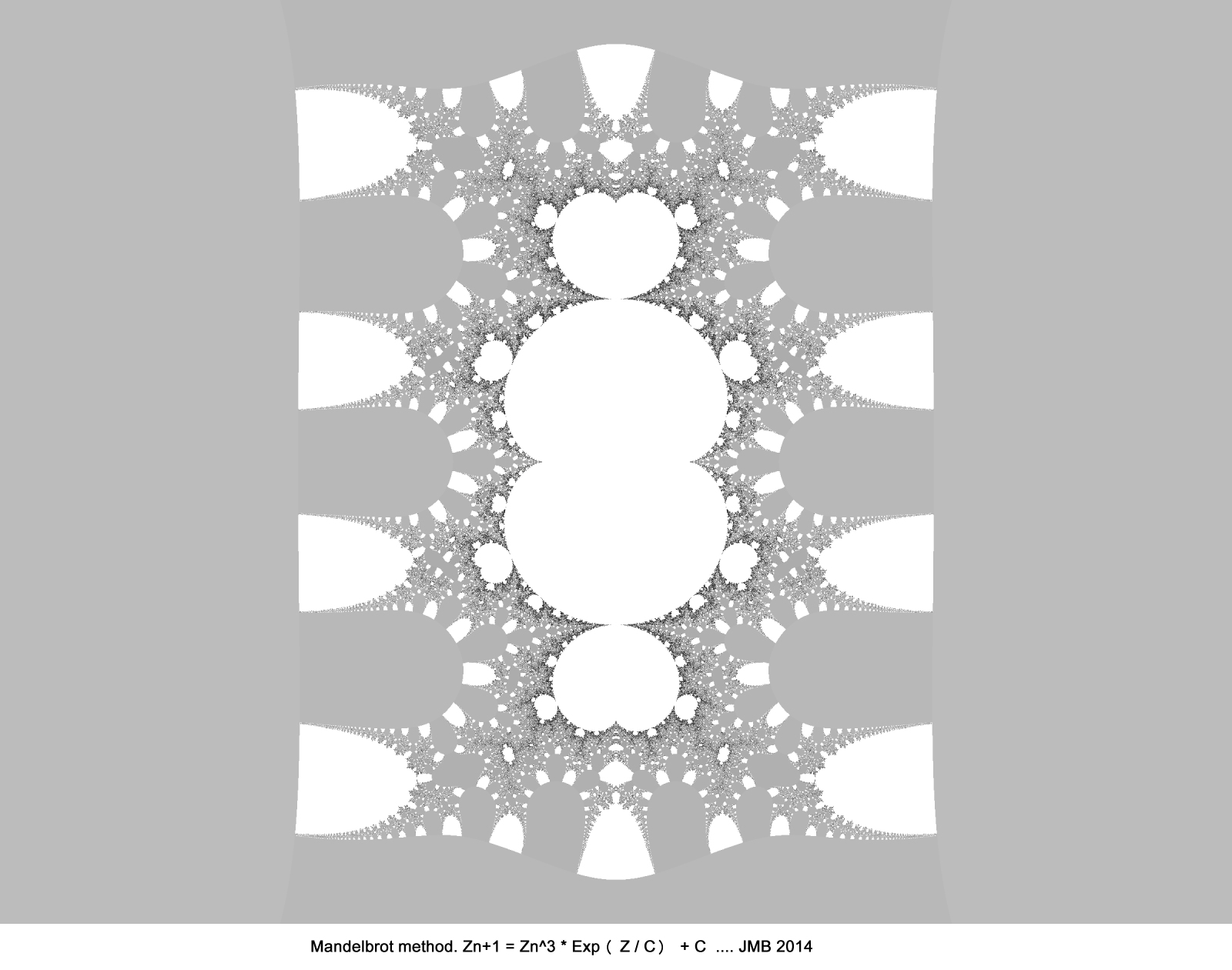
Z = Z^{3} * Exp(Z/C)+ C Zo = (0,0i)
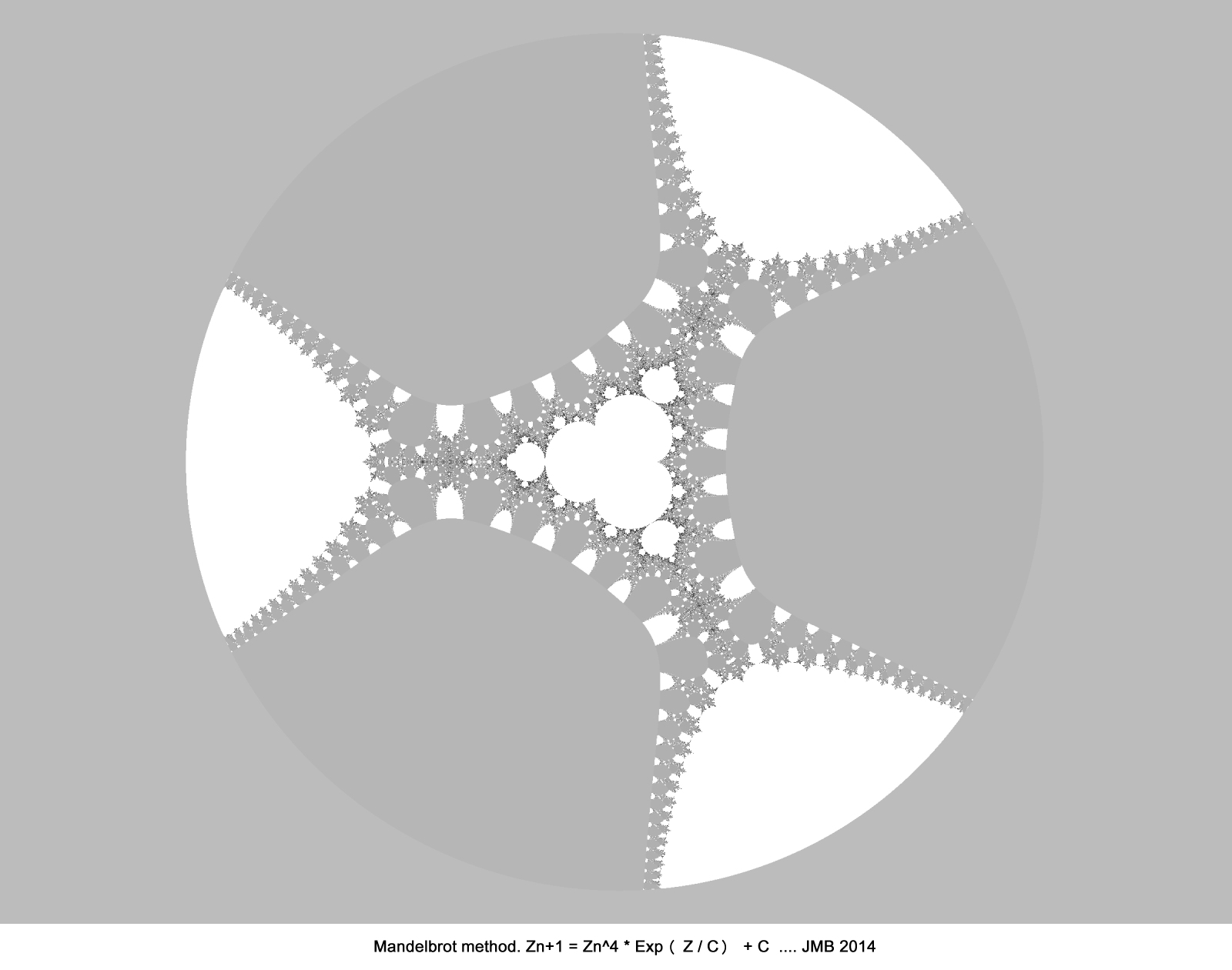
Z = Z^{4} * Exp(Z/C)+ C Zo = (0,0i)
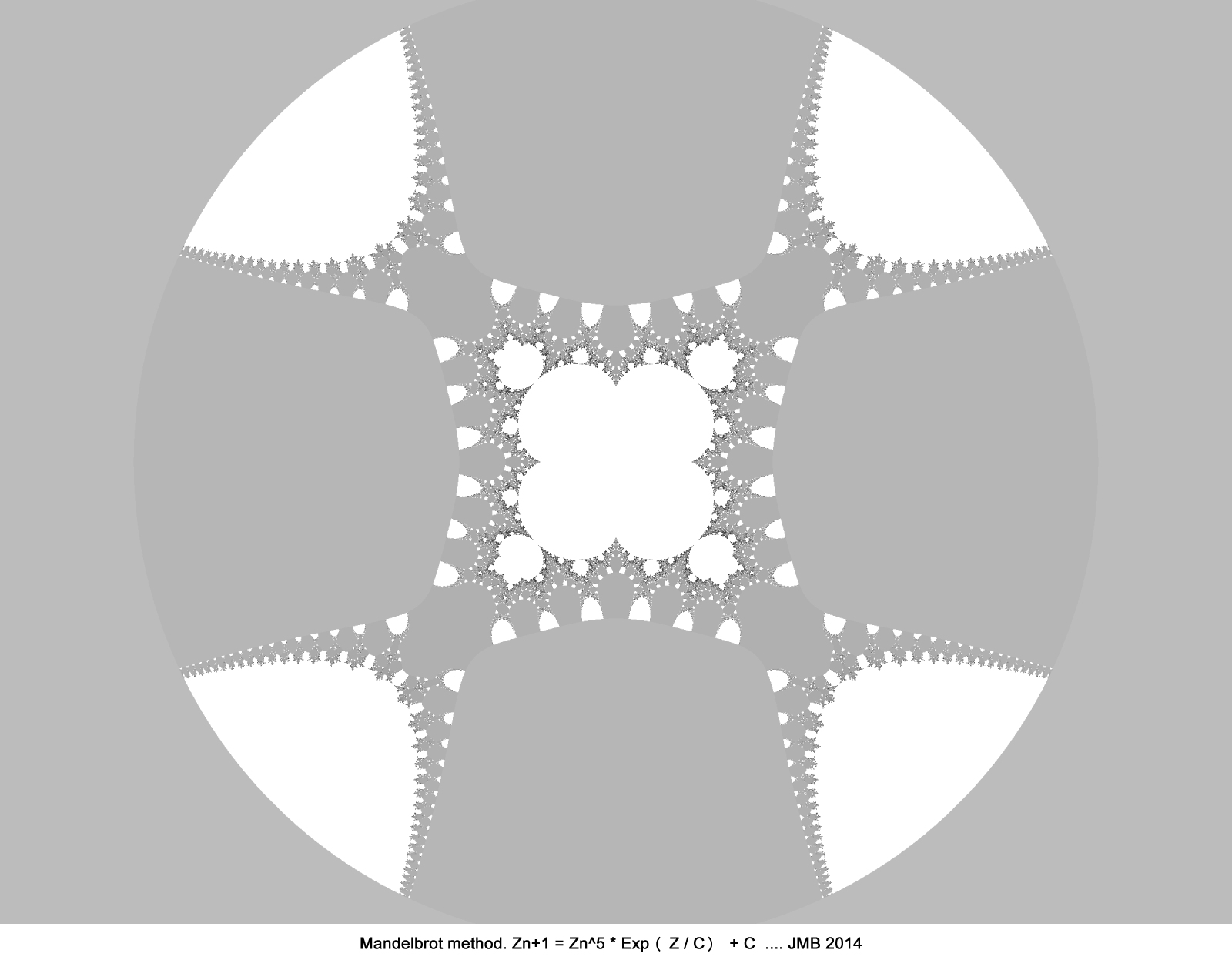
Z = Z^{5} * Exp(Z/C)+ C Zo = (0,0i)

#### El caso de la función Zn+1= Exp(Zn/ Cm)

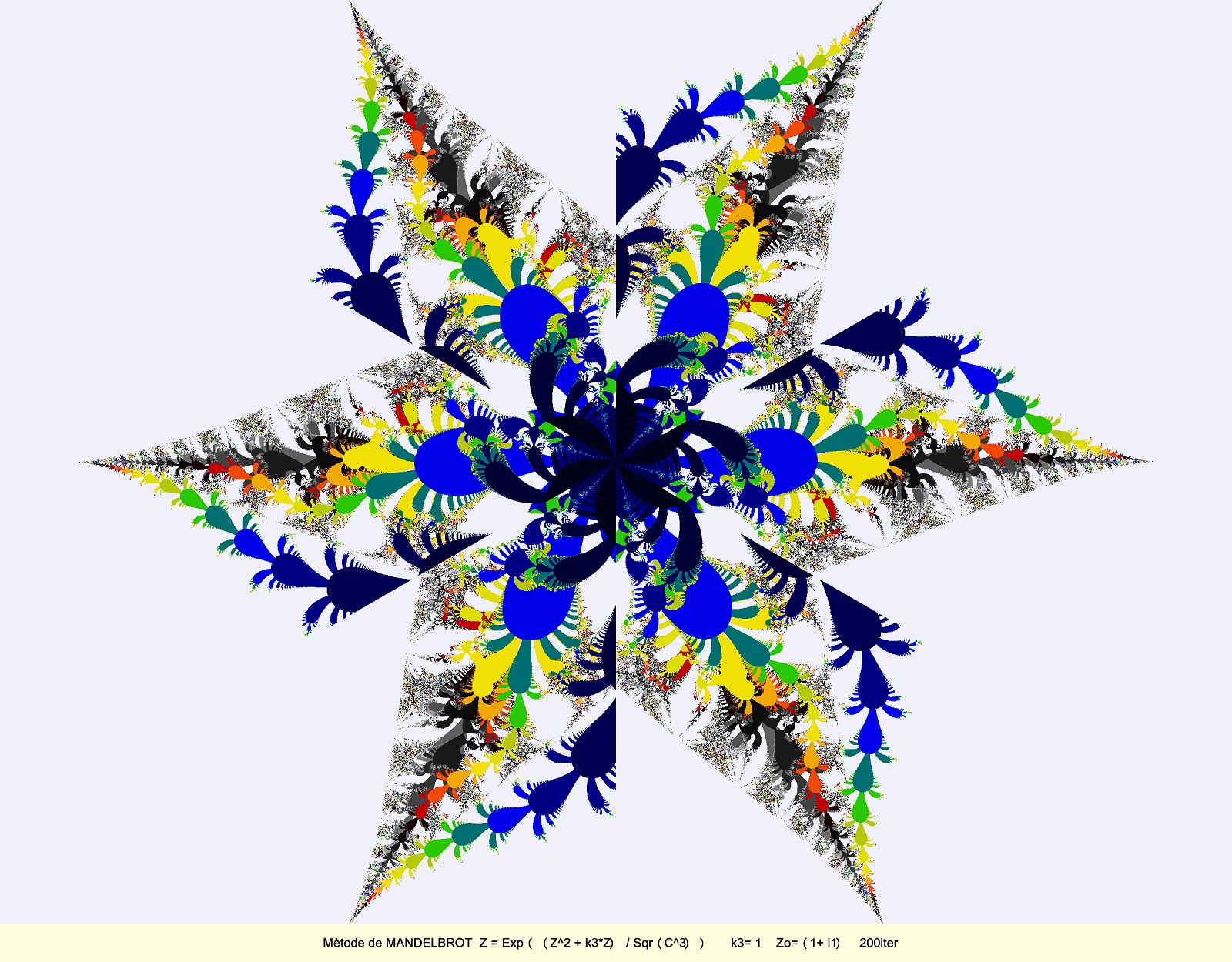
Z = Exp[(Z^{2}+ k*Z)/ Sqr(C^{3})] Zo = (1,1i) k = 1
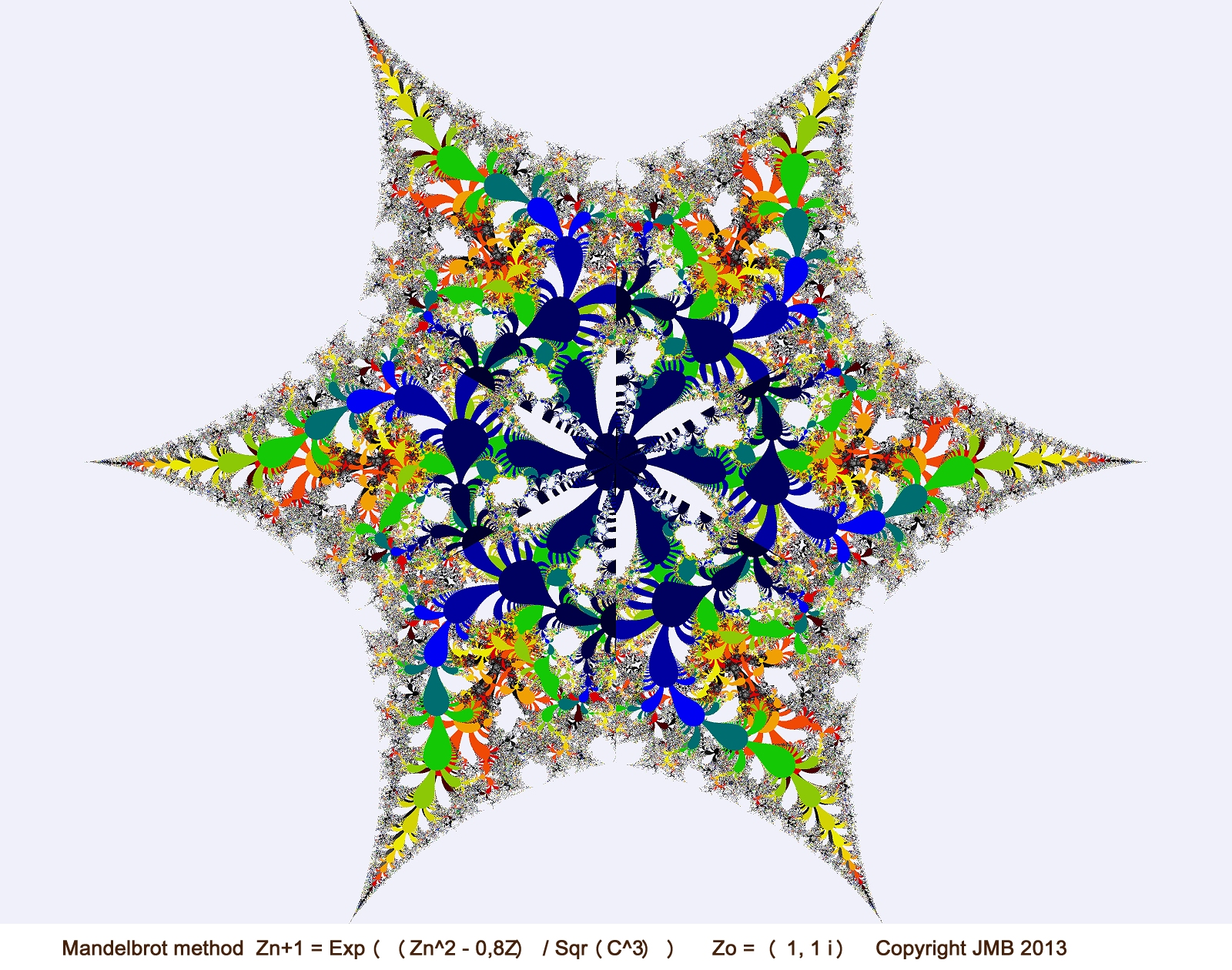
Z = Exp[(Z^{2}+ k*Z)/ Sqr(C^{3})] Zo = (1,1i) k = -0.8
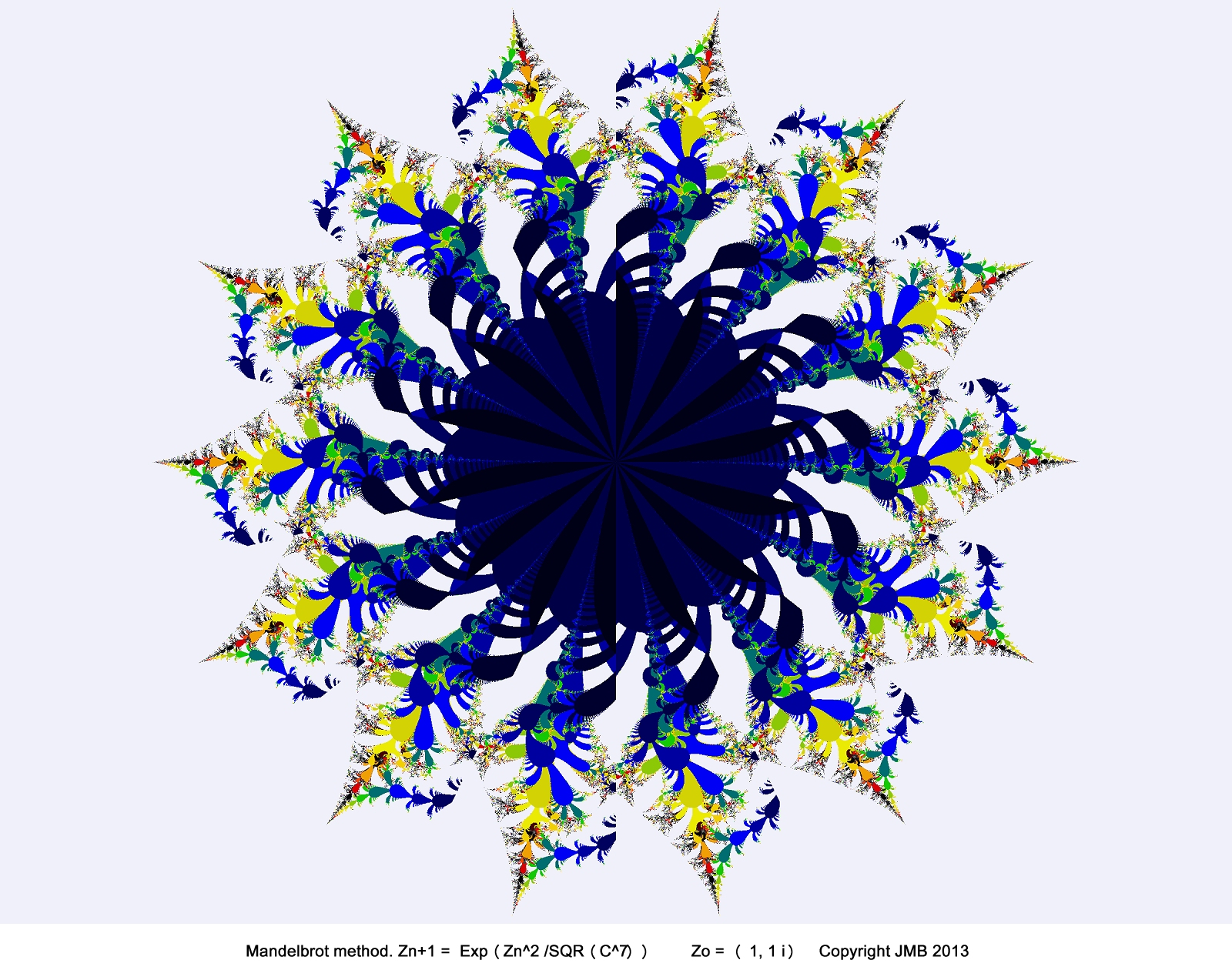
Z = Exp(Z /C) Zo = (0,0i)
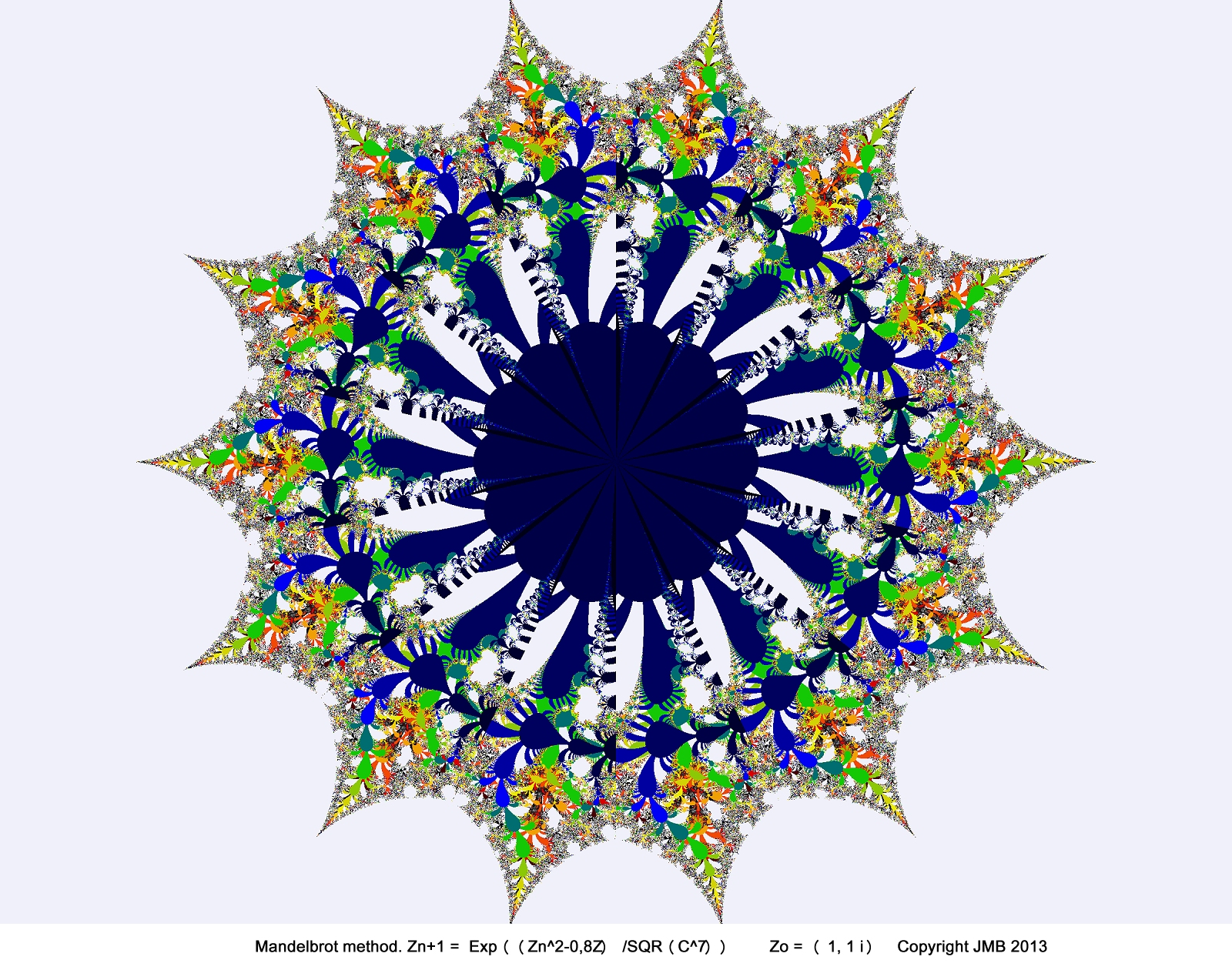
Z = Exp[(Z^{2}+ k*Z)/ Sqr(C^{7})] Zo = (1,1i) k = -0.8
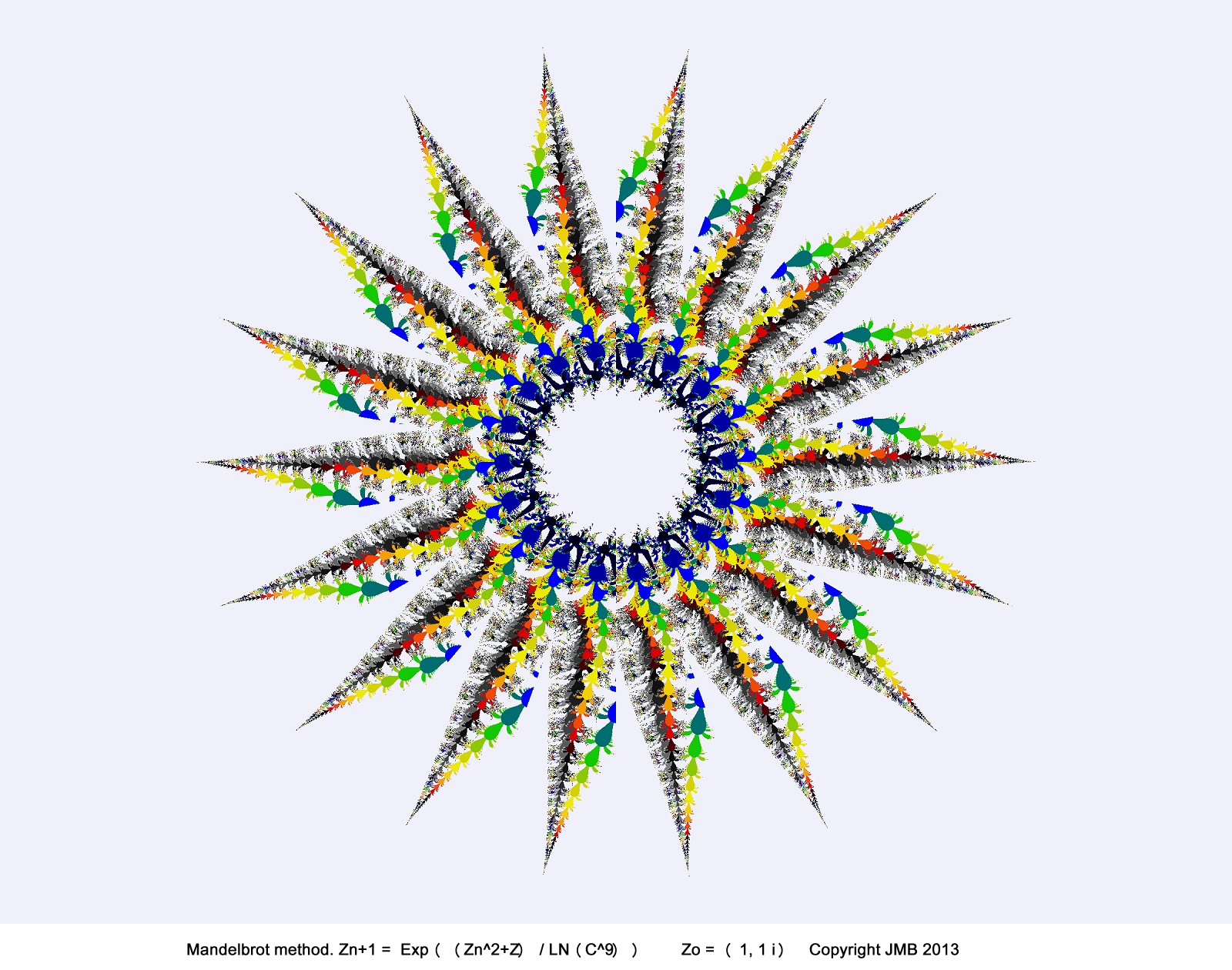
Z = Exp[(Z^{2}+ k*Z)/ LN(C^{9})] Zo = (1,1i) k = 3.0

- Z = Exp(Z /C2)
 Zo = (0,0i)
- Z = Exp(Z /C3)
 Zo = (0,0i)
- Z = Exp(Z /C4)
 Zo = (0,0i)
- Z = Exp(Z /C5)
 Zo = (0,0i)
- Z = Exp(Z /C6)
 Zo = (0,0i)

#### El caso de la función Zn+1= Exp(Zn/ Cm) + Cp
- Z = Exp(Z /C6) + C 3
 Zo = (0,0i)
- Z = Exp(Z /C8) + C 4
 Zo = (0,0i)
- Z = Exp(Z /C8) + C 2
 Zo = (0,0i)

#### El caso de la función Zn+1= Exp(Znp/ Cp)
- Z = Exp(Z3/C3)
 Zo = (0,0i)
- Z = Exp(Z4/C4)
 Zo = (0,0i)

#### El caso de la función Zn+1= Znq* Exp(Zn/ Cp) + C

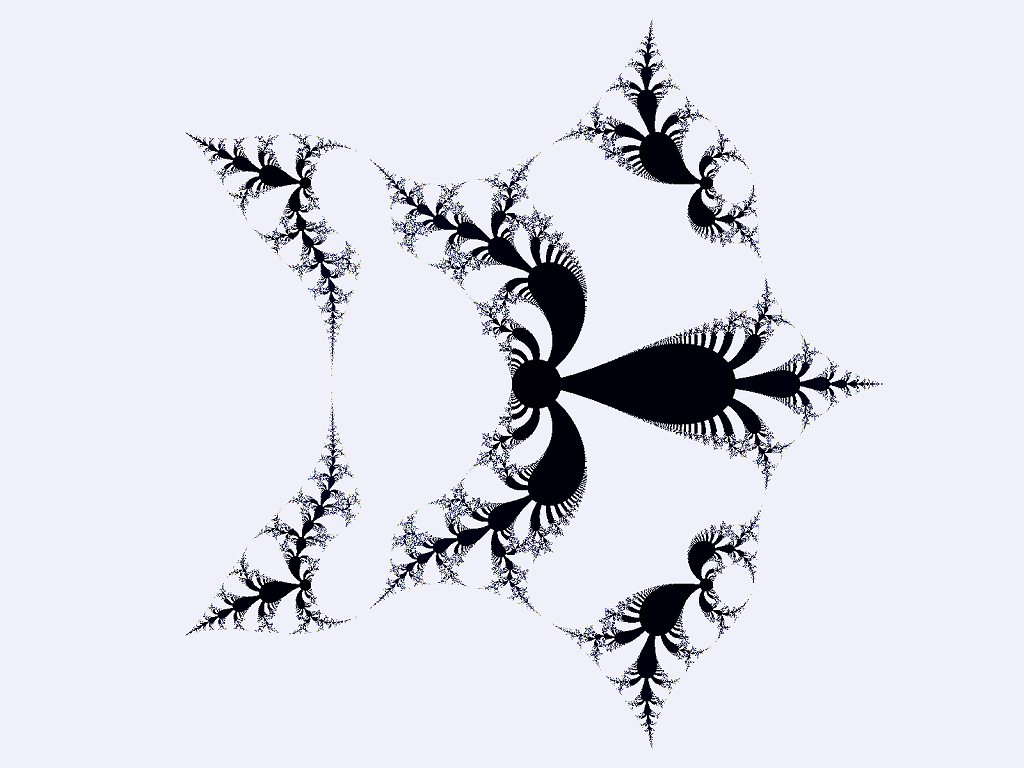
Z = Z2 * Exp(Z/C)+ C Zo = (0,0i)
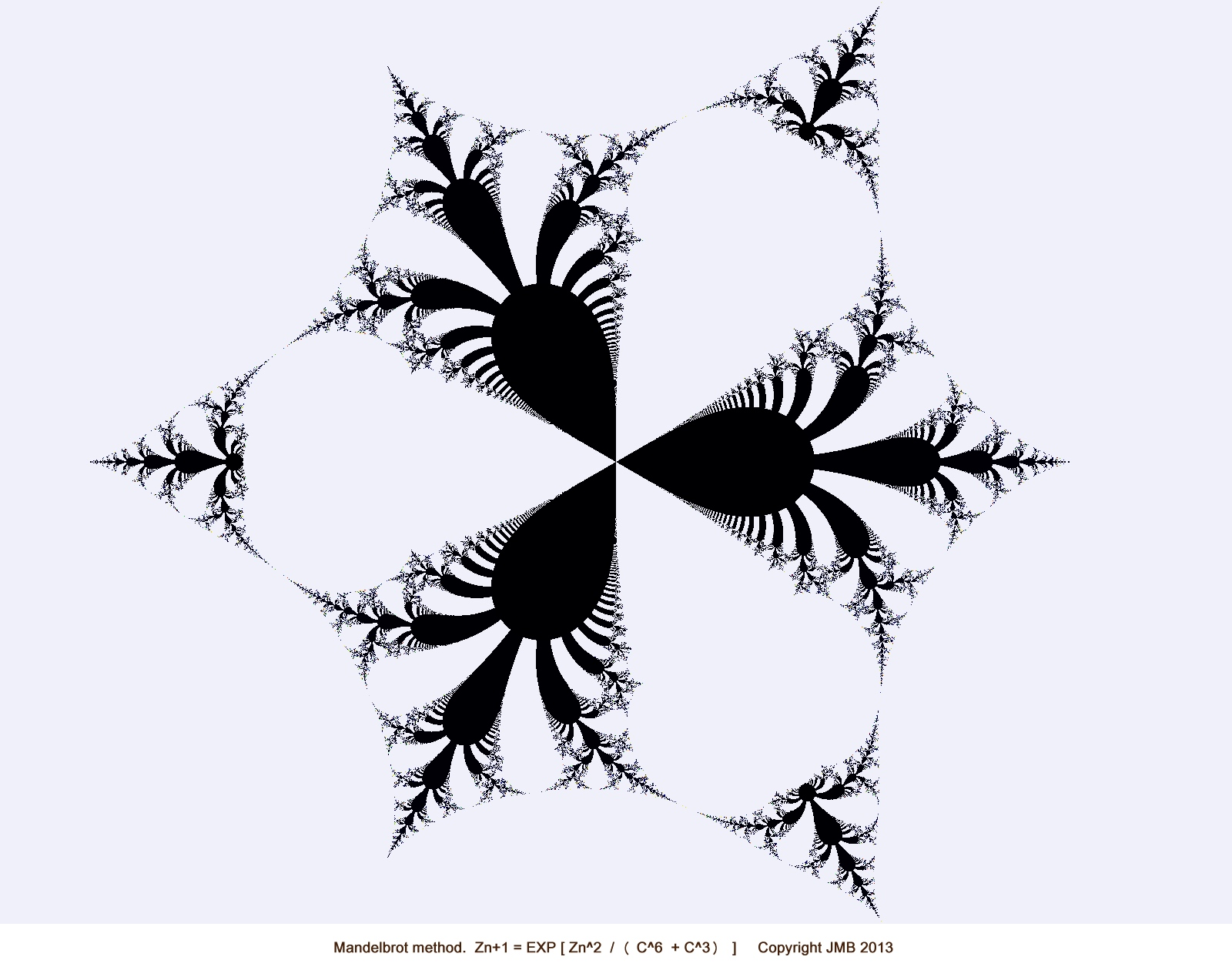
Z = Z3 * Exp(Z/C)+ C Zo = (0,0i)
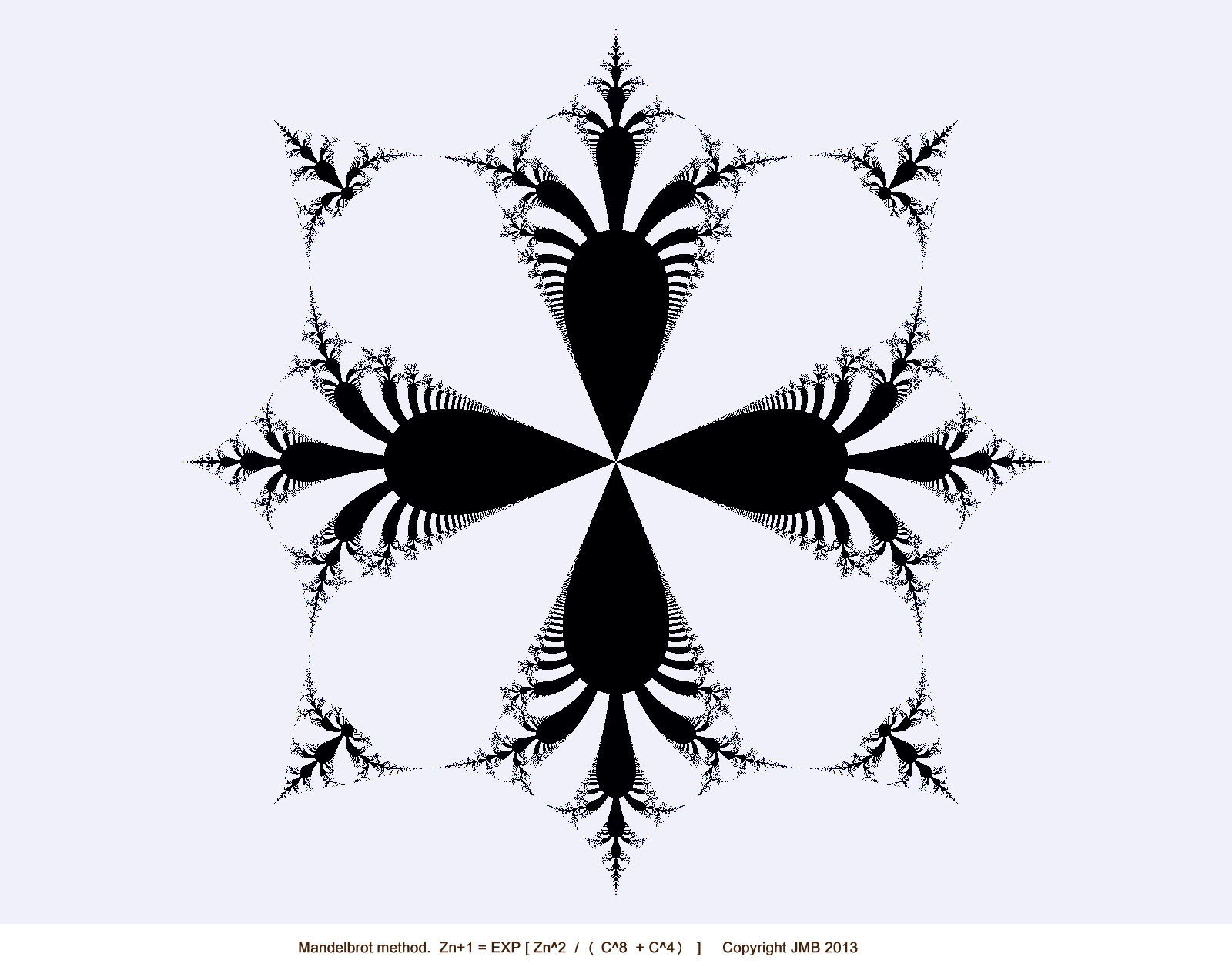
Z = Z4 * Exp(Z/C)+ C Zo = (0,0i)
- Z = Z5 * Exp(Z/C)+ C
 Zo = (0,0i)

#### El caso de la función Zn+1= Exp[ Zn2/ (Cm+ Cp) ]
Aparece un número de lóbulos centrales = m, y un número de aristas exteriores = p, siendo m<p.
- Z = Exp[Z2 / ( C5 + C )]
 Zo = (0,0i)
- Z = Exp[Z2 / ( C6 + C3 )]
 Zo = (0,0i)
- Z = Exp[Z2 / ( C8 + C4 )]
 Zo = (0,0i)

#### El caso de la función Zn+1= Znm* Exp[ Cos(Zn)] + 1/C
Aparecen un número de aristas = m.

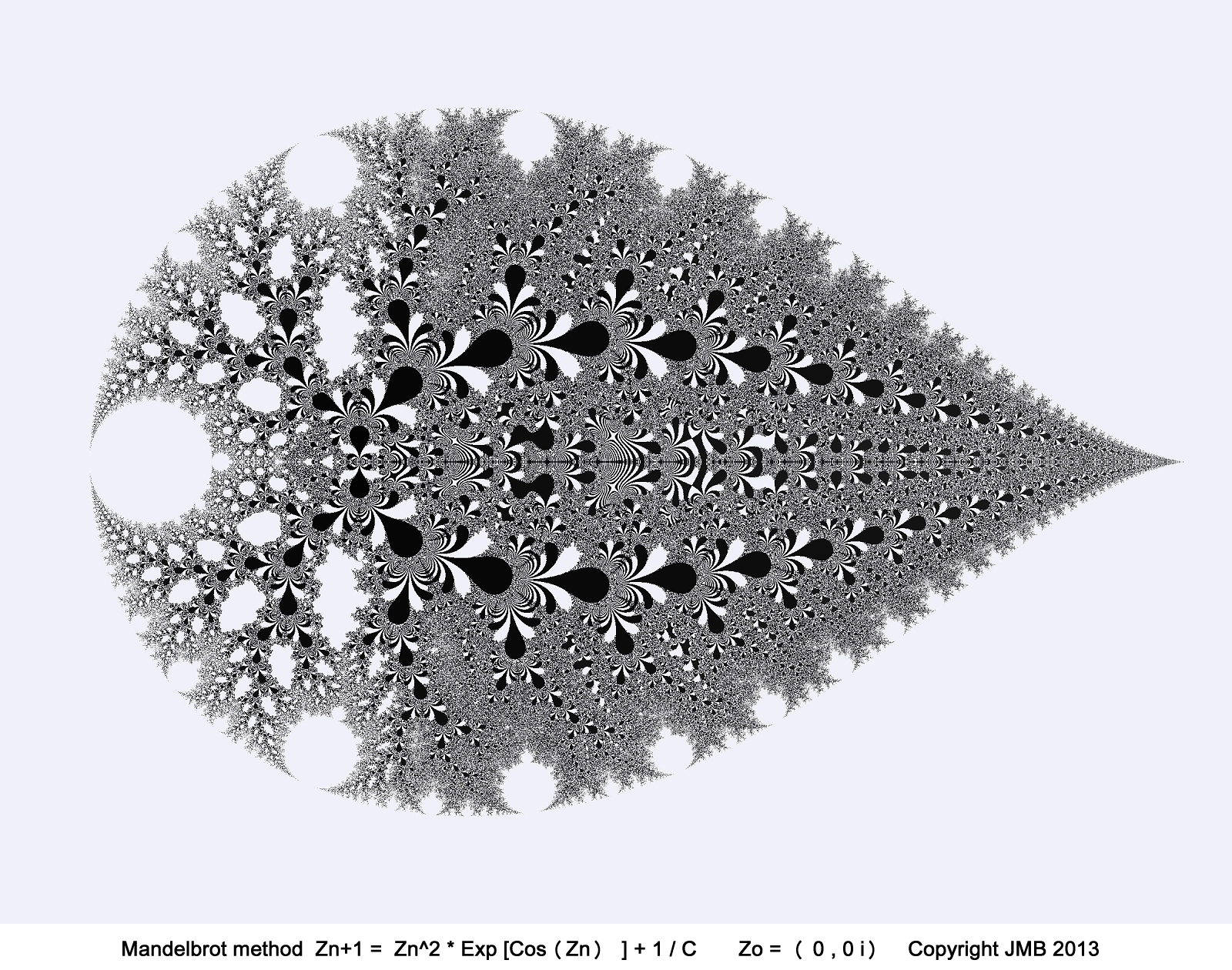
Z = Z2* Exp[ Cos(Z)] + 1/C Zo = (0,0i)
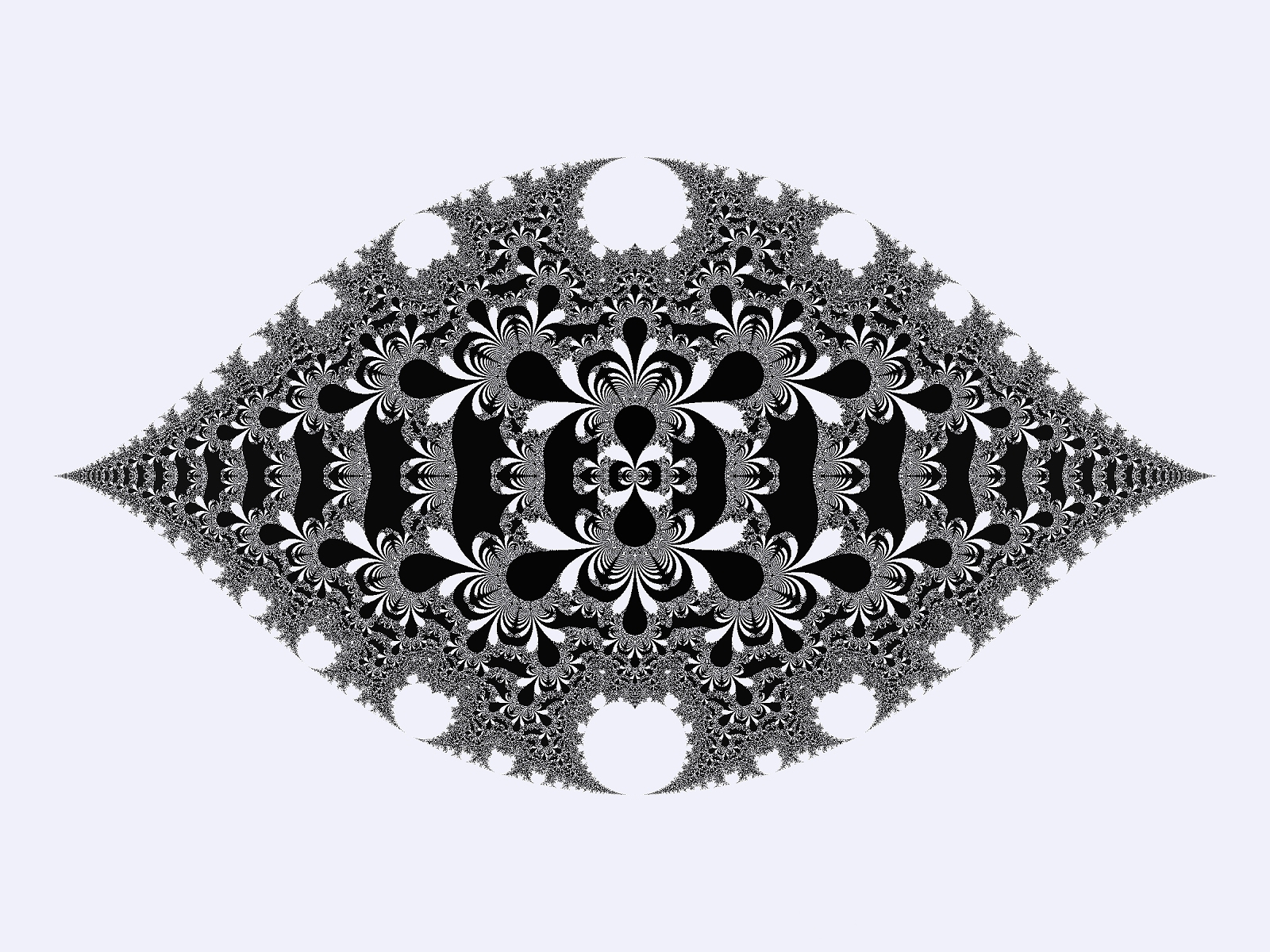
Z = Z3* Exp[ Cos(Z)] + 1/C Zo = (0,0i)
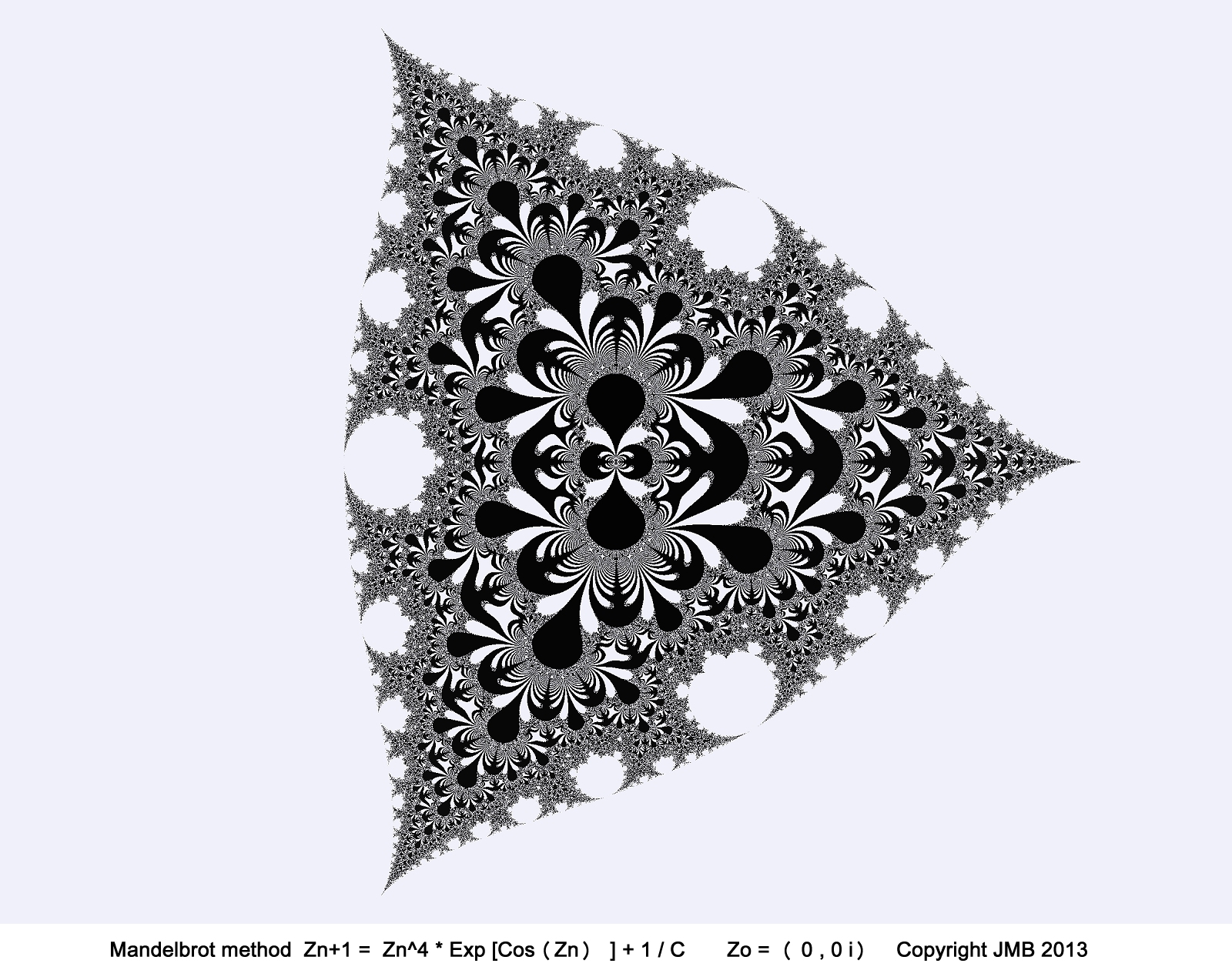
Z = Z4* Exp[ Cos(Z)] + 1/C Zo = (0,0i)

## Fractales per iteración de Sin(Z)
Esta función se descompone en una parte real y otra imaginaria:  Sin(Z) = [ Sin(x) * ((Exp(y) + Exp(-y)) / 2), Cos(x) * ((Exp(y) - Exp(-y)) / 2)i ] 

Puede ser utilizada como función iterativa o como función transformadora de los puntos C = (Cx,Cyi), simultáneamente:

#### El caso de la función Z_{n+1} = Sin(Z_{n} * C ^{m})

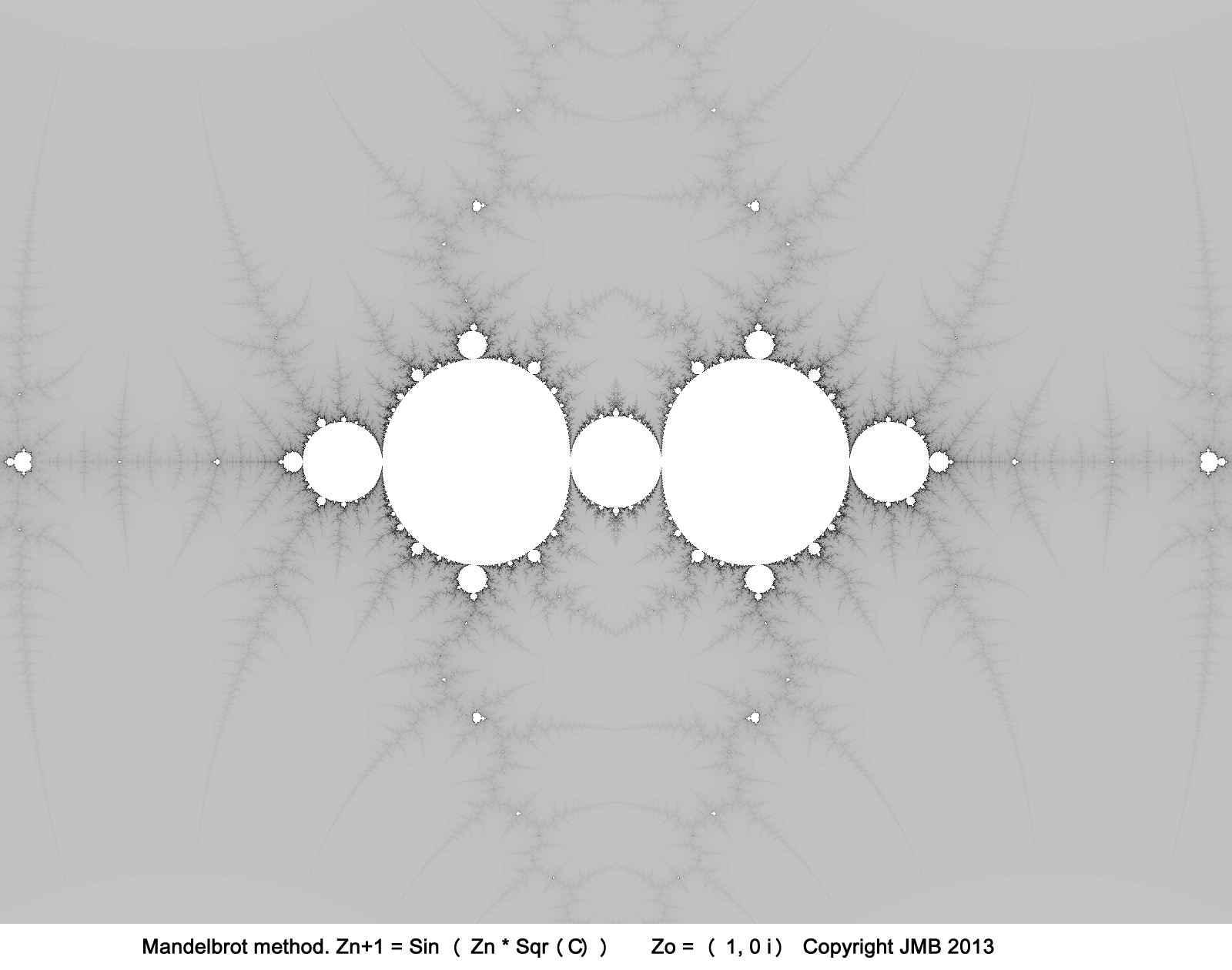
Z = Sin(Z*C^{0.5}) Zo = (1,0i)
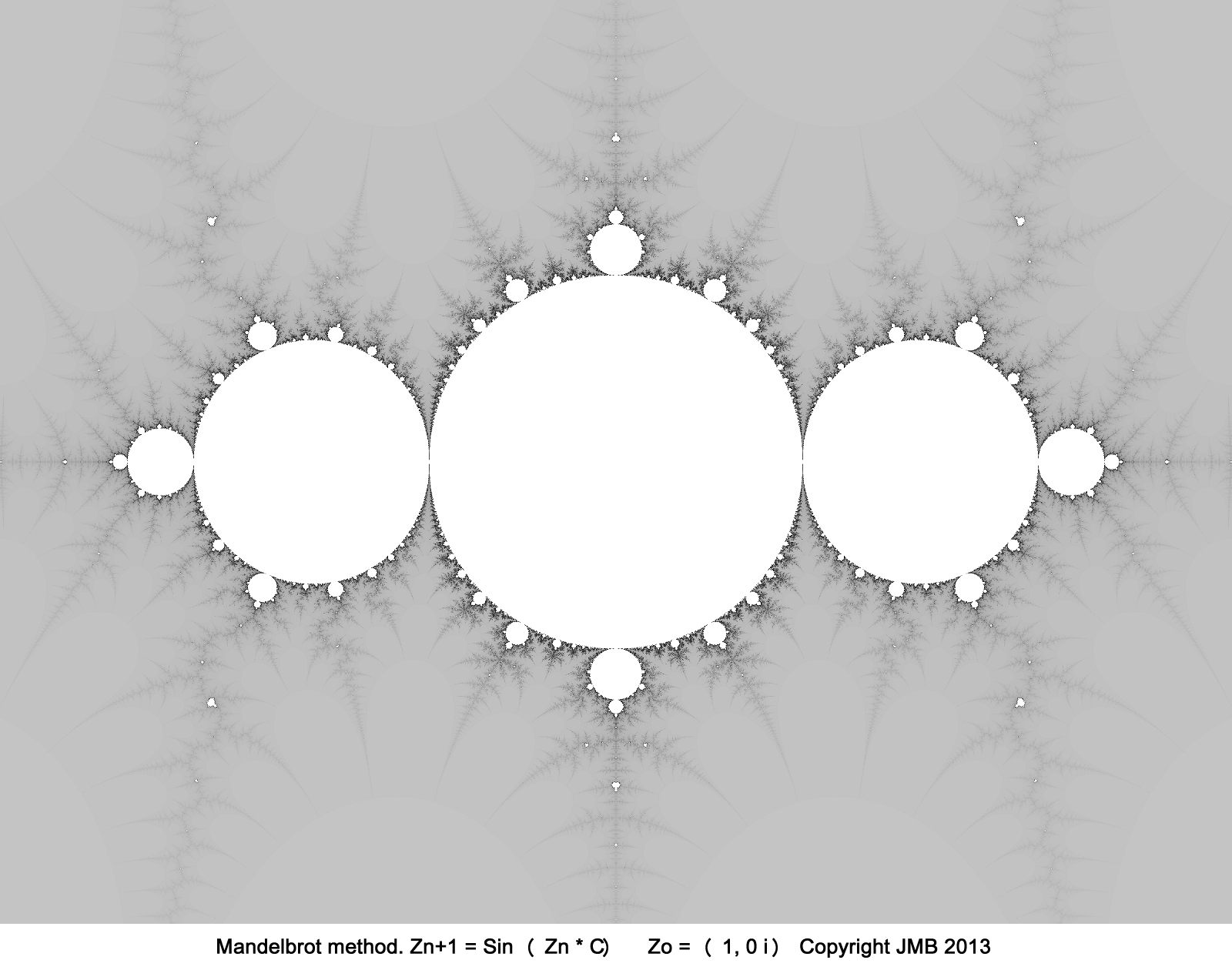
Z = Sin(Z*C) Zo = (1,0i)
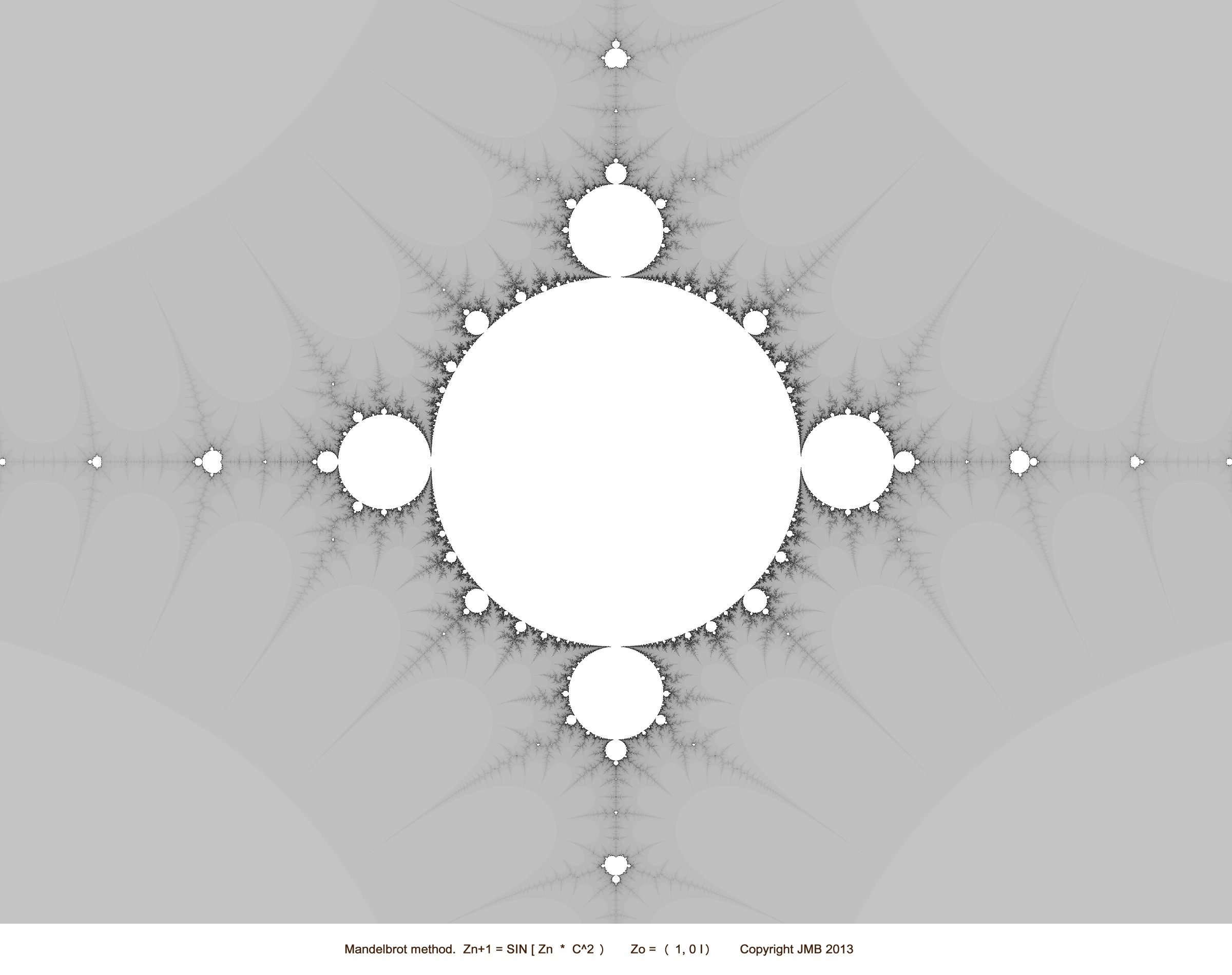
Z = Sin(Z*C^{2}) Zo = (1,0i)
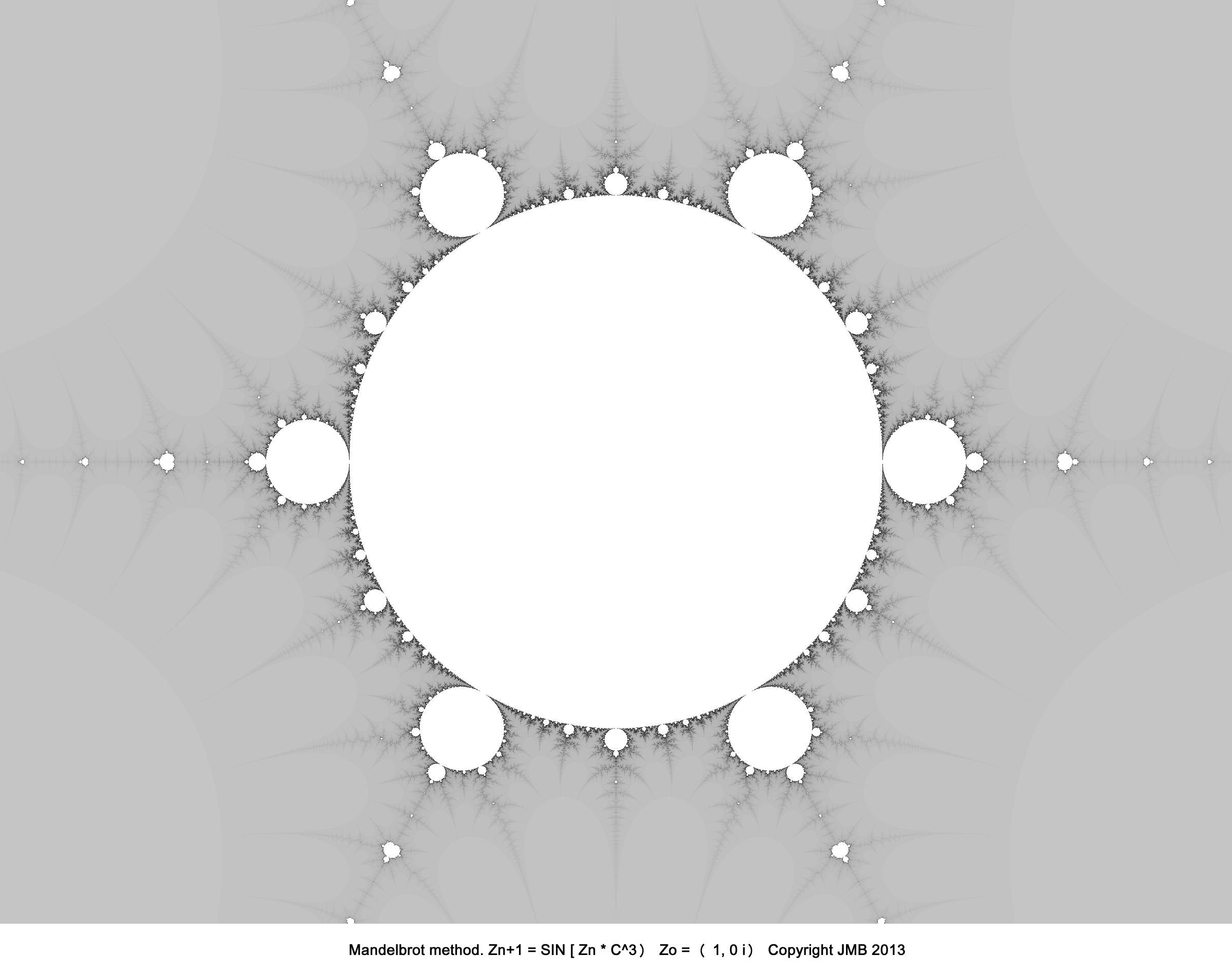
Z = Sin(Z*C^{3}) Zo = (1,0i)
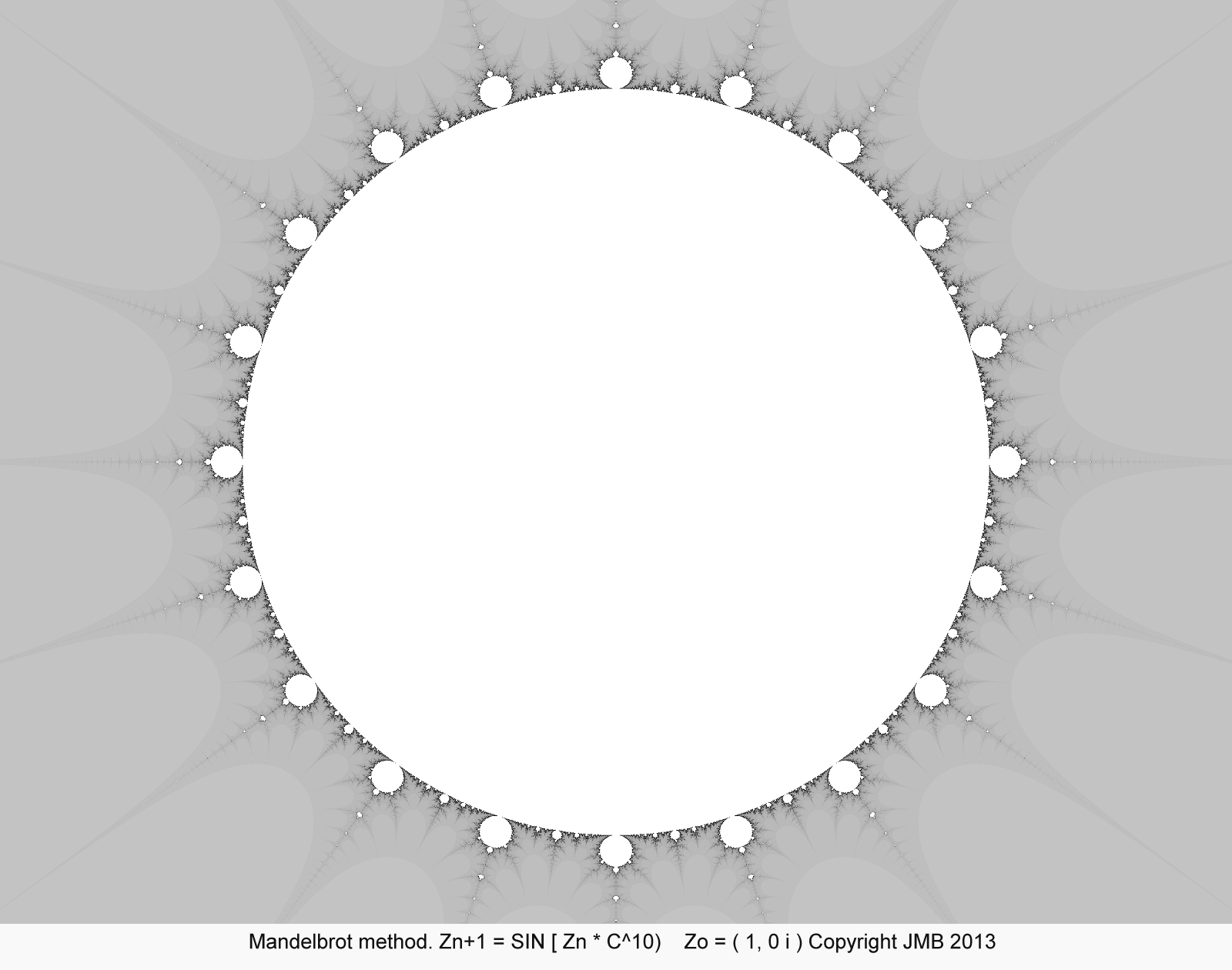
Z = Sin(Z*C^{10}) Zo = (1,0i)
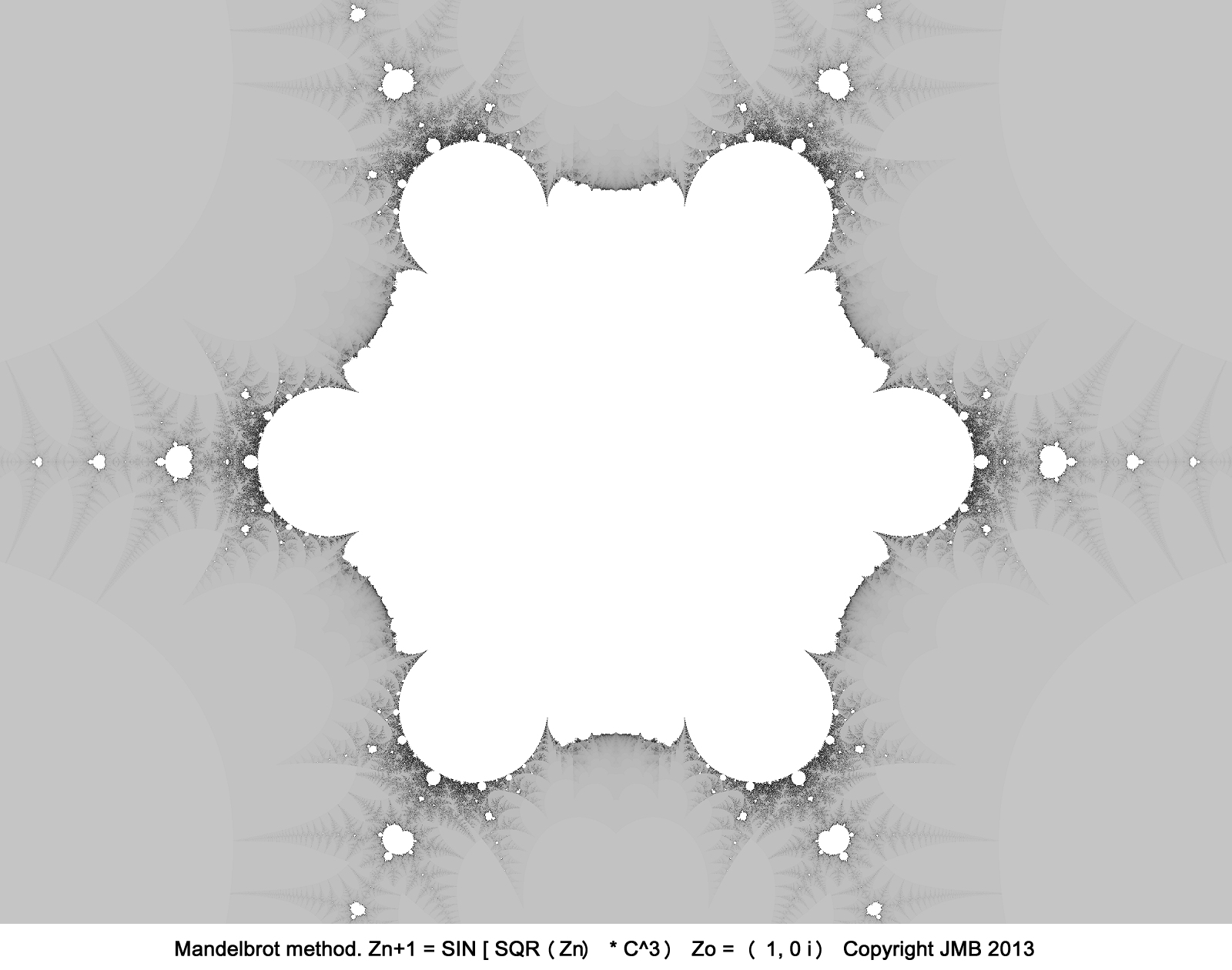
Z = Sin(Z^{0.5}*C^{3}) Zo = (1,0i)

#### El caso de la función Z_{n+1} = Sin(Z_{n} / C ^{m})

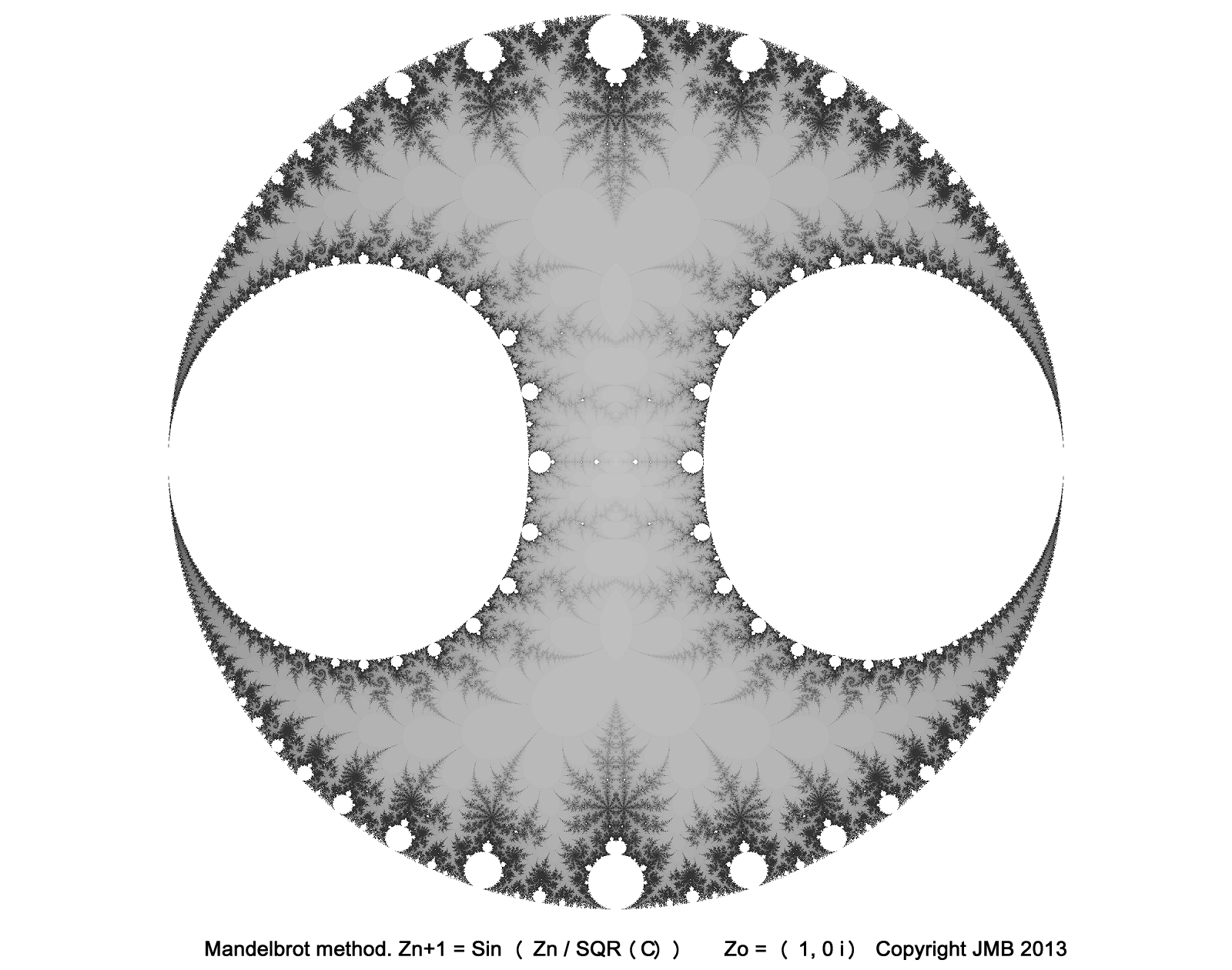
Z = Sin(Z/C^{0.5}) Zo = (1,0i)
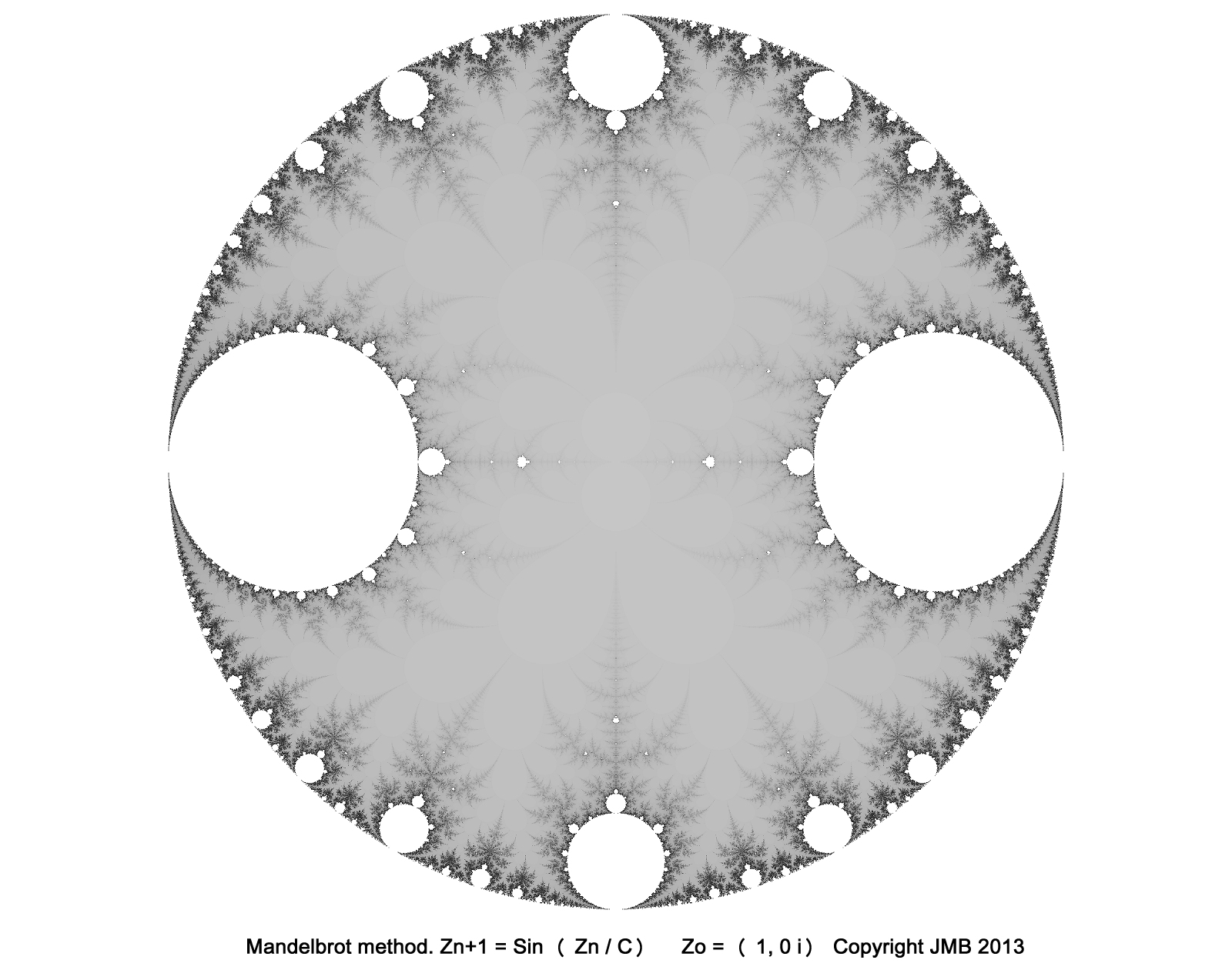
Z = Sin(Z/C) Zo = (1,0i)
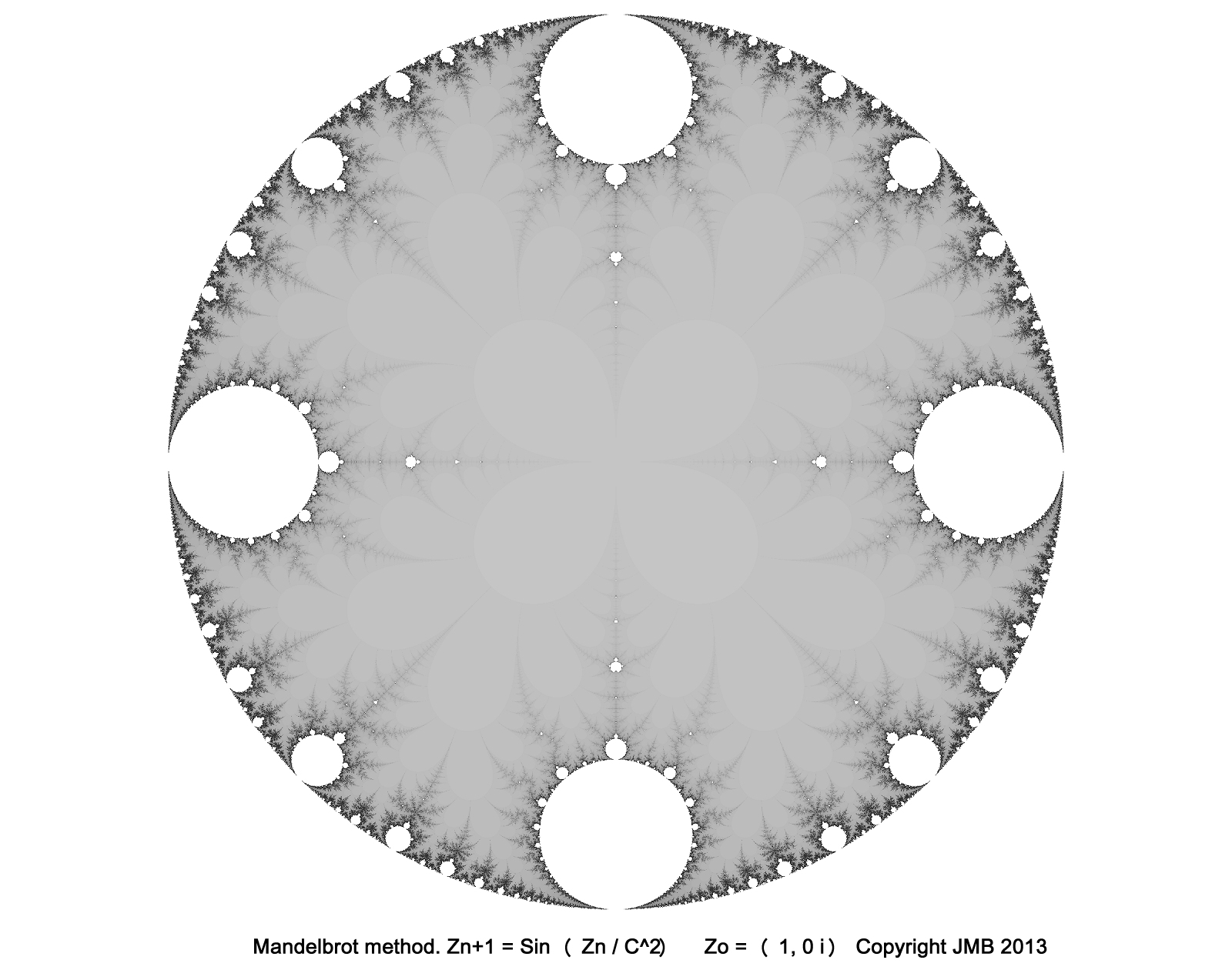
Z = Sin(Z/C^{2}) Zo = (1,0i)
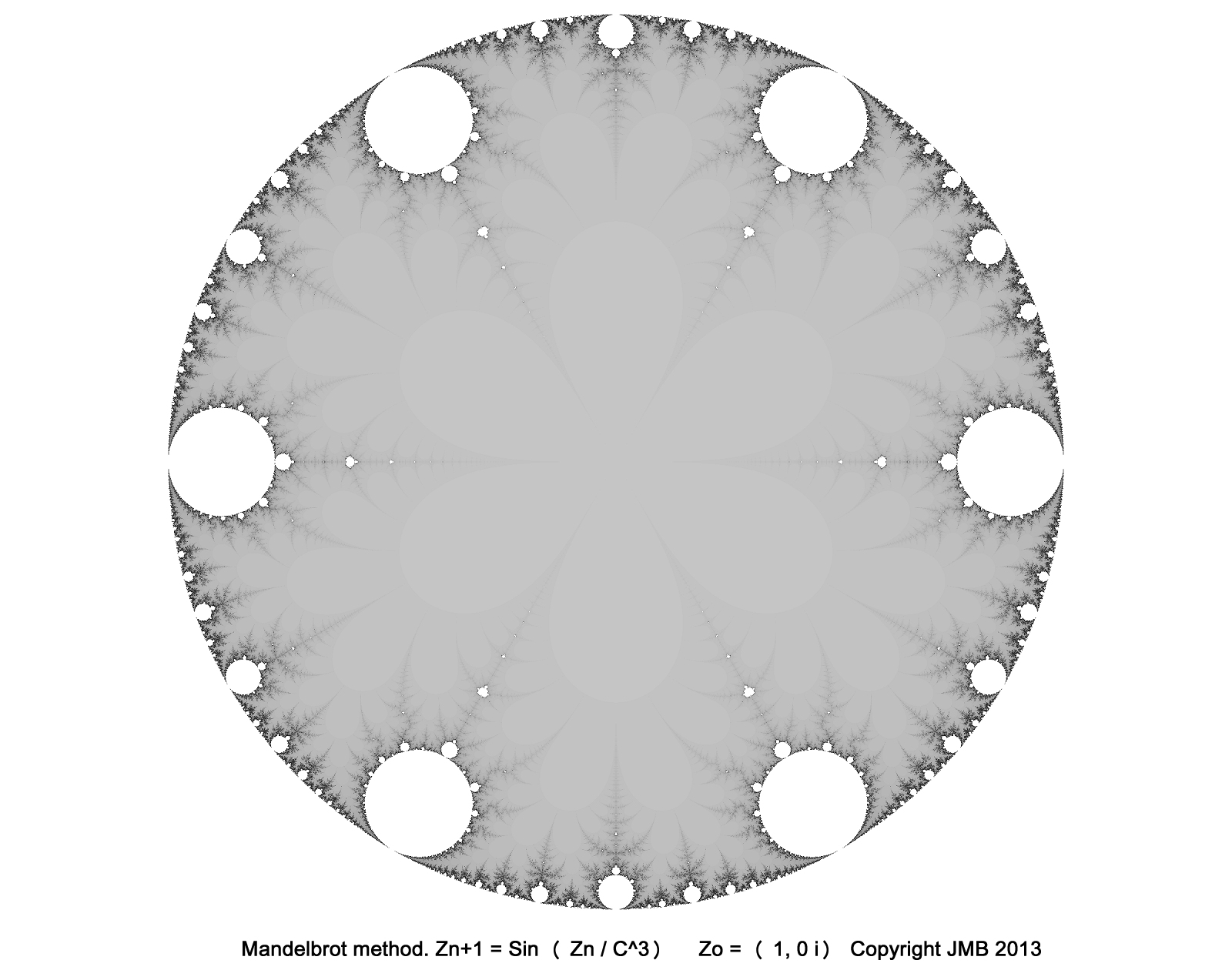
Z = Sin(Z/C^{3}) Zo = (1,0i)
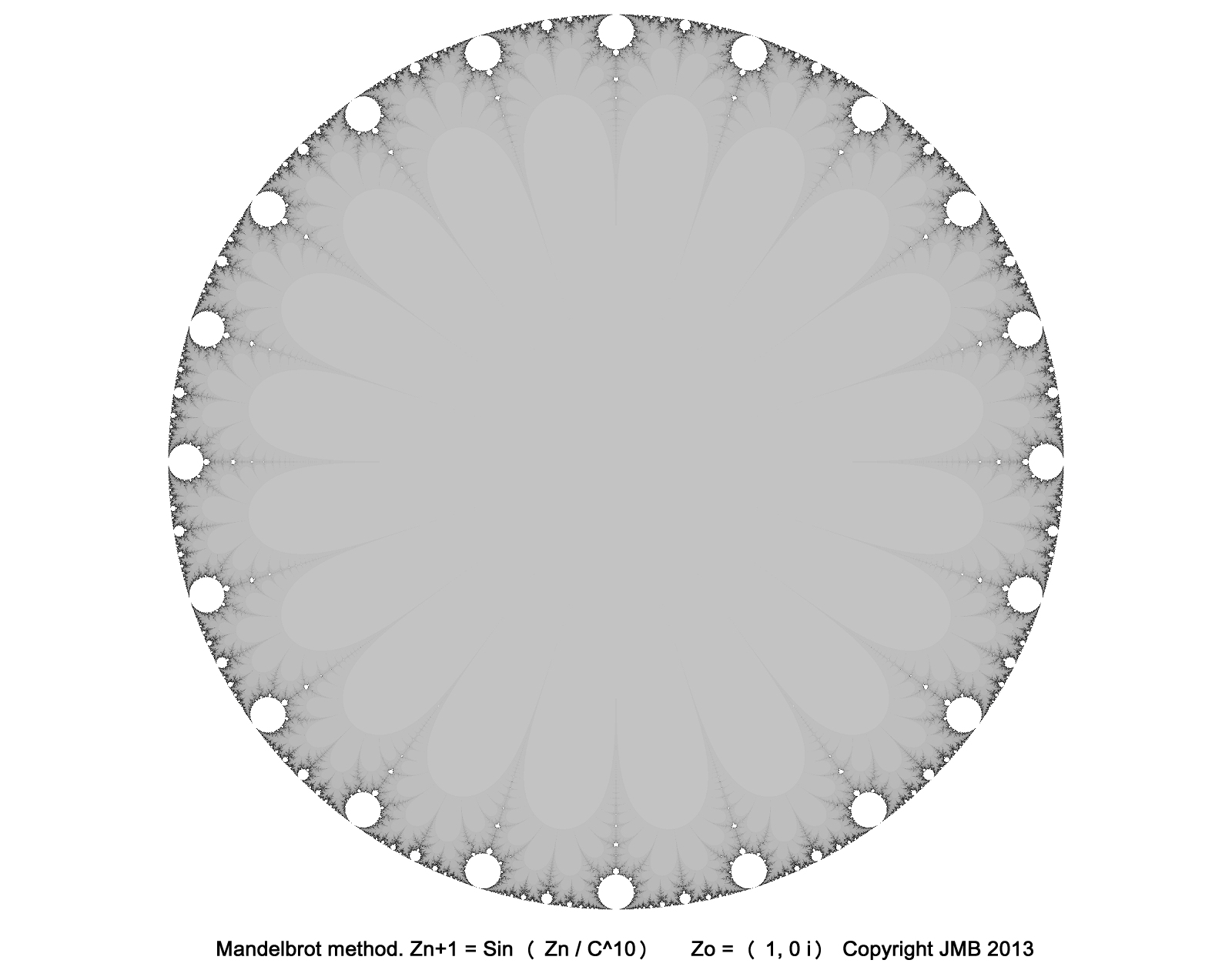
Z = Sin(Z/C^{10}) Zo = (1,0i)

### Como función transformadora de C
- Z = Z2+Sin(C)
 Zo = (0,0i)
- Z = Z3+Sin(C)
 Zo = (0,0i)
- Z = Z4+Sin(C)
 Zo = (0,0i)
- Z = Z5+Sin(C)
 Zo = (0,0i)
- Z = Z6+Sin(C)
 Zo = (0,0i)

- Z = Z2+Sin(C2)
 Zo = (0,0i)
- Z = Z3+Sin(C2)
 Zo = (0,0i)
- Z = Z4+Sin(C2)
 Zo = (0,0i)

### Como función iterativa y transformadora de C, simultáneamente

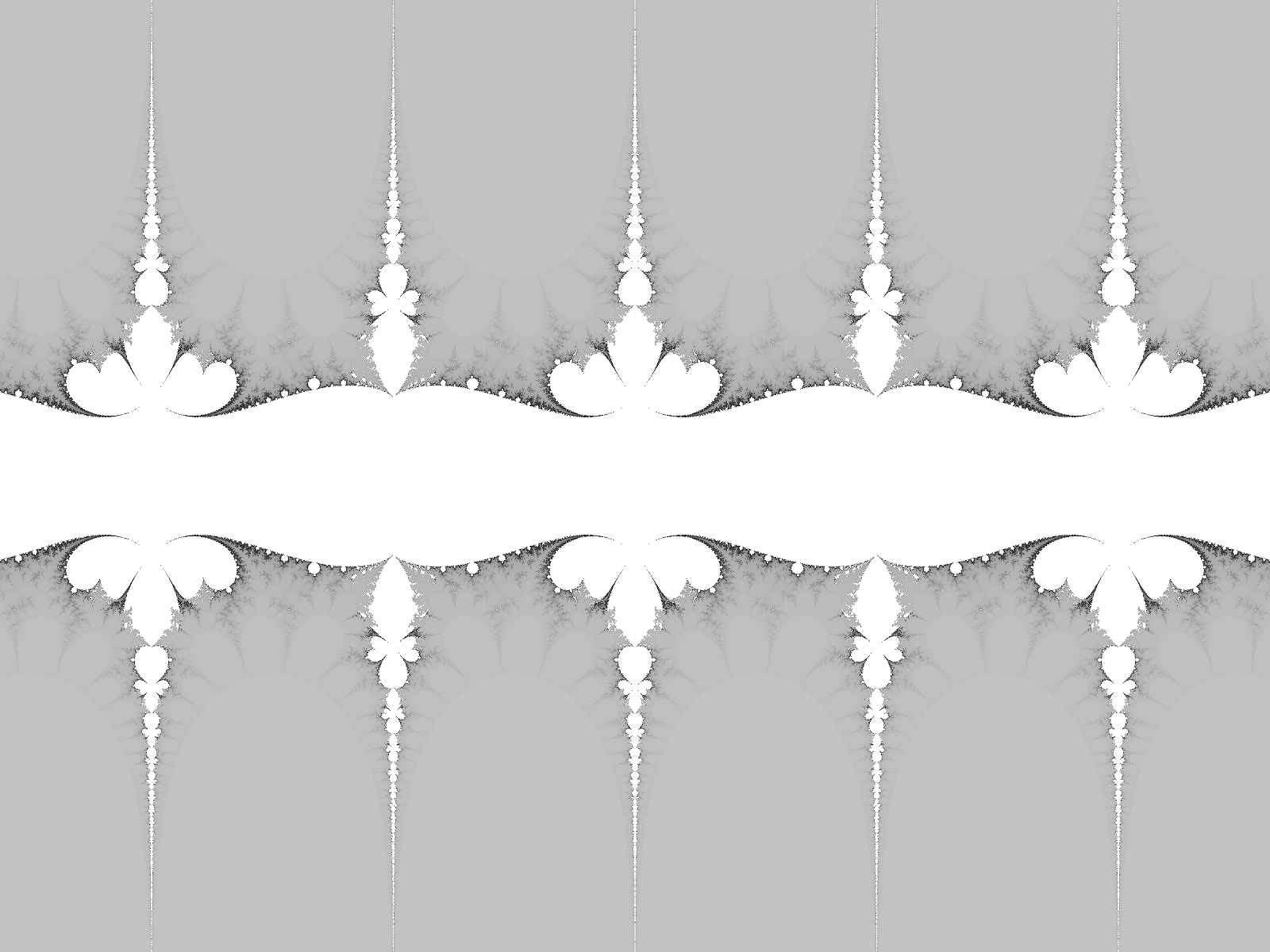
Z = Cos(Z) + Cos(C) Zo = (0,0i)
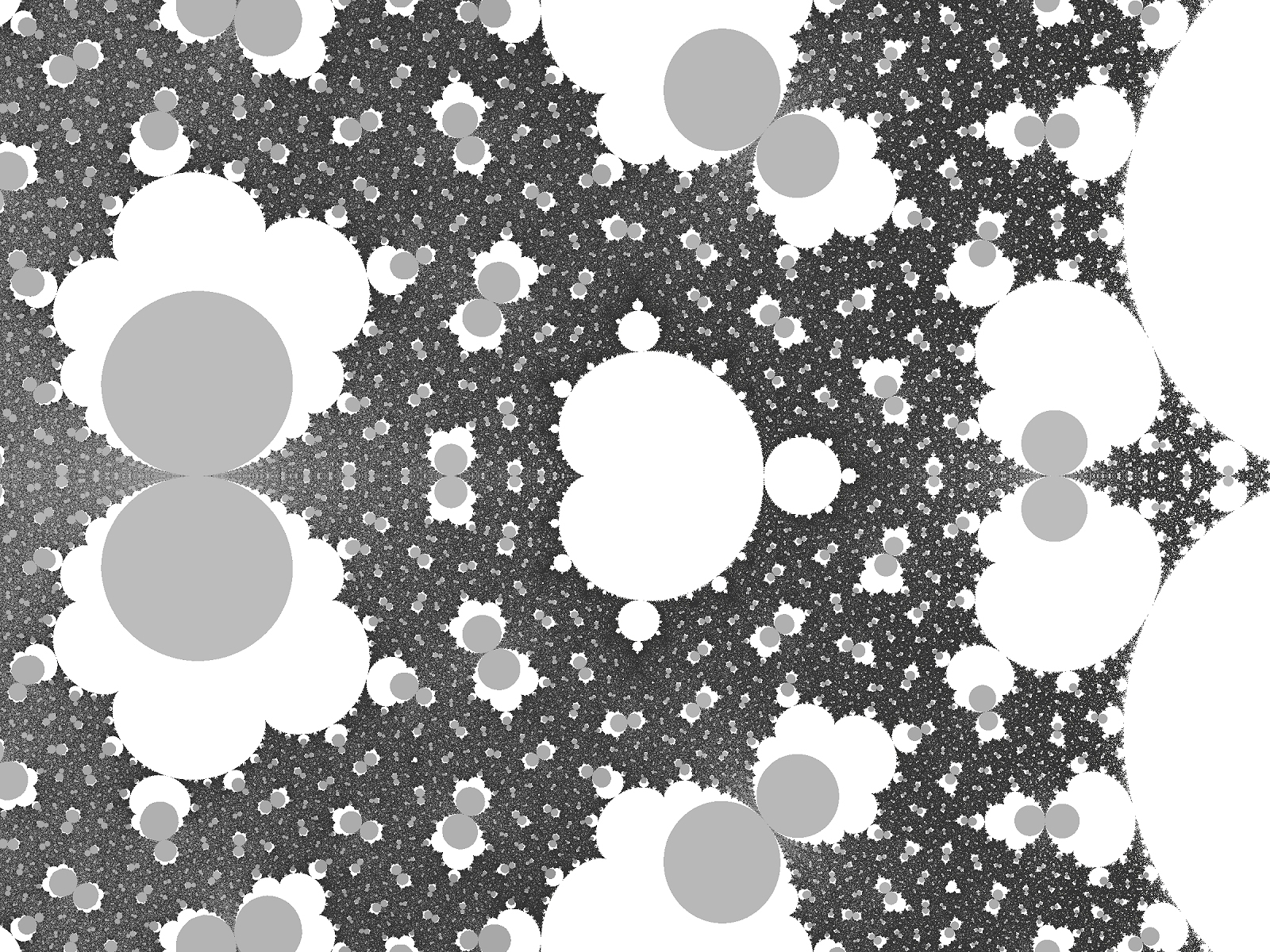
Z = Cos(C/Z) Zo = (0,0i)

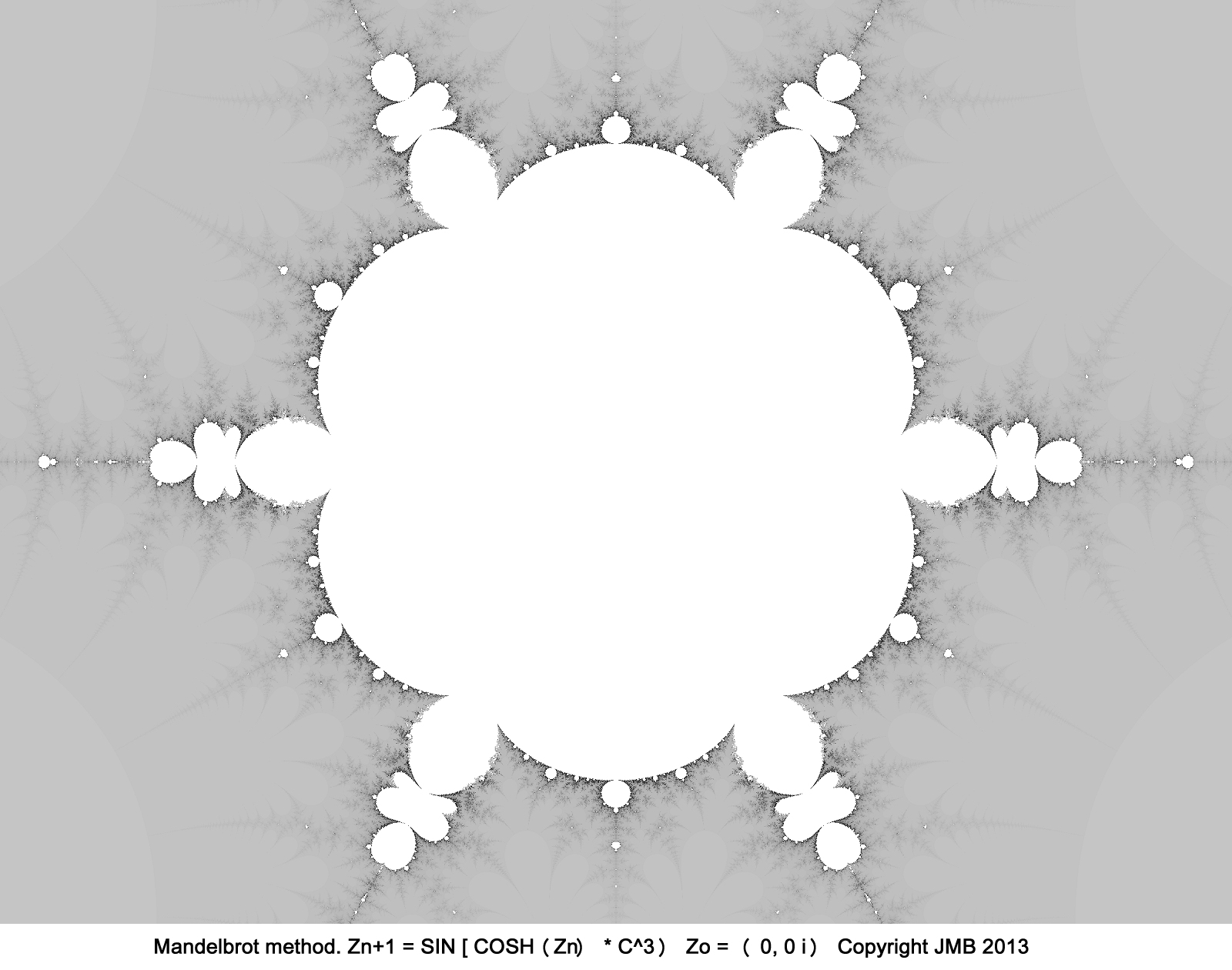
Z = Sin(CosH(Z)*C3) Zo = (0,0i)

#### El caso de la función Zn+1= Sin(Zn* Cm)
- Z = Sin(Z*C0.5)
 Zo = (1,0i)
- Z = Sin(Z*C)
 Zo = (1,0i)
- Z = Sin(Z*C2)
 Zo = (1,0i)
- Z = Sin(Z*C3)
 Zo = (1,0i)
- Z = Sin(Z*C10)
 Zo = (1,0i)
- Z = Sin(Z0.5*C3)
 Zo = (1,0i)

#### El caso de la función Zn+1= Sin(Zn/ Cm)
- Z = Sin(Z/C0.5)
 Zo = (1,0i)
- Z = Sin(Z/C)
 Zo = (1,0i)
- Z = Sin(Z/C2)
 Zo = (1,0i)
- Z = Sin(Z/C3)
 Zo = (1,0i)
- Z = Sin(Z/C10)
 Zo = (1,0i)

## Fractales por iteración de Cos(Z)
Esta función se descompone en una parte real y otra imaginaria:  ' Cos(Z) = [ Cos(x)*((Exp(y)+Exp(-y)) / 2), -Sin(x)*((Exp(y)-Exp(-y))/2)i ] 

Puede ser utilizada como función iterativa o como función transformadora de C = (Cx,Cyi), o simultáneamente

### Como función iterativa
- Z = Cos(Z)+ 1/C
 Zo = (0,0i)
- Z = Cos(Z)+ LN(C) 
 Zo = (0,0i)
- Z = Cos(Z3)+ 1/C
 Zo = (0.2,0.3i)

### Como función transformadora de C
- Z = Z2 + Cos( C)
 Zo = (0,0i)

### Como función iterativa y transformadora de C, simultáneamente
- Z = Cos(Z) + Cos(C)
 Zo = (0,0i)
- Z = Cos(C/Z)
 Zo = (0,0i)

#### El caso de la función Zn+1= Cos(Zn* Cm)
- Z = Cos(Z*C0.5)
 Zo = (0,0i)
- Z = Cos(Z*C)
 Zo = (0,0i)
- Z = Cos(Z*C2)
 Zo = (0,0i)
- Z = Cos(Z*C3)
 Zo = (0,0i)

#### El caso de la función Zn+1= Cos(Zn/Cm)
- Z = Cos(Z/C0.5)
 Zo = (0,0i)
- Z = Cos(Z/C)
 Zo = (0,0i)
- Z = Cos(Z/C2)
 Zo = (0,0i)
- Z = Cos(Z/C3)
 Zo = (0,0i)
- Z = Cos(Z/C4)
 Zo = (0,0i)

## Fractales por iteración de SinH(Z)
Esta función se descompone en una parte real y otra imaginaria:  SinH(Z) = [ Cos(y) * ((Exp(x) - Exp(-x)) / 2) , Sin(Y) * ((Exp(x) + Exp(-x)) / 2)i ] 

Puede ser utilizada como función iterativa o como función transformadora de C = (Cx,Cyi), o simultáneamente:

### Como función iterativa
- Z = SinH(Z) + 1/C
 Zo = (0.91, -0.08i)
- Z = SinH(Z) + 1/C
 Zo = (0.90, -0.05i)
- Z = SinH(Z) + 1/C2
 Zo = (1, 0.1i)
- Z = SinH(Z2) + 1/C
 Zo = (1, -1i)

### Como función transformadora de C
- Z = Z2 + SinH(C)
 Zo = (0,0i)
- Z = Z2 + SinH(1/ C3)
 Zo = (0,0i)

### Como función iterativa i transformadora de C, simultáneamente
- Z = SinH(Z / C )
 Zo = (0,1i)
- Z = SinH(Z)/ C
 Zo = (1,0i)

## Fractales por iteración de CosH(Z)
Esta función se descompone en una parte real y otra imaginaria:  CosH(Z) = [ Cos(y) * ((Exp(x) + Exp(-x)) / 2) , Sin(y) * ((Exp(x) - Exp(-x)) / 2)i ] 

Puede ser utilizada como función iterativa o como función transformadora de C = (Cx,Cyi), o simultáneamente:

### Como función iterativa
- Z = CosH(Z) + 1/C
 Zo = (0,0i)
- Z = CosH(Z2) + 1/C
 Zo = (0,0i)
- Z = CosH(Z3) + 1/C
 Zo = (0,0i)
- Z = CosH(Z4) + 1/C
 Zo = (0,0i)
- Z = CosH(Z5) + 1/C
 Zo = (0,0i)

## Fractales por iteración de combinaciones de diferentes funciones de Z

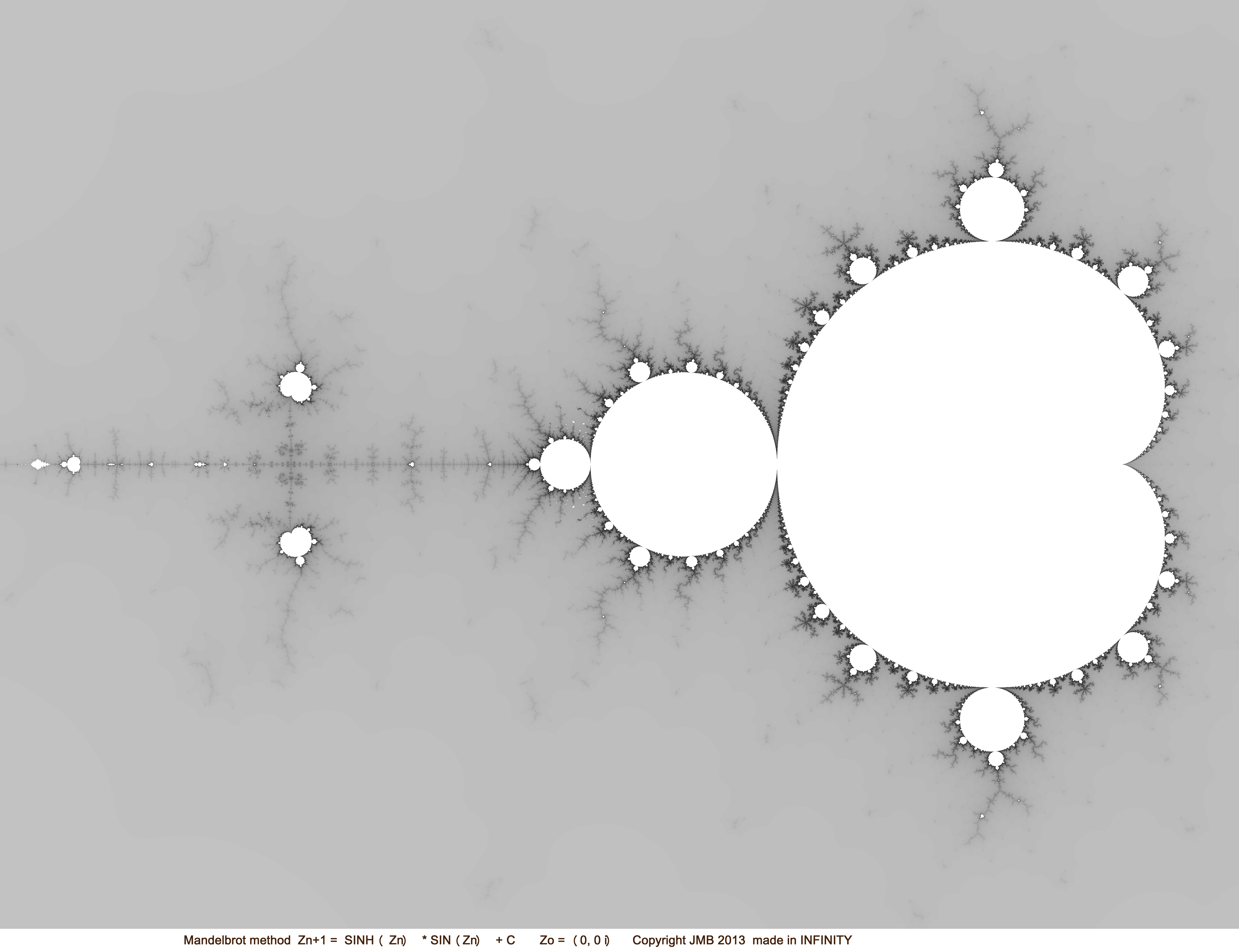
Z = SinH(Z) * Sin(Z) + C Zo = (0,0i)
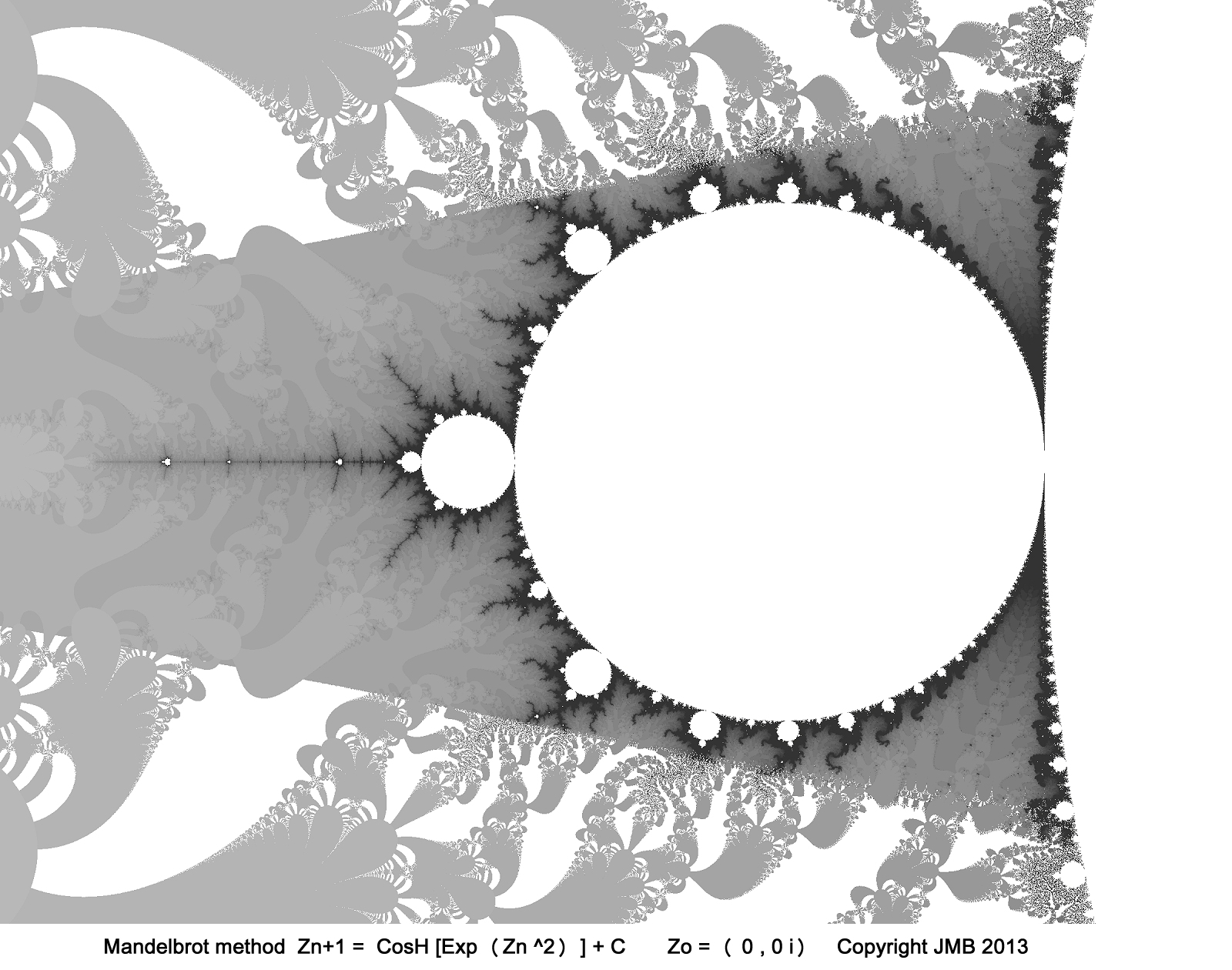
Z = CosH[Exp(Z2)]+ C Zo = (0,0i)
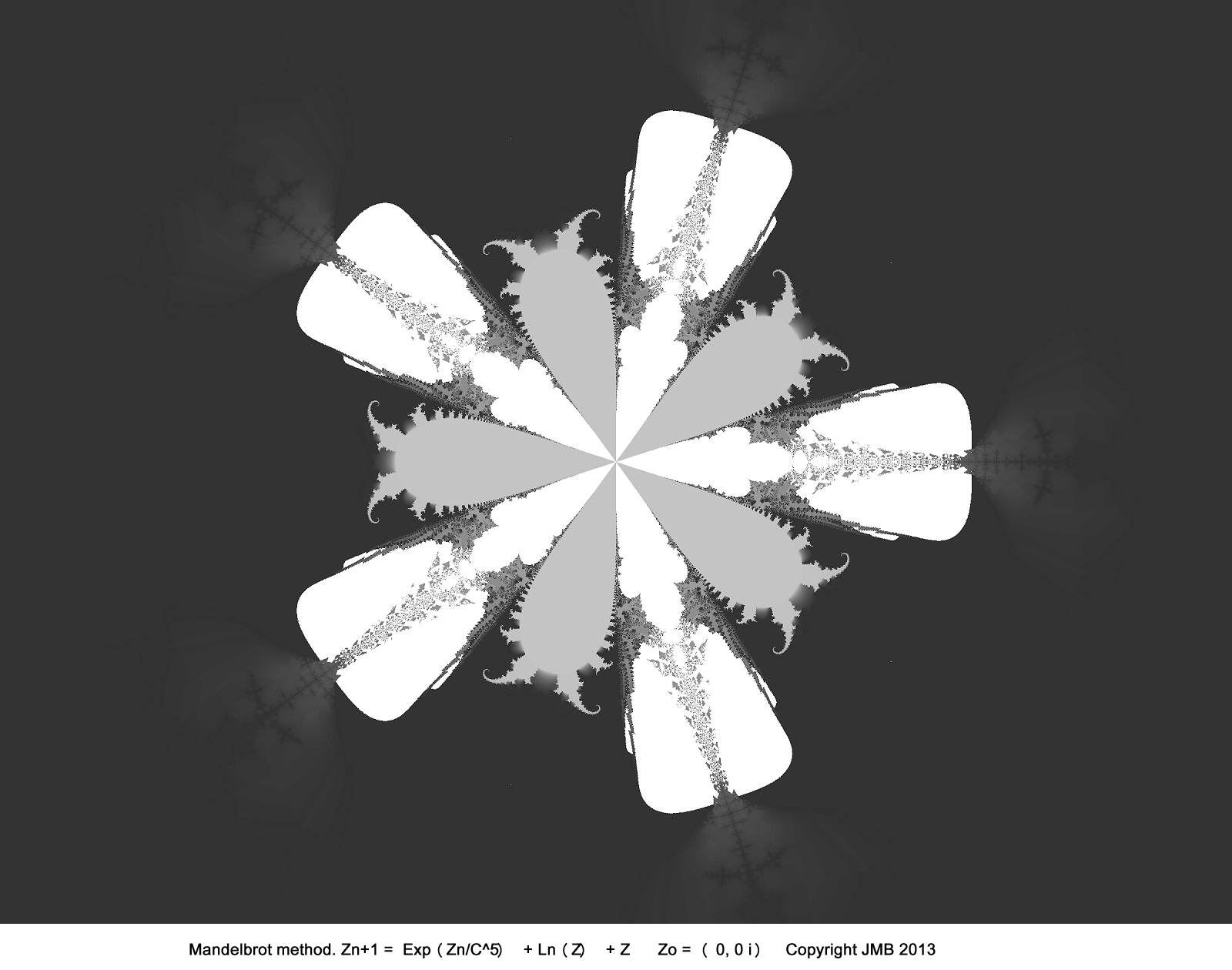
Z = Exp(Z/C5)+ Ln(Z) + Z Zo = (0,0i)

## Más fractales según el método de Mandelbrot
Aquí se muestra un ejemplo de iteración de dos funciones F(X) y F(Y), por adición de cada uno de los puntos del plano C(X,Y), y la introducción de una tercera función F(Z) que desequilibra el punto de convergencia.

Xn+1 = Xn - Sin(Yn) + C(X) .. Yn+1 = Yn - Sin( Xn) + C(Y) .. Zn+1 = Zn - Cos( Xn + Yn) 

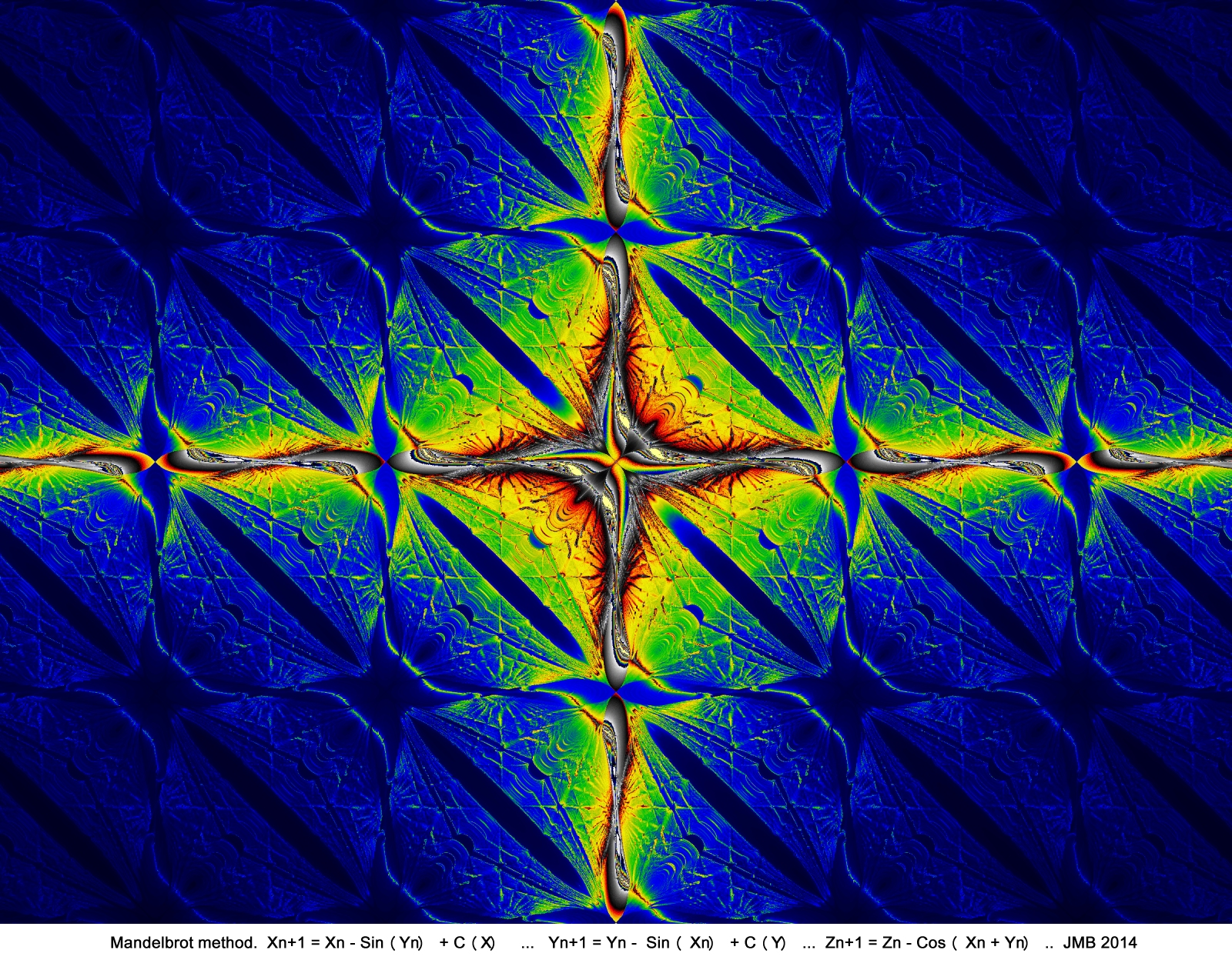
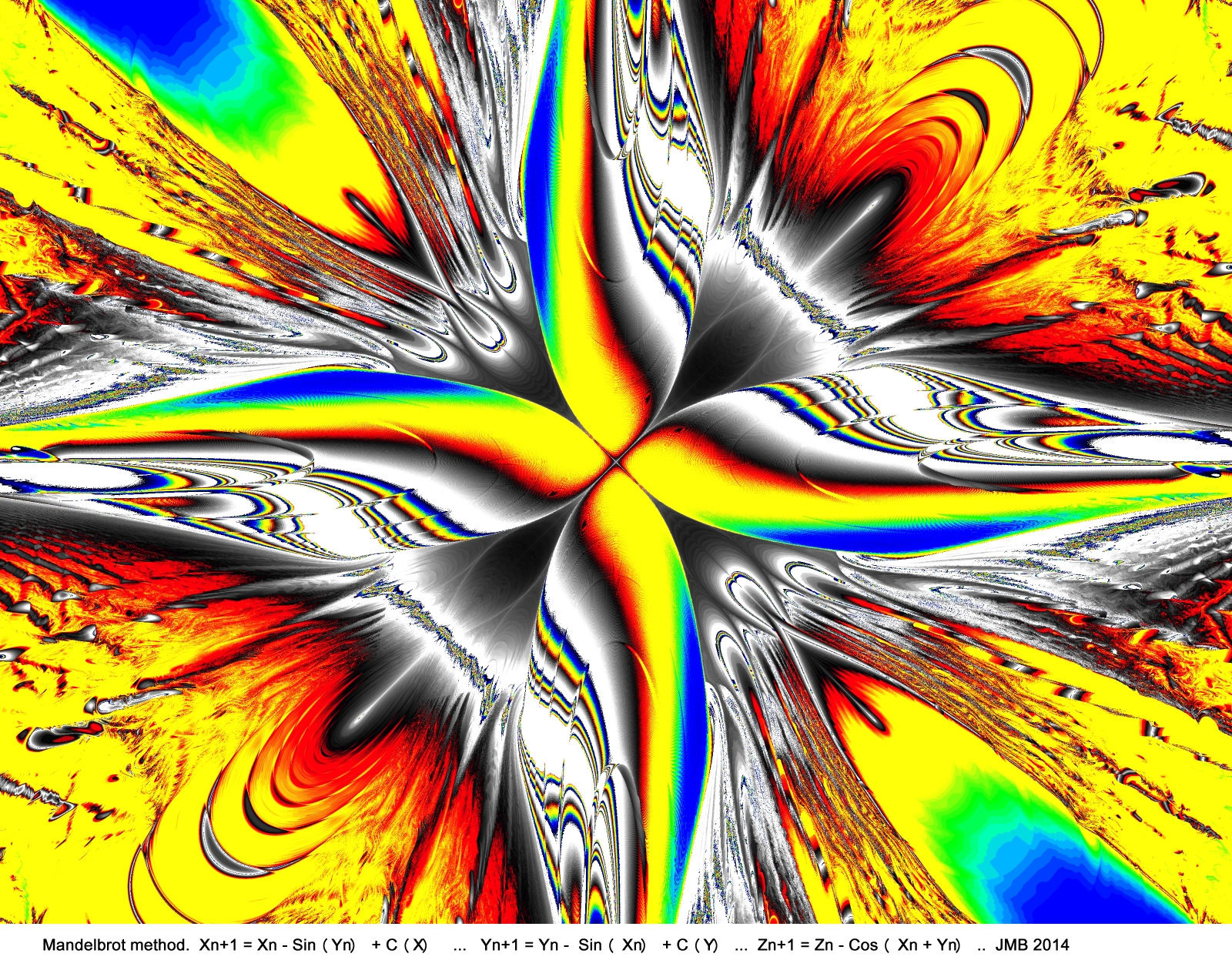